# Região Metropolitana do Rio de Janeiro
A Região Metropolitana do Rio de Janeiro (RMRJ), também conhecida como Grande Rio, foi instituída pela Lei Complementar nº20, de 1 de julho de 1974, que também determinou a fusão dos antigos estados do Rio de Janeiro e da Guanabara, ocorrida em 15 de março do ano seguinte. Trata-se de um recorte político-espacial cujos limites legais correspondem aos (ou se aproximam dos) limites práticos da área pela qual a metrópole do Rio de Janeiro se expandiu ao longo do século XX, tendo como objetivo viabilizar a gestão dessa metrópole. A metrópole do Rio é composta pelos municípios que são polarizados pelo núcleo metropolitano, possuindo esses municípios uma relação de dependência socioeconômica mútua com o centro do Rio equivalente àquela que há entre os bairros do Rio de Janeiro e o centro da cidade. Esses municípios são: Duque de Caxias, São João de Meriti, Belford Roxo, Nilópolis, Mesquita, Nova Iguaçu, Queimados, Japeri, Paracambi, Seropédica, Itaguaí, Magé, Guapimirim, Niterói, São Gonçalo, Itaboraí, Maricá, Tanguá, Rio Bonito e Cachoeiras de Macacu (além do Rio de Janeiro, onde está o núcleo) - o espaço metropolitano como entendido neste artigo é composto por esses 21 municípios, sendo outras composições mencionadas apenas para efeito de comparação, ou por indisponibilidade de dados.
Os 21 municípios que integram a metrópole constituem, na prática, uma única cidade, pois possuem forte vínculo entre si e com o núcleo pelos deslocamentos pendulares da população a estudo ou a trabalho, são ligados diretamente à Zona Central do Rio de Janeiro por linhas urbanas de transporte público, estão localizados a até 80 km de distância do núcleo metropolitano, e são alcançados pelos eixos de expansão da mancha urbana da metrópole.
Quanto ao recorte legal da RMRJ, esses 21 municípios são aqueles que compunham o seu território original no Plano Estratégico de Desenvolvimento Urbano Integrado da Região Metropolitana do Rio de Janeiro (PEDUI-RMRJ). O PEDUI é o primeiro Plano Metropolitano da RMRJ desde a sua instituição no período da ditadura militar. O plano, financiado pelo Banco Mundial, foi iniciado em 2016 (ano seguinte ao da criação do Estatuto da Metrópole) e concluído em 2018, tendo sido entregue com uma base cartográfica inédita dos, até então, 21 municípios da Região Metropolitana (antes da inclusão da cidade de Petrópolis na RMRJ). Em 2018, a Câmara Metropolitana do Rio de Janeiro decidiu reinserir Petrópolis na Região Metropolitana, visando maior participação do município em programas do Governo do Estado do Rio de Janeiro. O município fez parte da delimitação da Região Metropolitana até 1990 (ano em que foi excluído da região junto com São José do Vale do Rio Preto, então distrito de Petrópolis), e foi incorporado novamente a ela em 2018 com foco na criação de políticas públicas para o desenvolvimento da cidade. Assim, desde 2018, a Região Metropolitana do Rio de Janeiro é composta por 22 municípios.
De todos os municípios que, desde 1974, já fizeram parte da composição oficial da Região Metropolitana, apenas Petrópolis e Mangaratiba nunca se constituíram como partes da área de formação dos eixos de expansão urbana da metrópole do Rio de Janeiro, tendo sido esses dois municípios excluídos da RMRJ há mais de 20 anos - a inclusão dos municípios de Petrópolis e Mangaratiba na RMRJ e a recente reinserção de Petrópolis na região se devem a decisões completamente políticas, que não refletem o fenômeno metropolitano existente dentro da área que abrange os 21 municípios já mencionados.

## Metrópoles no Brasil

Mapa com as localizações, em verde, das 12 metrópoles identificadas pelo IBGE no território brasileiro conforme o estudo REGIC 2007. Cerca de uma década depois desse levantamento, à época de um novo estudo - o REGIC 2018 -, os centros urbanos de Florianópolis, Campinas e Vitória foram elevados à categoria das Metrópoles, aumentando para 15 o número de Grandes Concentrações Urbanas de caráter metropolitano no Brasil.

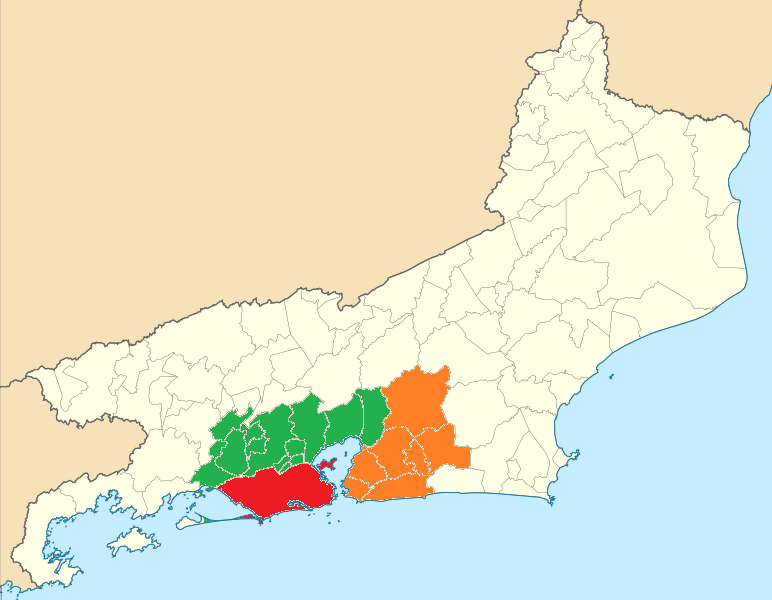
Mapa destacando os 21 municípios que integram a metrópole carioca e a Região Metropolitana do Rio de Janeiro em sua formação original no Plano Estratégico de Desenvolvimento Urbano Integrado (PEDUI), distribuídos entre as três principais sub-regiões do Grande Rio: Capital (em vermelho), Baixada Fluminense (em verde) e Leste Metropolitano (em laranja).

Atualmente, as metrópoles brasileiras são os 15 principais centros urbanos
do País. Esses centros se distinguem dos demais por terem grande porte, extrema importância econômica e projeção nacional, além de manterem fortes relacionamentos entre si e, geralmente, possuírem extensas áreas de influência direta.
As metrópoles se originam numa cidade central que se expande para as áreas periféricas, quase sempre avançando para municípios localizados no entorno do município-núcleo, resultando em grandes áreas conurbadas (ou em processo de conurbação) nos municípios pelos quais a cidade central se expandiu. Uma metrópole formada por vários municípios tem, como uma das suas principais características, o grande fluxo de movimentos pendulares diários entre esses municípios, em direção ao núcleo da metrópole e a outras centralidades distribuídas pela área metropolitana. A metrópole do Rio de Janeiro, a segunda mais populosa do Brasil, se formou por esse processo: Ao longo de décadas, a cidade do Rio de Janeiro - a cidade central - se expandiu, a partir do centro da capital, para as áreas ao seu redor, dentro e fora dos seus limites administrativos, abrangendo uma área que hoje engloba 21 municípios. Essa área, como resultado da expansão urbana, passou a ter um grande porte populacional, e, hoje, todos os 21 municípios que integram essa aglomeração possuem características metropolitanas, como forte integração populacional entre si e com o núcleo metropolitano, e média ou alta densidade demográfica pela expansão urbana do núcleo em direção às periferias, formando, desse modo, a metrópole do Rio de Janeiro.
Entre os governos Emílio Médici e Ernesto Geisel, no início da década de 1970, as primeiras Regiões Metropolitanas foram criadas por lei (entre elas, a RMRJ), a fim de se condicionar a governança das principais metrópoles que haviam-se formado no Brasil até aquela época.

## Limites práticos, legislações e dados
O recorte da Região Metropolitana do Rio de Janeiro que abrange 21 municípios, conforme a legislação de 2013, é o que corresponde à área pela qual a metrópole do Rio se expandiu de fato, e foi com essa área que a RMRJ foi mapeada e teve o seu primeiro Plano Metropolitano desde a sua instituição: o PEDUI-RMRJ.
Entretanto, neste artigo, para fins descritivos, a Região Metropolitana é tratada, algumas vezes, com a área que engloba apenas os 19 municípios que compunham o seu recorte oficial que esteve em vigor até o ano de 2013 - Rio de Janeiro, São Gonçalo, Duque de Caxias, Nova Iguaçu, Niterói, Belford Roxo, São João de Meriti, Magé, Itaboraí, Mesquita, Nilópolis, Maricá, Queimados, Itaguaí, Japeri, Seropédica, Guapimirim, Paracambi e Tanguá, - uma vez que alguns dados referentes aos municípios de Rio Bonito e Cachoeiras de Macacu não constavam em vários levantamentos dos censos demográficos até o ano de 2010.
Com cerca de 12.000.000 habitantes distribuídos pelos 19 municípios que historicamente fazem parte da RMRJ e formam o recorte citado acima - e que integram a sua composição oficial definida pela Lei Complementar nº 133, de 15 de dezembro de 2009, e pela Lei nº 2664, de 27 de dezembro de 1996 (de acordo com esta segunda lei, o município do Rio de Janeiro não está incluído) - a Região Metropolitana do Rio de Janeiro é a segunda maior do Brasil (após a Grande São Paulo), terceira maior da América do Sul e 16ª maior do mundo (2020). A Região Metropolitana concentra cerca de 75% da população do Estado do RJ. O município mais populoso da RM é o Rio de Janeiro, seguido de São Gonçalo, Duque de Caxias e Nova Iguaçu. O maior IDH Municipal é o de Niterói, a quinta maior cidade da região.
A partir de 2013, três municípios do entorno desse território foram oficialmente incorporados à RMRJ: Rio Bonito, Cachoeiras de Macacu (em 2013) e Petrópolis (em 2018). Atualmente, conforme a Lei Complementar nº 184, de 27 de dezembro de 2018, 22 municípios integram a Região Metropolitana do Rio de Janeiro na sua composição legal. No entanto, de acordo com a Lei nº 8.674, de 20 de dezembro de 2019 (sobre outra divisão do Estado do RJ estabelecida para outros fins), a Região Metropolitana continua com os limites anteriores ao ano de 2013, abrangendo apenas 18 municípios (à exceção da capital).

## Diferentes recortes oficiais da Região Metropolitana

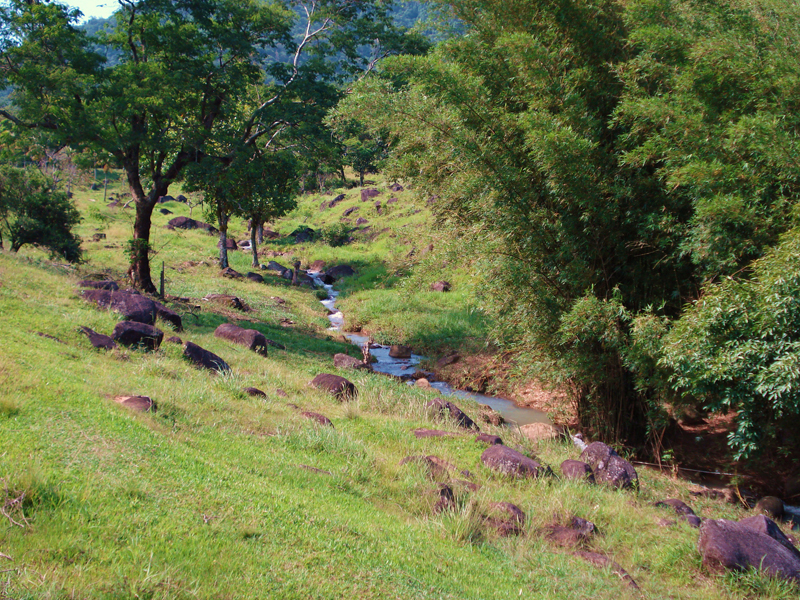
Bairro Green Valley, em Rio Bonito.

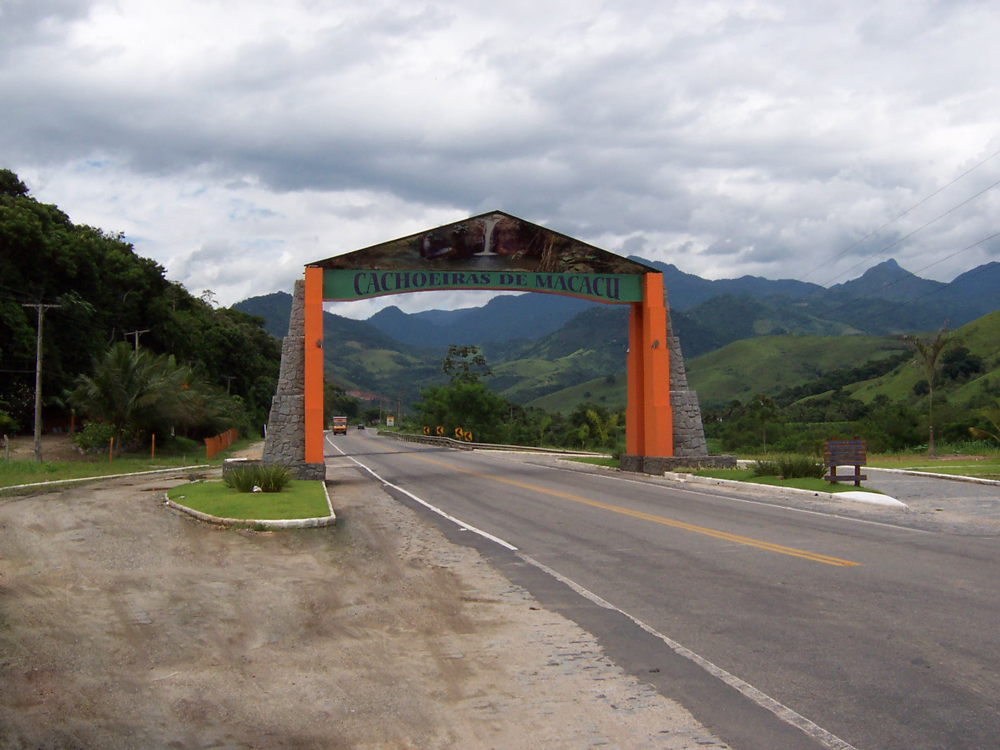
Entrada do Parque Veneza e região central de Cachoeiras de Macacu.

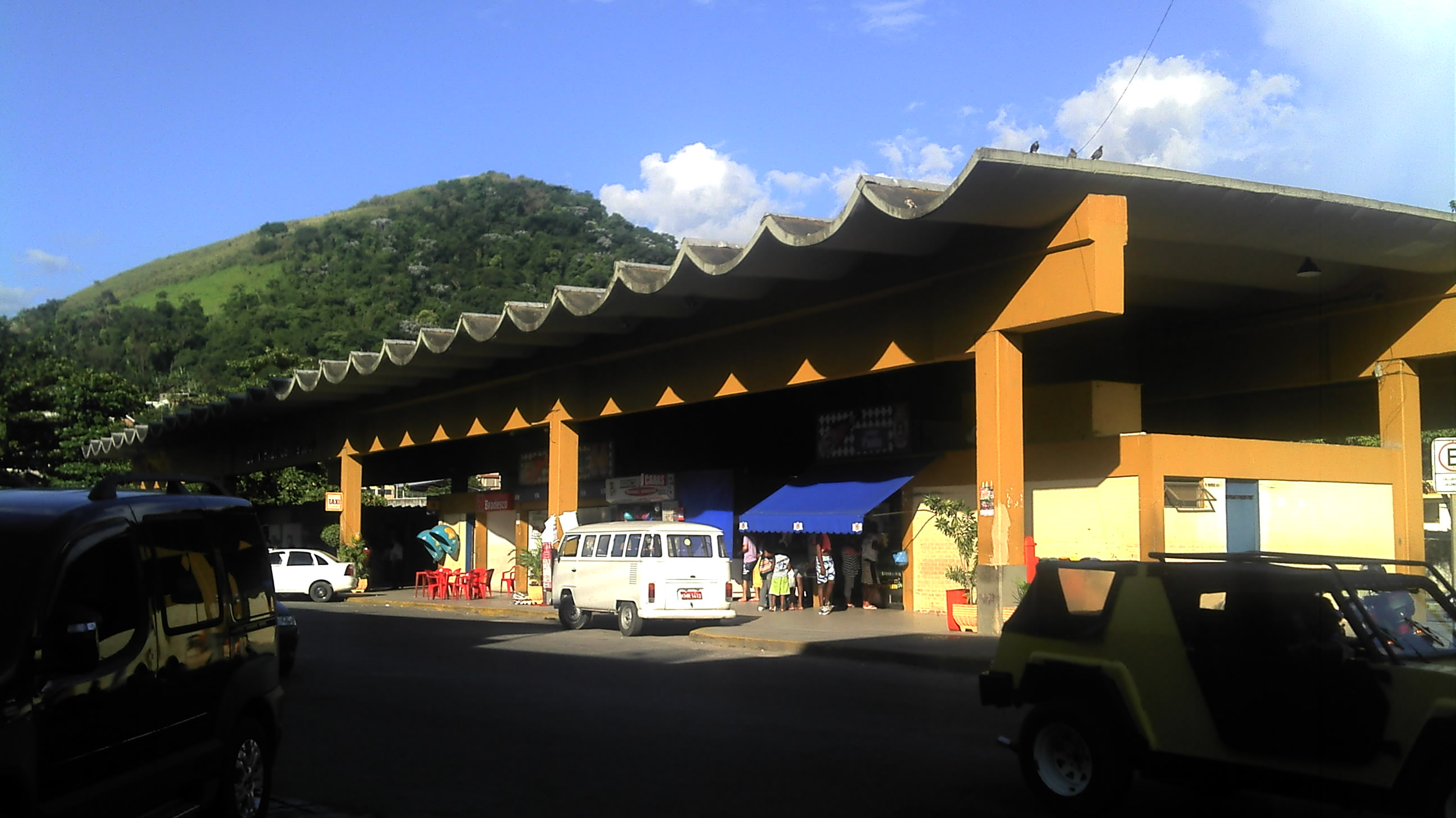
Terminal Rodoviário de Cachoeiras de Macacu, no centro da cidade.

| Região Metropolitana do Rio de Janeiro                                        | Detalhes | População                                         | Área                                   | Densidade demográfica                                         | Mapa |
| ----------------------------------------------------------------------------- | --- | ------------------------------------------------- | -------------------------------------- | ------------------------------------------------------------- | ---- |
| Região Metropolitana na atual divisão político-administrativa do Estado do RJ | Atual recorte político-administrativo que compreende 22 municípios conforme a legislação de 2018, incluindo os municípios de Rio Bonito, Cachoeiras de Macacu e Petrópolis.                                                                                       | 13.189.574 hab.                                   | 7.535 km²                              | 1.750 hab./km²                                                |      |
| Região Metropolitana na divisão geoeconômica do Estado do RJ                  | Recorte geoeconômico ratificado em 2019 que corresponde, aproximadamente, à Região Metropolitana na sua composição político-administrativa vigente entre os anos de 2009 e 2013, abrangendo apenas 18 municípios da área metropolitana (não incluindo a capital). | 12.763.305 hab. (incluída a população da capital) | 5.327 km² (incluída a área da capital) | 2.396 hab./km² (incluída a relação população/área da capital) |      |

## História e composição político-administrativa da RMRJ

Ponte Rio-Niterói em construção. As obras foram concluídas em 1974, o mesmo ano em que foi sancionada a lei que criava oficialmente a RMRJ e determinava a fusão entre os antigos estados do Rio de Janeiro e da Guanabara.

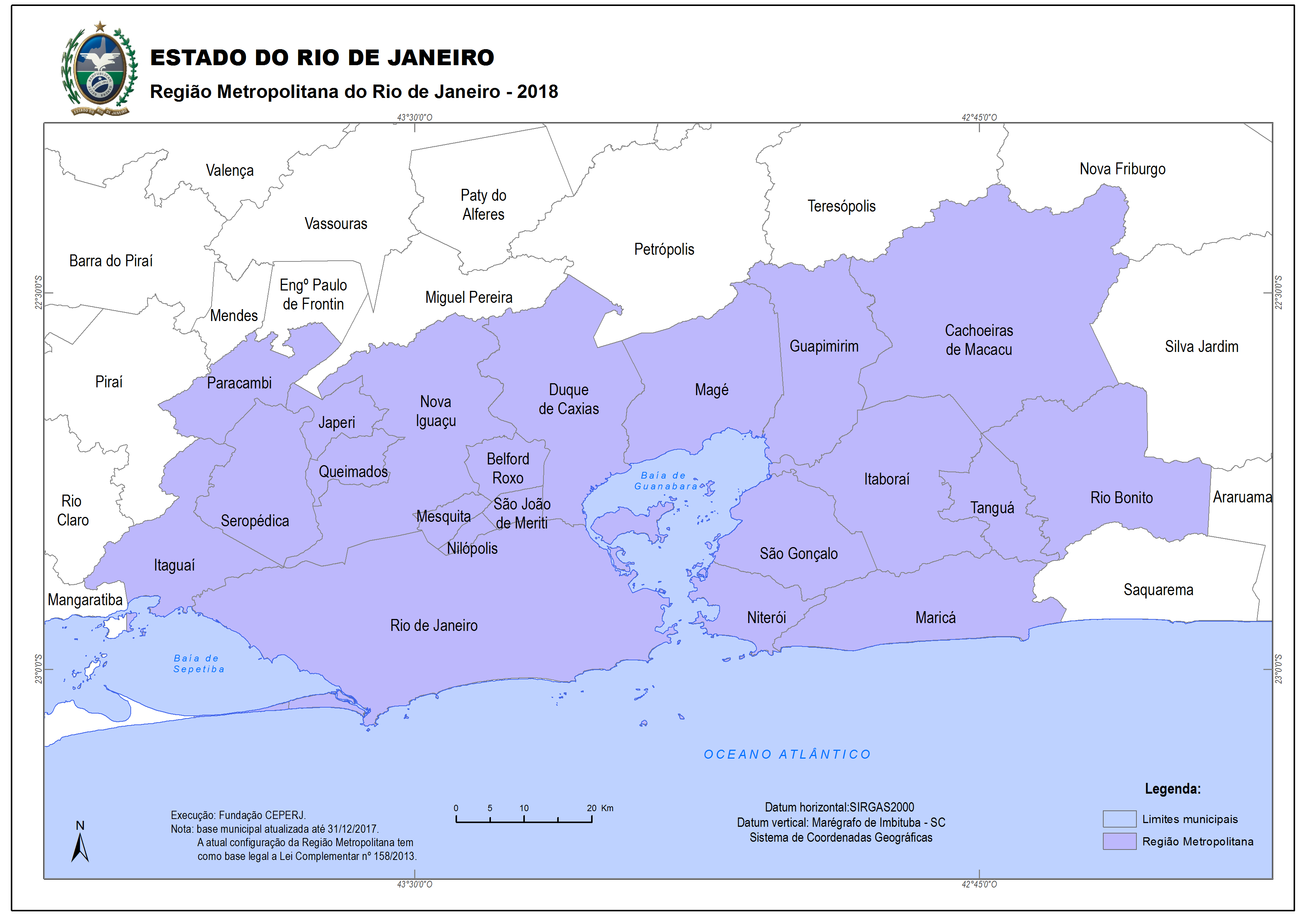
Mapa destacando os 21 municípios - os quais são os integrantes da metrópole e da área original da RMRJ no PEDUI, iniciado no ano de 2016 - da Região Metropolitana na sua composição político-administrativa vigente entre 2013 e 2018 (resultante da adição dos municípios de Rio Bonito e Cachoeiras de Macacu à região).

Quando foi instituída, em 1974, a Região Metropolitana do Rio de Janeiro era composta por 14 municípios: Rio de Janeiro, Niterói, Duque de Caxias, Itaboraí, Itaguaí, Magé, Mangaratiba, Maricá, Nilópolis, Nova Iguaçu, Paracambi, Petrópolis (incluindo São José do Vale do Rio Preto, então distrito do município de Petrópolis), São Gonçalo e São João de Meriti.
Durante a década de 1990, distritos de alguns desses municípios foram emancipados, e os novos municípios resultantes desses desmembramentos continuaram fazendo parte da RMRJ. São eles: Belford Roxo, Queimados (ambos emancipados de Nova Iguaçu em 1990), Guapimirim (emancipado de Magé em 1990), Japeri (emancipado de Nova Iguaçu em 1991), Seropédica (desmembrado de Itaguaí em 1995), Tanguá (emancipado de Itaboraí em 1995) e Mesquita (que se emancipou de Nova Iguaçu em 1999).
Os limites da Região Metropolitana, que inicialmente abrangiam a capital, os 13 municípios da Baixada Fluminense e 5 dos 7 municípios do Leste Metropolitano, além de Petrópolis e Mangaratiba, também sofreram alterações a partir do início da década de 1990, com a exclusão dos municípios de Petrópolis - e São José do Vale do Rio Preto - (em setembro de 1990), Maricá (em outubro de 2001), Itaguaí e Mangaratiba (ambos em julho de 2002). Itaguaí e Maricá, contudo, foram reintegrados à Região Metropolitana, respectivamente, em outubro e dezembro de 2009. No entanto, nessa mesma época, manteve-se o entendimento de que o município de Mangaratiba não pertence à RMRJ, mas à Região da Costa Verde (Litoral Sul), e a cidade permaneceu oficialmente fora do Grande Rio - do ponto de vista geoeconômico, Mangaratiba já não fazia mais parte da Região Metropolitana desde 1996. Com Itaguaí e Maricá, a RMRJ passou a ser composta por 19 municípios.

Maricá na década de 1970.

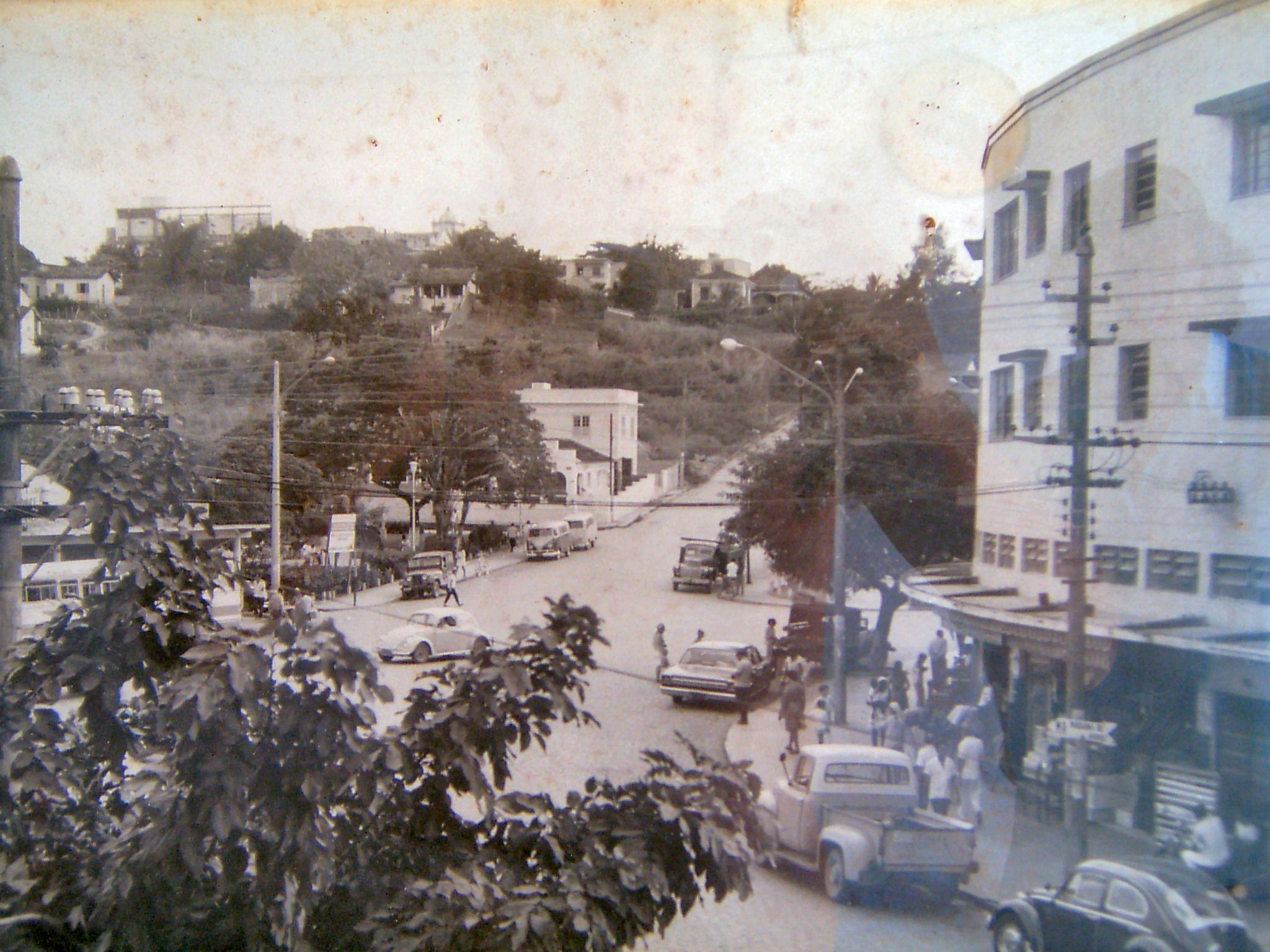
Itaguaí na década de 1970.

Em dezembro de 2013, os municípios de Rio Bonito e Cachoeiras de Macacu, que na divisão político-administrativa do Estado do Rio de Janeiro faziam parte da região das Baixadas Litorâneas, foram incorporados à RM, devido à localização do COMPERJ (atual Polo GasLub), sediado no norte de Itaboraí, próximo aos limites com os dois municípios, e à expansão urbana que já acontecia no Eixo Leste Metropolitano entre Itaboraí e Rio Bonito, e entre Itaboraí e Cachoeiras.

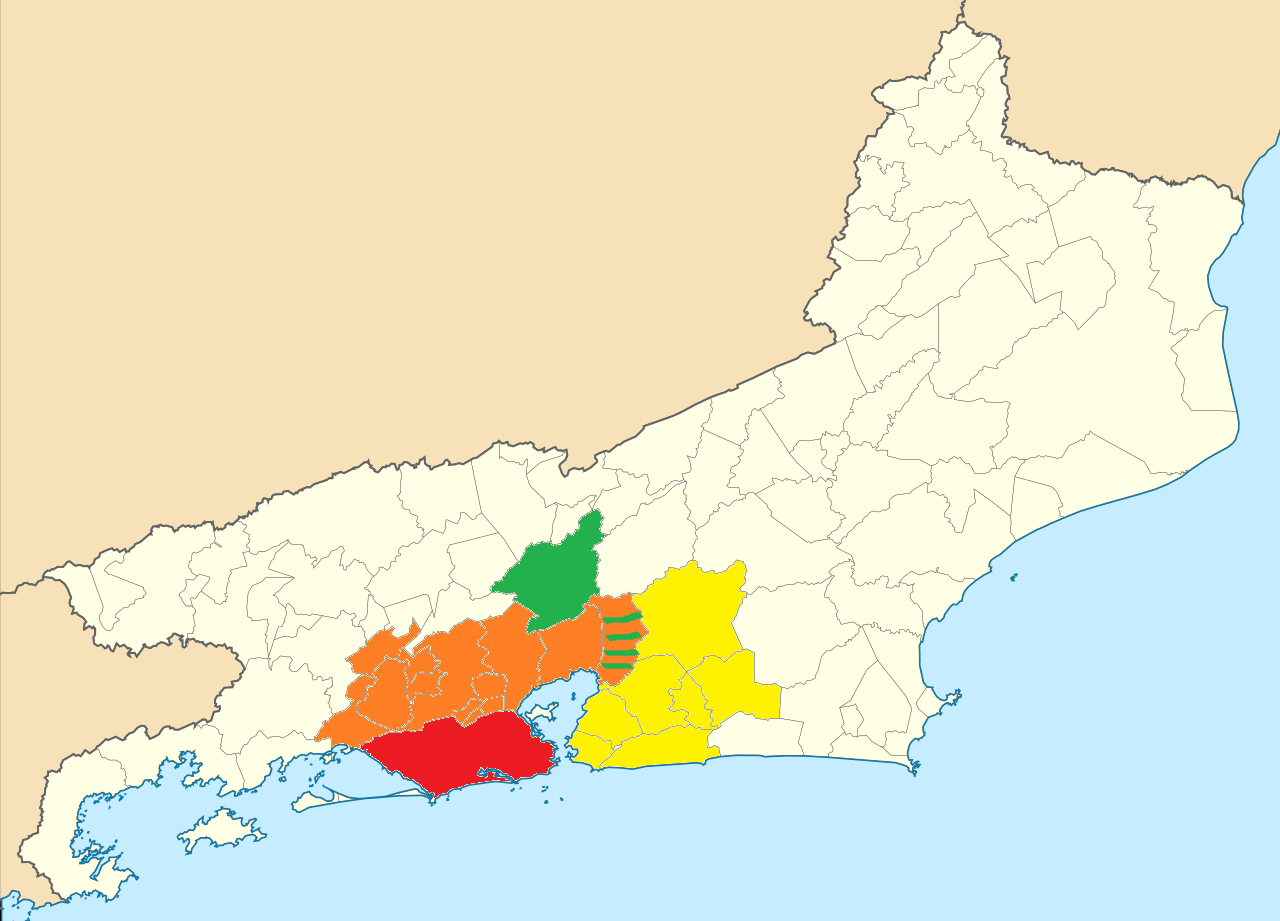
Mapa da Região Metropolitana na sua composição político-administrativa vigente a partir de 2018 (quando o município de Petrópolis foi incorporado à RMRJ) dividida em sub-regiões.
Serrana
Baixada Fluminense
Leste Metropolitano
Cidade do Rio de Janeiro

Em 2018, o município de Petrópolis foi, com seus limites alterados, sem o território de São José do Vale do Rio Preto, incluído ao Grande Rio, fazendo com que o número oficial de municípios pertencentes à Região Metropolitana chegasse a 22, sendo eles o Rio de Janeiro, Belford Roxo, Cachoeiras de Macacu, Duque de Caxias, Guapimirim, Itaboraí, Itaguaí, Japeri, Magé, Maricá, Mesquita, Nilópolis, Niterói, Nova Iguaçu, Paracambi, Petrópolis, Queimados, Rio Bonito, São Gonçalo, São João de Meriti, Seropédica e Tanguá.
Embora sucessivas leis tenham excluído e incluído vários municípios na Região Metropolitana ao longo de décadas, a área da metrópole, mapeada em 2017 no Plano Estratégico de Desenvolvimento Urbano Integrado, faz parte da RMRJ desde a sua instituição, em 1974 (com exceção do território correspondente aos municípios de Cachoeiras de Macacu e Rio Bonito, incluídos legalmente na região em 2013).

## Outras composições oficiais da Região Metropolitana

### Composição na divisão geoeconômica do Estado do RJ

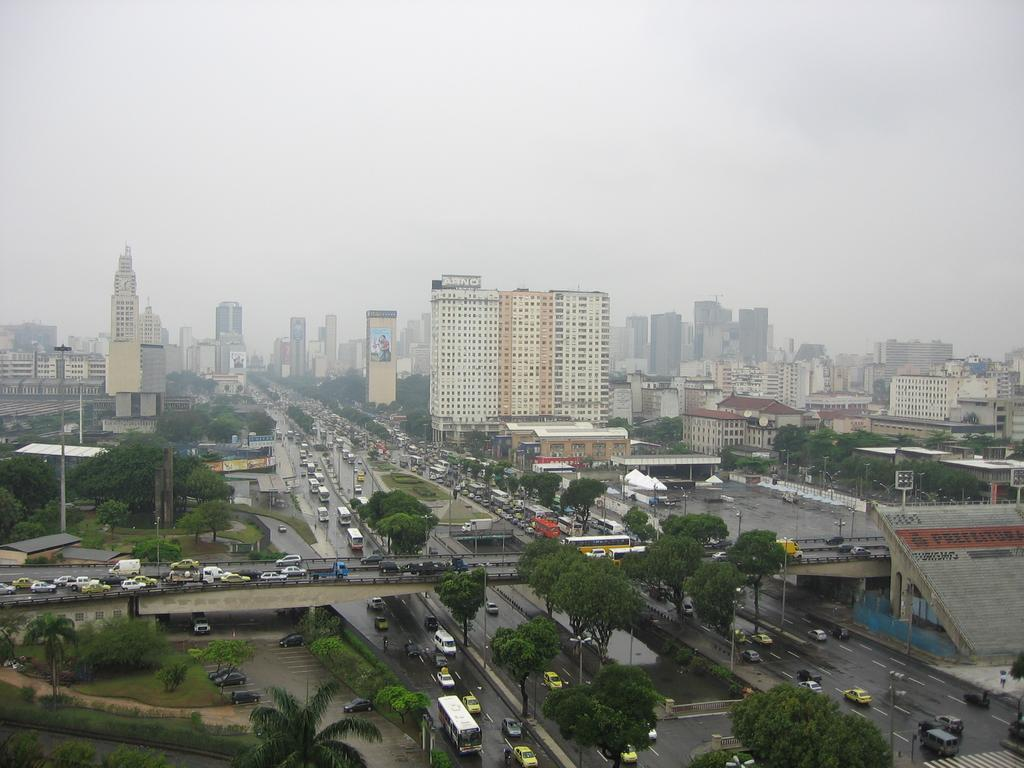
Avenida Presidente Vargas na altura da Praça Onze/Central do Brasil, no centro do Rio de Janeiro.

Enquanto a Região Metropolitana do Rio de Janeiro, na sua concepção político-administrativa (abordada acima), tem sofrido várias alterações em seus limites ao longo dos anos, na sua concepção geoeconômica, ela é muito mais estável, tendo se mantido com os mesmos limites desde 1996. Nessa concepção, a RM é, oficialmente, formada por 18 municípios localizados ao redor da capital fluminense: Belford Roxo, Duque de Caxias, Guapimirim, Itaboraí, Itaguaí, Japeri, Magé, Maricá, Mesquita, Nilópolis, Niterói, Nova Iguaçu, Paracambi, Queimados, São Gonçalo, São João de Meriti, Seropédica e Tanguá (todos esses municípios integram a RMRJ - na divisão político-administrativa do estado - desde 1974; alguns como entes municipais, outros como distritos desses entes posteriormente emancipados). Embora o município do Rio de Janeiro faça parte da área metropolitana, já que é onde está o núcleo metropolitano, ele é tratado separadamente em questões concernentes à divisão geoeconômica do Estado do RJ.

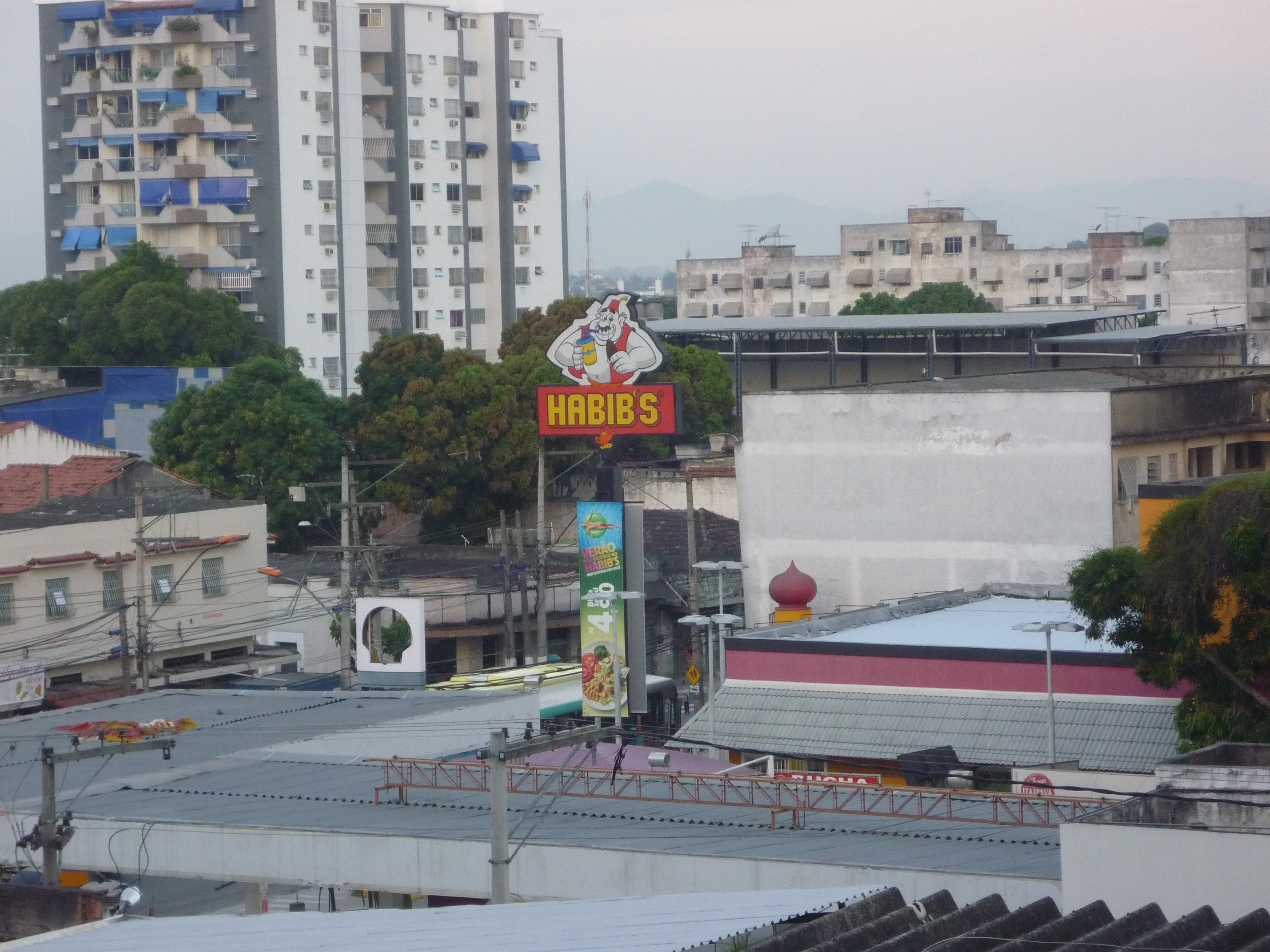
Região entre Alcântara e o Mutondo, no município de São Gonçalo.

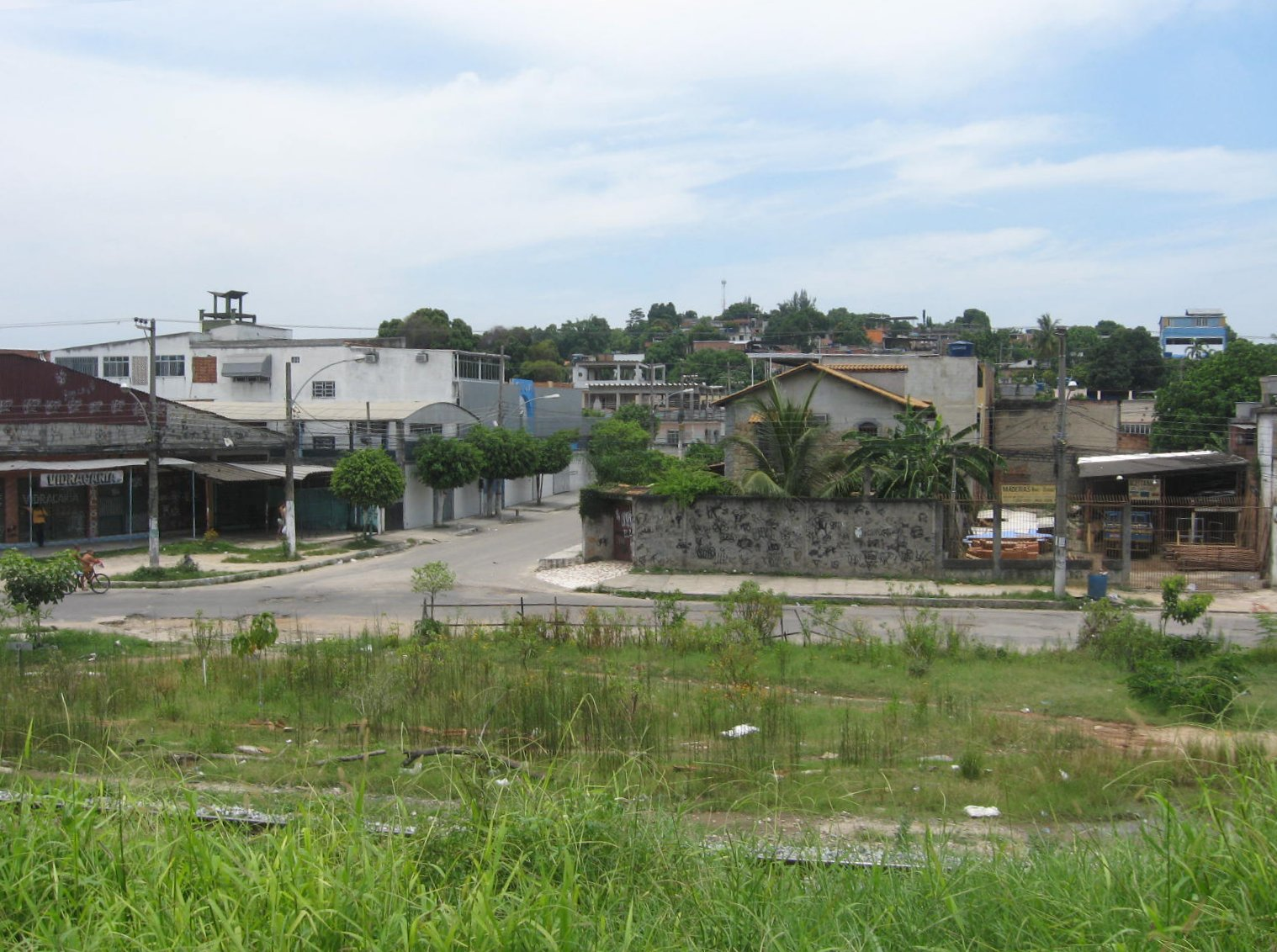
Éden, no extremo oeste do município de São João de Meriti.

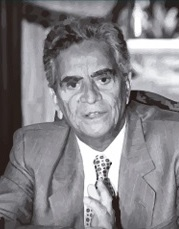
Marcello Alencar, então governador do Rio de Janeiro, sancionou, em 1996, a lei que define os limites das 8 regiões geoeconômicas do estado.

Juntos, a RM - composta por 18 municípios da periferia metropolitana - e o município do Rio de Janeiro têm uma população de, aproximadamente, 12.000.000 habitantes (mais de 6 milhões no município do Rio de Janeiro, cerca de 4 milhões nos 13 municípios da Baixada Fluminense, e aproximadamente 2 milhões em 5 municípios do Leste Metropolitano (2022). Esses 19 municípios também são responsáveis pela arrecadação de mais de R$ 20 bilhões em ICMS.
Em dezembro de 2019, a Assembleia Legislativa do Estado do Rio de Janeiro, após derrubar o veto do então governador Wilson Witzel ao projeto de lei 1.624/19, ratificou a composição da Região Metropolitana, na sua concepção geoeconômica, sem os municípios de Petrópolis, Cachoeiras de Macacu e Rio Bonito. A medida foi necessária para garantir, sem alterações, a distribuição dos 25% do ICMS que cabem aos municípios segundo critérios do Índice de Participação Municipal, que levam em conta a região onde a cidade está localizada. Dessa forma, de acordo com critérios como população e extensão territorial, entende-se que Rio Bonito e Cachoeiras de Macacu pertencem à Região das Baixadas Litorâneas, e Petrópolis, à Região Serrana, o que evita que municípios da Região Metropolitana sejam prejudicados no momento da distribuição dos 25% da receita do referido imposto - quando essa distribuição é feita, a capital é separada dos 18 municípios metropolitanos do seu entorno. Sem esses três municípios, a RM continua sendo composta apenas pelos 13 municípios da Baixada Fluminense (Itaguaí, Seropédica, Paracambi, Japeri, Queimados, Nova Iguaçu, Mesquita, Nilópolis, Belford Roxo, São João de Meriti, Duque de Caxias, Magé e Guapimirim) e por 5 municípios do Leste Metropolitano (Niterói, São Gonçalo, Itaboraí, Maricá e Tanguá). Entretanto, no que diz respeito à organização, ao planejamento e à execução de funções e serviços públicos de interesse metropolitano (concepção político-administrativa da RMRJ), Petrópolis, Cachoeiras de Macacu e Rio Bonito continuam fazendo parte da Região Metropolitana.
A área que abrange o município do Rio de Janeiro e a Região Metropolitana, conforme a legislação de dezembro de 2019 sobre a regionalização geoeconômica do Estado, que ratifica aquela de dezembro de 1996, corresponde a 12% da área total do Estado do Rio de Janeiro. Ela é, se excluídos os municípios de Petrópolis (com o território correspondente ao atual município de São José do Vale do Rio Preto) e Mangaratiba, a mesma área da RMRJ na sua composição original, de 1974 (estabelecida para fins político-administrativos), já que as emancipações que deram origem aos municípios de Belford Roxo, Queimados, Guapimirim, Japeri, Seropédica, Tanguá e Mesquita entre 1990 e 1999 não alteraram essa área.
Tanto para fins político-administrativos como do ponto de vista geoeconômico, o Estado do Rio de Janeiro é dividido oficialmente em 8 regiões, sendo a Região Metropolitana uma delas. As outras 7 são as regiões do Interior do Rio de Janeiro, ou seja, as Baixadas Litorâneas, o Norte Fluminense, o Noroeste Fluminense, a Região Serrana, o Centro-Sul Fluminense, o Médio Paraíba e a Costa Verde/Litoral Sul. Porém, como na divisão político-administrativa do Estado do RJ os limites dessas regiões mudam frequentemente e na divisão geoeconômica a capital fluminense não integra a Região Metropolitana, as composições dessas regiões nunca são as mesmas nas duas divisões. No entanto, entre os anos de 2009 e 2013, os municípios que compunham cada uma das 8 regiões do Estado nas duas divisões (com exceção do município do Rio de Janeiro, que, na divisão geoeconômica do Estado do Rio, não faz parte de nenhuma região) eram os mesmos.

### Composição no Plano Diretor de Transporte Urbano

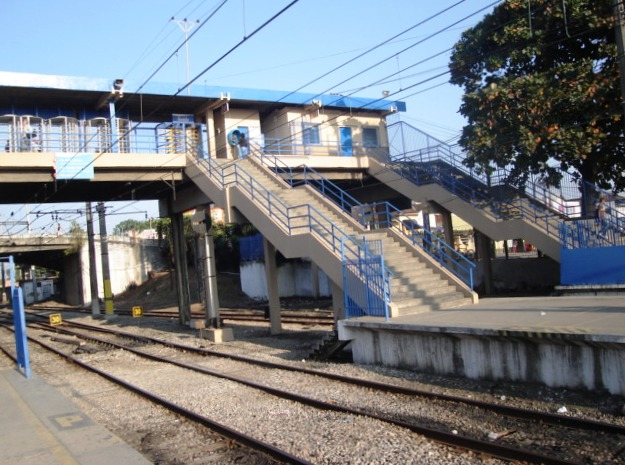
Estação ferroviária de Santa Cruz, na Zona Oeste do Rio de Janeiro.

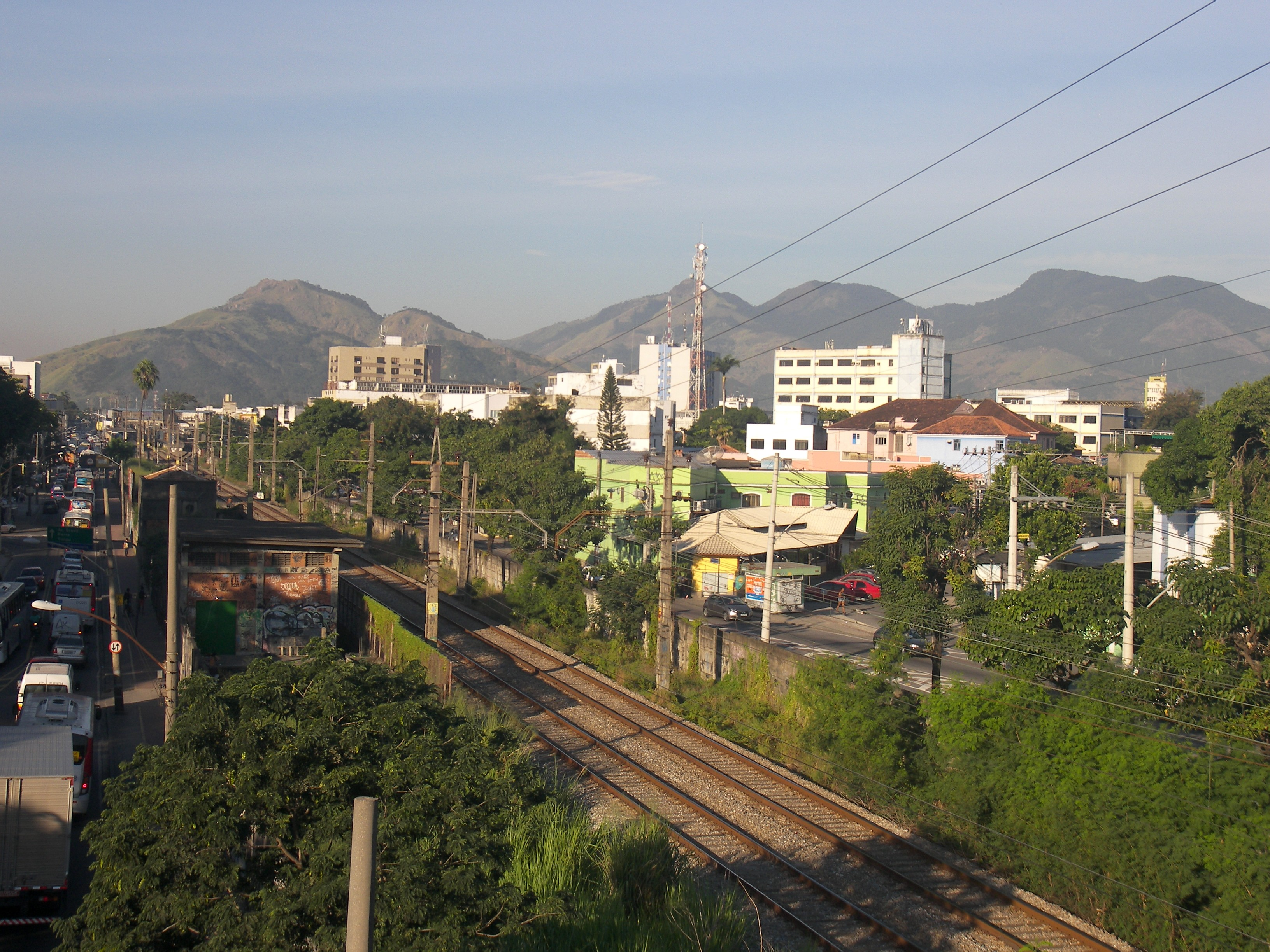
Ramal ferroviário de Santa Cruz na altura de Campo Grande, na Zona Oeste da cidade do Rio.

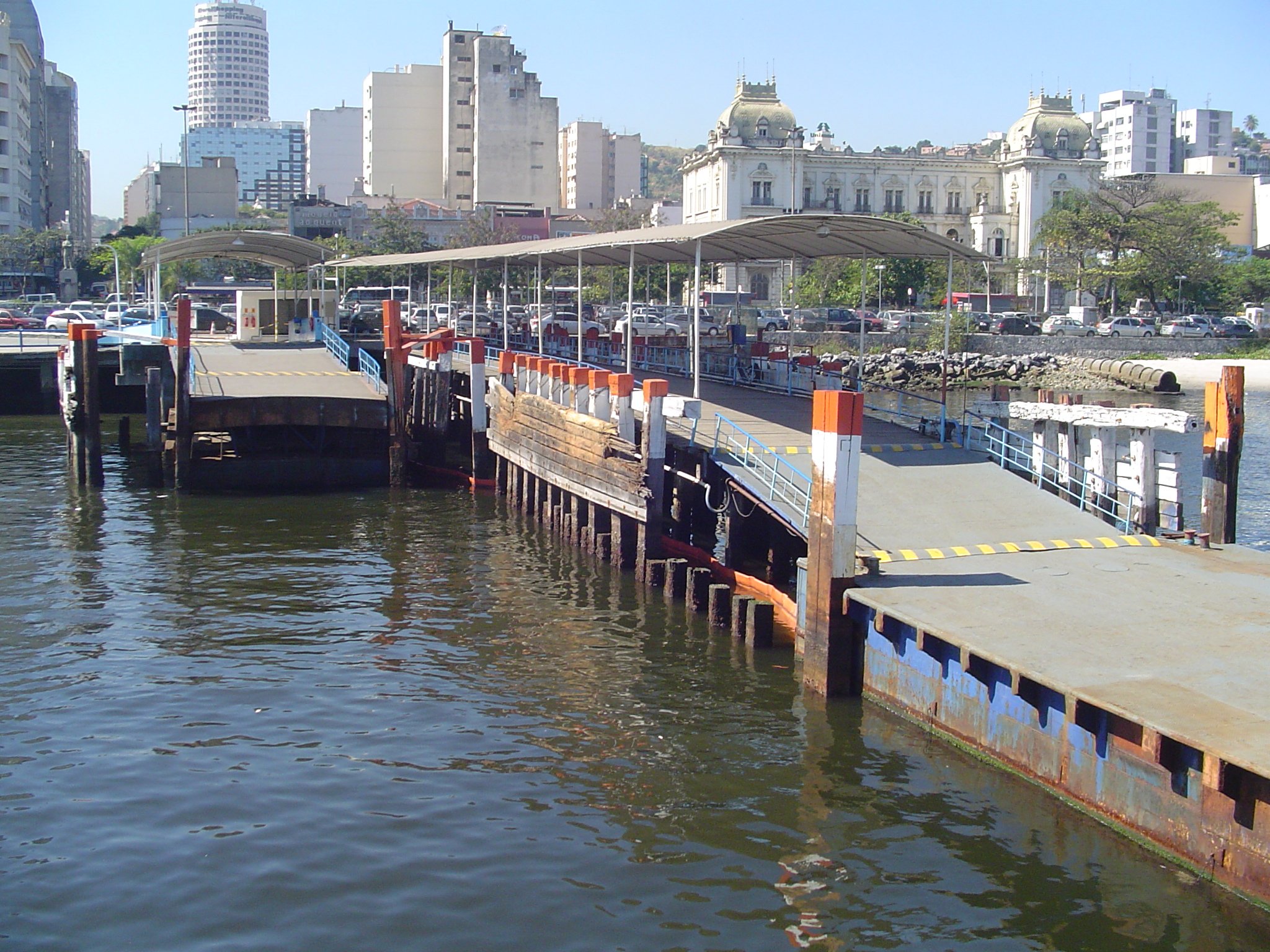
Estação das barcas no centro de Niterói.

Além da comoposição da Região Metropolitana do Rio de Janeiro definida para fins político-administrativos no ano de 1974, formada atualmente por 22 municípios, e da sua composição de caráter geoeconômico, formada por 18 municípios, há ainda a composição da RMRJ feita para se especificar a área beneficiada pelo Bilhete Único RJ, estabelecida por lei em 2009 e que abrange 20 municípios: Belford Roxo, Duque de Caxias, Guapimirim, Itaboraí, Itaguaí, Japeri, Magé, Mangaratiba, Maricá, Mesquita, Nilópolis, Niterói, Nova Iguaçu, Paracambi, Queimados, Rio de Janeiro, São Gonçalo, São João de Meriti, Seropédica e Tanguá. No Plano Diretor de Transporte Urbano da Região Metropolitana do Rio de Janeiro, que teve início em 2002, a RMRJ é concebida com essa composição, formada por 20 municípios - em 2002, todas as emancipações municipais da Região Metropolitana já haviam acontecido.
Os limites dessa composição da Região Metropolitana são os mesmos da composição político-administrativa que esteve em vigor entre 1990 e 2001. Além disso, atualmente, de todas as composições oficiais da Região Metropolitana, essa é a que mais se aproxima da Região Geográfica Imediata do Rio de Janeiro, que foi definida pelo IBGE em 2017 e é formada por esses mesmos 20 municípios mais Saquarema.

### Composição na divisão do Estado do RJ em regiões de saúde
Na divisão do Estado do Rio de Janeiro em regiões de saúde, as porções oeste e leste da RM são separadas uma da outra e consideradas duas regiões distintas: a Região Metropolitana I e a Região Metropolitana II. A Região Metropolitana I é composta pelos municípios do Rio de Janeiro, Duque de Caxias, Magé, São João de Meriti, Belford Roxo, Nilópolis, Mesquita, Nova Iguaçu, Queimados, Japeri, Seropédica e Itaguaí, tendo o município do Rio de Janeiro como pólo regional. A Região Metropolitana II é composta pelos municípios de Niterói, São Gonçalo, Maricá, Itaboraí, Tanguá, Rio Bonito e Silva Jardim, tendo o município de Niterói como pólo regional.
Nessa divisão, as outras 7 regiões de saúde (do interior do Estado) são aquelas mesmas das outras divisões já mencionadas (como a geoeconômica), porém os limites de cada região são muito diferentes (por exemplo, na divisão do Estado em regiões de saúde, Paracambi pertence à Região Centro-Sul Fluminense, e Guapimirim, à Região Serrana, embora os dois municípios estejam na Baixada Fluminense e, em outras divisões, pertençam à Região Metropolitana).

## Caracterização do processo de metropolização no Rio de Janeiro

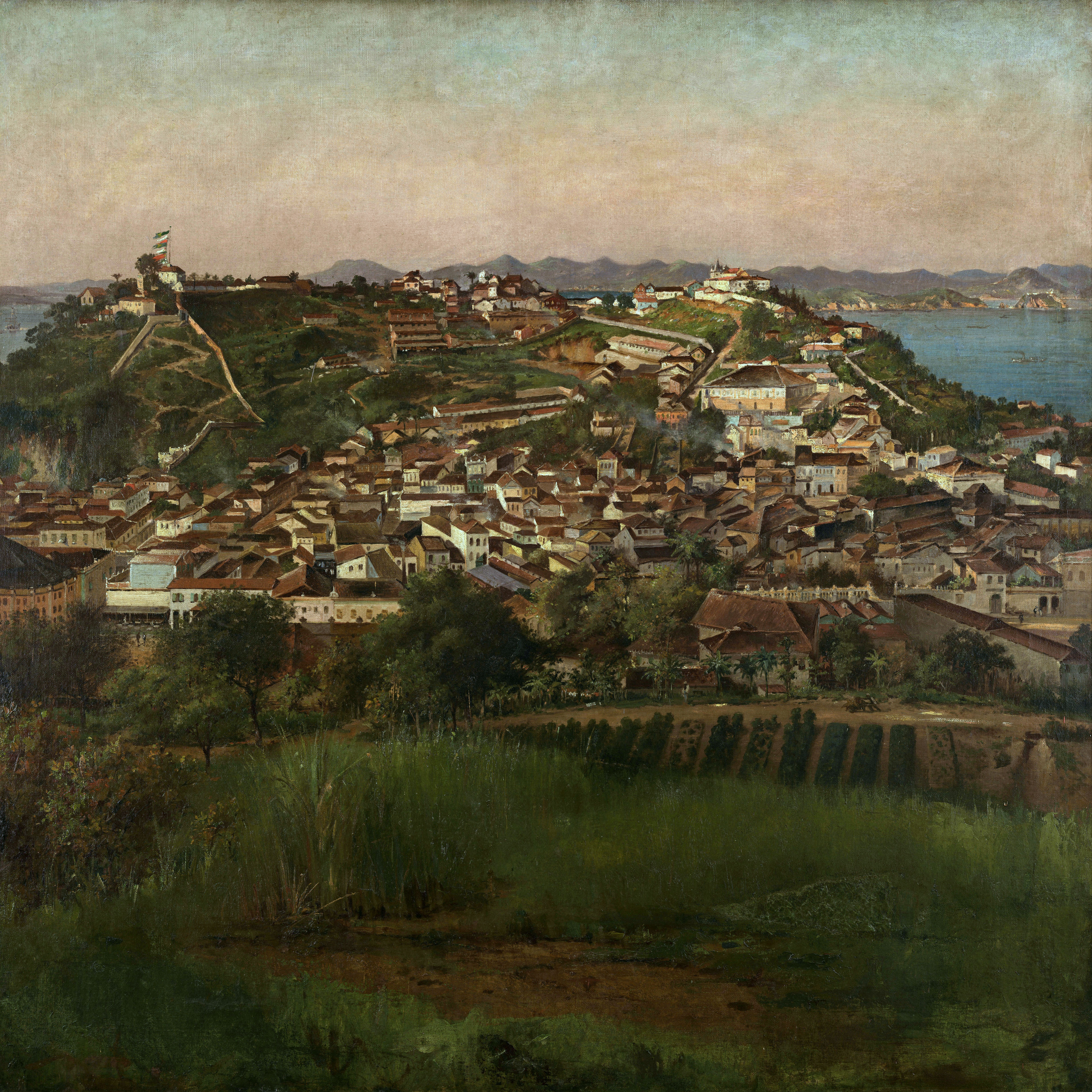
Retrato do povoado do antigo Morro do Castelo (atual região do Castelo), local a partir de onde se iniciou, no ano de 1567, a expansão urbana da atual metrópole do Rio de Janeiro.

Rio Bonito na década de 1970.

A Lei Complementar que instituiu a RMRJ reconhece o espaço de caráter econômico formado ao longo do processo de ocupação e metropolização desse território. Esse processo teve origem no início do século XX (quando o Rio de Janeiro já tinha o porte de um grande centro urbano), tendo se consolidado por volta de 1930.
A partir da década de 1960, como resultado de um intenso processo de industrialização, o processo de metropolização se acelerou muito no Rio de Janeiro, tendo como efeitos, por exemplo, o grande aumento de riqueza econômica, da velocidade da expansão do tecido urbano, da integração do território do Grande Rio e da implementação de infraestrutura urbana na região - esse evento foi um marco na formação da aglomeração metropolitana do Rio de Janeiro.
Na década de 1970, as obras da construção da Ponte Rio-Niterói foram concluídas e a Região Metropolitana do Rio de Janeiro foi criada pela lei que também estabeleceu a fusão entre os antigos estados do Rio de Janeiro e da Guanabara. Esses e outros acontecimentos contribuíram para que, já nas décadas de 1980 e 1990, o fenômeno metropolitano ocorresse em todo o atual território do Grande Rio (município do Rio de Janeiro, Baixada Fluminense e Leste Metropolitano), com a malha urbana do núcleo tendo alcançado os territórios dos 14 (atualmente, depois de várias emancipações, 21) municípios situados nessa área, e um grande fluxo de deslocamentos pendulares diários ocorrendo entre esses municípios, dando à metrópole carioca os limites que ela tem atualmente. Com essa área de abrangência consolidada, o tecido urbano do Rio de Janeiro continuou se expandindo por todo o território metropolitano durante as décadas seguintes.
Com o passar dos anos, houve alguns fatores imprescindíveis para a formação da área metropolitana do Rio de Janeiro, como o crescimento da população do núcleo (ou seja, primariamente, do centro da cidade do Rio (Zona Central do Rio), e, secundariamente, de áreas próximas, como a Zona Sul, a Grande Tijuca, São Cristóvão e imediações, e, de certa forma, o centro de Niterói e a Zona Sul deste município), o aumento das atividades industriais na região e o adensamento da ocupação suburbana. Esses e outros fatos relacionados ao desenvolvimento da metrópole - como o grande aumento da oferta de trabalho no núcleo metropolitano e a consequente expansão urbana em direção às periferias (isto é, à Zona Norte, Zona Oeste, Baixada Fluminense e Leste Metropolitano) - fizeram do Rio de Janeiro a segunda maior área metropolitana do Brasil, concentrando mais de 70% da população do Estado do RJ, o que criou uma alta demanda de serviços (tais como abastecimento de água, tratamento de esgoto, fornecimento de energia e transporte público) que são comuns a todo o espaço metropolitano.
Assim, a instituição da RMRJ, como medida de Estado, significa o reconhecimento oficial de um espaço densamente povoado formado, ao longo de décadas, pelo processo de metropolização, sendo esse espaço caracterizado pela expansão da mancha urbana do núcleo metropolitano em direção aos municípios periféricos do entorno da capital, pelos deslocamentos pendulares da população entre os municípios dessa área, especialmente com destino ao núcleo, entre outros fenômenos.
A criação legal da Região Metropolitana viabiliza a governança metropolitana; isto é, a execução de políticas públicas que atendam a demandas comuns a todos os municípios localizados dentro da área metropolitana.

## Integração entre os municípios da área metropolitana no entorno do núcleo

### Discrepâncias entre os atuais limites legais da RMRJ e os limites da área de abrangência do fenômeno metropolitano

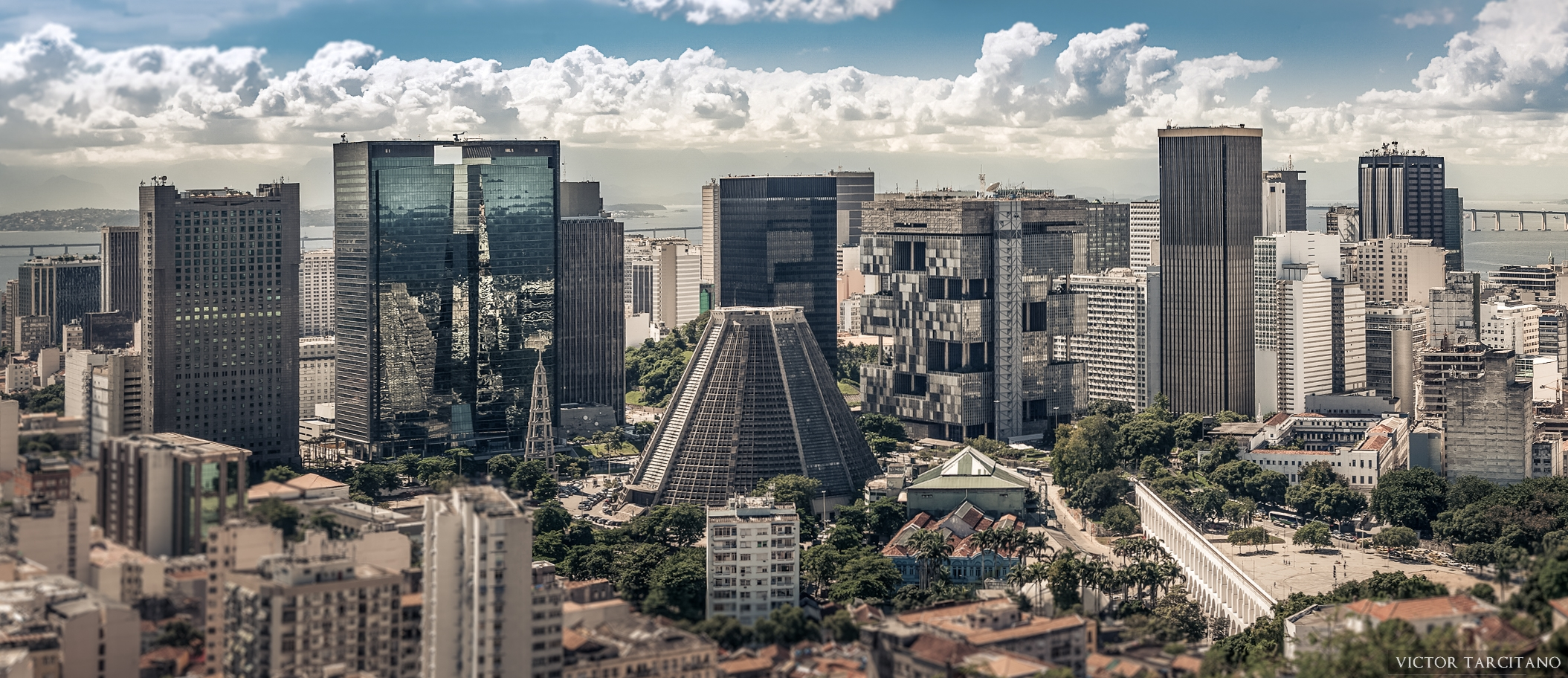
Centro da cidade do Rio de Janeiro, o núcleo da área metropolitana.

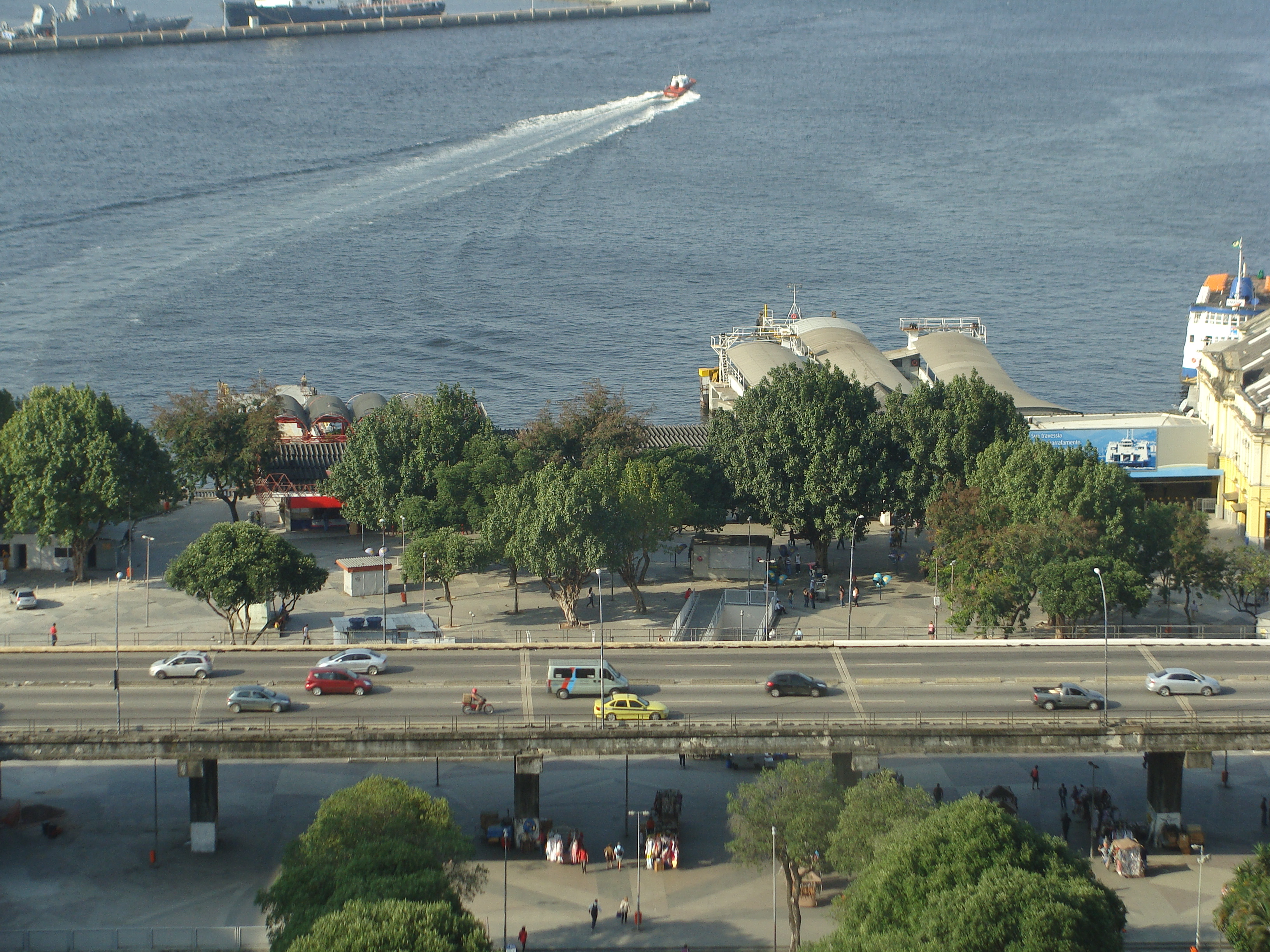
Vista da Praça XV, com a estação das barcas e o trecho do Elevado da Perimetral que passava pela região; ao fundo, a Baía de Guanabara.

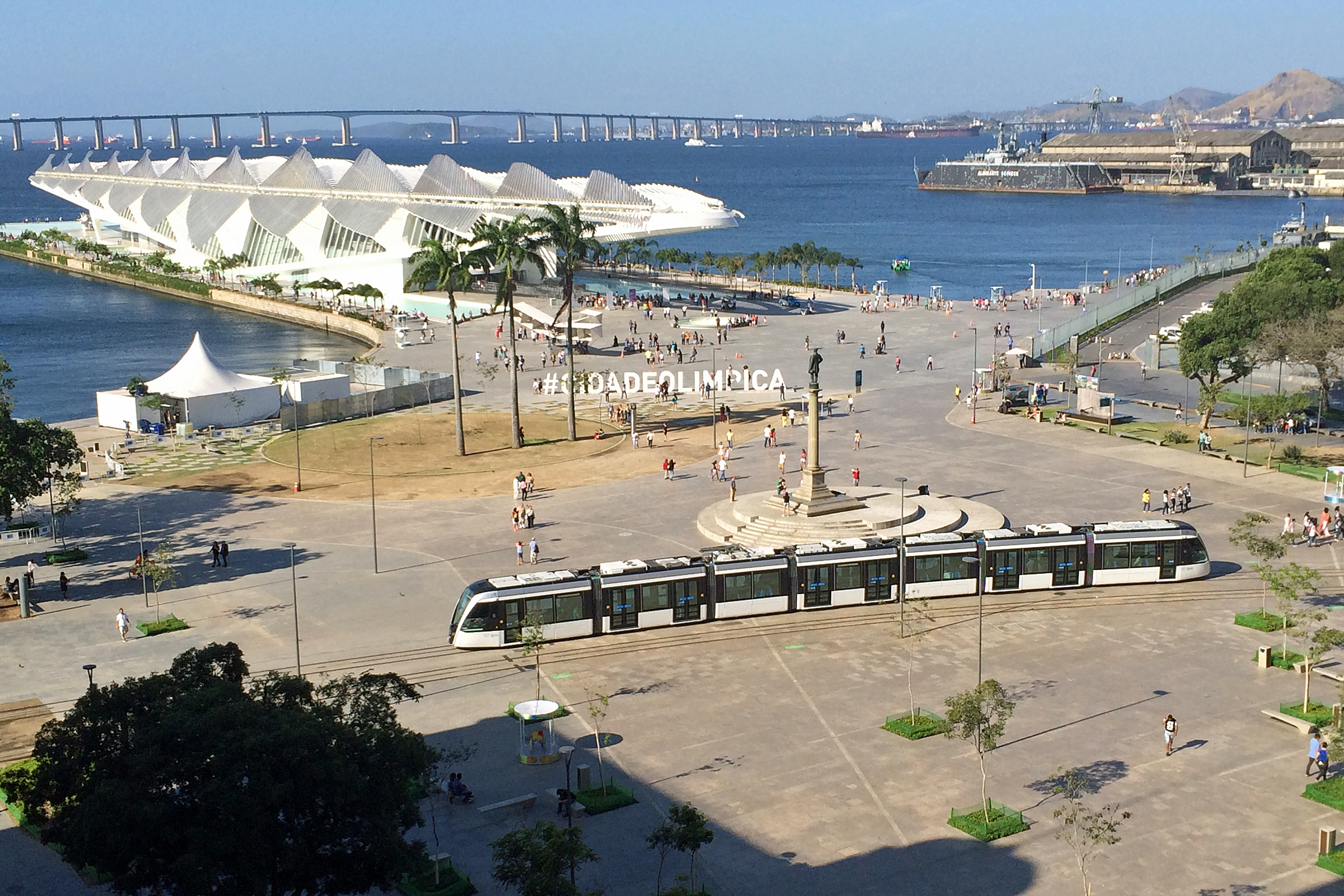
VLT passando pela Praça Mauá; ao fundo, o Píer Mauá com o Museu do Amanhã, a Baía de Guanabara e a Ponte Rio-Niterói.

A área integrada resultante do processo de metropolização abordado acima é polarizada pelo centro da cidade do Rio de Janeiro.
De acordo com critérios que abordam a aglomeração metropolitana com base nas suas relações históricas e atuais com o núcleo, dos 22 municípios que hoje pertencem oficialmente à RMRJ, apenas Itaguaí, Seropédica, Paracambi, Japeri, Queimados, Nova Iguaçu, Mesquita, Nilópolis, Belford Roxo, São João de Meriti, Duque de Caxias, Magé, Guapimirim, Rio de Janeiro, Niterói, São Gonçalo, Itaboraí, Tanguá, Maricá, Rio Bonito e Cachoeiras de Macacu possuem forte integração entre si. Com exceção da capital, onde está localizado o núcleo metropolitano, cada um desses municípios tem uma parcela considerável da sua população - inserida no mercado de trabalho - trabalhando em outros municípios dessa aglomeração metropolitana (o que não ocorre com Petrópolis, município com pouca integração com os demais municípios da RMRJ). Petrópolis é um município bem menos integrado ao núcleo, que sequer passou pelo processo de metropolização mencionado acima. Especialmente pelo obstáculo natural que representa a Serra do Mar, a área urbana de Petrópolis não é um resultado da expansão da mancha urbana da metrópole por nenhum de seus eixos, o município apresenta baixa intensidade de deslocamentos pendulares diários em direção ao núcleo metropolitano, e não há linhas urbanas de ônibus ou de qualquer outro meio de transporte coletivo partindo de Petrópolis com destino à Zona Central do Rio de Janeiro. Por essa razão, o município de Petrópolis não é tido como parte da metrópole em abordagens técnicas, além de ainda ser classificado, em várias divisões oficiais, como pertencente à Região Serrana (uma das 8 regiões de governo do Estado do RJ, distinta da Região Metropolitana). A recente inclusão de Petrópolis na Região Metropolitana é meramente legal, e não corresponde, na prática, à área de expansão metropolitana. Petrópolis se junta a outros municípios da área perimetropolitana em condições semelhantes. A presença da Serra do Mar em quase todo o entorno do Grande Rio fez com que a expansão urbana da metrópole e o processo de metropolização como um todo ocorresse apenas na área de planície nos arredores da Baía de Guanabara, fenômeno que termina nos extremos dos municípios de Itaguaí, Paracambi, Japeri, Nova Iguaçu, Duque de Caxias, Magé, Guapimirim, Cachoeiras de Macacu, Rio Bonito e Maricá (Rio Bonito e Maricá não são cercados pela Serra do Mar, mas o processo de metropolização não se expande para além desses municípios por outros motivos). Assim sendo, não são alcançados pelo processo de metropolização os municípios perimetropolitanos de Mangaratiba, Piraí, Mendes, Engenheiro Paulo de Frontin, Miguel Pereira, Petrópolis, Teresópolis e Nova Friburgo (municípios completamente ou majoritariamente localizados na Serra do Mar), além de Silva Jardim (município rural demasiadamente distante do núcleo metropolitano), Saquarema e Araruama (municípios ocupados por uma mancha urbana de veraneio, distinta da mancha urbana metropolitana).
Antes dos desmembramentos ocorridos na década de 1990, durante o período conhecido como "febre emancipatória", a área que hoje compreende os 21 municípios citados acima era dividida em apenas 14: Itaguaí, Paracambi, Nova Iguaçu, Nilópolis, São João de Meriti, Duque de Caxias, Magé, Rio de Janeiro, Niterói, São Gonçalo, Itaboraí, Maricá, Rio Bonito e Cachoeiras de Macacu - a maioria desses municípios originais da metrópole são fortemente vinculados entre si e com o núcleo metropolitano desde o fim da década de 1970, e todos eles apresentam forte integração uns com os outros desde a década de 1990. Essa área corresponde, portanto, a um território econômica, política e historicamente integrado, e consagrado como uma unidade.
Esses 21 municípios, entre os quais há um fluxo significativo de trabalhadores que fazem deslocamentos pendulares diários e, por efeito, alta integração, são os que formam, de fato, a área metropolitana da capital fluminense. Isto é, a área correspondente ao município do Rio de Janeiro e às regiões da Baixada Fluminense e do Leste Fluminense, composta pelos 21 municípios mencionados acima, é a área onde o fenômeno metropolitano acontece na prática. Essa área é extremamente vinculada ao núcleo metropolitano, o que é evidenciado, por exemplo, pelo volume de migrações pendulares entre os 20 municípios da periferia metropolitana e o centro da cidade do Rio de Janeiro (o núcleo metropolitano), pela integração de linhas de diferentes modais do sistema de transporte urbano que conectam, tanto direta como indiretamente, os municípios da Baixada Fluminense e do Leste Fluminense ao núcleo metropolitano, e pela distância relativamente curta entre todas as localidades, bairros, distritos etc. desses 20 municípios periféricos e o centro da capital, o que condiciona movimentos pendulares a trabalho, busca por bens e serviços, e outras atividades cotidianas que obrigam as pessoas que moram nos municípios periféricos a se deslocarem das suas casas até o núcleo metropolitano, fazendo desse aglomerado metropolitano uma região do dia-a-dia. De acordo com o Censo de 2010, a cidade do Rio de Janeiro é o destino de 65,4% das pessoas que fazem deslocamentos pendulares dentro da área metropolitana (entre os anos de 2009 e 2013, a RMRJ era oficialmente composta pelos 19 municípios citados anteriormente - entre os quais não se incluem Rio Bonito e Cachoeiras -, logo os dados do levantamento dizem respeito ao Grande Rio com essa composição, abrangendo apenas o município do Rio de Janeiro, a Baixada Fluminense e somente 5 municípios do Leste Fluminense).

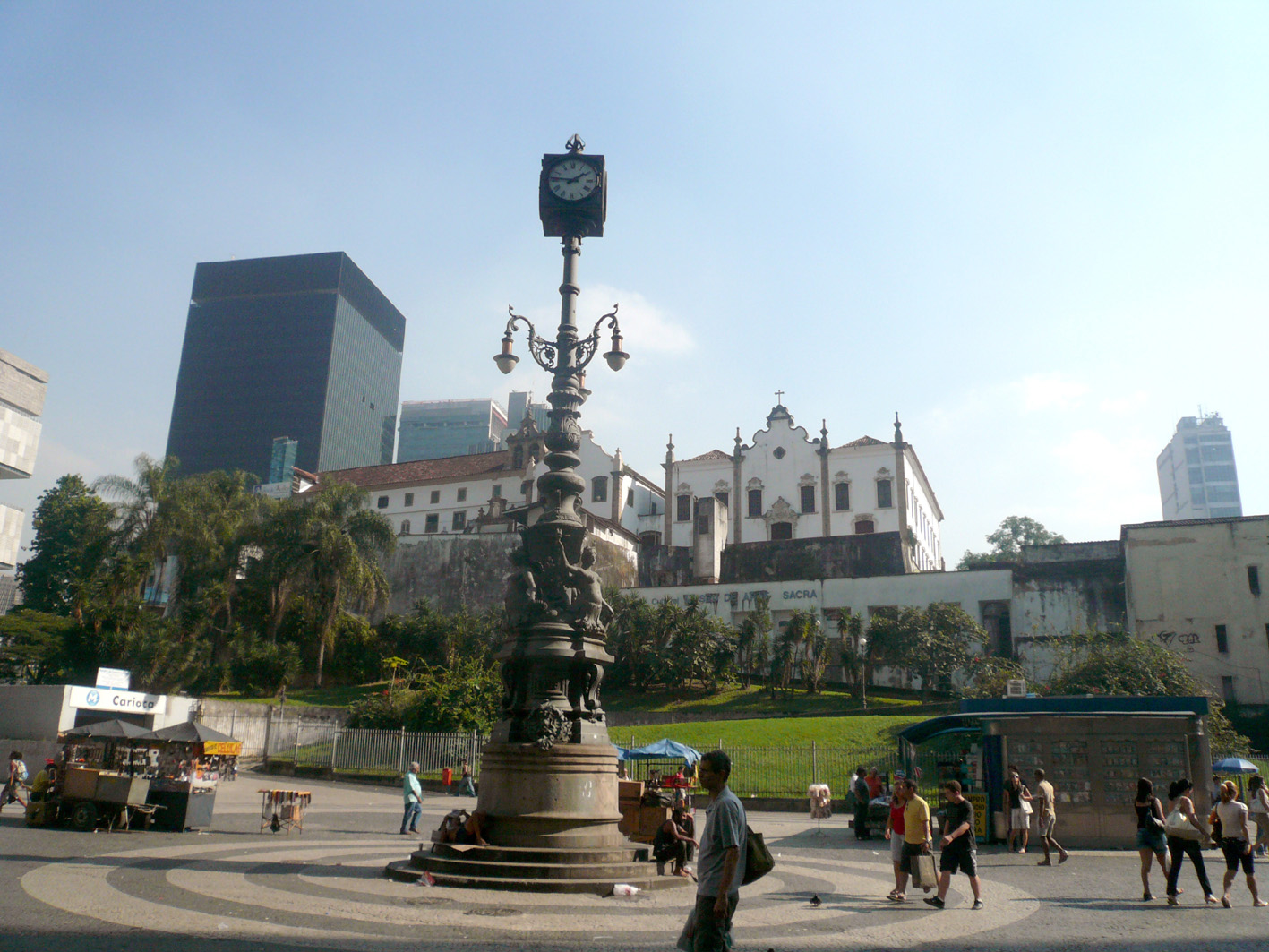
Largo da Carioca, um dos principais logradouros do centro do Rio. Destaque para o Relógio da Carioca e o Convento de Santo Antônio.

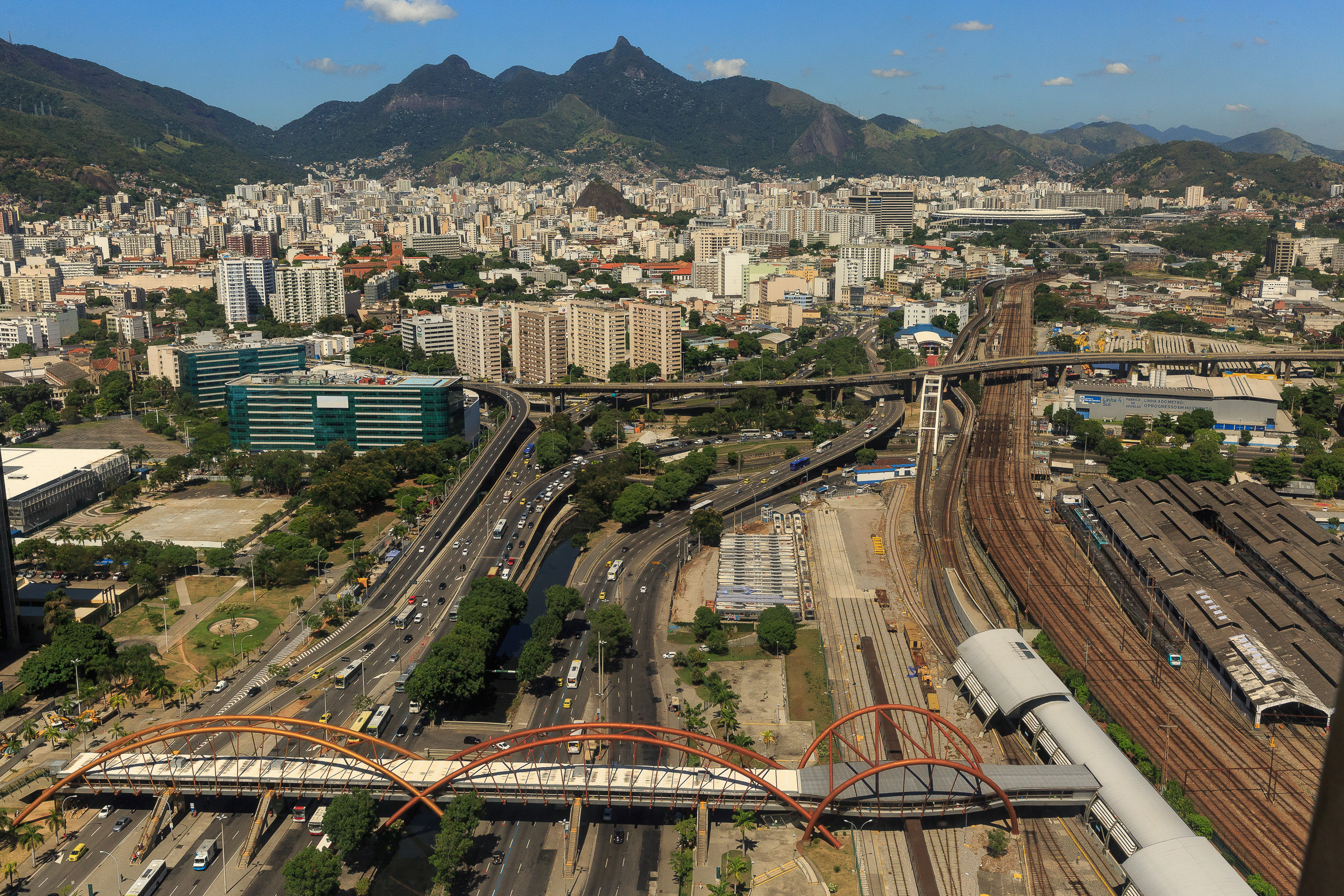
Vista aérea do principal acesso à Central do Brasil, região do centro do Rio de Janeiro por onde chegam trabalhadores da maioria das localidades da área metropolitana.

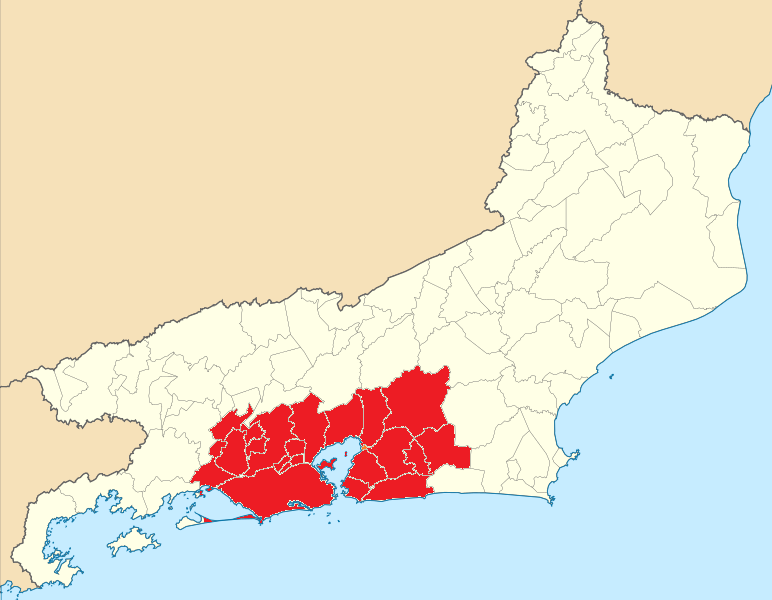
O recorte político-espacial da Região Metropolitana do Rio de Janeiro em vigor de 2013 a 2018, destacado em vermelho no mapa, corresponde à área de espraiamento da metrópole do Rio, formada pelo município do Rio, pelos 13 municípios da Baixada Fluminense, e pelos 7 municípios do Leste Metropolitano - os maiores fluxos de deslocamentos populacionais diários em direção ao núcleo e a outras centralidades da área, e os vetores de crescimento urbano pelos quais a metrópole se expandiu estão distribuídos por esse território de 6.7 km² e com aproximadamente 12.000.000 hab. Entre os anos de 1975 e 1990, essa área era composta por 14 municípios: Rio de Janeiro (capital), Duque de Caxias, Magé, São João de Meriti, Nilópolis, Nova Iguaçu, Paracambi, Itaguaí (Baixada Fluminense), Niterói, São Gonçalo, Itaboraí, Maricá, Rio Bonito e Cachoeiras de Macacu (Leste Metropolitano). Atualmente, após as emancipações ocorridas na década de 1990, esse mesmo território está dividido em 21 municípios.

Algo que torna a integração entre esses 21 municípios ainda mais clara é a existência de núcleos menores, fora do município do Rio de Janeiro, que exercem influência considerável nas suas respectivas regiões. Apesar de o centro da cidade do Rio de Janeiro ser o núcleo metropolitano, sendo o principal destino das pessoas que fazem deslocamentos pendulares dentro da área metropolitana e atraindo trabalhadores vindos tanto da Baixada Fluminense quanto do Leste Metropolitano, as cidades de Niterói (a segunda cidade da RM que mais absorve mão-de-obra não residente, atrás apenas do Rio de Janeiro) e São Gonçalo são consideradas subnúcleos ou núcleos regionais que atraem trabalhadores dos municípios do Leste Metropolitano, e são os destinos de, respectivamente, 11,8% e 3,5% das pessoas que fazem deslocamentos pendulares na área metropolitana, enquanto as cidades de Duque de Caxias e Nova Iguaçu são consideradas subnúcleos ou núcleos regionais que atraem trabalhadores dos municípios da Baixada Fluminense, e são os destinos de 6,0% e 4,6% dos trabalhadores que fazem movimentos pendulares dentro da RMRJ (Censo 2010). O fluxo de trabalhadores que fazem migrações pendulares diárias entre Niterói e São Gonçalo é o maior do Rio de Janeiro e o segundo maior do Brasil, ficando atrás, apenas, daquele que ocorre entre São Paulo e Guarulhos, na Região Metropolitana de São Paulo. De acordo com os dados do Censo de 2010, das pessoas que moram nos 21 municípios da área metropolitana do Rio (o município do Rio de Janeiro, os 13 municípios da Baixada Fluminense e os 7 municípios do Leste Metropolitano) e trabalham em municípios diferentes daqueles em que residem, retornando para casa diariamente, mais de 96% têm, como destinos de trabalho, municípios dessa mesma área; ou seja, de todos os moradores dessa região que trabalham fora do município de residência, 96% não precisam sair da área metropolitana para chegar ao trabalho.
Esse espaço metropolitano de alta densidade demográfica formado por 21 municípios (originalmente, por 14) fortemente integrados entre si corresponde, portanto, à área pela qual a metrópole carioca se expandiu.

### Centralidades da metrópole - em diferentes níveis - fora do núcleo

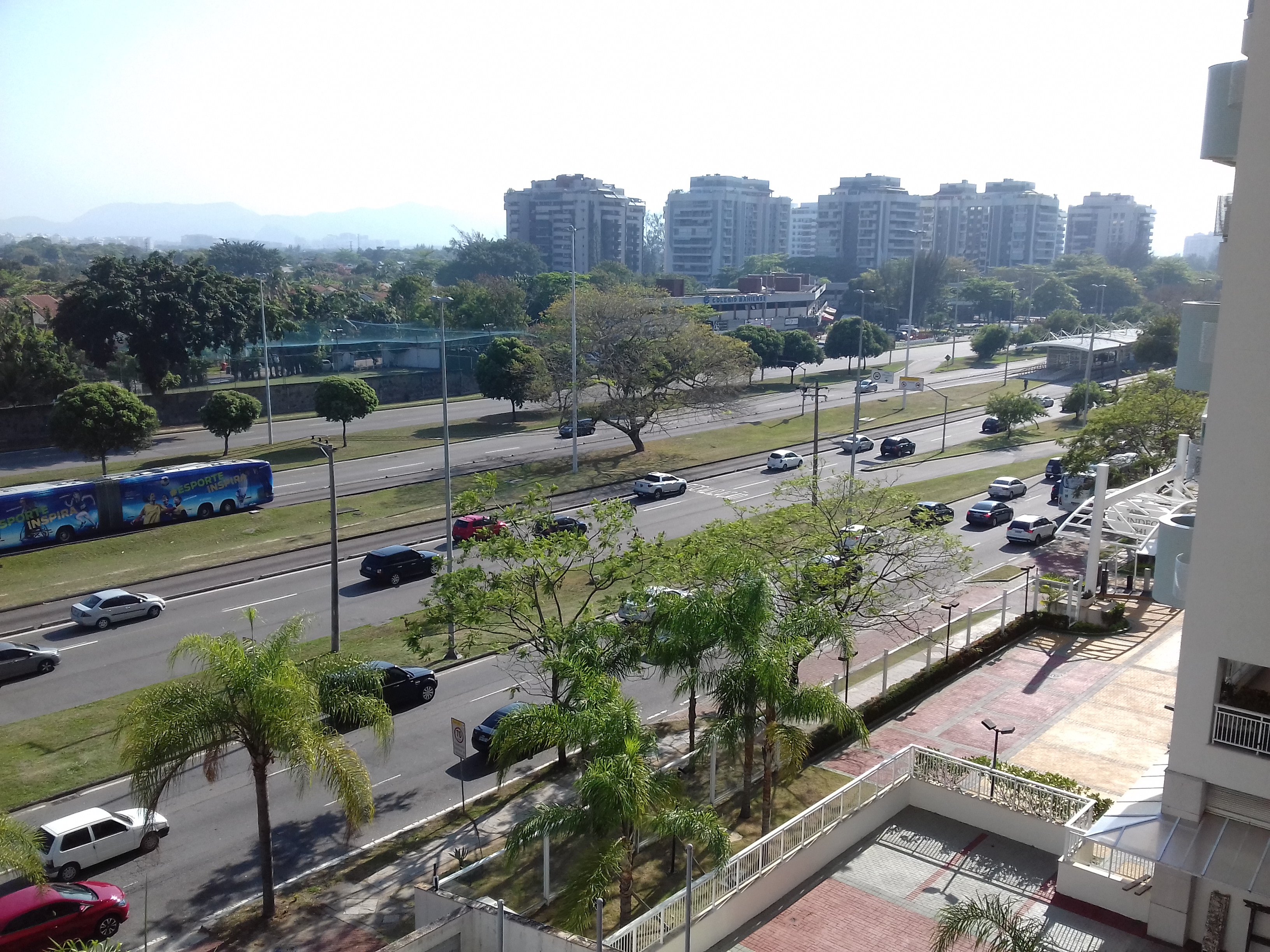
Avenida das Américas, na Barra da Tijuca.

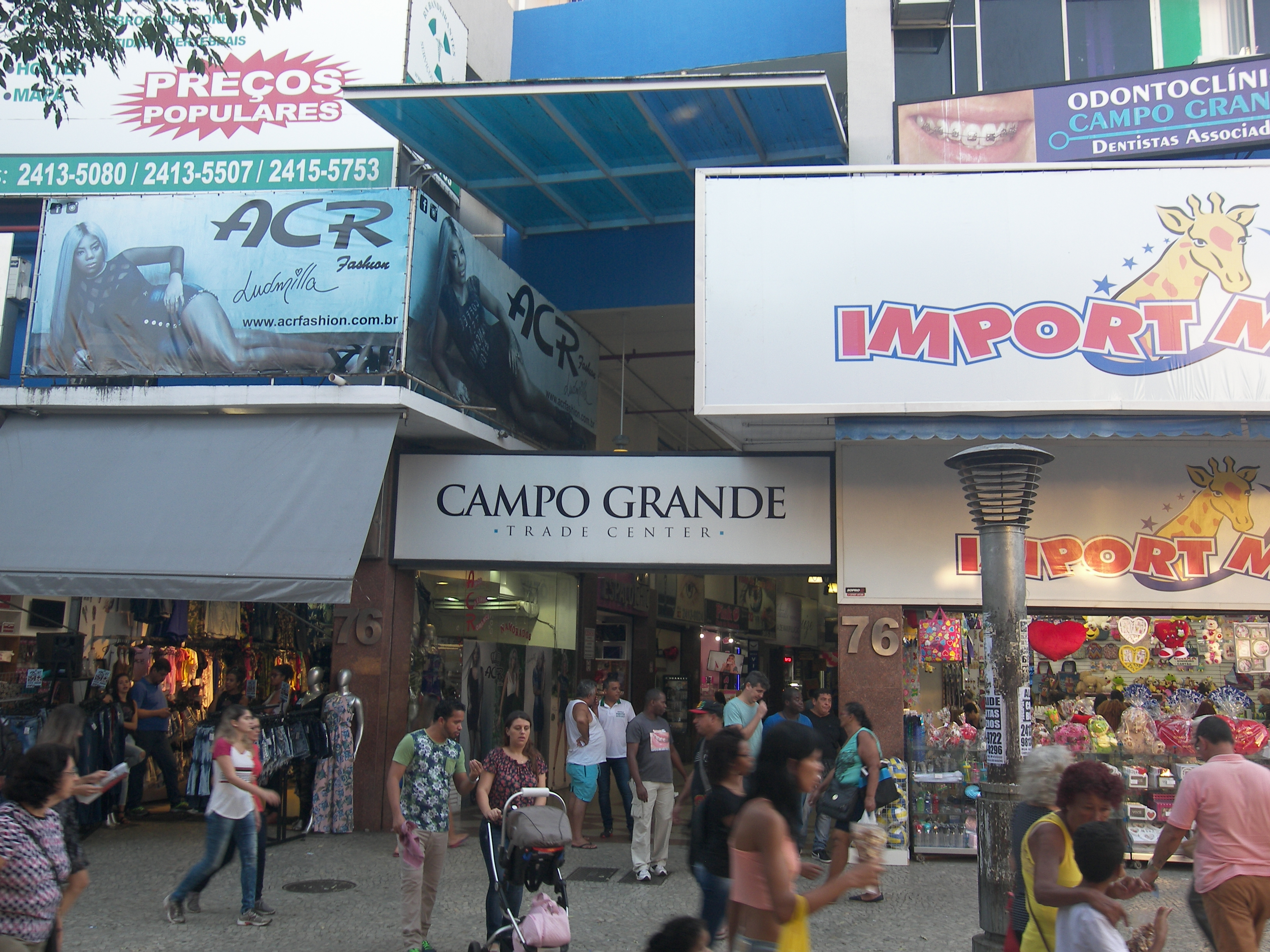
Centro de Campo Grande, na Zona Oeste da capital.

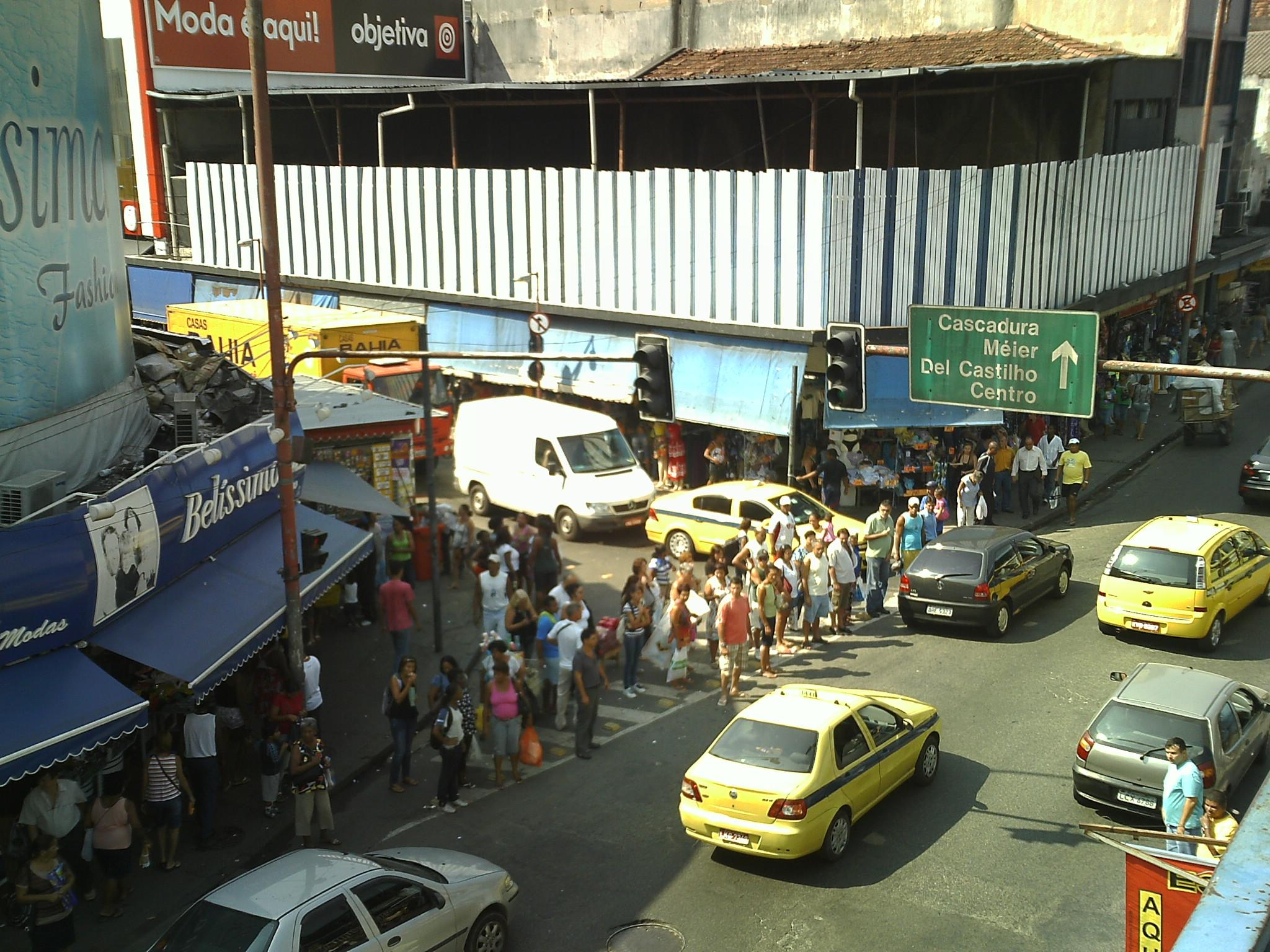
Rua Carolina Machado, no centro comercial de Madureira.

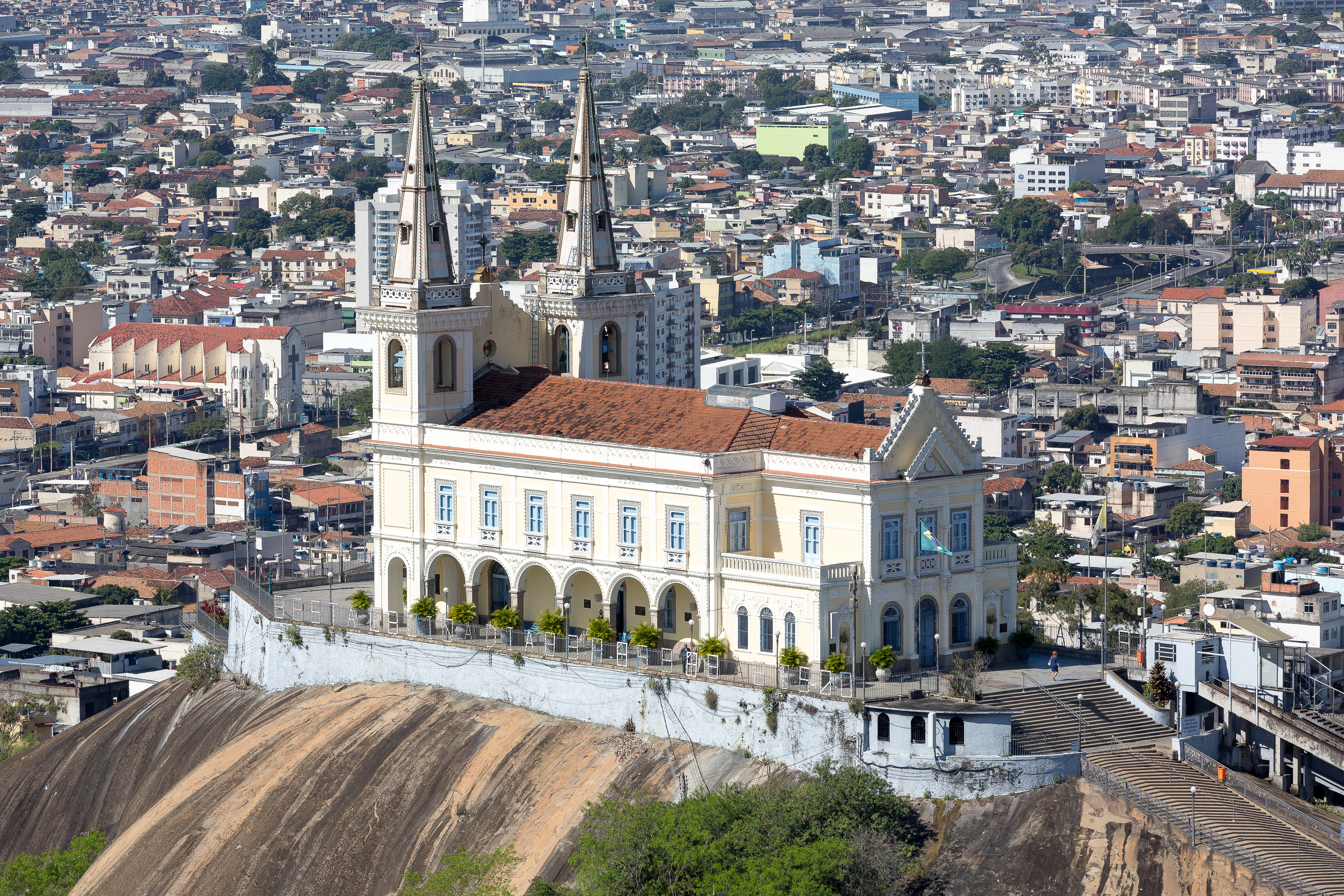
Igreja de Nossa Senhora da Penha, com vista para os bairros da Penha, Olaria e Ramos, na Zona Norte do Rio (mais exatamente, na Zona da Leopoldina).

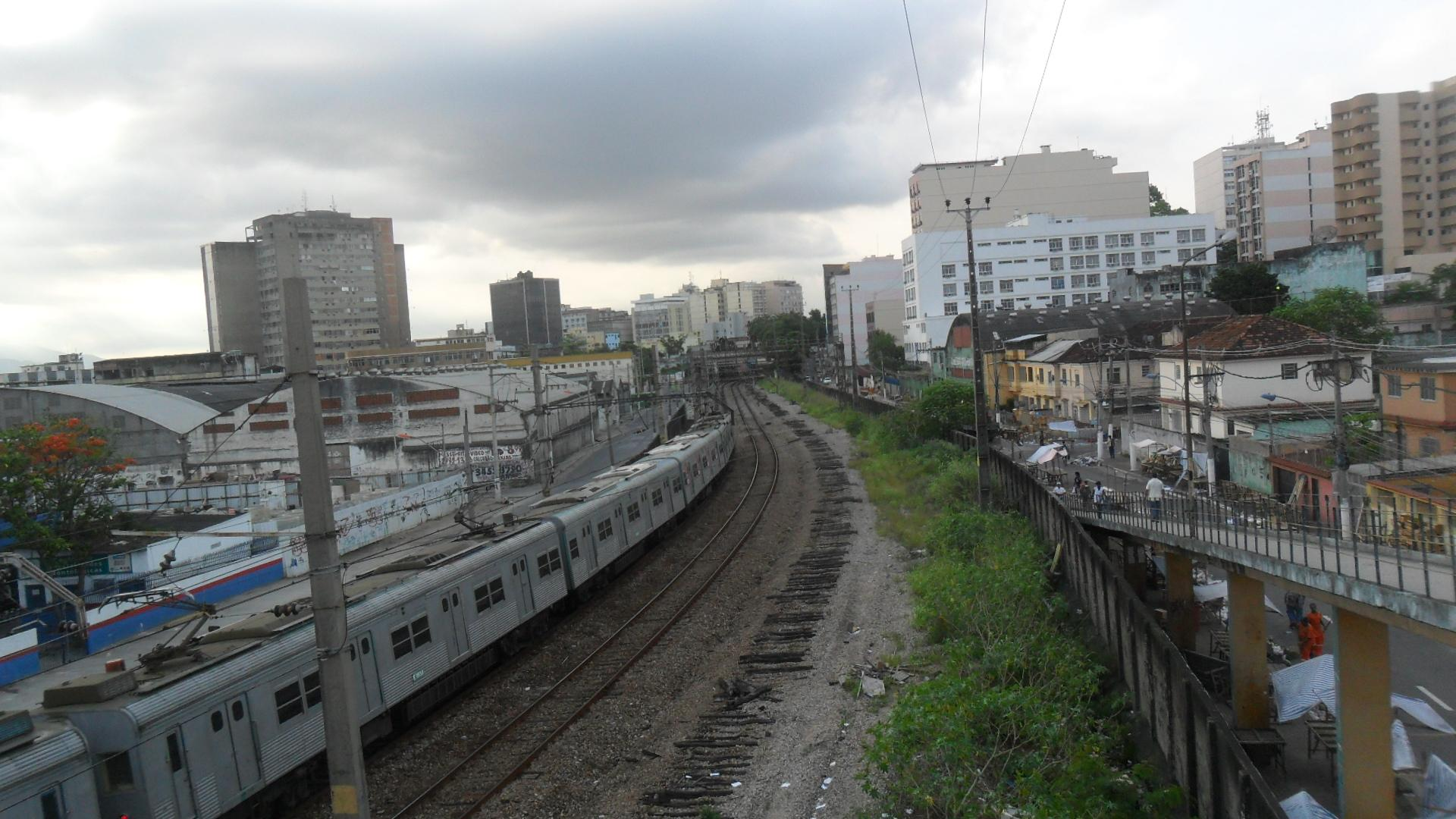
Região central de Duque de Caxias (Centro e Jardim 25 de Agosto), na Baixada Fluminense.

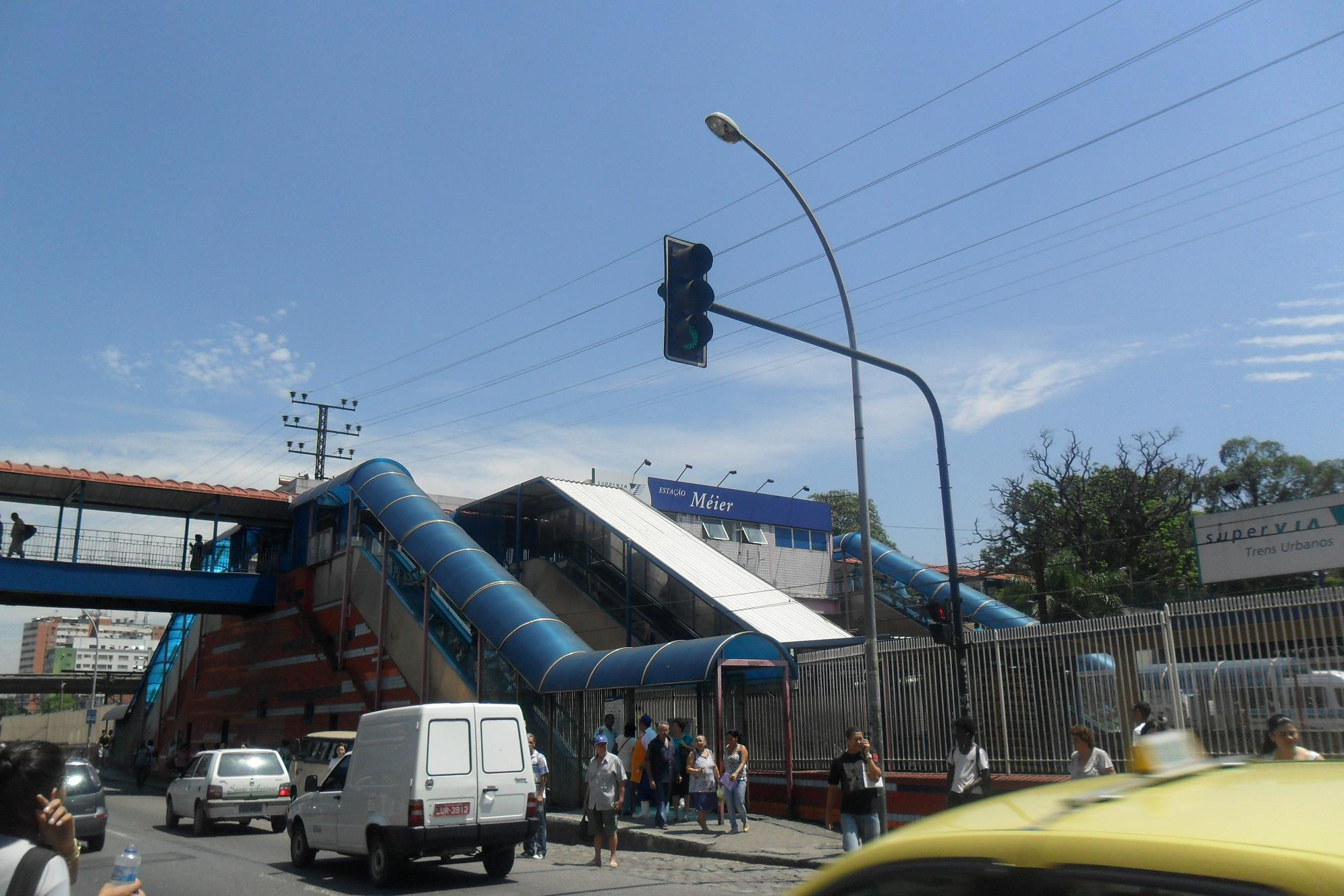
Avenida Amaro Cavalcanti, no Méier, Zona Norte da cidade do Rio de Janeiro.

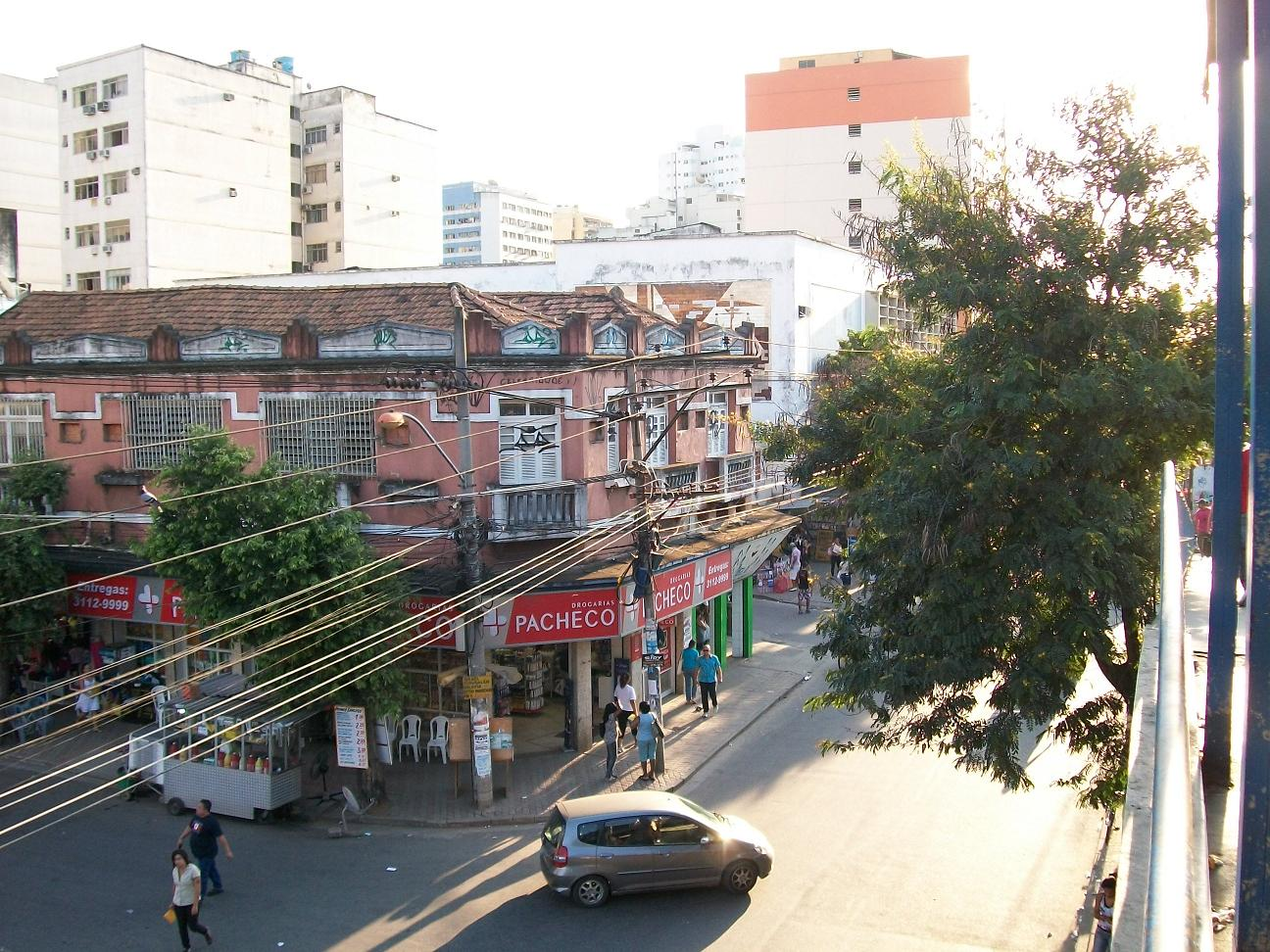
Rua Bernardino de Melo, no centro da cidade de Nova Iguaçu.

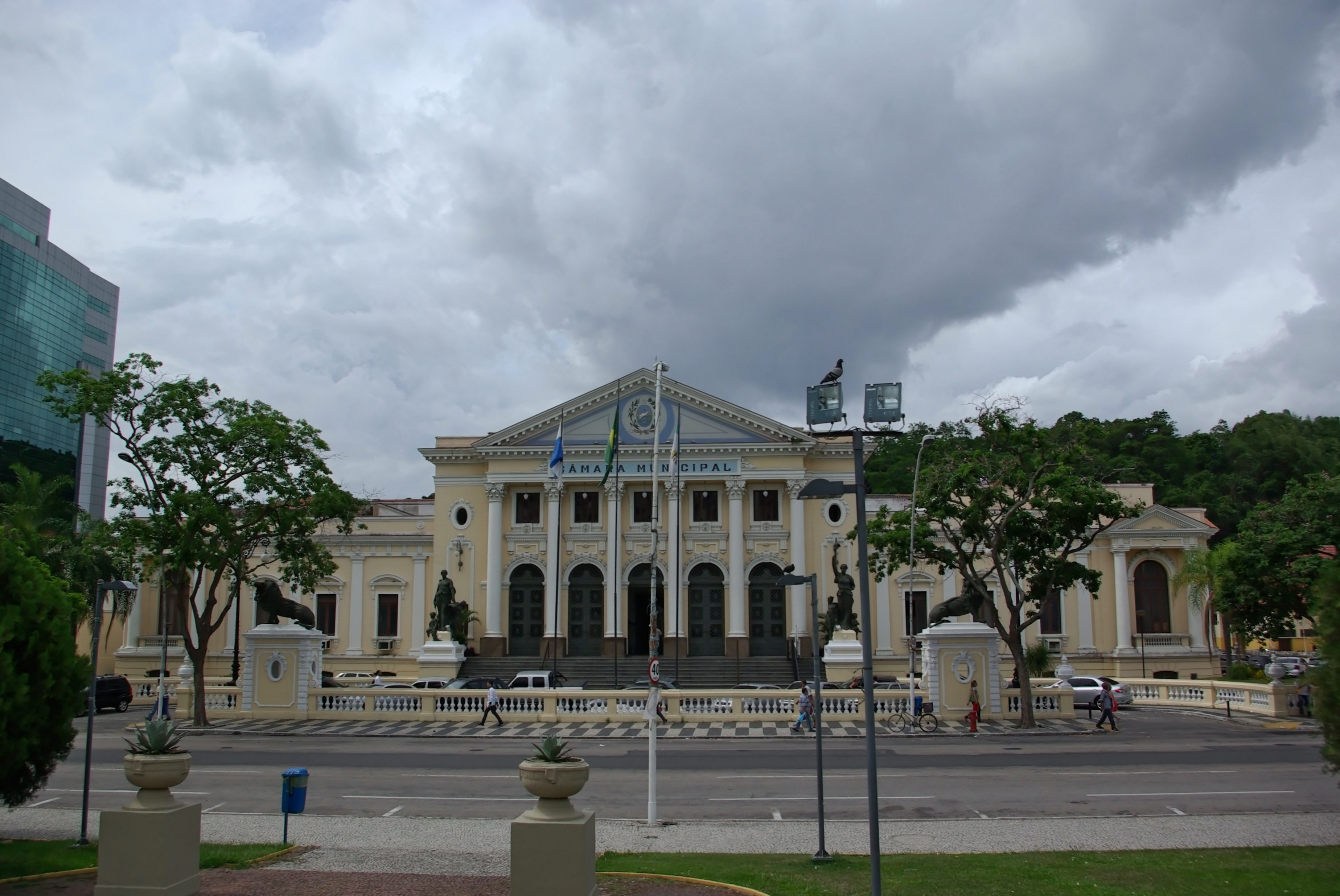
Avenida Amaral Peixoto e a Câmara Municipal de Niterói vistas da Praça da República, no centro da cidade.

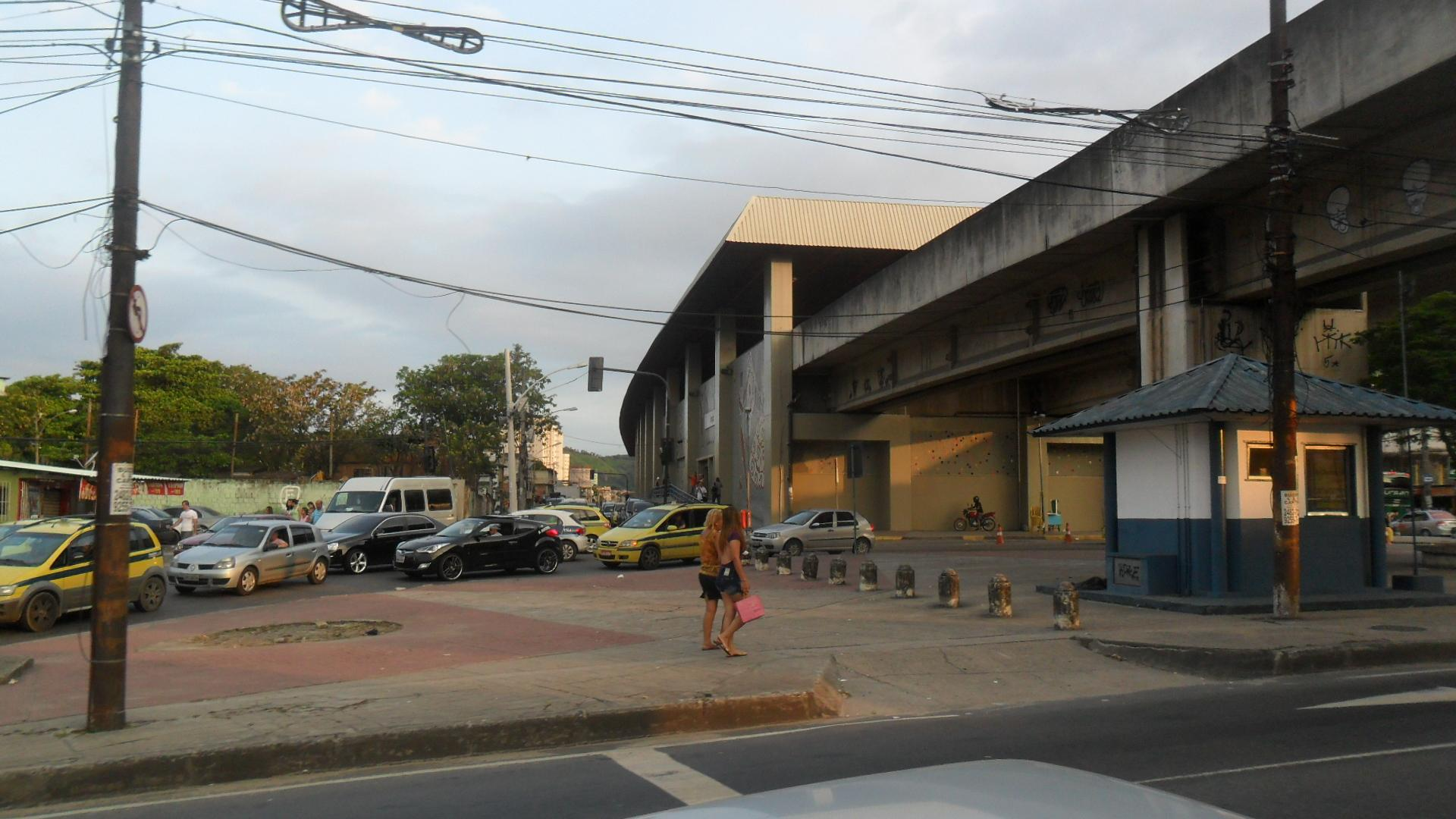
Cruzamento da Avenida Monsenhor Félix com a Av. Automóvel Clube e a Linha 2 do Metrô, em Irajá.

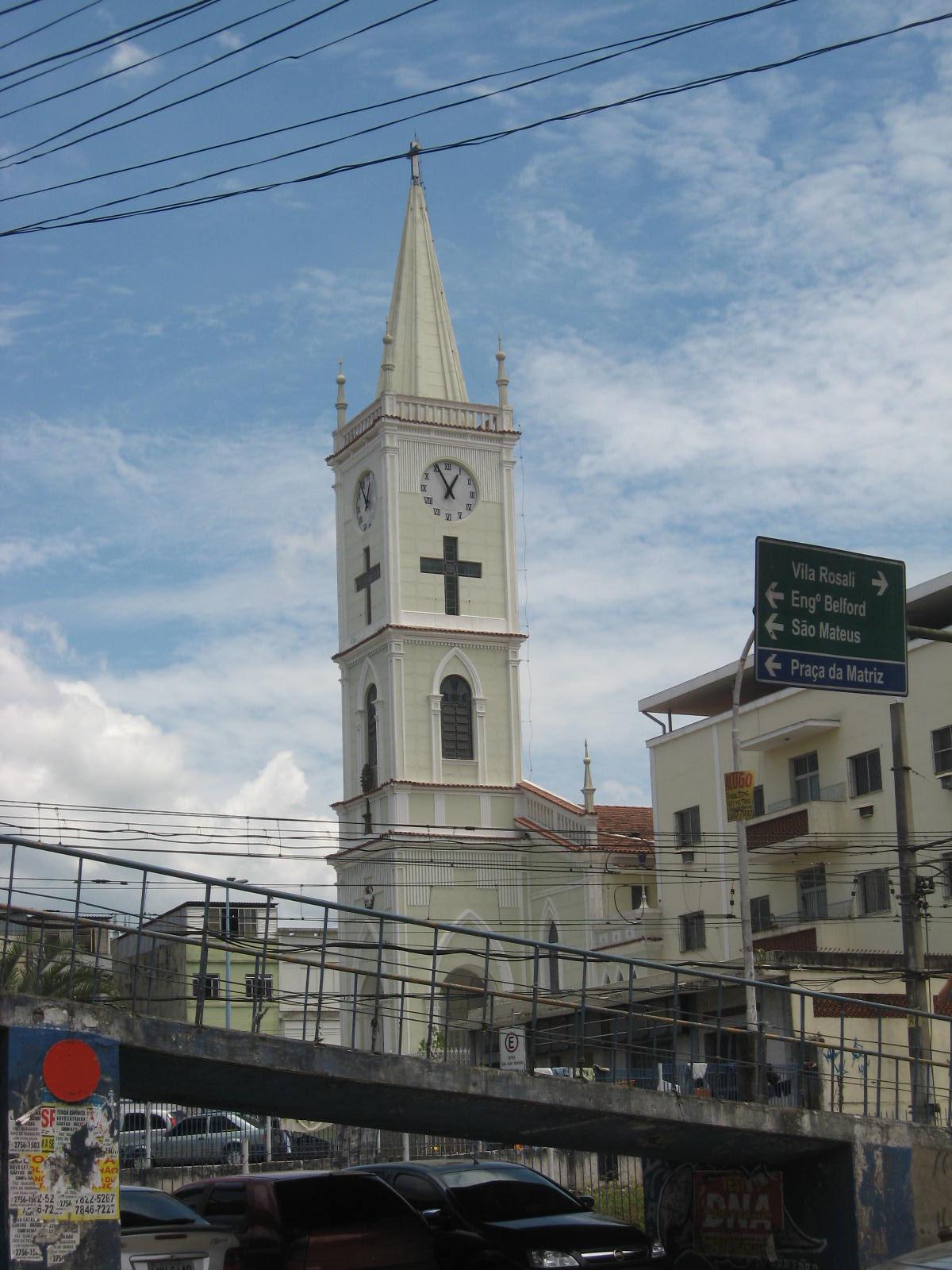
Igreja Matriz de São João Batista, no centro de São João de Meriti.

Na periferia da Região do Grande Rio, localizada no entorno da porção da capital que inclui a Região Central, a Zona Sul, a Grande Tijuca e São Cristóvão, e corresponde ao núcleo metropolitano, há várias centralidades menores com diferentes níveis de atratividade de trabalhadores que moram nos municípios da área metropolitana. Essas centralidades podem ter alcance local, regional ou metropolitano. A lista a seguir enumera algumas dessas centralidades.
- Campo Grande
- Barra da Tijuca
- Nova Iguaçu (Centro)
- Duque de Caxias (Centro)
- Niterói (Centro)
- Penha
- Méier
- Madureira
- Irajá
- Taquara
- Realengo
- Bangu
- Santa Cruz
- São João de Meriti (Centro)
- Gramacho
- Jardim Primavera
- Ilha do Governador
- São Gonçalo (Centro)
- Alcântara
- Bonsucesso
- Ramos
- Olaria
- Del Castilho
- Engenho Novo
- Engenho de Dentro
- Abolição
- Piedade
- Cascadura
- Vaz Lobo
- Vicente de Carvalho
- Vila da Penha
- Coelho Neto
- Marechal Hermes
- Rocha Miranda
- Pavuna
- Vila Valqueire
- Praça Seca
- Tanque
- Jacarepaguá
- Icaraí
- Santa Rosa
- Ingá
- São Francisco
- Largo da Batalha
- Piratininga
- Itaipu
- Fonseca
- Barreto
- Engenhoca
- Neves
- Paraíso
- Venda da Cruz
- Tribobó
- Arsenal
- Colubandê
- Belford Roxo (Centro)
- Areia Branca
- Piam
- Parque São Vicente
- Lote XV
- Campos Elíseos
- Saracuruna
- Imbariê
- Santa Cruz da Serra
- Xerém
- Parada Angélica
- Piabetá
- Fragoso
- Magé (Centro)
- Suruí
- Parada Modelo
- Guapimirim (Centro)
- Vilar dos Teles
- Coelho da Rocha
- São Mateus
- Éden
- Nilópolis (Centro)
- Olinda
- Mesquita (Centro)
- Presidente Juscelino
- Edson Passos
- Miguel Couto
- Vila de Cava
- Posse
- Comendador Soares
- Austin
- Cabuçu
- Queimados (Centro)
- Engenheiro Pedreira
- Japeri (Centro)
- Paracambi (Centro)
- Lages
- Seropédica (região central)
- Campo Lindo
- Itaguaí (Centro)
- Brisa Mar
- Manilha
- Itaboraí (Centro)
- Venda das Pedras
- Tanguá (Centro)
- Inoã
- Maricá (Centro)
- Rio Bonito (Centro)
- Basílio
- Boa Esperança
- Cachoeiras de Macacu (Centro)
- Japuíba
- Papucaia

### Pendularidade em números
As próximas cinco tabelas apresentam números concernentes à distribuição dos moradores da área metropolitana do Rio de Janeiro que fazem migrações pendulares diárias dentro da metrópole.

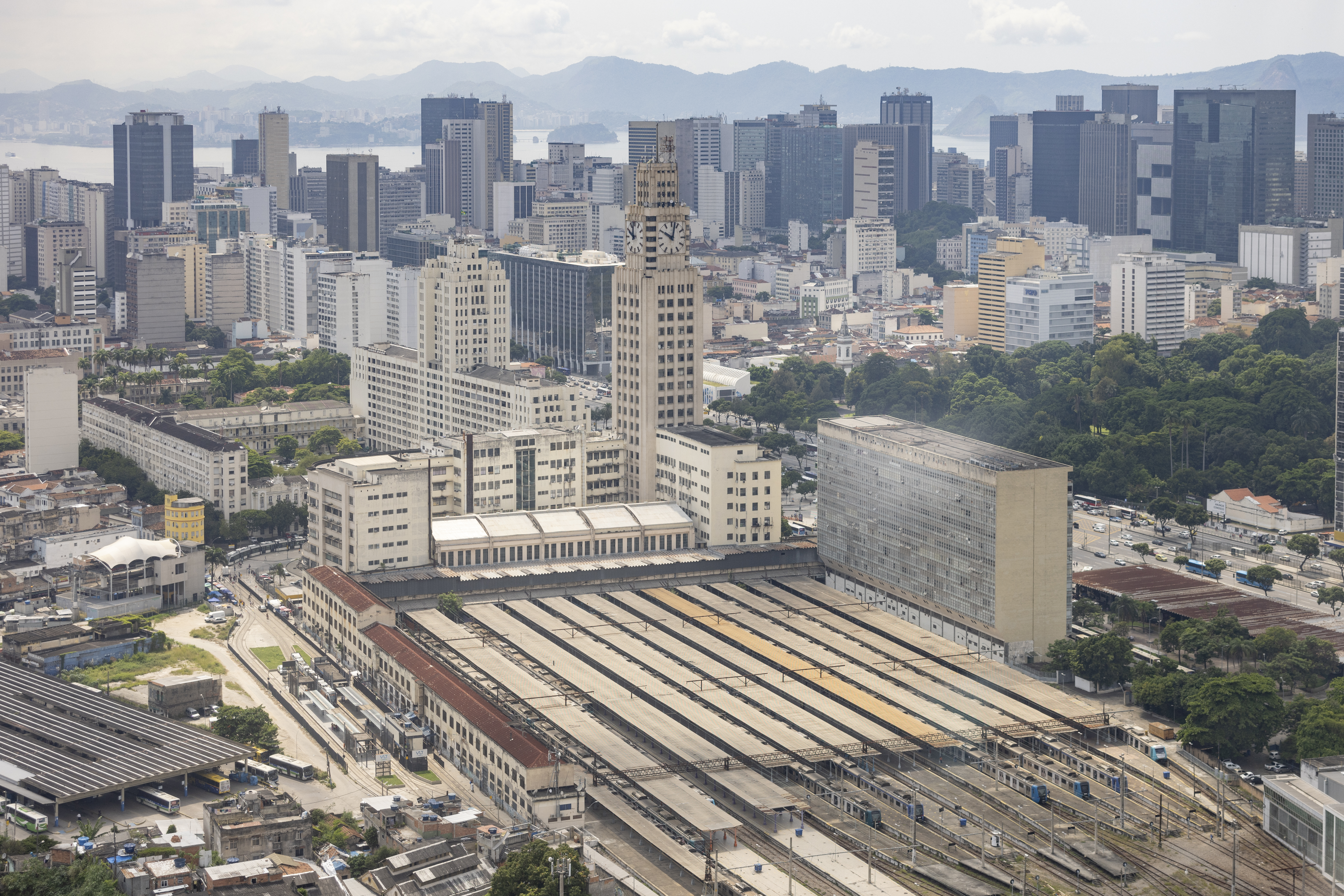
Estação Central do Brasil (centro) e Terminal Rodoviário Américo Fontenelle (esquerda), utilizados por migrantes pendulares que se deslocam diariamente entre a Baixada Fluminense e o centro da capital.

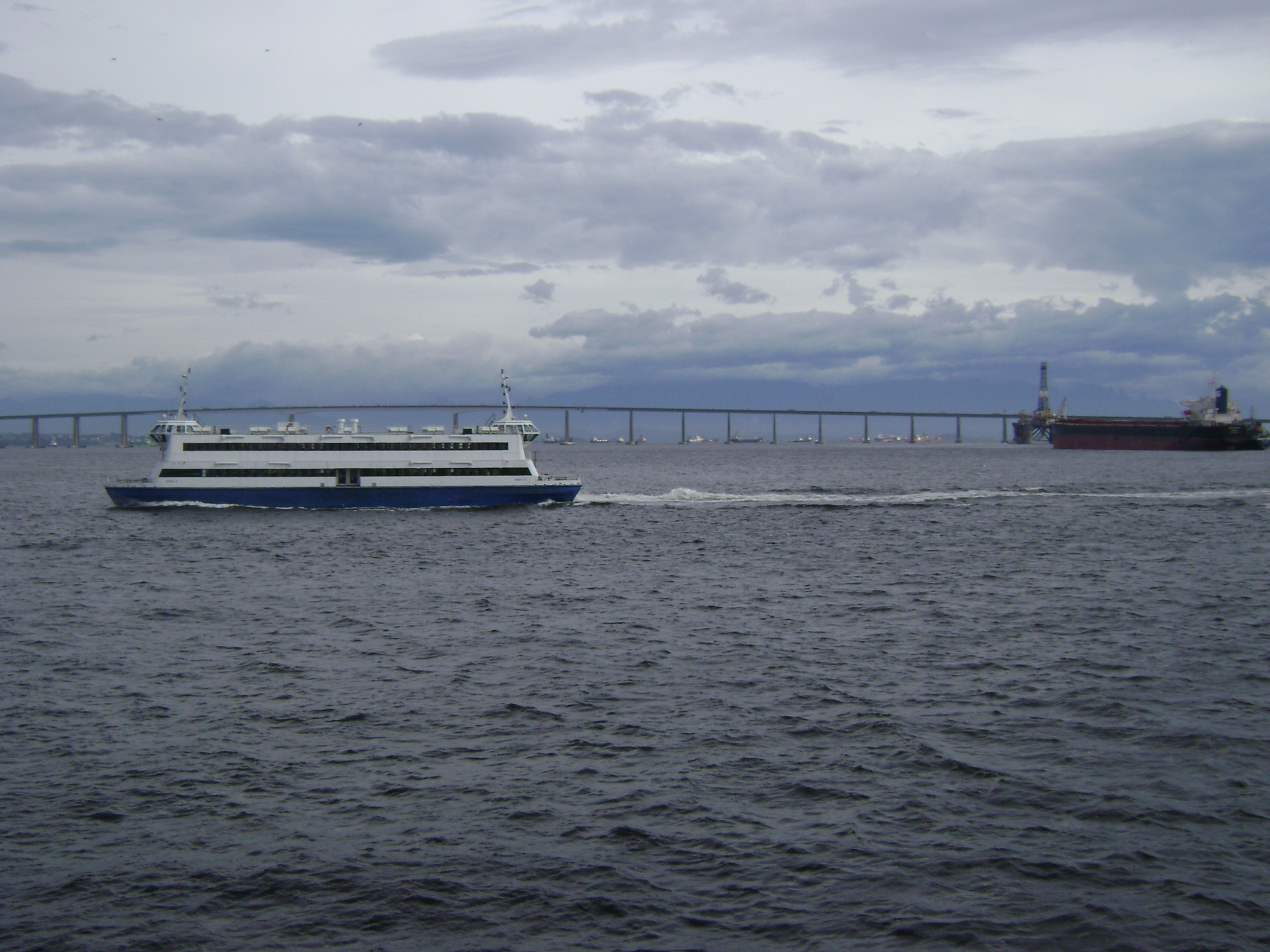
Barca Praça XV-Arariboia e, ao fundo, a Ponte Rio-Niterói, utilizadas por migrantes pendulares que se deslocam diariamente entre o Leste Fluminense e o centro da capital.

A tabela a seguir mostra a distribuição dos moradores do Grande Rio que fazem movimentos pendulares intrametropolitanos de acordo com seus municípios de origem (de acordo com dados do Censo de 2010).
| Município de origem | Sub-região                                       | Percentual da população total da metrópole que faz deslocamentos pendulares dentro da área metropolitana |
| ------------------- | ------------------------------------------------ | --- |
| Rio de Janeiro      | Capital                                          | 3,6% |
| Duque de Caxias     | Baixada Fluminense / Grande Iguaçu               | 8,3% |
| São João de Meriti  | Baixada Fluminense / Grande Iguaçu               | 14,9% |
| Belford Roxo        | Baixada Fluminense / Grande Iguaçu               | 7,4% |
| Nilópolis           | Baixada Fluminense / Grande Iguaçu               | 5,8% |
| Mesquita            | Baixada Fluminense / Grande Iguaçu               | 6,8% |
| Nova Iguaçu         | Baixada Fluminense / Grande Iguaçu               | 9,0% |
| Queimados           | Baixada Fluminense / Grande Iguaçu               | 4,0% |
| Japeri              | Baixada Fluminense / Grande Iguaçu               | 2,8% |
| Paracambi           | Baixada Fluminense / Extremo Oeste Metropolitano | 0,4% |
| Seropédica          | Baixada Fluminense / Extremo Oeste Metropolitano | 1,2% |
| Itaguaí             | Baixada Fluminense / Extremo Oeste Metropolitano | 1,1% |
| Magé                | Baixada Fluminense / Fundo da Baía               | 2,4% |
| Guapimirim          | Baixada Fluminense / Fundo da Baía               | 0,7% |
| Niterói             | Leste Metropolitano                              | 10,7% |
| São Gonçalo         | Leste Metropolitano                              | 13,2% |
| Itaboraí            | Leste Metropolitano                              | 5,4% |
| Tanguá              | Leste Metropolitano                              | 0,5% |
| Maricá              | Leste Metropolitano                              | 1,8% |

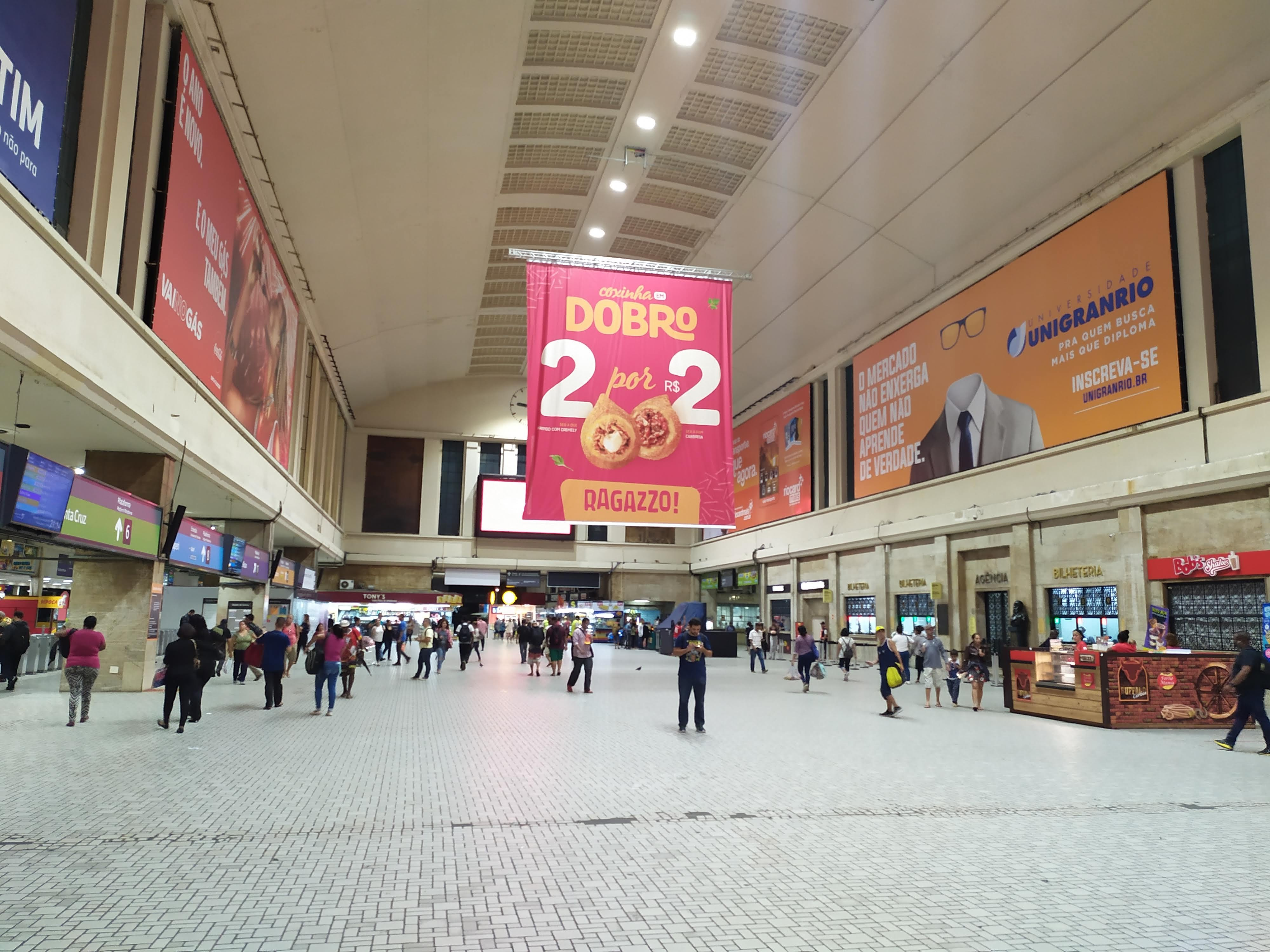
Interior da Estação Ferroviária Central do Brasil, com as plataformas de embarque e desembarque à esquerda.

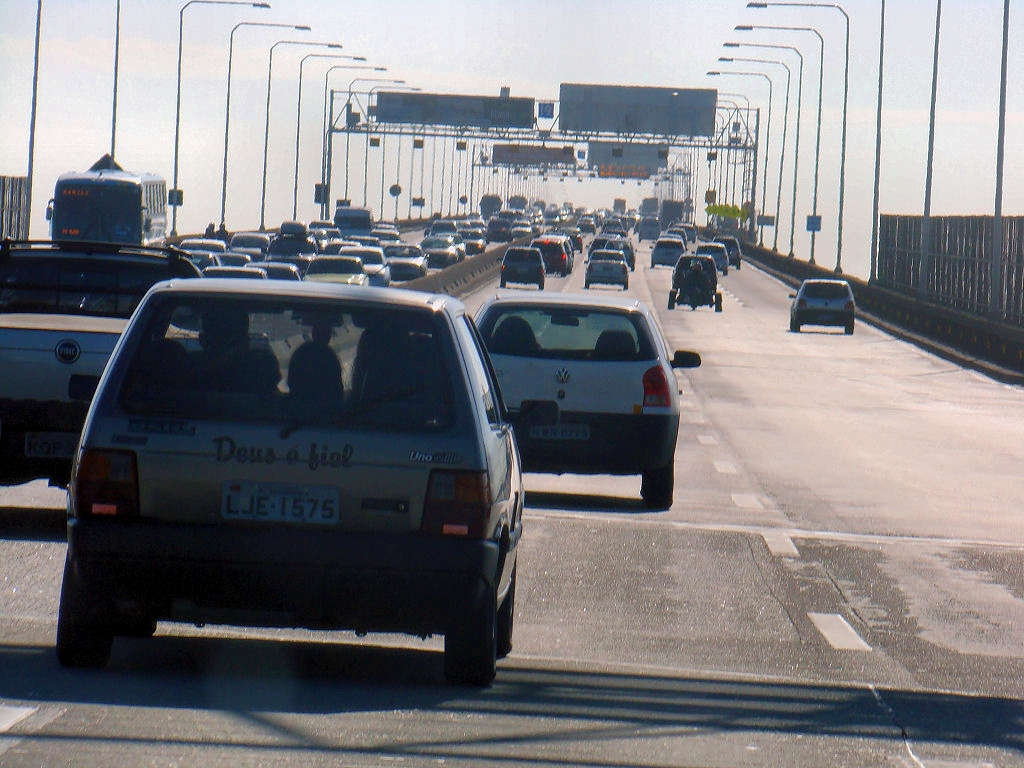
Trânsito na Ponte Rio-Niterói (fotografia tirada a partir da pista sentido Rio de Janeiro).

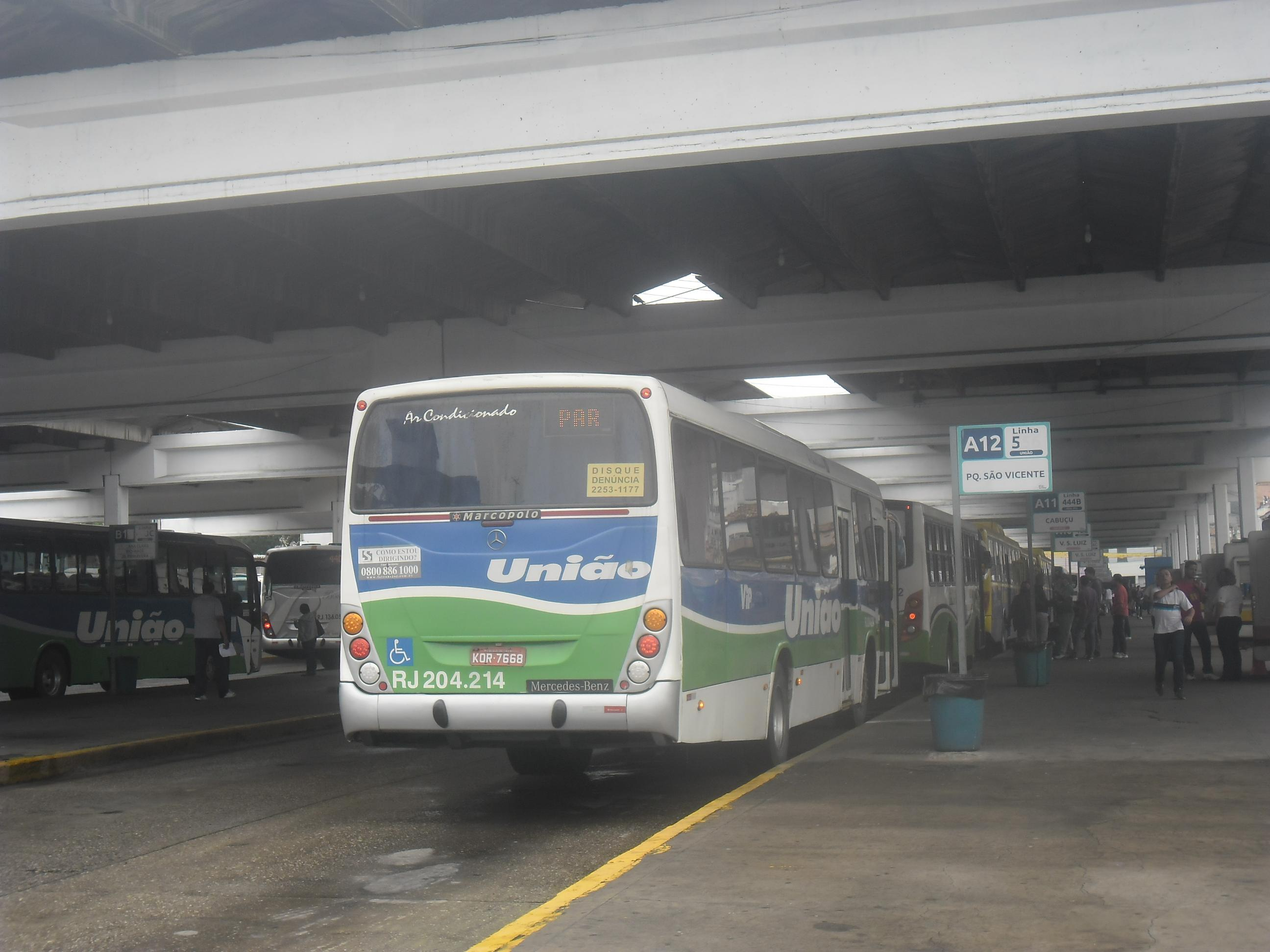
Ônibus intermunicipais com destino à Baixada Fluminense no Terminal Américo Fontenelle, na Central.

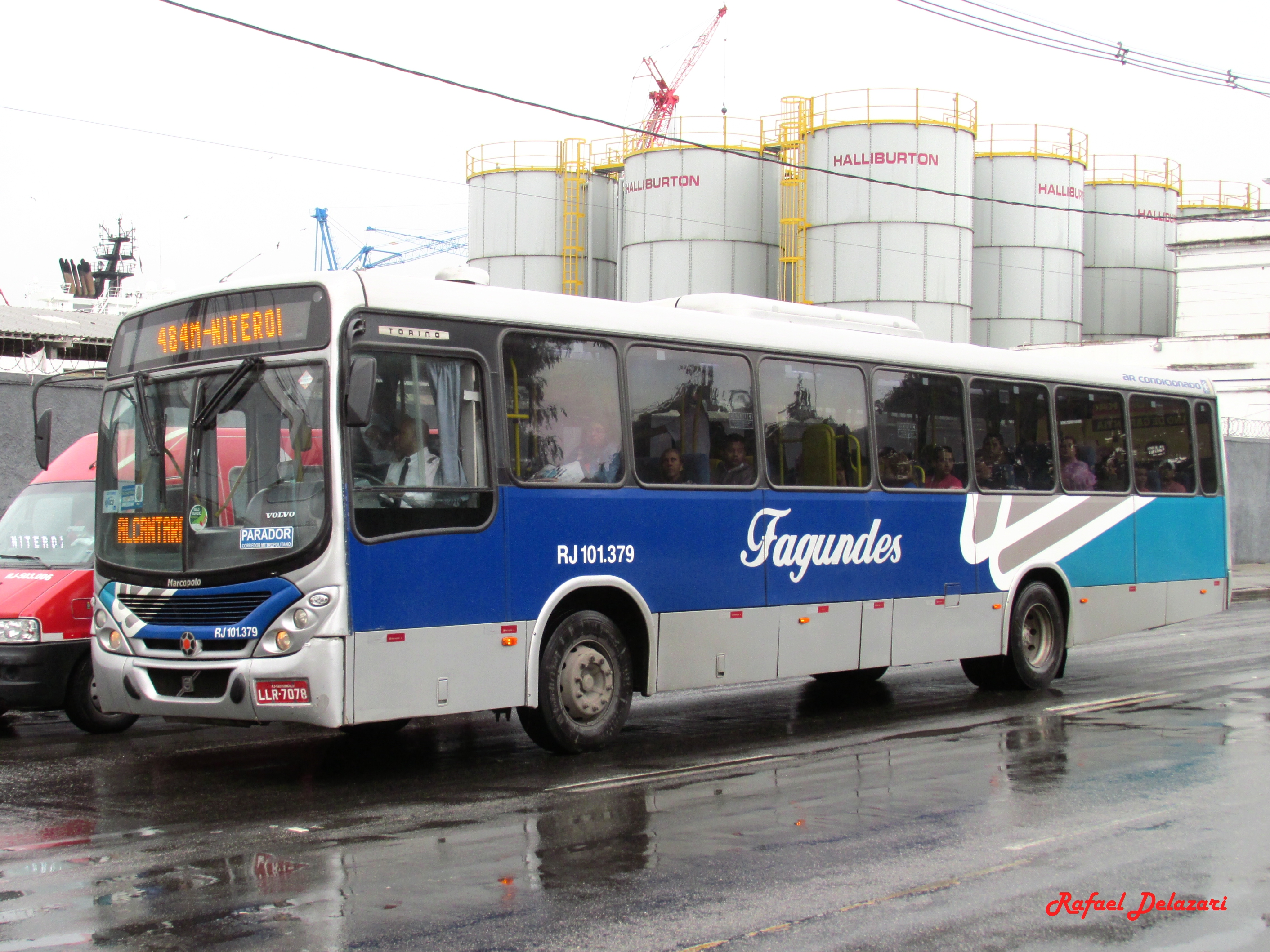
Ônibus e van intermunicipais vindos de São Gonçalo chegando ao centro de Niterói.

A próxima tabela apresenta a distribuição dos moradores da área metropolitana que fazem deslocamentos pendulares intrametropolitanos diários de acordo com seus destinos (segundo dados do Censo de 2010).
| Destino            | Sub-região                                       | Percentual da população total da metrópole que faz deslocamentos pendulares dentro da área metropolitana |
| ------------------ | ------------------------------------------------ | --- |
| Rio de Janeiro     | Capital                                          | 65,4% |
| Duque de Caxias    | Baixada Fluminense / Grande Iguaçu               | 6,0% |
| São João de Meriti | Baixada Fluminense / Grande Iguaçu               | 1,9% |
| Belford Roxo       | Baixada Fluminense / Grande Iguaçu               | 1,2% |
| Nilópolis          | Baixada Fluminense / Grande Iguaçu               | 1,4% |
| Mesquita           | Baixada Fluminense / Grande Iguaçu               | 0,6% |
| Nova Iguaçu        | Baixada Fluminense / Grande Iguaçu               | 4,6% |
| Queimados          | Baixada Fluminense / Grande Iguaçu               | 0,5% |
| Japeri             | Baixada Fluminense / Grande Iguaçu               | 0,2% |
| Paracambi          | Baixada Fluminense / Extremo Oeste Metropolitano | 0,1% |
| Seropédica         | Baixada Fluminense / Extremo Oeste Metropolitano | 0,4% |
| Itaguaí            | Baixada Fluminense / Extremo Oeste Metropolitano | 0,7% |
| Magé               | Baixada Fluminense / Fundo da Baía               | 0,2% |
| Guapimirim         | Baixada Fluminense / Fundo da Baía               | 0,1% |
| Niterói            | Leste Metropolitano                              | 11,8% |
| São Gonçalo        | Leste Metropolitano                              | 3,5% |
| Itaboraí           | Leste Metropolitano                              | 0,8% |
| Tanguá             | Leste Metropolitano                              | 0,1% |
| Maricá             | Leste Metropolitano                              | 0,5% |

A tabela abaixo apresenta os percentuais da população ocupada de cada município metropolitano que faz movimentos pendulares diários dentro da metrópole referentes aos seus destinos, bem como o percentual correspondente àqueles que trabalham no próprio município, segundo dados do Censo de 2010. Pode-se perceber, nos números da tabela, que os principais locais de trabalho dos moradores do Grande Rio são o município de residência, municípios próximos ao município de residência e o município do Rio de Janeiro, onde está o núcleo metropolitano - observando os deslocamentos pendulares dos moradores dos municípios emancipados na década de 1990, nota-se que esses novos entes administrativos conservam um forte vínculo com os municípios dos quais se desmembraram (Seropédica com Itaguaí; Guapimirim com Magé; Tanguá com Itaboraí; e Belford Roxo, Mesquita, Queimados e Japeri com Nova Iguaçu). Vê-se, também, que uma parcela muito pequena da população da capital sai do próprio município para trabalhar.
| Município de residência | Destino: Rio de Janeiro | Destino: Duque de Caxias | Destino: São João de Meriti | Destino: Belford Roxo | Destino: Nilópolis | Destino: Mesquita | Destino: Nova Iguaçu | Destino: Queimados | Destino: Japeri | Destino: Paracambi |
| ----------------------- | ----------------------- | ------------------------ | --------------------------- | --------------------- | ------------------ | ----------------- | -------------------- | ------------------ | --------------- | ------------------ |
| Rio de Janeiro          | 98%                     | 0,5%                     | 0,1%                        | 0,0%                  | 0,1%               | 0,0%              | 0,2%                 | 0,0%               | 0,0%            | 0,0%               |
| Duque de Caxias         | 25%                     | 73%                      | 1%                          | 0%                    | 0%                 | 0%                | 0%                   | 0%                 | 0%              | 0%                 |
| São João de Meriti      | 40%                     | 6%                       | 50%                         | 1%                    | 1%                 | 0%                | 2%                   | 0%                 | 0%              | 0%                 |
| Belford Roxo            | 35%                     | 7%                       | 4%                          | 46%                   | 0%                 | 0%                | 6%                   | 0%                 | 0%              | 0%                 |
| Nilópolis               | 42%                     | 2%                       | 2%                          | 1%                    | 47%                | 1%                | 4%                   | 0%                 | 0%              | 0%                 |
| Mesquita                | 39%                     | 2%                       | 2%                          | 2%                    | 6%                 | 38%               | 10%                  | 0%                 | 0%              | 0%                 |
| Nova Iguaçu             | 30%                     | 1%                       | 1%                          | 1%                    | 1%                 | 1%                | 62%                  | 1%                 | 0%              | 0%                 |
| Queimados               | 37%                     | 1%                       | 1%                          | 1%                    | 1%                 | 1%                | 8%                   | 49%                | 1%              | 0%                 |
| Japeri                  | 44%                     | 1%                       | 0%                          | 0%                    | 1%                 | 1%                | 6%                   | 2%                 | 42%             | 1%                 |
| Paracambi               | 11%                     | 0%                       | 0%                          | 0%                    | 0%                 | 0%                | 3%                   | 1%                 | 1%              | 79%                |
| Seropédica              | 19%                     | 0%                       | 0%                          | 0%                    | 0%                 | 0%                | 1%                   | 0%                 | 0%              | 1%                 |
| Itaguaí                 | 16%                     | 0%                       | 0%                          | 0%                    | 0%                 | 0%                | 0%                   | 0%                 | 0%              | 0%                 |
| Magé                    | 19%                     | 8%                       | 0%                          | 0%                    | 0%                 | 0%                | 0%                   | 0%                 | 0%              | 0%                 |
| Guapimirim              | 9%                      | 2%                       | 0%                          | 0%                    | 0%                 | 0%                | 0%                   | 0%                 | 0%              | 0%                 |
| Niterói                 | 24%                     | 1%                       | 0%                          | 0%                    | 0%                 | 0%                | 0%                   | 0%                 | 0%              | 0%                 |
| São Gonçalo             | 15%                     | 0%                       | 0%                          | 0%                    | 0%                 | 0%                | 0%                   | 0%                 | 0%              | 0%                 |
| Itaboraí                | 12%                     | 0%                       | 0%                          | 0%                    | 0%                 | 0%                | 0%                   | 0%                 | 0%              | 0%                 |
| Tanguá                  | 6%                      | 0%                       | 0%                          | 0%                    | 0%                 | 0%                | 0%                   | 0%                 | 0%              | 0%                 |
| Maricá                  | 14%                     | 0%                       | 0%                          | 0%                    | 0%                 | 0%                | 0%                   | 0%                 | 0%              | 0%                 |

Continuação
| Município de residência | Destino: Seropédica | Destino: Itaguaí | Destino: Magé | Destino: Guapimirim | Destino: Niterói | Destino: São Gonçalo | Destino: Itaboraí | Destino: Tanguá | Destino: Maricá |
| ----------------------- | ------------------- | ---------------- | ------------- | ------------------- | ---------------- | -------------------- | ----------------- | --------------- | --------------- |
| Rio de Janeiro          | 0,1%                | 0,1%             | 0,0%          | 0,0%                | 0,3%             | 0,0%                 | 0,0%              | 0,0%            | 0,0%            |
| Duque de Caxias         | 0%                  | 0%               | 0%            | 0%                  | 0%               | 0%                   | 0%                | 0%              | 0%              |
| São João de Meriti      | 0%                  | 0%               | 0%            | 0%                  | 1%               | 0%                   | 0%                | 0%              | 0%              |
| Belford Roxo            | 0%                  | 0%               | 0%            | 0%                  | 0%               | 0%                   | 0%                | 0%              | 0%              |
| Nilópolis               | 0%                  | 0%               | 0%            | 0%                  | 1%               | 0%                   | 0%                | 0%              | 0%              |
| Mesquita                | 0%                  | 0%               | 0%            | 0%                  | 0%               | 0%                   | 0%                | 0%              | 0%              |
| Nova Iguaçu             | 0%                  | 0%               | 0%            | 0%                  | 0%               | 0%                   | 0%                | 0%              | 0%              |
| Queimados               | 0%                  | 0%               | 0%            | 0%                  | 1%               | 0%                   | 0%                | 0%              | 0%              |
| Japeri                  | 1%                  | 0%               | 0%            | 0%                  | 0%               | 0%                   | 0%                | 0%              | 0%              |
| Paracambi               | 3%                  | 0%               | 0%            | 0%                  | 0%               | 0%                   | 0%                | 0%              | 0%              |
| Seropédica              | 72%                 | 5%               | 0%            | 0%                  | 0%               | 0%                   | 0%                | 0%              | 0%              |
| Itaguaí                 | 1%                  | 82%              | 0%            | 0%                  | 0%               | 0%                   | 0%                | 0%              | 0%              |
| Magé                    | 0%                  | 0%               | 71%           | 1%                  | 1%               | 1%                   | 0%                | 0%              | 0%              |
| Guapimirim              | 0%                  | 0%               | 8%            | 77%                 | 1%               | 1%                   | 0%                | 0%              | 0%              |
| Niterói                 | 0%                  | 0%               | 0%            | 0%                  | 71%              | 4%                   | 0%                | 0%              | 0%              |
| São Gonçalo             | 0%                  | 0%               | 0%            | 0%                  | 22%              | 61%                  | 1%                | 0%              | 0%              |
| Itaboraí                | 0%                  | 0%               | 0%            | 0%                  | 15%              | 11%                  | 62%               | 0%              | 0%              |
| Tanguá                  | 0%                  | 0%               | 0%            | 0%                  | 7%               | 6%                   | 13%               | 67%             | 0%              |
| Maricá                  | 0%                  | 0%               | 0%            | 0%                  | 10%              | 4%                   | 0%                | 0%              | 69%             |

A tabela seguinte apresenta os números absolutos de pessoas que fazem deslocamentos pendulares diários - somente por motivo de trabalho - dentro da área metropolitana do Rio de Janeiro por município de residência, segundo dados do último censo (2010).
| Município de residência | Sub-região          | Número absoluto de migrantes pendulares intrametropolitanos diários              |
| ----------------------- | ------------------- | -------------------------------------------------------------------------------- |
| Rio de Janeiro          | Capital             | 42.067 (com destino a municípios da Baixada Fluminense e do Leste Metropolitano) |
| Duque de Caxias         | Baixada Fluminense  | 96.678 dentro da área metropolitana (86.973 com destino à capital)               |
| São João de Meriti      | Baixada Fluminense  | 88.831 dentro da área metropolitana (69.994 com destino à capital)               |
| Belford Roxo            | Baixada Fluminense  | 90.519 dentro da área metropolitana (60.338 com destino à capital)               |
| Nilópolis               | Baixada Fluminense  | 31.637 dentro da área metropolitana (24.770 com destino à capital)               |
| Mesquita                | Baixada Fluminense  | 38.999 dentro da área metropolitana (24.973 com destino à capital)               |
| Nova Iguaçu             | Baixada Fluminense  | 106.711 dentro da área metropolitana (85.714 com destino à capital)              |
| Queimados               | Baixada Fluminense  | 24.159 dentro da área metropolitana (17.717 com destino à capital)               |
| Japeri                  | Baixada Fluminense  | 16.633 dentro da área metropolitana (12.697 com destino à capital)               |
| Paracambi               | Baixada Fluminense  | 2.911 dentro da área metropolitana (1.482 com destino à capital)                 |
| Seropédica              | Baixada Fluminense  | 8.389 dentro da área metropolitana (5.628 com destino à capital)                 |
| Itaguaí                 | Baixada Fluminense  | 6.711 dentro da área metropolitana (5.996 com destino à capital)                 |
| Magé                    | Baixada Fluminense  | 23.491 dentro da área metropolitana (14.414 com destino à capital)               |
| Guapimirim              | Baixada Fluminense  | 3.969 dentro da área metropolitana (1.729 com destino à capital)                 |
| Niterói                 | Leste Metropolitano | 61.196 dentro da área metropolitana (49.878 com destino à capital)               |
| São Gonçalo             | Leste Metropolitano | 154.042 dentro da área metropolitana (59.855 com destino à capital)              |
| Itaboraí                | Leste Metropolitano | 30.733 dentro da área metropolitana (9.295 com destino à capital)                |
| Tanguá                  | Leste Metropolitano | 3.093 dentro da área metropolitana (459 com destino à capital)                   |
| Maricá                  | Leste Metropolitano | 14.357 dentro da área metropolitana (7.161 com destino à capital)                |
| Rio Bonito              | Leste Metropolitano | 1.942 dentro da área metropolitana (483 com destino à capital)                   |
| Cachoeiras de Macacu    | Leste Metropolitano | 1.410 dentro da área metropolitana (391 com destino à capital)                   |

Os padrões das migrações pendulares dentro da metrópole do Rio de Janeiro vêm se mantendo praticamente os mesmos desde a década de 1970. Na tabela abaixo, são apresentados os números absolutos de migrantes pendulares diários - que se deslocavam tanto por motivo de trabalho como de estudo - na área metropolitana por município de residência, de acordo com seus destinos, segundo dados do Censo de 1980 - nota-se o papel do município do Rio de Janeiro, tanto em 1980 quanto em 2010, como o principal pólo de atração do movimento pendular na região.
| Município de residência | Destino: Rio de Janeiro | Destino: Duque de Caxias | Destino: São João de Meriti | Destino: Nilópolis | Destino: Nova Iguaçu | Destino: Paracambi |
| ----------------------- | ----------------------- | ------------------------ | --------------------------- | ------------------ | -------------------- | ------------------ |
| Rio de Janeiro          |                         | 4.202                    | 1.352                       | 592                | 1.930                | 75                 |
| Duque de Caxias         | 94.454                  |                          | 2.067                       | 88                 | 1.072                | 4                  |
| São João de Meriti      | 87.710                  | 8.754                    |                             | 1.889              | 3.054                | 4                  |
| Nilópolis               | 32.118                  | 451                      | 961                         |                    | 2.544                | 12                 |
| Nova Iguaçu*            | 189.399                 | 6.531                    | 4.960                       | 4.295              |                      | 323                |
| Paracambi               | 1.036                   | 11                       | 12                          | 20                 | 384                  |                    |
| Itaguaí*                | 6.362                   | 71                       | 8                           | 3                  | 319                  | 122                |
| Magé*                   | 14.379                  | 2.755                    | 72                          |                    | 78                   | 5                  |
| Niterói                 | 44.208                  | 276                      | 45                          | 13                 | 131                  | 8                  |
| São Gonçalo             | 48.694                  | 189                      | 14                          | 8                  | 126                  |                    |
| Itaboraí*               | 3.412                   | 27                       | 4                           |                    | 15                   |                    |
| Maricá                  | 884                     | 3                        |                             |                    |                      |                    |

Continuação
| Município de residência | Destino: Itaguaí | Destino: Magé | Destino: Niterói | Destino: São Gonçalo | Destino: Itaboraí | Destino: Maricá |
| ----------------------- | ---------------- | ------------- | ---------------- | -------------------- | ----------------- | --------------- |
| Rio de Janeiro          | 1.394            | 274           | 4.107            | 243                  | 75                | 24              |
| Duque de Caxias         | 78               | 519           | 881              | 50                   | 8                 | 8               |
| São João de Meriti      | 48               | 48            | 400              | 8                    |                   | 8               |
| Nilópolis               | 31               | 8             | 178              | 16                   |                   |                 |
| Nova Iguaçu*            | 465              | 59            | 950              | 21                   | 12                | 3               |
| Paracambi               | 280              | 4             | 24               |                      |                   |                 |
| Itaguaí*                |                  | 4             | 47               |                      |                   | 4               |
| Magé*                   | 4                |               | 518              | 114                  | 21                | 17              |
| Niterói                 | 117              | 123           |                  | 4.310                | 272               | 113             |
| São Gonçalo             | 45               | 193           | 62.412           |                      | 673               | 208             |
| Itaboraí*               |                  | 100           | 4.262            | 3.268                |                   | 50              |
| Maricá                  |                  |               | 1.020            | 260                  | 9                 |                 |

Nota: * À época do Censo de 1980, o município de Itaguaí incluía o território de Seropédica; o município de Nova Iguaçu incluía os territórios de Belford Roxo, Mesquita, Queimados e Japeri; o município de Magé incluía o território de Guapimirim; e o município de Itaboraí incluía o território de Tanguá.

### Natureza econômica da integração entre os municípios e da expansão urbana

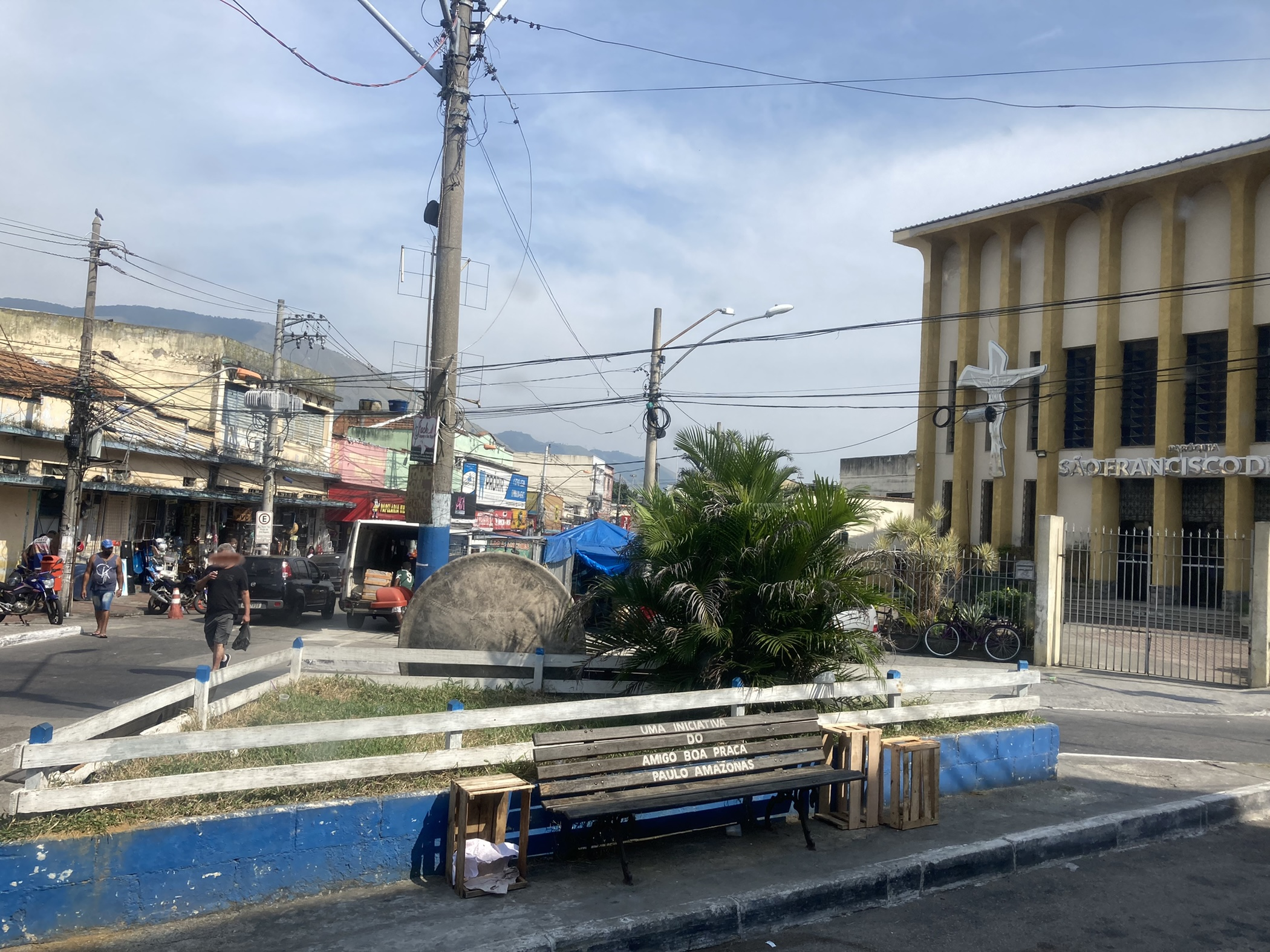
Comendador Soares (bairro também conhecido como "Morro Agudo"), no município de Nova Iguaçu.

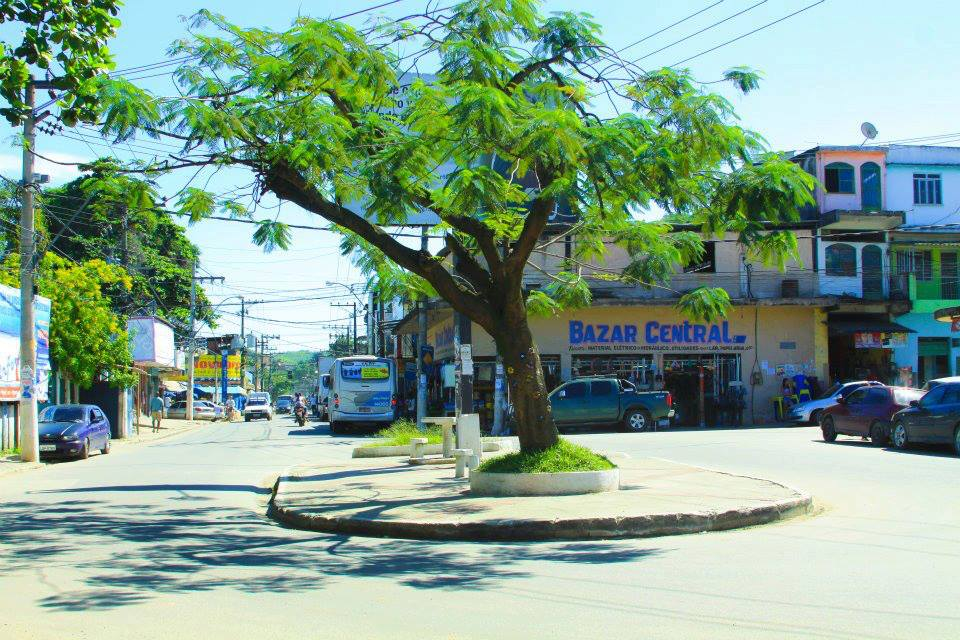
Praça de Austin, em Nova Iguaçu, ao lado do ramal de Japeri da SuperVia.

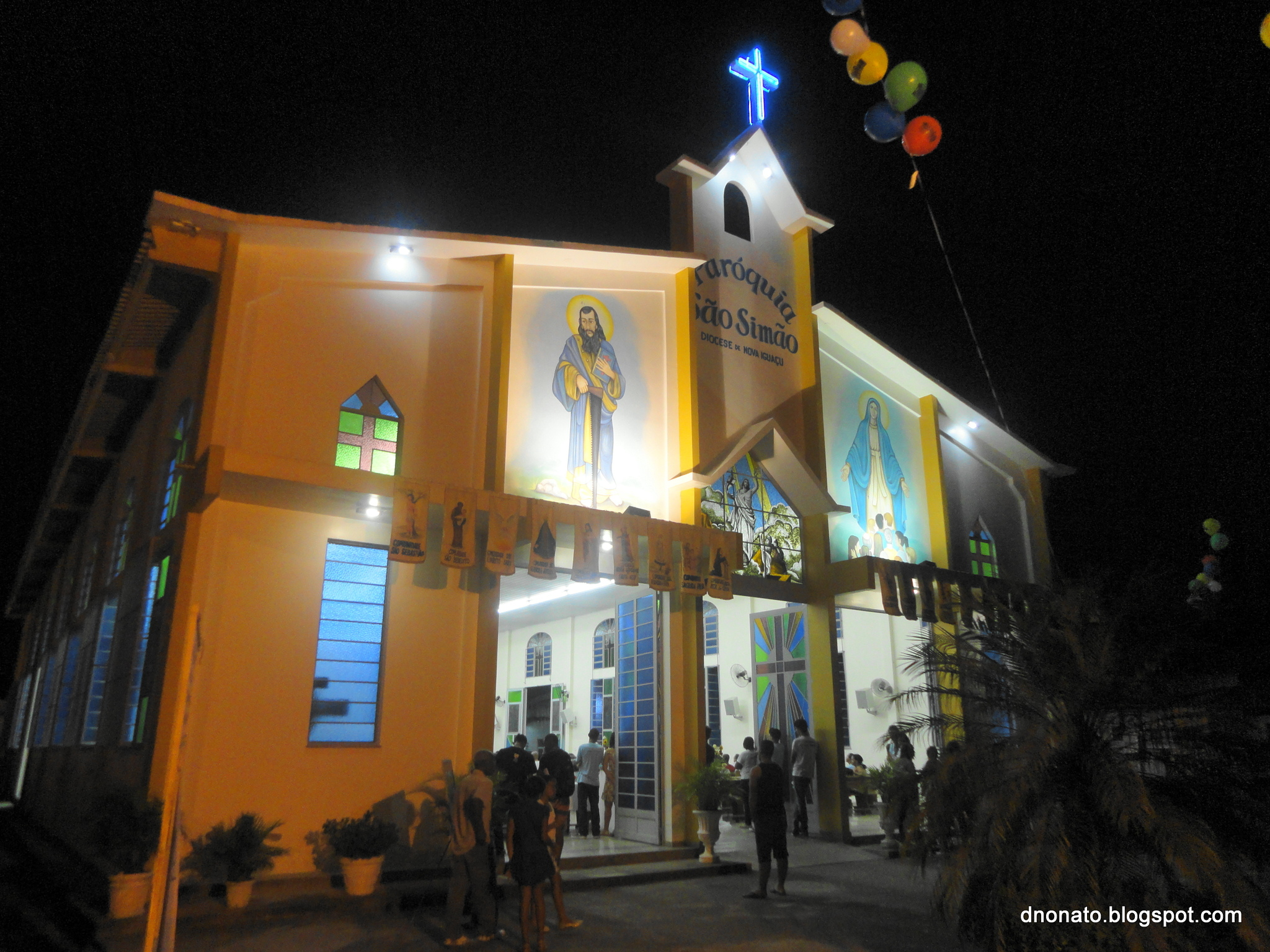
Igreja de São Simão, no centro do bairro Lote XV, em Belford Roxo.

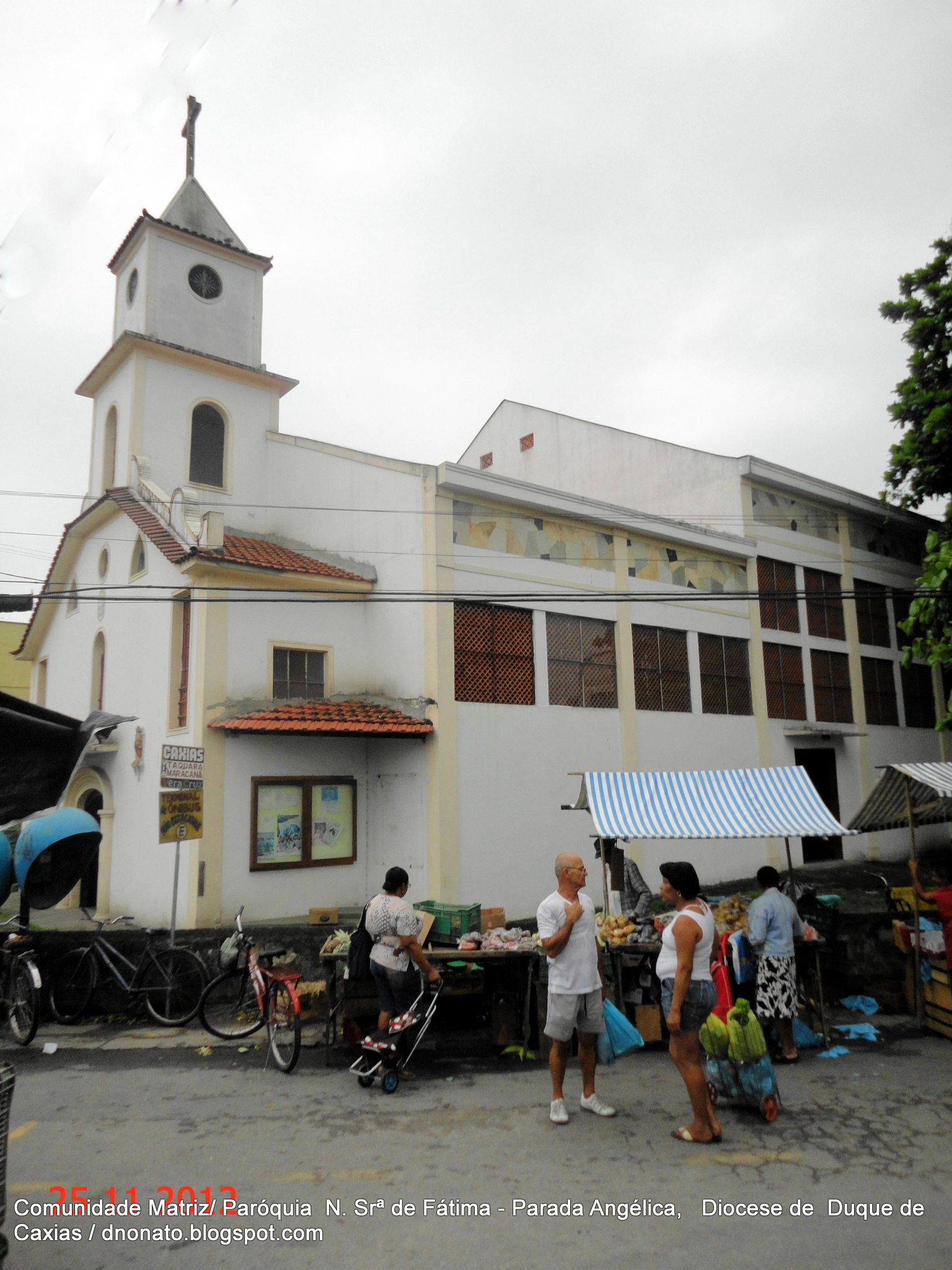
Igreja de Nossa Senhora de Fátima, no centro de Parada Angélica, em Duque de Caxias.

A expansão urbana ocorrida ao longo do século XX pelos vetores de crescimento da área metropolitana a partir do centro da cidade do Rio de Janeiro teve um caráter econômico, pois se deveu, em grande parte, ao poder da metrópole do Rio de Janeiro de atrair trabalhadores, que passaram a morar em locais suficientemente próximos ao centro do Rio para que fossem possíveis os deslocamentos diários casa-trabalho, e à forte dependência econômica que a população de toda a região teve (e tem) do centro da capital e de outras centralidades desse aglomerado metropolitano.

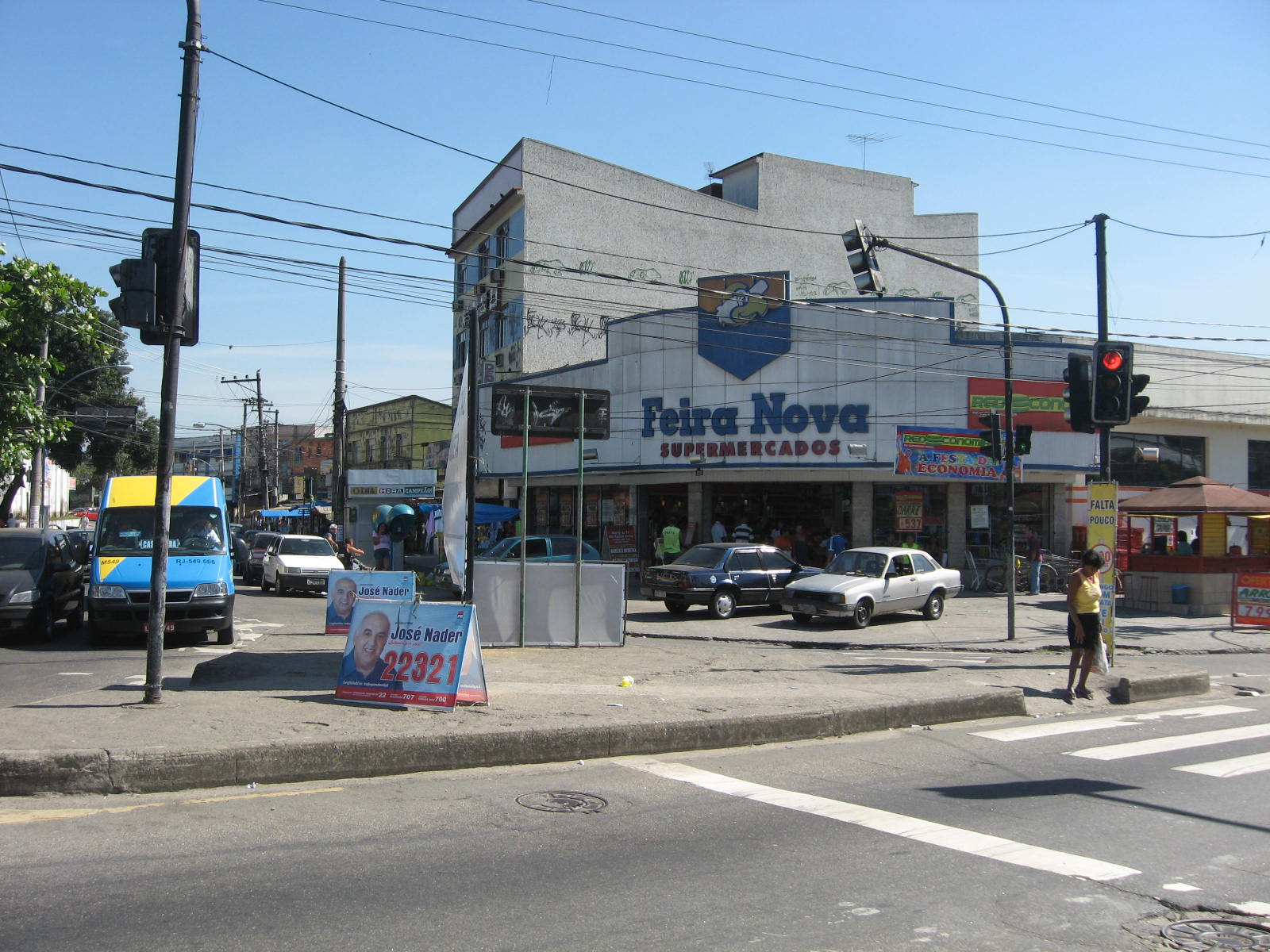
Estrada Marechal Alencastro, em Anchieta, na Zona Norte do Rio.

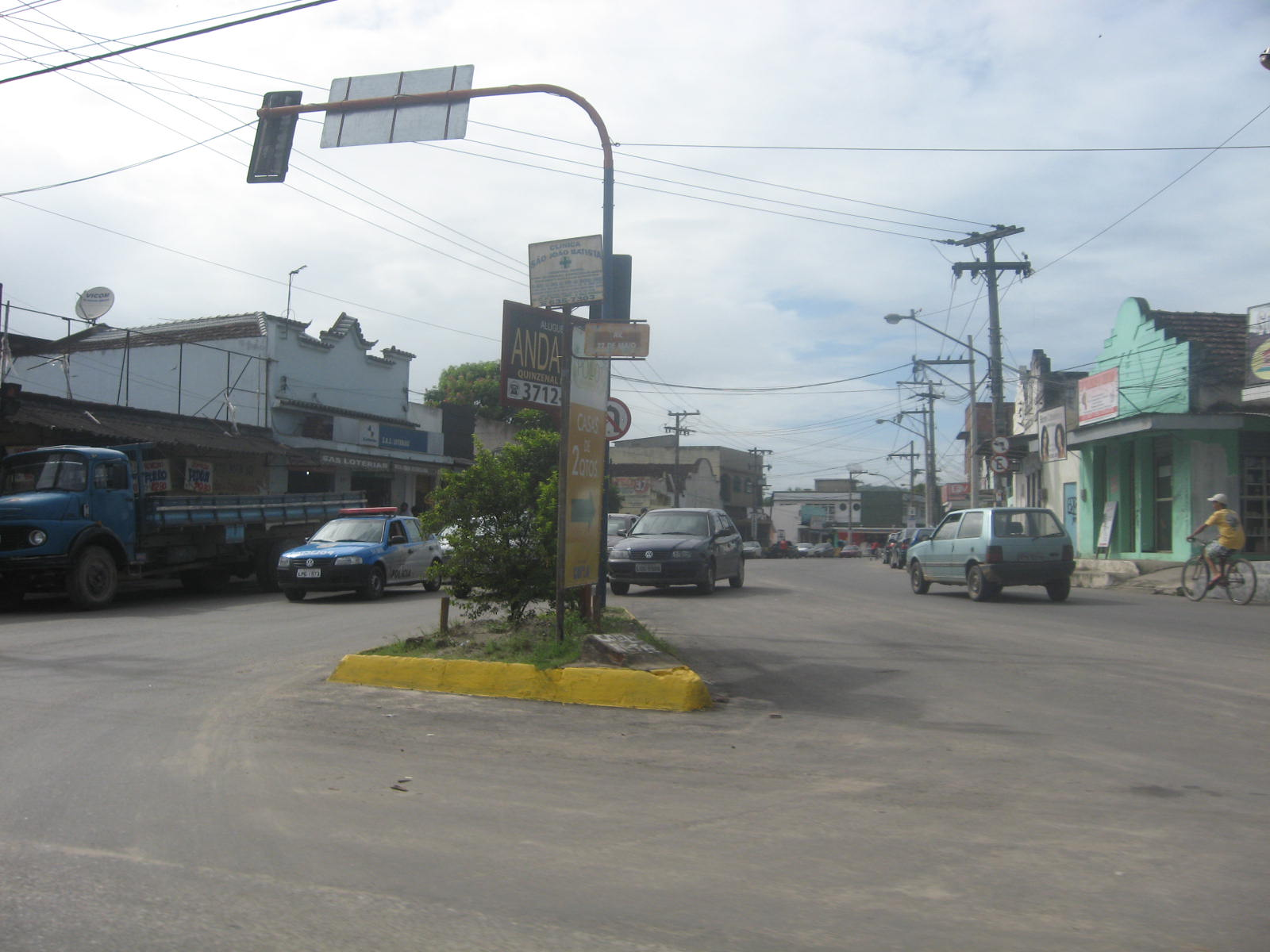
Início da RJ-114, em Venda das Pedras, Itaboraí.

Desse modo, a mancha urbana existente hoje no Grande Rio constitui uma área urbana de natureza metropolitana, resultante do fluxo intenso de trabalhadores dentro da área metropolitana em direção aos pólos econômicos distribuídos pelos 21 municípios que compõem essa região, dos quais o principal é o centro da cidade do Rio. Por ter se formado principalmente em função da concentração da oferta de trabalho no núcleo metropolitano, a mancha urbana da área metropolitana do Rio não se confunde com outros tipos de mancha urbana, como, por exemplo, aquela que se encontra na maior parte da Região dos Lagos, composta, majoritariamente, por residências de veraneio; embora aquela malha urbana seja muito extensa, não há um volume significativo de deslocamentos pendulares entre os municípios daquela região. Ou seja, a alta integração que há entre os municípios da área metropolitana, que se apresenta pelo fluxo de trabalhadores que fazem movimentos pendulares e por outras relações econômicas entre esses municípios, não é encontrada entre municípios localizados em regiões cujas manchas urbanas são formadas, principalmente, por moradias de veraneio, e não por residências de trabalhadores com dependência econômica de um núcleo.

## Eixos de expansão urbana da área metropolitana a partir do núcleo

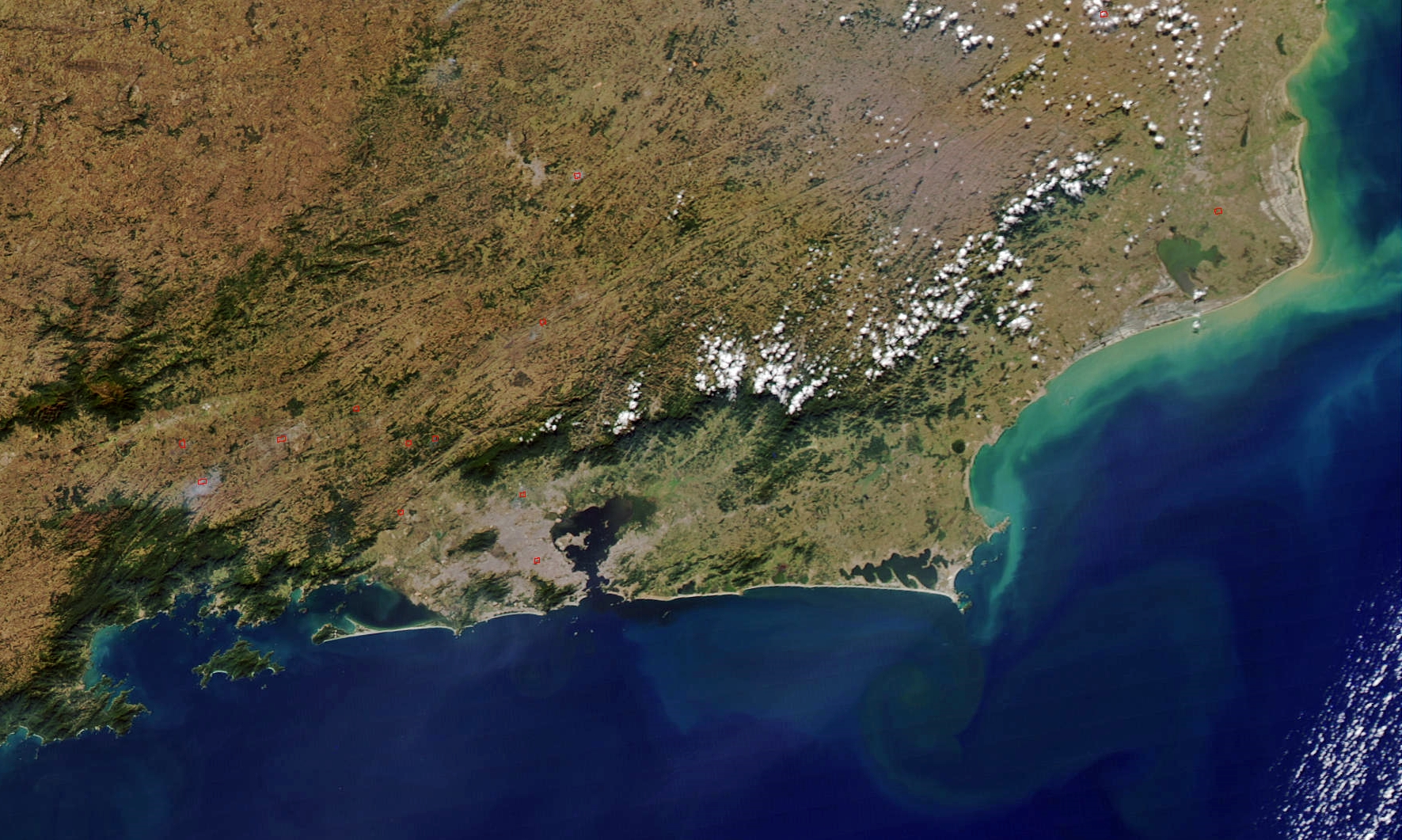
Imagem de satélite do Estado do Rio que mostra a mancha urbana expandida pelo município do Rio de Janeiro e pelas regiões da Baixada Fluminense e do Leste Metropolitano através dos 4 principais eixos de crescimento urbano da metrópole do Rio de Janeiro.

Ainda no que diz respeito à expansão urbana, bem como às consequentes conurbações que ocorreram dentro da área que compreende os atuais 21 municípios da aglomeração metropolitana do Rio de Janeiro, 4 eixos principais de ocupação urbana do Grande Rio se destacaram nesse processo ao longo dos anos: o que parte do
núcleo em direção a Campo Grande, Santa Cruz e Itaguaí, definido pela BR-101 Sul; o que parte do núcleo em direção a Nova Iguaçu, Japeri e Paracambi, definido pela BR-116; o que parte do núcleo em direção a Duque de Caxias, Magé e Guapimirim, definido pela BR-040; o que parte do núcleo em direção a Itaboraí, Tanguá e Rio Bonito, definido pela BR-101 Norte. Embora seja difícil descrever com precisão toda a malha urbana situada dentro dos limites da área metropolitana, dada a complexidade da sua estrutura, o que segue é uma descrição detalhada de cada um dos quatro eixos de expansão urbana dessa área, bem como da relação entre a difusão espacial do tecido urbano e esses eixos.

### Eixo da BR-101 Sul (vetor Campo Grande - Santa Cruz - Itaguaí)

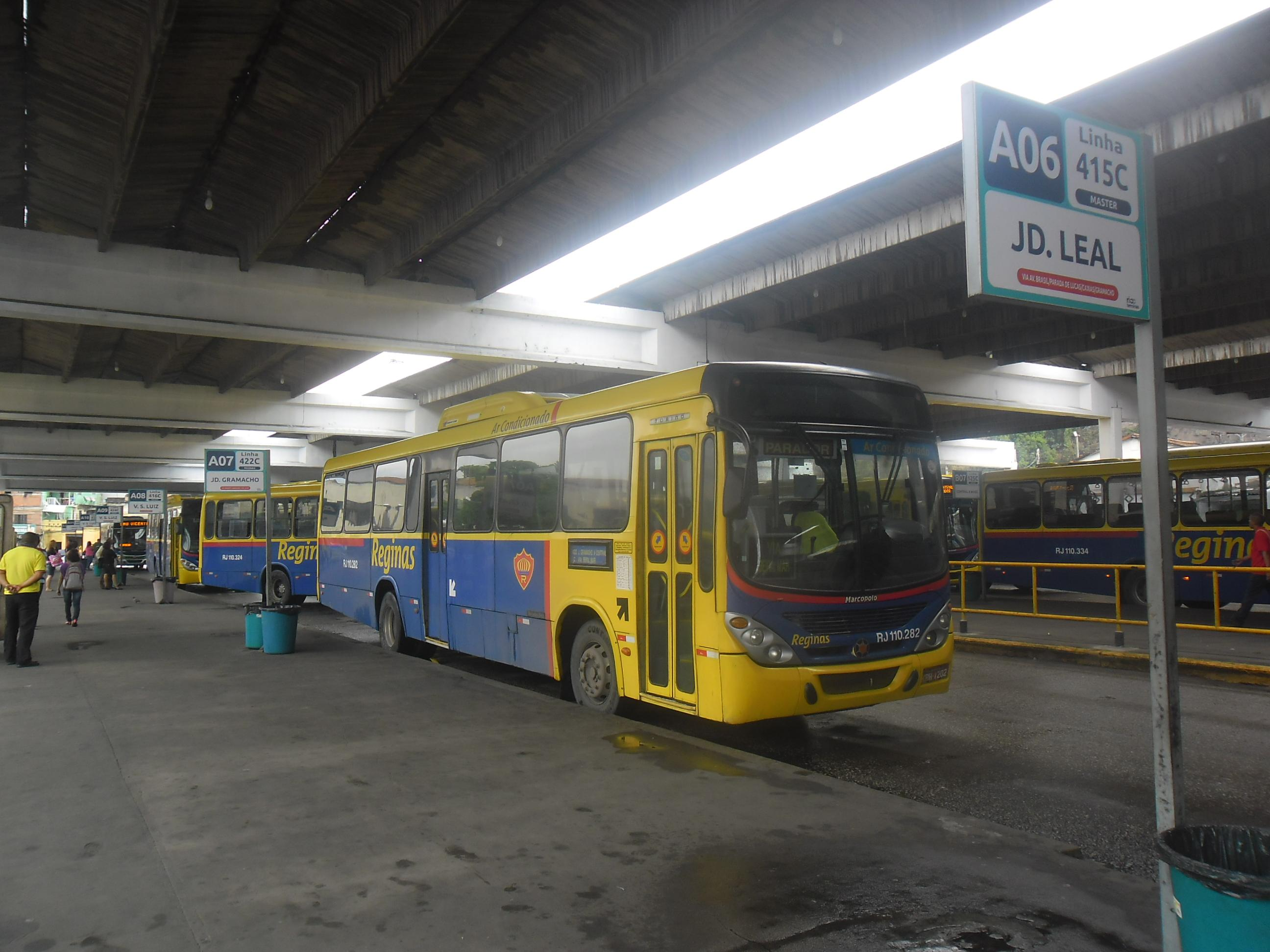
Terminal Rodoviário Américo Fontenelle, na Central do Brasil, de onde partem ônibus que ligam a capital a todos os municípios da Baixada Fluminense.

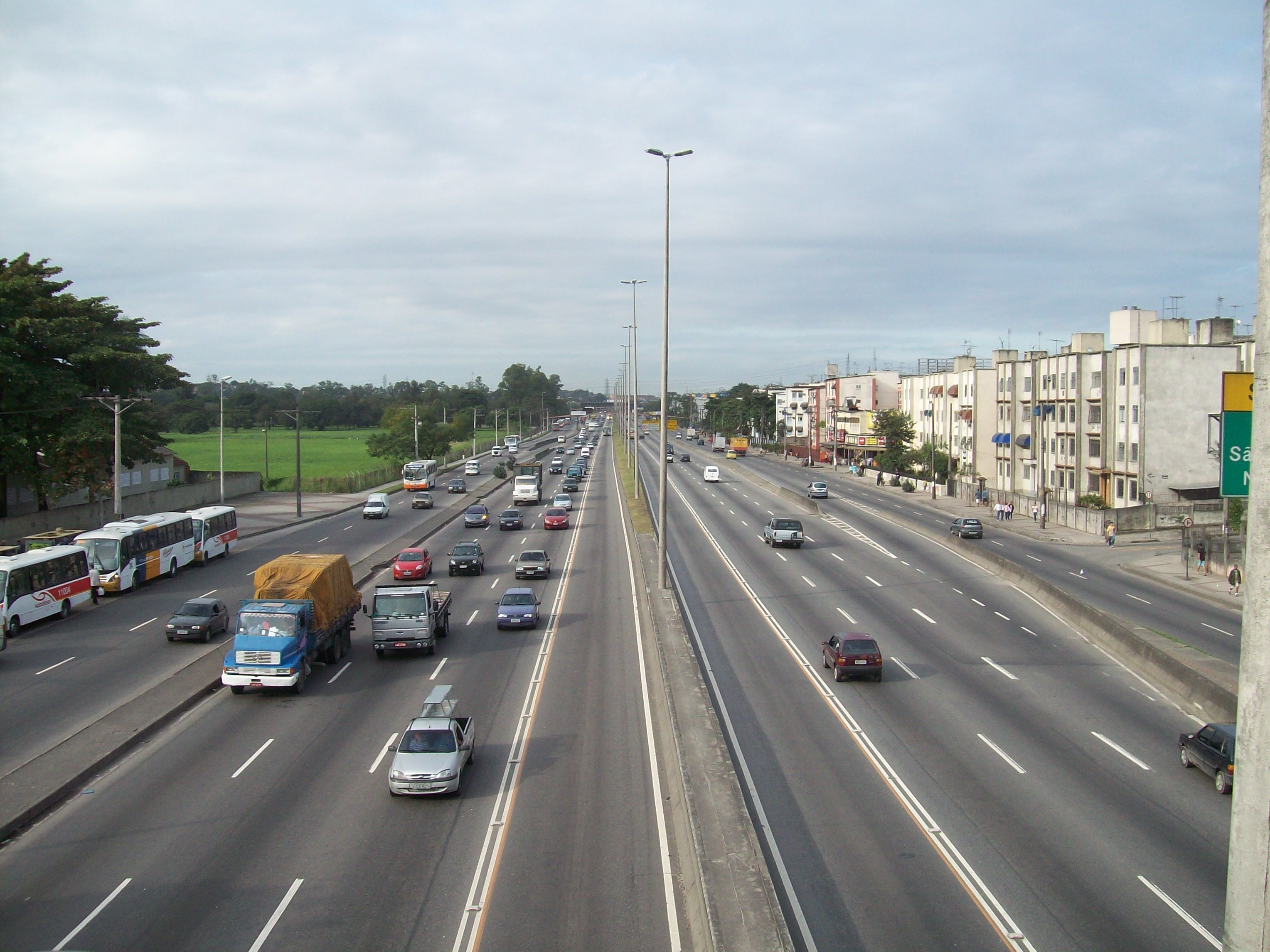
Avenida Brasil na altura de Irajá, na Zona Norte da cidade do Rio.

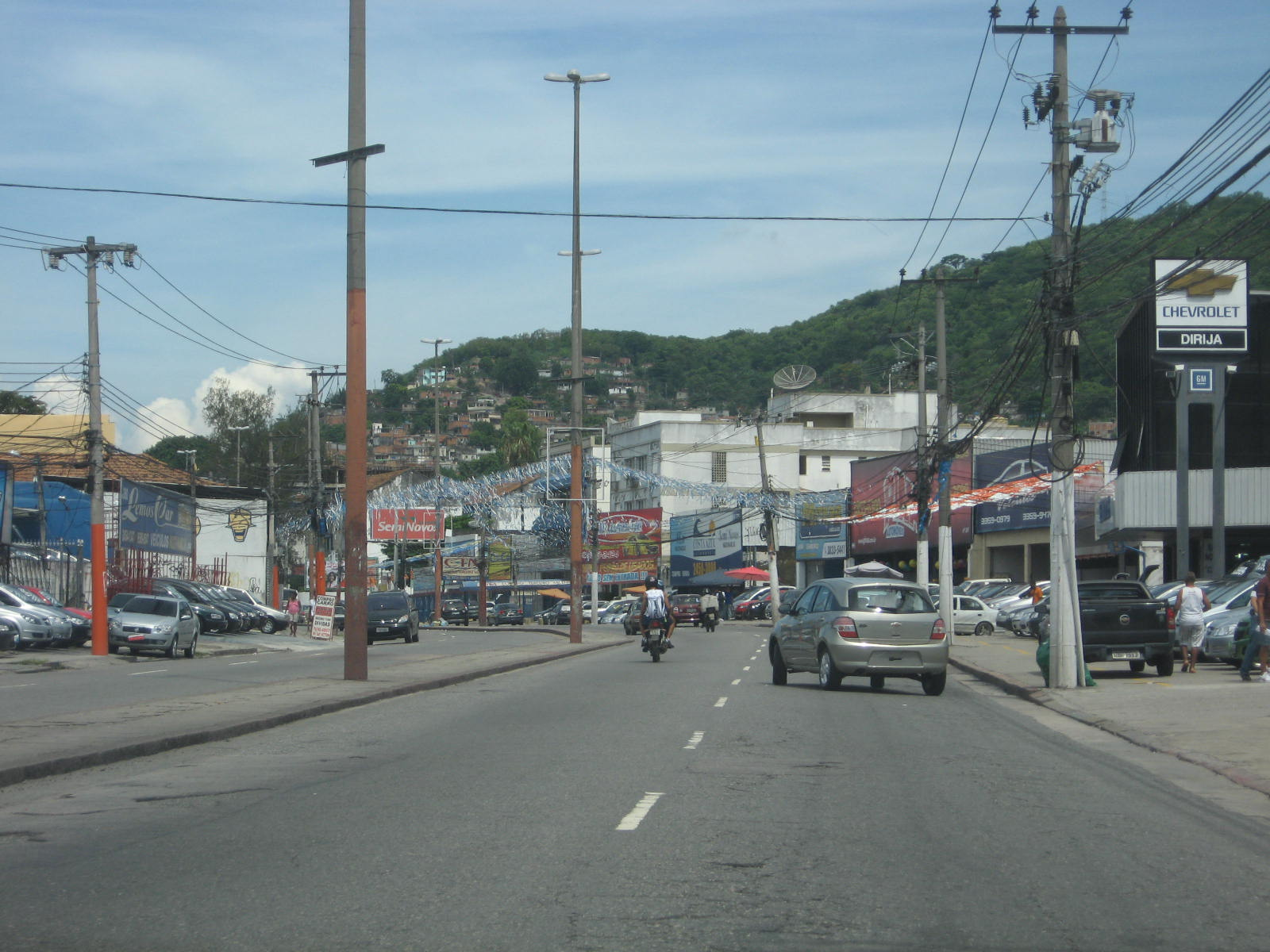
Estrada Intendente Magalhães, no Campinho, uma das principais ligações entre a Zona Norte do Rio e bairros como Vila Valqueire, Sulacap e Realengo, na Zona Oeste da capital.

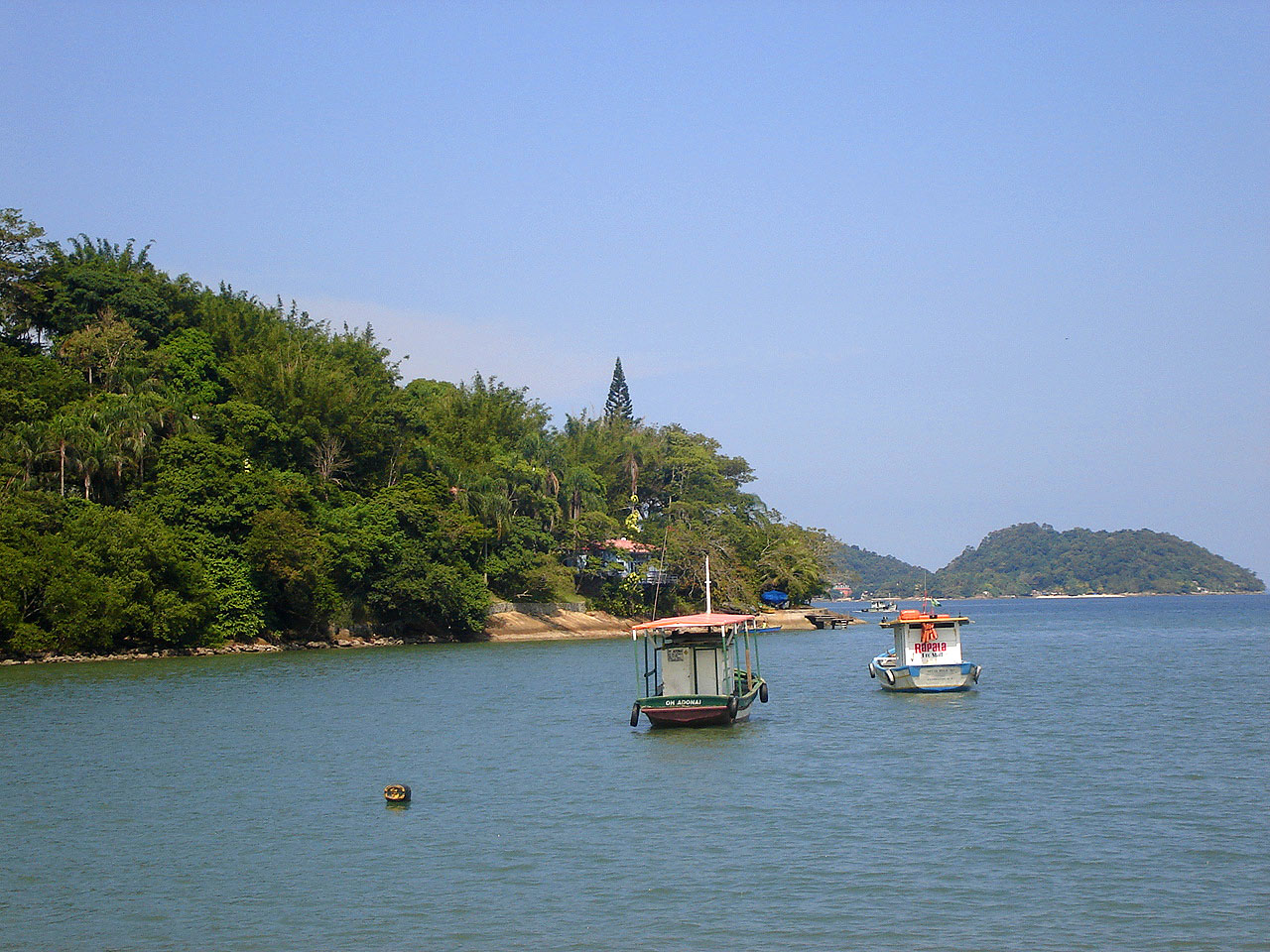
Ilha da Madeira vista da Enseada de Coroa Grande, em Itaguaí, o último município do litoral da Região Metropolitana ao oeste.

O primeiro é o eixo da Av. Brasil/Rodovia Rio-Santos (BR-101) e do ramal ferroviário de Santa Cruz, que começam, respectivamente, no Caju e na Central do Brasil. O eixo passa por Magalhães Bastos, Realengo, Padre Miguel, Bangu, Senador Camará, Santíssimo, Campo Grande, Inhoaíba, Paciência e Santa Cruz, e segue, passando pelo Distrito Industrial de Santa Cruz, Ibirapitanga, Califórnia, centro de Itaguaí, Engenho e Brisa Mar, até a região localizada às margens da Baía de Sepetiba que inclui a Ilha da Madeira, Vila Geny, Coroa Grande e Itimirim, no oeste do município de Itaguaí.
A parte desse eixo que inclui Manguinhos, Bonsucesso, Ramos, Olaria, Penha, Brás de Pina, Benfica, Jacaré, Del Castilho, Inhaúma, Engenho da Rainha, Vicente de Carvalho, Vila da Penha, Pilares, Cavalcanti, Engenheiro Leal, Abolição, Cascadura, Madureira, Rocha Miranda, Honório Gurgel, São Cristóvão, Maracanã, Rocha, Riachuelo, Sampaio, Andaraí, Vila Isabel, Grajaú, Engenho Novo, Méier, Engenho de Dentro, Piedade, Oswaldo Cruz, Bento Ribeiro, Marechal Hermes e outros bairros da Zona Norte do Rio corresponde ao trecho que liga o centro da cidade (o núcleo metropolitano) às regiões onde se iniciam o eixo da BR-040 e o da BR-116.
O Galeão, na Ilha do Governador, é acessado a partir da Av. Brasil, na altura de Ramos, e da Linha Vermelha, na altura da Cidade Universitária, na Ilha do Fundão, e é o bairro onde começa uma malha urbana que segue, passando pelos bairros da Portuguesa, Jardim Guanabara, Cacuia, Pitangueiras e Zumbi, até a Ribeira, e se alastra pelo norte da ilha - por bairros como Cocotá, Tauá e Freguesia - até o Bananal.
A área urbana de Santa Cruz se expande, a partir do centro do bairro, para Sepetiba. Partindo de Campo Grande e de Santa Cruz, a mancha urbana continua em direção a Guaratiba (abrangendo os bairros Pedra de Guaratiba e Barra de Guaratiba), ao Recreio dos Bandeirantes e à Barra da Tijuca, de onde se liga, pela Av. das Américas e pela Autoestrada Lagoa-Barra, a São Conrado, Gávea, Jardim Botânico, Lagoa, Leblon, Ipanema, Copacabana, Leme e outros bairros da Zona Sul da capital; da Barra da Tijuca, também há um acesso, pelo Alto da Boa Vista, à Tijuca, ao Estácio e à região central do Rio.
Também de Campo Grande, a área urbanizada segue, pela Estrada Rio-São Paulo, rumo à Rodovia Presidente Dutra, na altura do Belvedere (entrando, portanto, em outro eixo de expansão urbana), passando pelo km 32, em Nova Iguaçu, Campo Lindo, Parque Jacimar (onde há um acesso (RJ-099), pelo Boa Fé e Piranema, cruzando a Rodovia Rio-Santos (BR-101) e atravessando o bairro Califórnia, ao centro de Itaguaí), UFRRJ, centro de Seropédica e Santa Sofia.
De Cascadura e Madureira, a mancha urbana segue, pela Praça Seca, Tanque e Taquara, para Jacarepaguá e Barra da Tijuca, conectando-se àquela malha urbana. A partir da região do Engenho de Dentro, Encantado e Água Santa, por uma área menos populosa nas imediações da Freguesia e Pechincha, os bairros de Jacarepaguá e Barra da Tijuca também podem ser acessados pela Linha Amarela.

### Eixo da BR-116 (vetor Nova Iguaçu - Japeri - Paracambi)

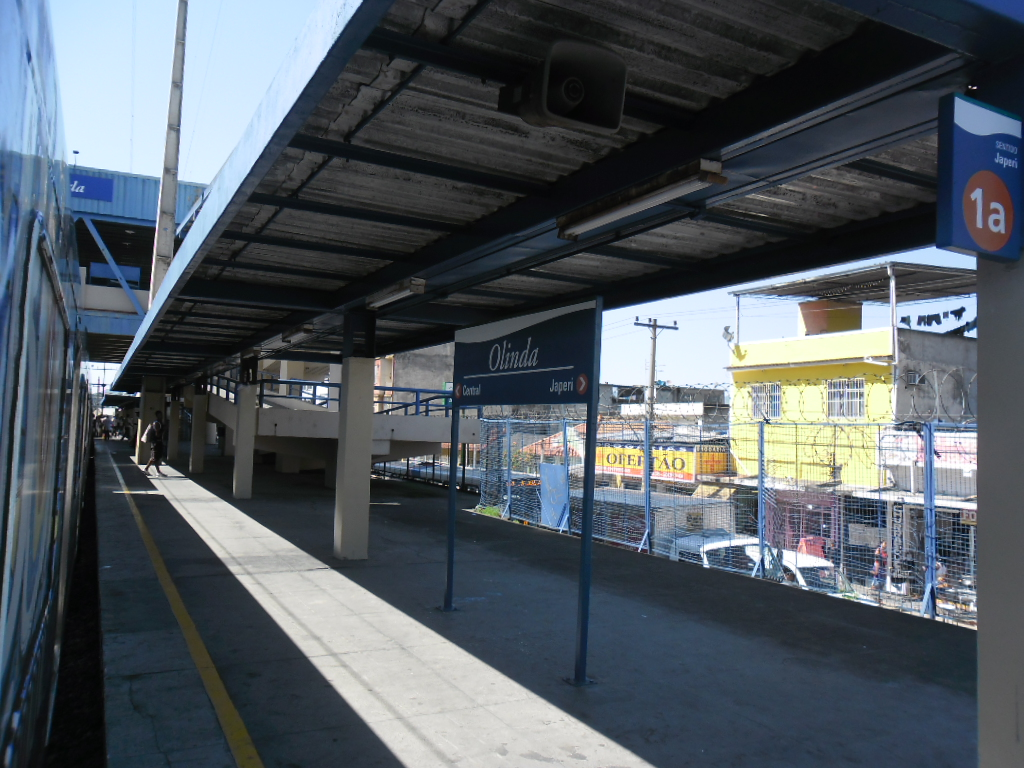
Estação ferroviária de Olinda, em Nilópolis.

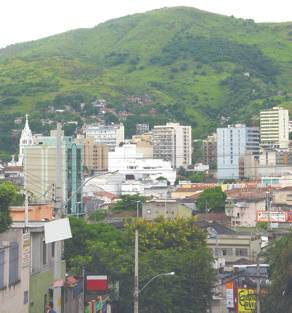
Vista de Nova Iguaçu, com o Maciço do Gericinó ao fundo.

O segundo é o eixo da BR-116 (Rodovia Presidente Dutra) e do ramal ferroviário de Japeri/Paracambi. A partir de Deodoro, a ferrovia, depois de passar por Ricardo de Albuquerque e Anchieta, corta os municípios de Nilópolis, Mesquita, Nova Iguaçu, Queimados e Japeri, e, depois do desvio para Mário Belo e Engenheiro Gurgel, e da penúltima estação, em Lages, chega ao centro de Paracambi, com a área urbana continuando até o Jardim Nova Era. Ao passo que as regiões cortadas pelo trecho que vai dos bairros Tricampeão e N. S. da Conceição, em Queimados, até o Delamare, em Japeri, pelo trecho que vai da Granja Iguaçu e São Jorge até a Fazenda Americana, ainda no município de Japeri, e pelo trecho que começa no Beira-Rio e Lagoa do Sapo, em Japeri, e vai até o Mutirão e o Paraíso, em Paracambi, são regiões pouco habitadas, a região cortada pelo trecho entre Ricardo de Albuquerque e o centro de Nova Iguaçu, que abrange também Anchieta, Parque Anchieta, Mariópolis (no município do Rio de Janeiro), Olinda, Cabral, Bairro da Mina, o centro de Nilópolis, Tropical, Frigorífico, Santos Dumont (em Nilópolis), Edson Passos, Chatuba, Cosmorama, o centro de Mesquita, Vila Emil, Cruzeiro do Sul, Presidente Juscelino, Coréia (em Mesquita) e K11 (em Nova Iguaçu), tem uma densidade demográfica muito alta. Essa intensa mancha urbana ainda se estende, com a mesma densidade, para o leste, abrangendo os bairros Paiol de Pólvora (em Nilópolis), São Mateus, Engenheiro Belford, o centro de São João de Meriti, Venda Velha e Parque Araruama (em São João de Meriti), continuando, pelo Bar dos Cavaleiros, até o centro de Duque de Caxias (já na zona de influência do eixo da BR-040).
A BR-116 (Via Dutra), começando em Irajá e passando pelo Jardim América, Parque Colúmbia e Pavuna, corta o município de São João de Meriti, segue pelo limite entre os municípios de Belford Roxo e Mesquita (às margens do Guaraciaba, no centro de Belford Roxo, e do Bairro Industrial, no município de Mesquita), passa pelos municípios de Nova Iguaçu, Queimados e Seropédica, e continua, pelo limite entre o distrito de Ibituporanga, no norte do município de Itaguaí, e o sul do município de Paracambi, até Ponte Coberta. Do Jardim do Trevo, em Queimados, até o Cabral, em Seropédica, a Via Dutra tem acessos ao centro de Queimados, a Engenheiro Pedreira, ao centro de Japeri (RJ-125) e ao centro de Paracambi (RJ-127), sendo os dois primeiros completamente urbanizados (exceto pelo início do acesso a Engenheiro Pedreira, localizado no bairro Jardim Alvorada, no município de Queimados (no entanto, o trecho entre o bairro Jardim Marajoara (já no município de Japeri) e as localidades do Mucajá, Citrópolis e Caramujos (na região central de Engenheiro Pedreira) é quase todo urbanizado, e essa mancha urbana continua, pelo bairro dos Eucaliptos, até Santa Inês, localidade de onde se acessa, pela Pedra Lisa, São Pedro e Chacrinha, o centro de Japeri, e, mais adiante, pelo Beira-Rio, Mutirão, Paraíso e Lages, o centro de Paracambi), e os dois últimos, sem áreas urbanas na maior parte do trajeto (há áreas urbanas somente a partir de Nova Belém, no acesso ao centro de Japeri, e a partir do Guarajuba, no acesso ao centro de Paracambi).

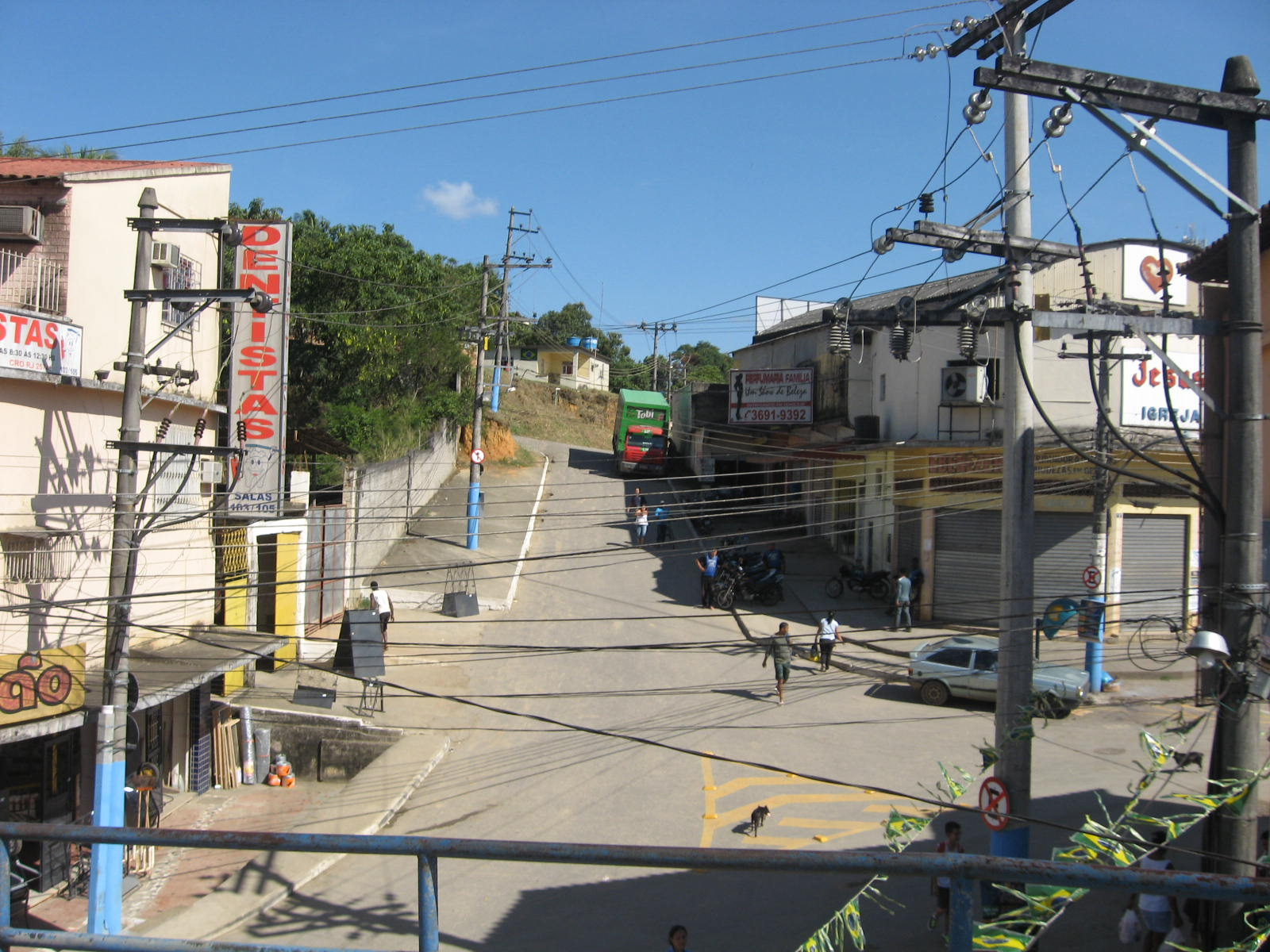
Região central de Engenheiro Pedreira, no município de Japeri.

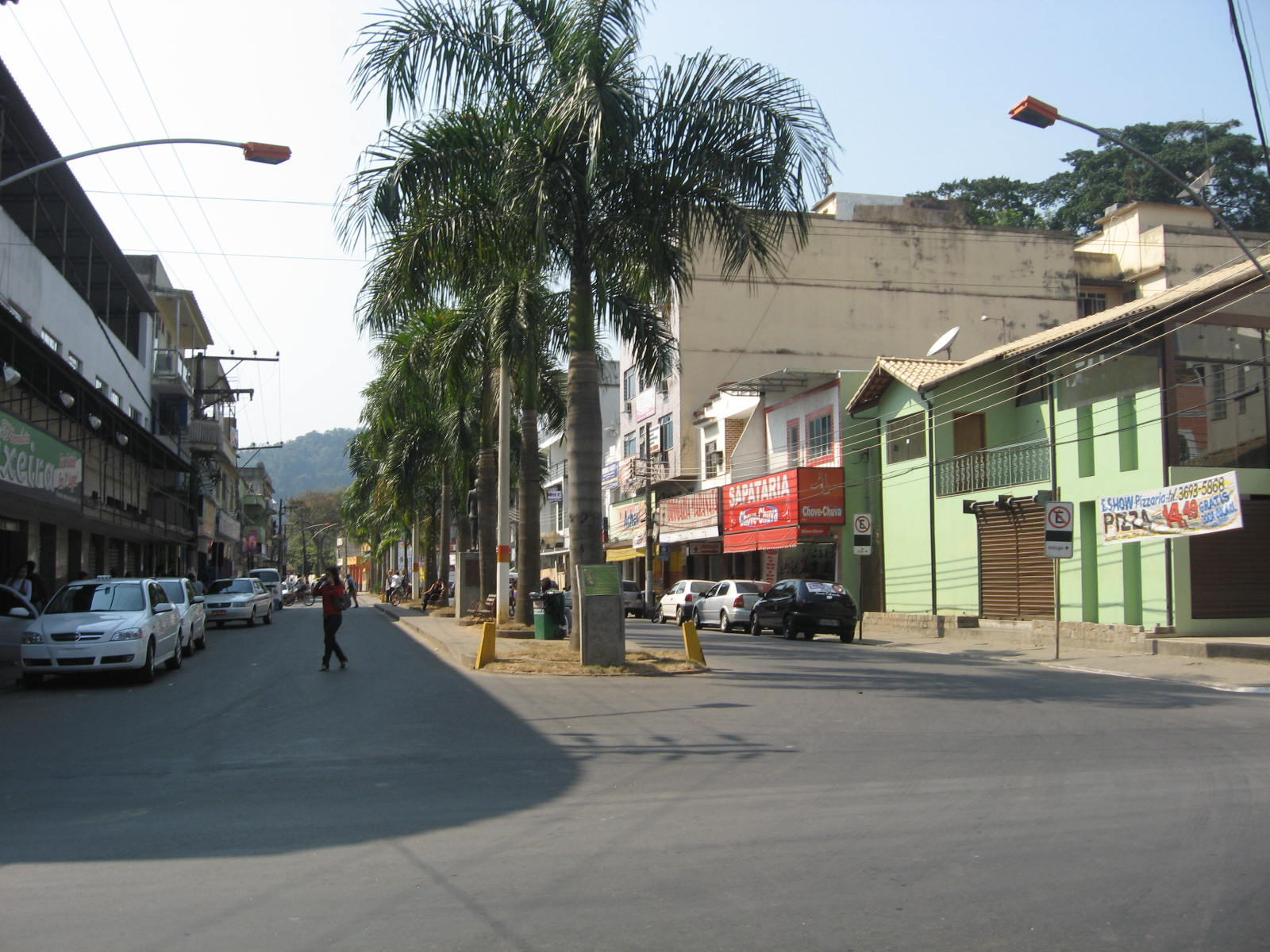
Centro de Paracambi, próximo à Praça Cara Nova e à última estação ferroviária do ramal Japeri-Paracambi da SuperVia.

A BR-116 e o ramal ferroviário de Japeri/Paracambi se cruzam em Comendador Soares, seguindo, pelo Cacuia, Rodilândia e Rosa dos Ventos, para Riachão e Austin, no município de Nova Iguaçu; de Riachão, a mancha urbana se expande, por Palhada e Valverde, até Cabuçu, de onde segue para o km 32, e, pela Rodovia Presidente Dutra (BR-116), até a região de Valdariosa, Piabas e Santa Rosa, no município de Queimados, estendendo-se até o Parque Industrial, no mesmo município (um pouco mais adiante, no Jardim Maracanã, já no município de Seropédica, há uma pequena área urbanizada que segue às margens da Via Dutra, terminando entre Boa Esperança e Santa Alice). O bairro Cabuçu também pode ser acessado, pela região da Vila São João, Jardim São Vicente de Paula e Parque Santiago, no município de Queimados, a partir da Rodovia Presidente Dutra, na altura do bairro Jardim do Trevo.
A Via Light pertence a esse eixo, saindo do limite entre Anchieta e Pavuna, seguindo pelo limite entre os municípios de Nilópolis e São João de Meriti (e, assim, passando às margens de bairros como Paiol de Pólvora, Cabuís e Nova Cidade, em Nilópolis, e São Mateus, Tomazinho e Éden, em São João de Meriti), cortando o município de Mequita, passando por bairros como Cosmorama, Vila Emil e Banco de Areia, e chegando ao centro de Nova Iguaçu, no limite com os bairros Santa Eugênia (na entrada do Guadalajara) e Chacrinha; há ainda, ao longo da Via Light, vários acessos à Via Dutra, como por Rocha Sobrinho, no município de Mesquita, e pelo bairro Califórnia, no município de Nova Iguaçu.
O ramal ferroviário de Belford Roxo também está nesse eixo e, de Barros Filho e Guadalupe até o centro de Belford Roxo, passando por Costa Barros, Pavuna, centro de São João de Meriti, Vila Rosali, Agostinho Porto e Coelho da Rocha, segue por ele junto com a BR-116 e o ramal de Japeri/Paracambi. A BR-116 e o ramal de Belford Roxo se cruzam entre os bairros de Agostinho Porto e Coelho da Rocha, no município de São João de Meriti.
A linha 2 do metrô, no seu trecho final, também faz parte desse eixo, em que, a partir de Coelho Neto e Acari, segue até a Pavuna, onde se encontra com o ramal ferroviário de Belford Roxo. Em Belford Roxo, partindo do Centro, a área urbanizada segue, pela Piam, Vilar Novo, Barro Vermelho, Bom Pastor, Parque São Vicente, Vila Pauline, Parque São José e Wona, até o Lote XV, que já fica na área de influência do eixo da BR-040; do Lote XV, a malha urbana entra no município de Duque de Caxias e segue, pelo Pantanal e Gramacho, até o Centro, e, pela Cidade dos Meninos e o Pilar, até a Figueira e o Jardim Primavera, às margens da BR-040.
Em Nova Iguaçu, partindo do Centro, a malha urbana segue, pelo Bairro da Luz, Palhada, Valverde, Cabuçu, Ipiranga e Jardim Paraíso, até o Jardim Guandu e o km 32, estendendo-se para os bairros Lagoinha e Prados Verdes ao longo da Estrada Rio-São Paulo, e, pela Viga, Itaipu (bairro pertencente à região de Nova Aurora, no município de Belford Roxo), Boa Esperança, Miguel Couto, Grama e Figueira, até Vila de Cava, Iguaçu Velho, Montevidéu e o Tinguá; as localidades de Miguel Couto, Vila de Cava e Tinguá também podem ser acessadas, pela Posse, a partir do Moquetá, e, por Itaipu, a partir do centro de Belford Roxo.

### Eixo da BR-040 (vetor Duque de Caxias - Magé - Guapimirim)

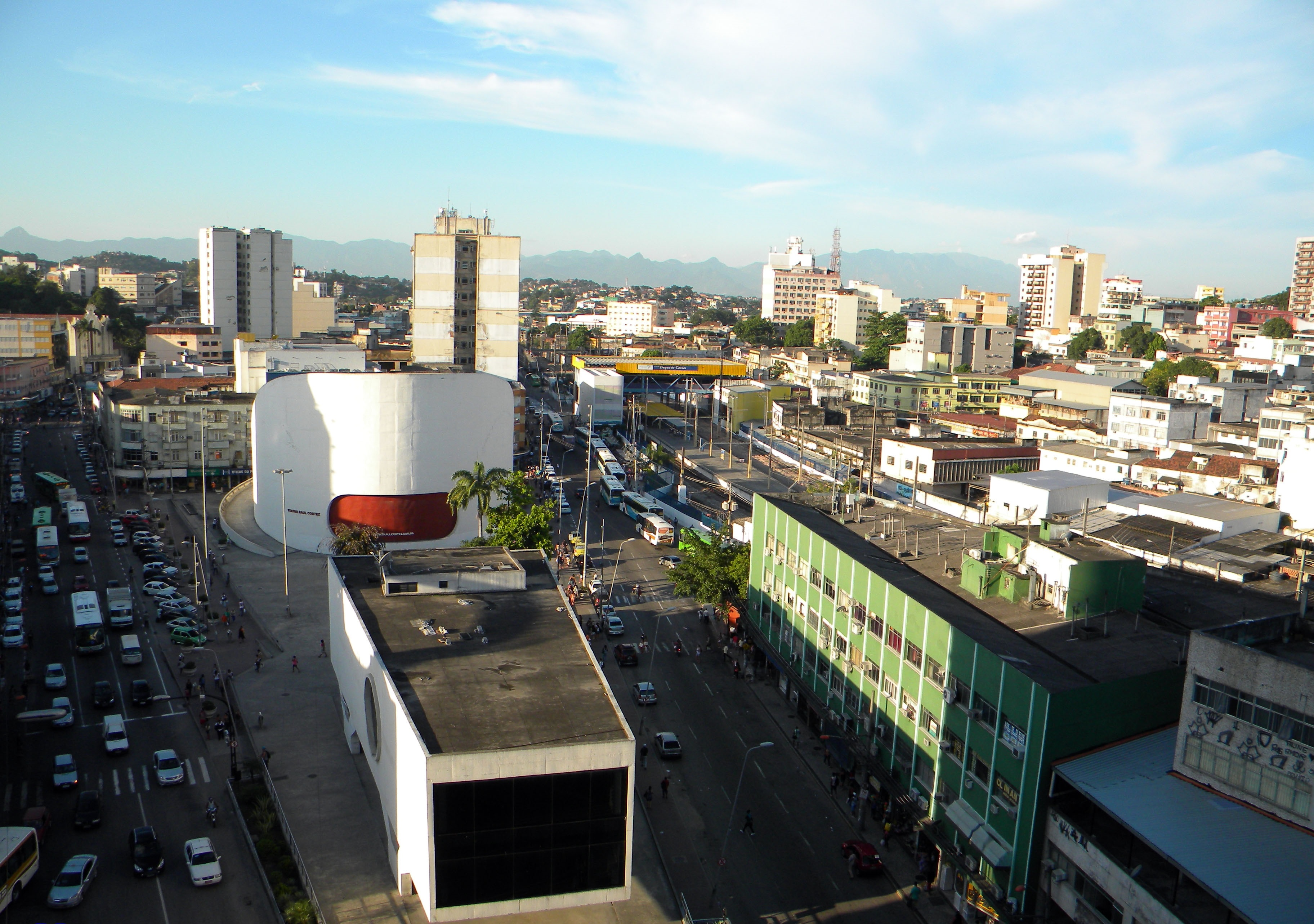
Praça do Pacificador, ao lado da Avenida Presidente Kennedy e da estação ferroviária do ramal de Gramacho/Saracuruna, no centro de Duque de Caxias.

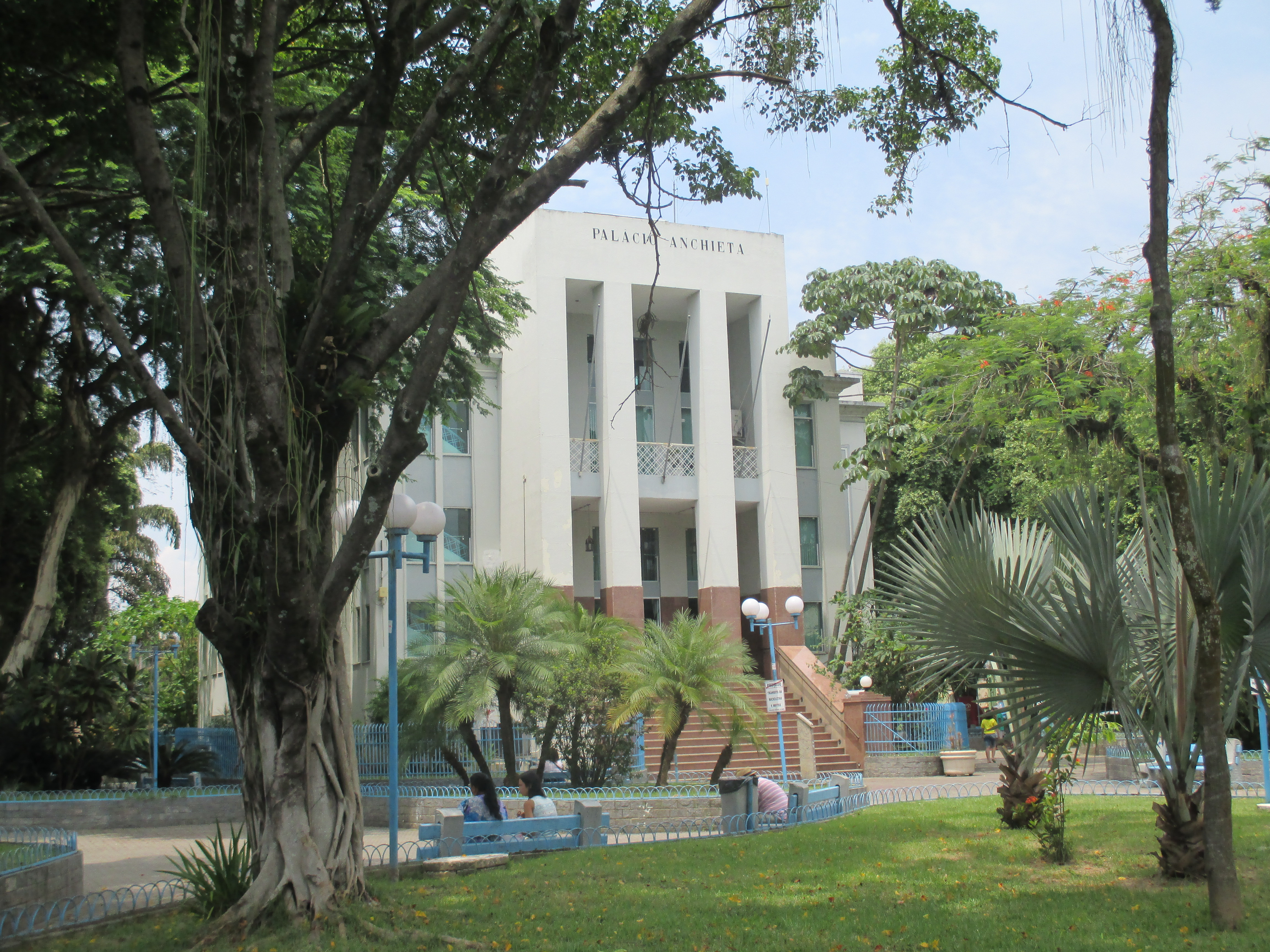
Palácio Anchieta, sede da Prefeitura de Magé, no centro do município.

O terceiro é o eixo da BR-040, que começa em Cordovil, e do ramal ferroviário de Saracuruna a partir de Parada de Lucas e Vigário Geral. Esse eixo atravessa o município de Duque de Caxias, passando pelo Centro, Jardim 25 de Agosto, Parque Duque, Gramacho, Sarapuí e Jardim Gramacho, e seguindo em direção às regiões norte (passando por Santa Cruz da Serra e chegando a Xerém) e nordeste (passando por Imbariê e chegando a Parada Angélica) do município.
A região de altíssima densidade demográfica que começa nos bairros Corte 8 e Centenário, em Duque de Caxias, se estende pelo Jardim Sumaré, Jardim Íris, Jardim Botânico, Vilar dos Teles e Coelho da Rocha, em São João de Meriti, continua pelo centro de Belford Roxo e pelos bairros Santo Antônio da Prata e Areia Branca (ambos em Belford Roxo), e termina na Prata, em Nova Iguaçu, tem sua maior parte influenciada tanto pelo eixo da BR-040 como pelo da BR-116.
A BR-040 e o ramal de Saracuruna se cruzam entre o Pilar e Campos Elíseos. Depois do trevo da Rodovia Rio-Teresópolis (por onde passa um trecho do Arco Metropolitano), a BR-040 continua em direção a Santo Antônio da Serra, onde há um acesso ao bairro de Xerém, no extremo norte do município de Duque de Caxias. Na altura da Figueira, a malha urbana segue, menos densa, para os bairros Cidade dos Meninos, Parque Capivari e Lamarão, locais que também são acessados a partir da Mantiquira, no distrito de Xerém.
Depois de se expandir, a partir da Rodovia Washington Luís (BR-040), para o Jardim Primavera, Saracuruna, Chácaras Arcampo, Parque Paulista, Nova Campina, Jardim Anhangá, Parada Morabi, Imbariê, Santa Lúcia, Taquara e Parada Angélica, a malha urbana entra no município de Magé e continua, pelo Parque Caçula, Jardim Nazareno, Piabetá, Fragoso e Pau Grande, até Raiz da Serra, no norte do distrito de Vila Inhomirim, e, por Bongaba, Santa Dalila, Suruí, Barão de Iriri e Roncador, até o centro de Magé e o Vale das Pedrinhas (distrito no sul do município de Guapimirim); a partir do centro de Magé, a área urbanizada segue, pela Figueira, Jardim Nova Marília, Jororó, Citrolândia (bairro no limite entre Magé e Guapimirim), Parada Ideal e Jardim Guapimirim, para Parada Modelo, Bananal, Quinta Mariana, Vale do Jequitibá, centro de Guapimirim, Limoeiro e Caneca Fina.

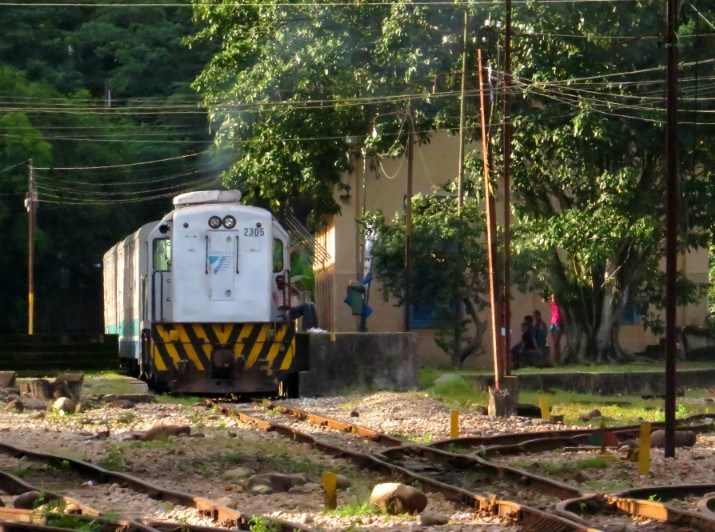
Locomotiva operada pela SuperVia partindo do centro de Guapimirim rumo à Estação de Saracuruna, em Caxias.

A malha urbana se alastra para o distrito de Guia de Pacobaíba (Praia de Mauá) a partir de Suruí e também do Jardim da Prata, bairro na entrada principal do distrito. Do Jardim Nova Marília, a área urbana se estende pelo distrito de Santo Aleixo, terminando em Andorinhas. Da Barbuda, na entrada do centro de Magé, há um acesso, pela BR-493, que corta a região de Várzea Alegre, Vila Olímpia e Vale das Pedrinhas, em Guapimirim, aos distritos de Itambi e Manilha, no município de Itaboraí, ligando a Baixada Fluminense ao Leste Metropolitano - região sob influência do eixo da BR-101 Norte.

### Eixo da BR-101 Norte (vetor Itaboraí - Tanguá - Rio Bonito)

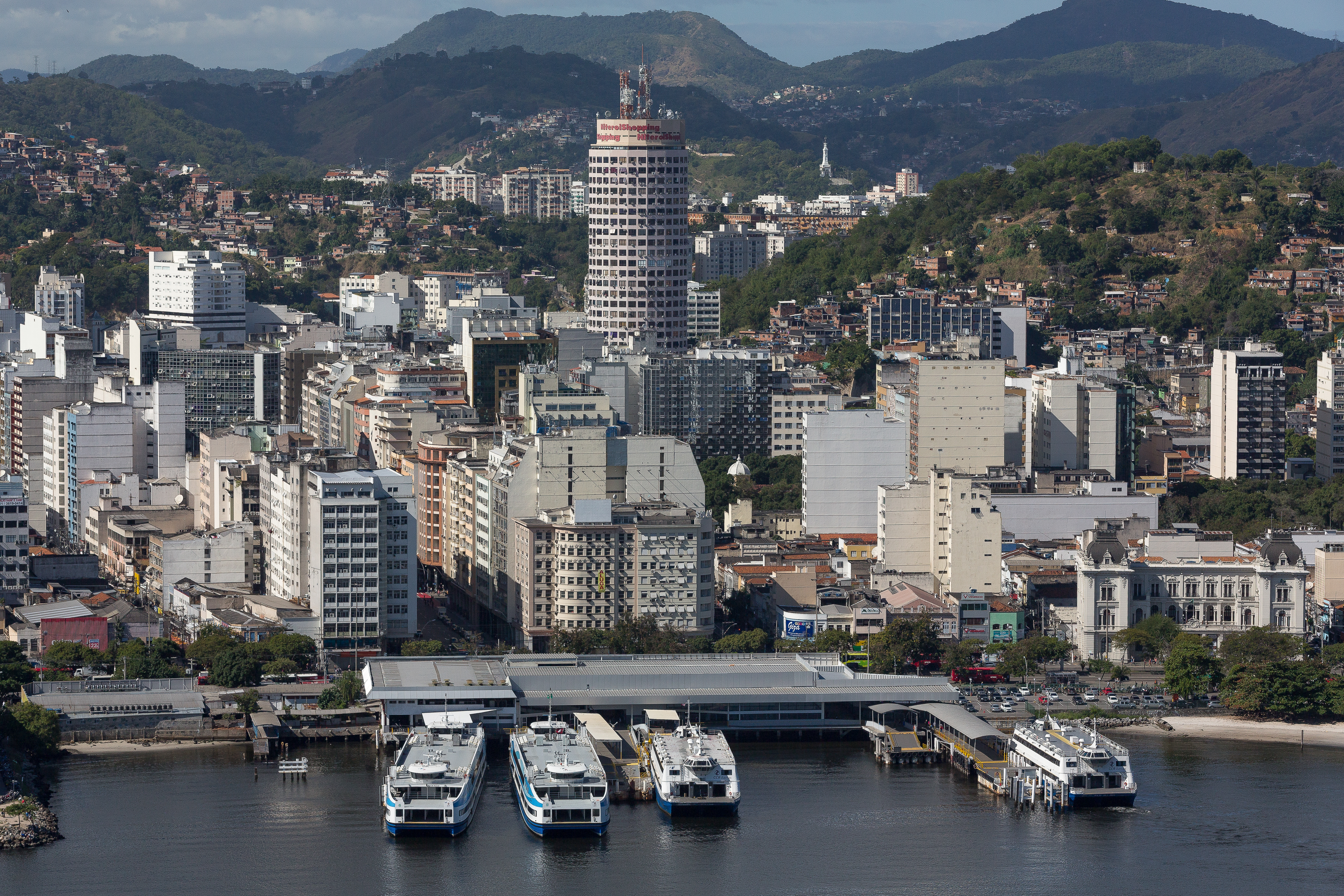
Centro de Niterói, o primeiro município do Eixo Leste Metropolitano do Rio de Janeiro.

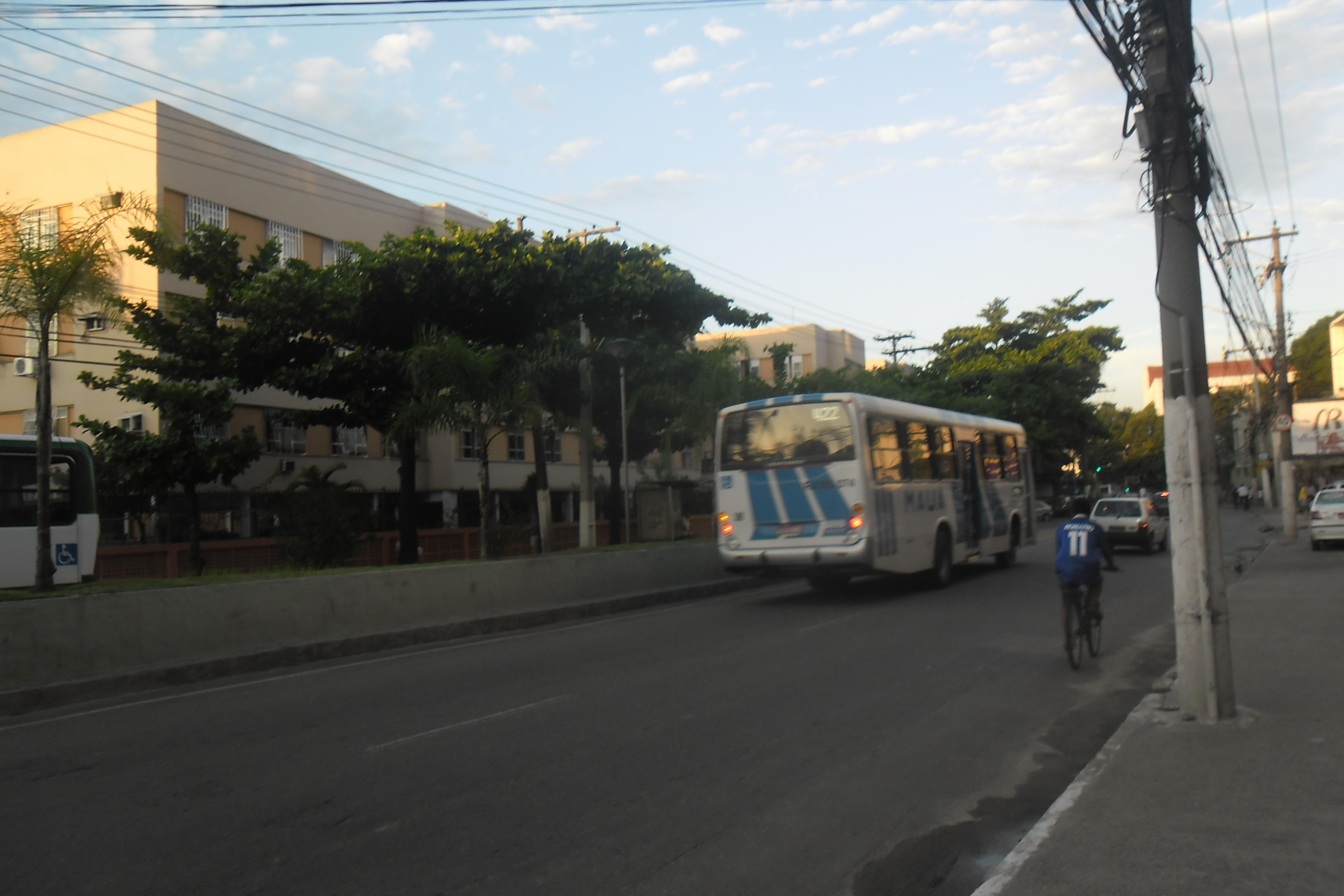
Região entre Santana e o Barreto, na Zona Norte de Niterói.

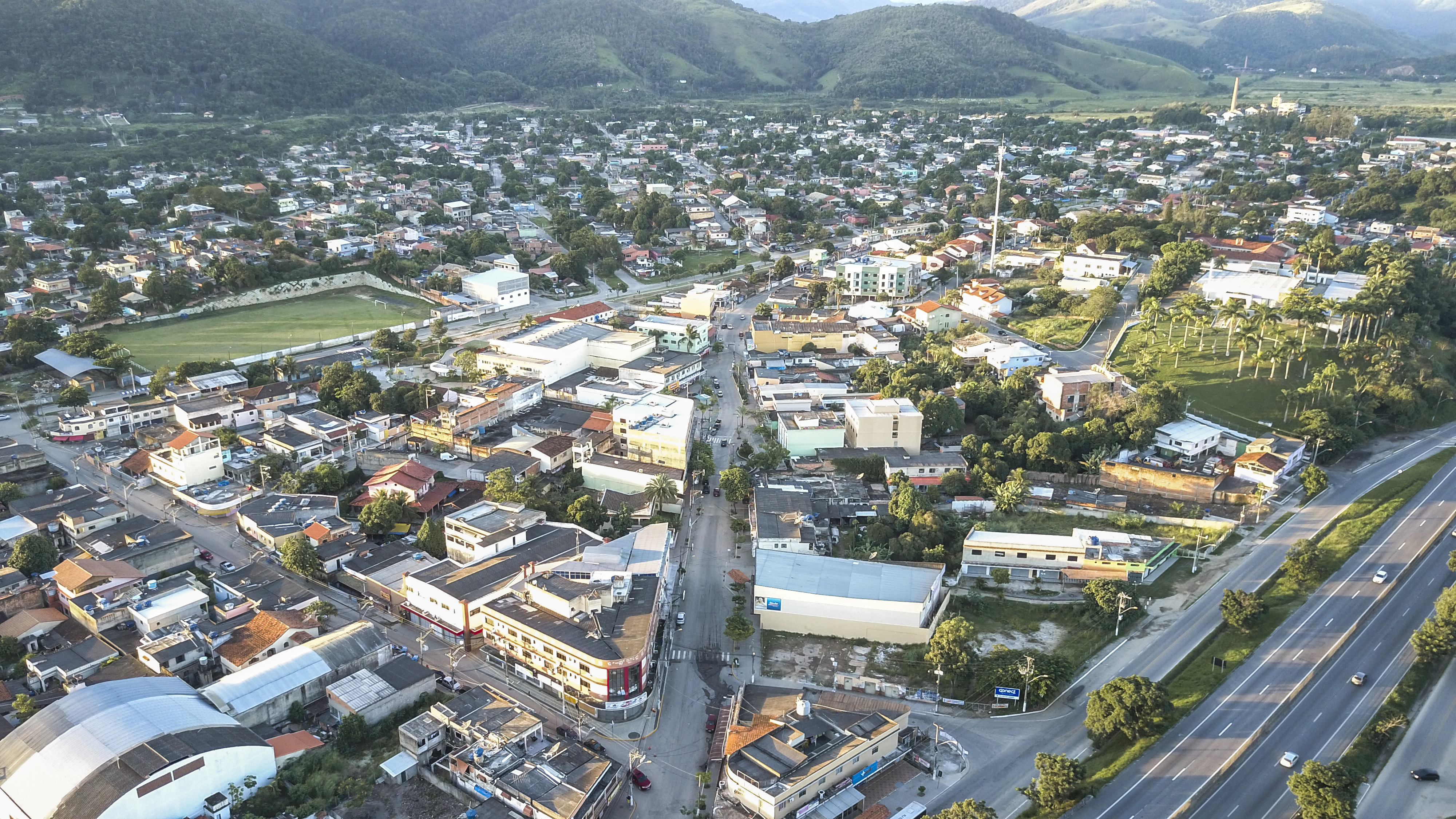
Centro de Tanguá. À direita, a BR-101; ao fundo, os bairros Vila Cortes e Ampliação.

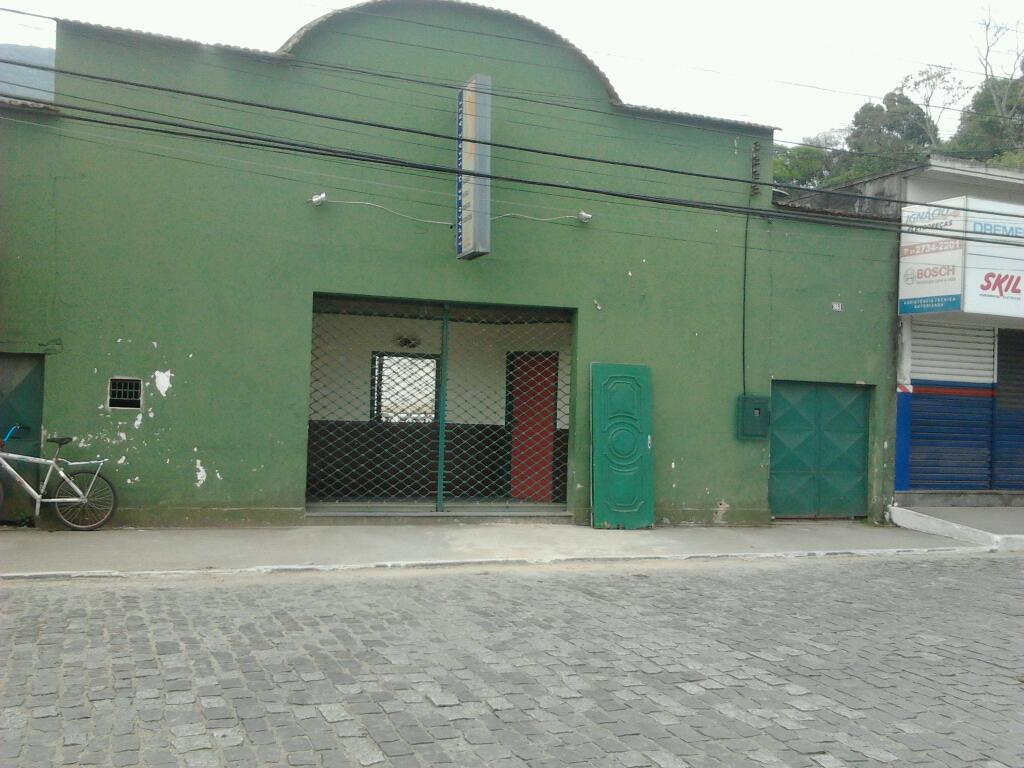
Av. Manoel Duarte, entre o Centro, a Bela Vista e a Cidade Nova, em Rio Bonito.

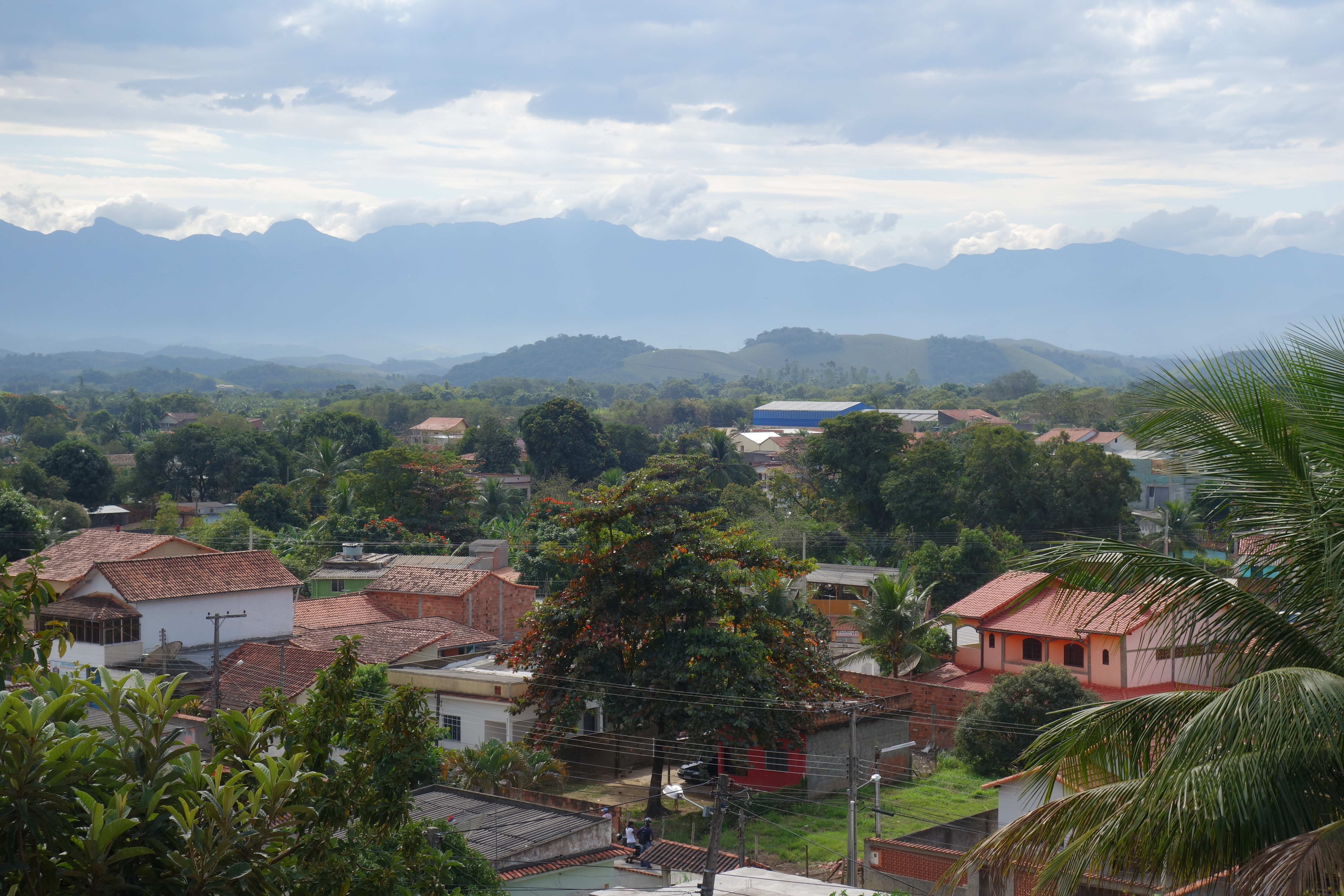
Papucaia, povoado no sul do município de Cachoeiras de Macacu.

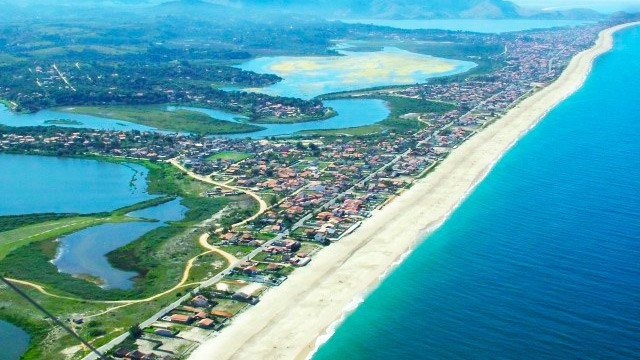
Distrito de Ponta Negra, em Maricá, o último município do litoral da Região Metropolitana ao leste.

Além das linhas e ramais ferroviários de Saracuruna, Belford Roxo, Japeri, Santa Cruz, Deodoro, Paracambi (partindo de Japeri), Vila Inhomirim (partindo de Saracuruna) e Guapimirim (também partindo de Saracuruna), o ramal de Visconde de Itaboraí, em que era operada a linha Niterói-Visconde de Itaboraí, cuja desativação é relativamente recente, também teve seu papel no crescimento urbano da área metropolitana, mais especificamente, na porção leste dessa área. Contudo, ao contrário do que aconteceu no Rio de Janeiro e na Baixada Fluminense, onde rodovias e ferrovias foram quase igualmente importantes para o crescimento urbano, no Leste Metropolitano, a influência das rodovias sobre a expansão da malha urbana foi predominante.
O quarto eixo de expansão urbana exerce influência nessa porção da área metropolitana. Esse é o eixo das rodovias Niterói-Manilha (BR-101) e Amaral Peixoto (RJ-104), que, sendo acessadas pela Ponte Rio-Niterói, que atravessa a Baía de Guanabara a partir do bairro do Caju, na capital fluminense, Av. do Contorno (de onde se acessa a Ilha da Conceição) e Alameda São Boaventura, começam, respectivamente, no Barreto e no Fonseca, em Niterói, atravessam o município de São Gonçalo, passando por Neves, Gradim, Porto da Pedra, Boaçu, Portão do Rosa, Itaúna (por onde se acessam os bairros do Salgueiro, Fazenda dos Mineiros e Itaoca), Jardim Catarina, Santa Luzia, Guaxindiba, Tribobó, Colubandê, Coelho, Alcântara, Laranjal, Vista Alegre, Marambaia e Apolo III (e exercendo grande influência sobre a vasta área compreendida entre essas duas rodovias, que abrange o centro de São Gonçalo e os bairros Vila Lage, Porto Velho, Paraíso, Parada 40, Zé Garoto, Brasilândia, Califórnia, Mutuá, Mutuapira, Mutuaguaçu, Estrela do Norte, São Miguel, Antonina, Cruzeiro do Sul, Pião, Trindade, Luiz Caçador, Engenhoca (bairro do município de Niterói), Tenente Jardim (entre os municípios de Niterói e São Gonçalo), Venda da Cruz, Covanca, Zumbi, Engenho Pequeno, Barro Vermelho, Rocha, Galo Branco e muitos outros), e se encontram em Manilha, no município de Itaboraí, de onde o eixo da BR-101 Norte continua, passando por Três Pontes, São Joaquim, centro de Itaboraí, Venda das Pedras, Reta Velha (e Reta Nova, onde há um eixo de espraiamento da mancha urbana ao longo da RJ-116, que segue pelos bairros Quinta dos Colibris, Alto do Jacu, Sambaetiba, Agro Brasil e Parque Nova Friburgo, no distrito de Sambaetiba, em Itaboraí; e pelos povoados de Papucaia, Japuíba, Porto Taboado e Setenta (povoado a partir do qual se acessa, pela RJ-122, atravessando povoados rurais de Cachoeiras de Macacu como Funchal, Maraporã e São José da Boa Morte, no antigo distrito de Subaio, o bairro Parada Modelo, na região central de Guapimirim), além de bairros como Parque Veneza, São Francisco de Assis, Santa Luíza e Campo do Prado, no município de Cachoeiras de Macacu - nas imediações da Boca do Mato, a mancha urbana expandida pela RJ-116 termina), Duques (bairro entre os municípios de Tanguá e Itaboraí) e Pinhão, até o centro de Tanguá - cuja malha urbana se alastra para o Bandeirantes, Vila Cortes, Ampliação e outros bairros, terminando em Lagoa Verde, no leste do município de Tanguá. Dali, o eixo segue pelos bairros Parque Indiano, Basílio, Parque das Acácias e Cachoeira dos Bagres, no distrito de Basílio, em Rio Bonito, até alcançar os bairros centrais do distrito-sede do município - como Serra do Sambê, Green Valley, Mangueirinha, Praça Cruzeiro, Centro, Bela Vista, Cidade Nova, Olaria, Boqueirão e Rio do Ouro -, onde a expansão urbana por esse vetor cessa. A partir dessa região, a BR-101 Norte segue para o Sambê e a RJ-127 (Via Lagos) segue para o distrito de Boa Esperança.
De Manilha, a mancha urbana se expande, pela Aldeia da Prata e o Gebara (bairro entre Itaboraí e São Gonçalo), para Guaxindiba, e, pelo Parque Aurora, para Itambi, João Caetano, Cidade Grande Rio, Bairro Amaral, Visconde de Itaboraí, Porto das Caixas, Jardim Ferma, Vila Rica, Areal, Nancilândia e Venda das Pedras. A partir da Av. 22 de Maio, na altura de Venda das Pedras, a área urbana continua pela RJ-114 em direção a Quissamã, onde há um acesso, pelo Calundu e Perobas, ao Pacheco (local de onde se acessa, pelas regiões de Granjas Mirassol, Retiro e Montevidil, ainda em Itaboraí, e de Lagarto, Silvado, Pilar e Ubatiba, já em Maricá, o centro deste último município), e outro, por Chácaras Iguá, Picos, Campo Grande (entrando no município de Tanguá), Mutuapira, Muriqui (no limite entre os municípios de Itaboraí e Tanguá) e Riachão, à Posse dos Coutinhos, na área rural de Tanguá (desse ponto, se acessa, pela região de Ipitangas, o centro de Tanguá); os dois acessos cruzam a BR-101.
Do centro de Itaboraí, a área urbana segue até o Retiro e o Sossego, bairro que dá acesso a N. S. da Conceição e Porto das Caixas. A área urbana de Manilha se expande para o Novo Horizonte, Vila Brasil e Granjas Cabuçu, de onde se acessam as localidades do Sapê e Pitangas, ainda em Itaboraí, e o bairro Largo da Idéia, já em São Gonçalo.
De Vista Alegre, a partir da Rodovia Amaral Peixoto (RJ-104), em São Gonçalo, a malha urbana continua, pelo Jardim Bom Retiro, até Guaxindiba, e, por Monjolos (abrangendo o Pantanal e o Mundel) e Largo da Idéia, até Cabuçu, São José e Curuzu (esses três bairros pertencem ao distrito de Cabuçu, já em Itaboraí; do bairro Cabuçu, pode-se, pela Vila Verde, Badureco e Caluge, acessar o Centro). Com uma população muito maior e também partindo da RJ-104, na altura do Laranjal, essa malha urbana se expande para o norte, por todo o bairro do Jardim Catarina, até a região cortada pela Rodovia Niterói-Manilha (BR-101); esse trecho da região entre as duas rodovias é uma das áreas de maior densidade demográfica do município de São Gonçalo.
Do Tribobó, a área urbana segue, pelo Arsenal, até a região do Rio do Ouro e Várzea das Moças, entre os municípios de Niterói e São Gonçalo, de onde se expande, pela Paciência, Muriqui e Maria Paula, até o Badu, o Cantagalo, o Maceió e o Largo da Batalha, na Região de Pendotiba (conectando-se, pelos bairros da Cachoeira e Viradouro, a São Francisco, Santa Rosa, Vital Brazil, Icaraí, Ingá e outros bairros da Zona Sul de Niterói, além do centro da cidade, pela Ititioca, ao Viçoso Jardim, Cubango e Fonseca, e, pelo bairro do Sapê, à Figueira, Caramujo, Baldeador e Santa Bárbara, localidades cortadas pela RJ-104 (Rodovia Amaral Peixoto), pelo Engenho do Mato, até Itaipu, Itacoatiara, Camboinhas, Maravista, Santo Antônio, Piratininga, Jacaré e Cafubá, na Região Oceânica de Niterói (no Cafubá, há ligações com o Cantagalo, Maceió e Largo da Batalha, em Pendotiba, e com Jurujuba, Charitas e São Francisco, na Zona Sul da cidade), e, por Calaboca, até Inoã, já em Maricá, de onde segue, por São José de Imbassaí e Itapeba, até o Centro. De Inoã, a malha urbana se expande até o Recanto (local que também pode ser acessado a partir de Itaipu, em Niterói), Praia de Itaipuaçu e Barroco, no distrito de Itaipuaçu, e, pelo litoral, continua até a Barra de Maricá (de onde se estende para o Boqueirão, Araçatiba e o centro da cidade), Guaratiba, Cordeirinho e Ponta Negra (onde há um acesso a Jaconé, o último bairro de Maricá), no leste do município, de onde segue, em direção ao norte, para o Bananal, Vale da Figueira, Espraiado e Manoel Ribeiro, numa região menos populosa; a região do Vale da Figueira, Espraiado e Manoel Ribeiro é ligada ao centro de Maricá pela RJ-106, que segue até a RJ-104, na altura do Tribobó, em São Gonçalo.
De Alcântara, em São Gonçalo, a mancha urbana segue, pelo Pacheco e o Sacramento, até a região do Cordeiro, em Santa Izabel, onde há um acesso, por uma extensa área rural, para Ipiíba e Engenho do Roçado, bairros cuja malha urbana é integrada àquela que, pela RJ-106, se estende do Tribobó até o município de Maricá, expandindo-se, ainda, do Rio do Ouro e de Várzea das Moças, para Pendotiba e a Região Oceânica de Niterói.
A área compreendida entre o trecho inicial da RJ-106 (do Tribobó até o Arsenal) e a Estrada Raul Veiga (trecho inicial da estrada que liga Alcântara a Santa Izabel pelos bairros Amendoeira, Pacheco e Sacramento e que dá acesso a localidades mais afastadas da área urbana, como Meia-Noite e Itaitindiba) é uma área bastante povoada que liga, através de bairros como Jardim Nova República, Jóquei Clube, Coelho, Vila Candoza, Jardim Amendoeira, Legião, Pacheco, Lagoinha, Amendoeira, Miriambi, Raul Veiga e Vila Três, as regiões cortadas por essas duas vias principais.

### Sub-vetores
Em 1984, foi feito, pela Fundação para o Desenvolvimento da Região Metropolitana (FUNDREM), um estudo de interpretação da mancha urbana da área metropolitana do Rio de Janeiro (mancha que já havia se expandido por um território dividido naquela época em 14 municípios (Rio de Janeiro, Duque de Caxias, Magé, São João de Meriti, Nilópolis, Nova Iguaçu, Paracambi, Itaguaí, Niterói, São Gonçalo, Itaboraí, Maricá, Rio Bonito e Cachoeiras de Macacu), antes das emancipações dos municípios de Seropédica, Belford Roxo, Queimados, Japeri, Mesquita, Guapimirim e Tanguá, que ocorreram ao longo da década de 1990), que identificou, além dos quatro vetores principais de crescimento urbano descritos acima (vetor Itaguaí, vetor Paracambi, vetor Duque de Caxias e vetor Itaboraí), os vetores Recreio e Maricá, os quais podem ser considerados sub-vetores dos eixos Itaguaí e Itaboraí, respectivamente. As manchas urbanas que seguem por esses dois vetores se estendem pelo litoral da capital, no sentido oeste, e pelo litoral do Leste Metropolitano, no sentido leste.
O vetor Recreio se inicia no Leblon, na Zona Sul da capital, e segue, pela Auto-Estrada Lagoa-Barra e Avenida das Américas, passando por São Conrado, Joá e Barra da Tijuca, para o Recreio dos Bandeirantes.
O vetor Maricá começa no centro de Niterói, passa pela Zona Sul e Região Oceânica desse município, atravessando bairros como Icaraí, São Francisco, Piratininga e Itaipu, e segue até o município de Maricá.
O estudo da evolução da mancha urbana da área metropolitana da capital citado acima descreve os principais vetores de expansão da metrópole do Rio de Janeiro, aproximadamente, da seguinte forma:
A partir do centro do Rio de Janeiro:
- a) Vetor Itaguaí: segue a BR-101 pelo eixo da Av. Brasil/Rodovia Rio-Santos e do ramal ferroviário de Santa Cruz, passando pelos bairros de Campo Grande e Santa Cruz até atingir, ao longo da BR-101, o centro do município de Itaguaí. Bifurcações na altura de Cascadura e Madureira em direção à Barra da Tijuca; na altura de Campo Grande em direção a Guaratiba; e na altura de Campo Grande seguindo para a Rodovia Presidente Dutra, passando pelos municípios de Nova Iguaçu e Seropédica.
- b) Vetor Paracambi: segue, no trecho entre as regiões centrais de São João de Meriti e de Nova Iguaçu, pelo eixo da BR-116 (Rodovia Presidente Dutra), continuando, a partir de Comendador Soares, pelo ramal ferroviário de Japeri (e sua extensão, Paracambi), que atravessa os municípios de Nova Iguaçu, Queimados e Japeri, até chegar ao centro de Paracambi. Bifurcações no centro de Nova Iguaçu no sentido Cabuçu; em Comendador Soares, atravessando o município de Queimados pela BR-116, no sentido Seropédica; e no centro de Nova Iguaçu em direção a Miguel Couto e Vila de Cava.
- c) Vetor Duque de Caxias: atravessa o município de Duque de Caxias seguindo pela Rodovia Washington Luís (BR-040) e pelo ramal ferroviário de Saracuruna em direção ao norte até alcançar Xerém. Bifurcações pelo ramal ferroviário de Vila Inhomirim para Raiz da Serra, em Magé; e pelo ramal ferroviário de Guapimirim e BR-116 para o centro de Magé, alcançando, mais adiante, o centro de Guapimirim.
- d) Vetor Recreio: estende-se ao longo da Auto-Estrada Lagoa-Barra e Avenida das Américas. Tem início no Leblon, na Zona Sul do Rio, e segue pelo litoral, passando pela Barra da Tijuca, em direção ao Recreio dos Bandeirantes. Bifurcação no centro da Barra em direção a Jacarepaguá.

A partir do centro de Niterói:
- a) Vetor Itaboraí: atravessa São Gonçalo pelas Rodovias Amaral Peixoto (RJ-104) e Niterói-Manilha (BR-101) até chegar ao trevo de Manilha, no município de Itaboraí, de onde continua, ainda pela BR-101, em direção às regiões centrais de Itaboraí e Tanguá até chegar ao centro de Rio Bonito. Bifurcações em Manilha, atravessando, pela Estrada do Contorno, o município de Guapimirim no sentido Magé; na Reta, em Itaboraí, atravessando Sambaetiba, Papucaia e Japuíba até alcançar o centro do município de Cachoeiras de Macacu; e em Tribobó, no município de São Gonçalo, atravessando a região do Arsenal e Rio do Ouro pela RJ-106 até encontrar o vetor Maricá.
- b) Vetor Maricá: atravessa a região litorânea, passando pela Zona Sul de Niterói, Pendotiba e Região Oceânica de Niterói, até encontrar a RJ-106, no Rio do Ouro, por onde segue, passando por Inoã e São José de Imbassaí, até o centro de Maricá.

A expansão urbana que se deu ao longo desses vetores e suas bifurcações chegou apenas a municípios localizados num raio de 70 km a partir do núcleo metropolitano, e todos os municípios alcançados por esses eixos possuem historicamente ligação direta com a Zona Central do Rio de Janeiro (o núcleo metropolitano) por linhas urbanas de transporte público.

## Áreas urbanas dos municípios metropolitanos
A lista abaixo apresenta a área urbana de cada um dos municípios que estão situados dentro do território em que ocorreu a expansão urbana da metrópole do Rio de Janeiro, segundo dados referentes a 2019. Municípios cujas manchas urbanas cresceram em outros contextos e municípios localizados fora do território mencionado não são citados na relação.
| Posição | Município            | Área urbana (km²) |
| ------- | -------------------- | ----------------- |
| 1       | Rio de Janeiro       | 640,3365          |
| 2       | Duque de Caxias      | 138,6772          |
| 3       | São Gonçalo          | 129,8256          |
| 4       | Nova Iguaçu          | 122,9915          |
| 5       | Itaboraí             | 92,8138           |
| 6       | Maricá               | 85,8766           |
| 7       | Niterói              | 70,5238           |
| 8       | Magé                 | 64,7222           |
| 9       | Belford Roxo         | 62,8938           |
| 10      | Itaguaí              | 35,3579           |
| 11      | São João de Meriti   | 35,2135           |
| 12      | Seropédica           | 30,2832           |
| 13      | Queimados            | 27,6868           |
| 14      | Guapimirim           | 27,1484           |
| 15      | Cachoeiras de Macacu | 24,5453           |
| 16      | Japeri               | 21,486            |
| 17      | Rio Bonito           | 16,0392           |
| 18      | Mesquita             | 13,8297           |
| 19      | Tanguá               | 10,7171           |
| 20      | Nilópolis            | 9,5841            |
| 21      | Paracambi            | 6,881             |

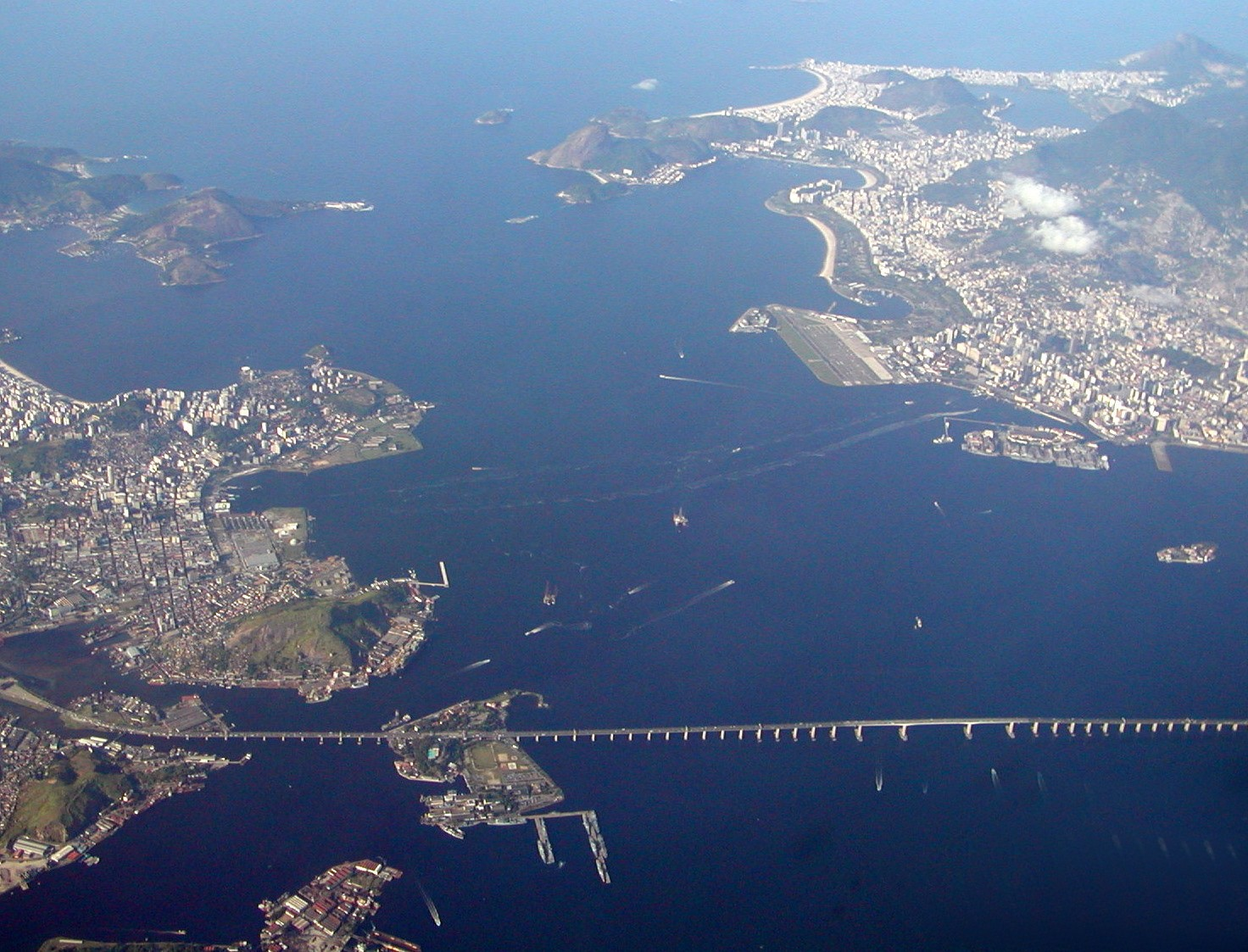
Fotografia aérea do núcleo da metrópole e da porção leste do seu entorno imediato - respectivamente, as áreas urbanas das regiões centrais do Rio (à direita) e de Niterói (à esquerda), separadas pela Baía de Guanabara.

Nota: A maioria desses municípios tem densidade demográfica superior a 150 hab./km², sendo considerados urbanos conforme os critérios utilizados pela OCDE.

## Baixada Fluminense e Leste Metropolitano

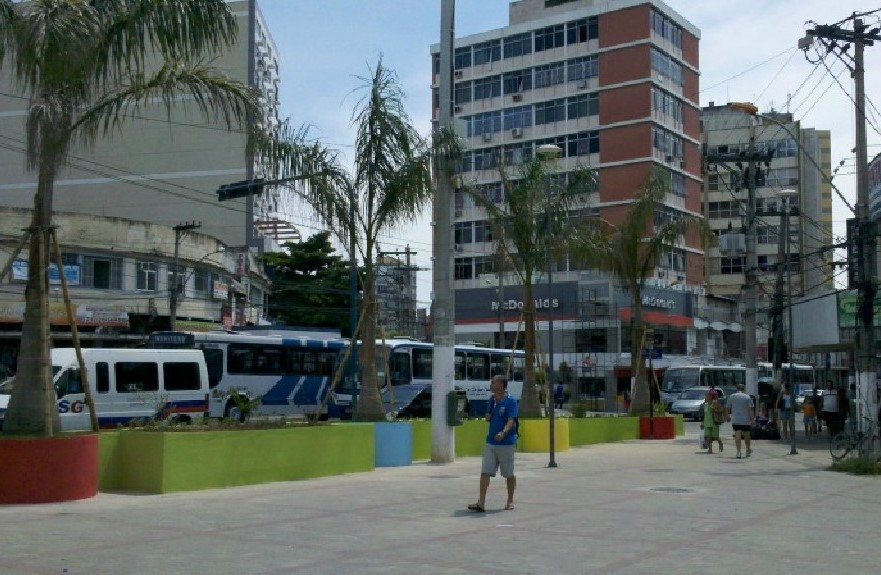
São Gonçalo, a maior cidade do Leste Metropolitano.

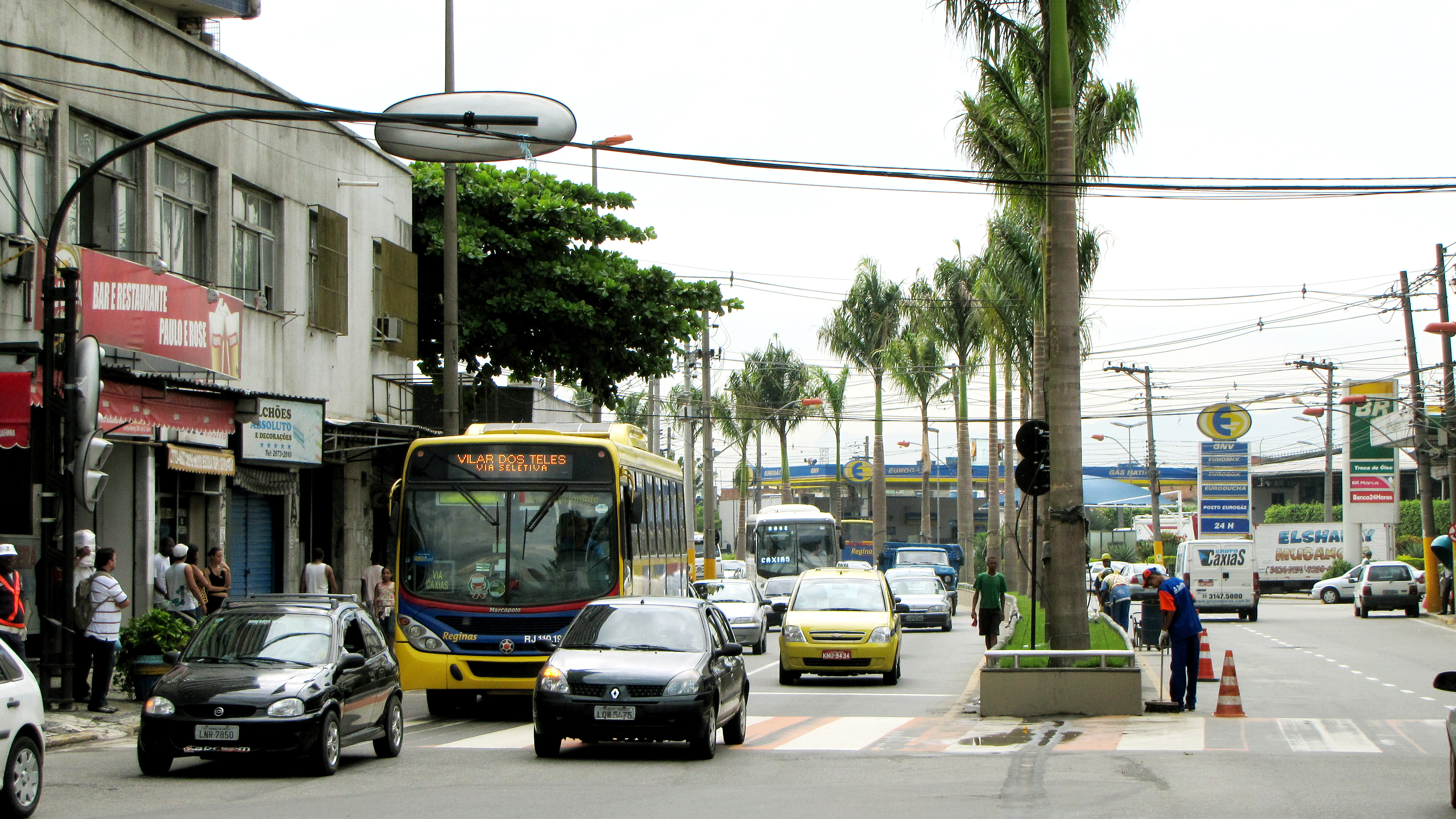
Duque de Caxias, a maior cidade da Baixada Fluminense.

Com o crescimento urbano da cidade do Rio de Janeiro na primeira metade do século XX, a população de baixa renda passou a ocupar regiões mais afastadas do Centro e da Zona Sul do Rio. Assim, a área situada ao norte do então Distrito Federal, composta pelos antigos municípios de Itaguaí, Nova Iguaçu e Magé, e a área localizada ao leste da Baía de Guanabara se tornaram soluções de moradia para as classes mais baixas. Esse processo de expansão urbana continuou, nas duas regiões, durante a segunda metade do século XX, tendo se intensificado entre as décadas de 1970 e 1990, especialmente na região ao leste da Baía de Guanabara, composta à época pelos municípios de Niterói, São Gonçalo, Maricá, Itaboraí, Cachoeiras de Macacu e Rio Bonito, depois da construção da Ponte Rio-Niterói, em 1974. Na década de 1990, a Baixada Fluminense e o Leste Metropolitano (região também conhecida como Leste Fluminense ou Grande Niterói) já eram regiões de alta densidade demográfica.
Apesar de tanto a Baixada Fluminense como o Leste Metropolitano terem crescido como expansões da metrópole carioca, essas regiões se distinguem uma da outra pela forma como cada uma cresceu.

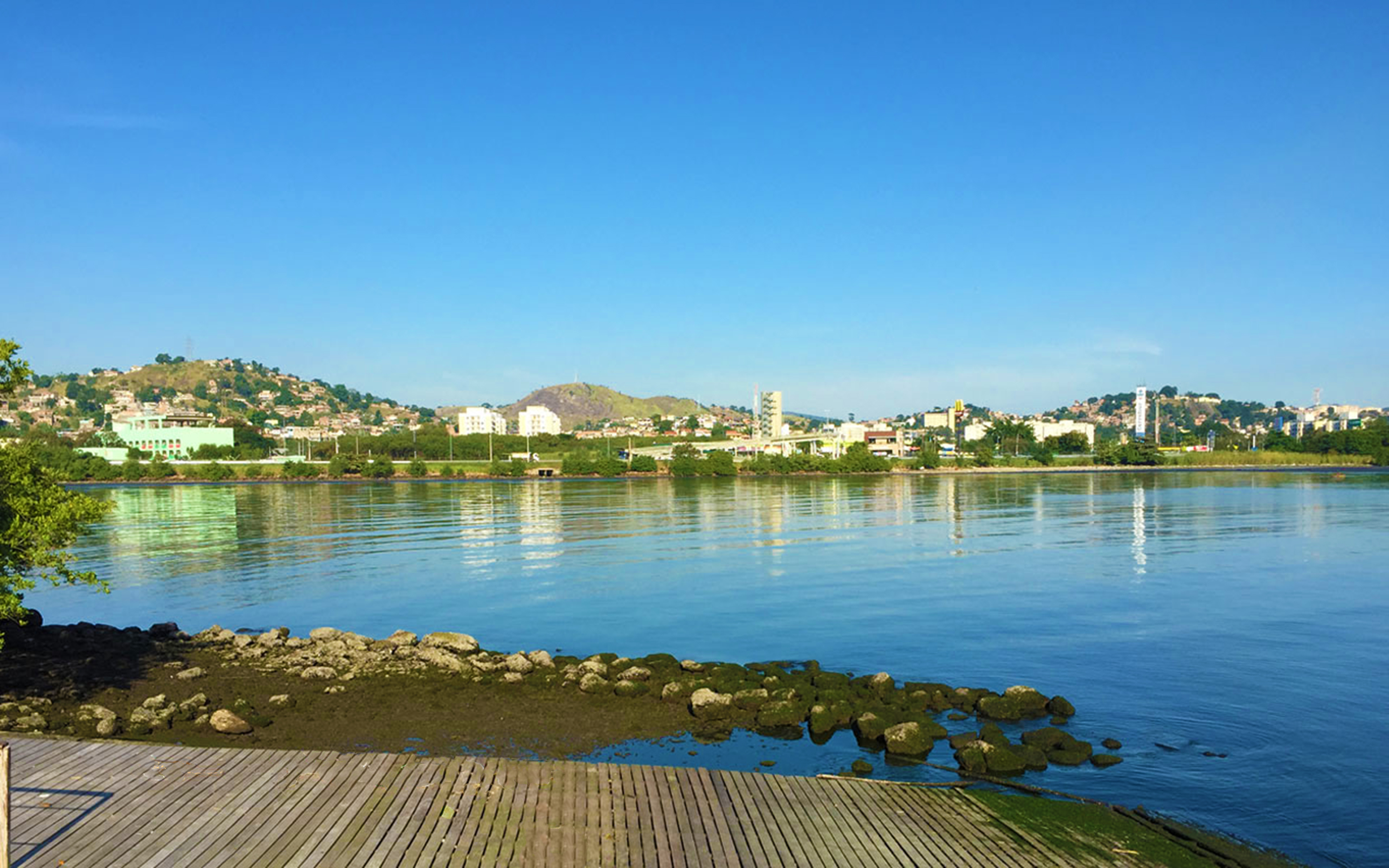
Distrito de Neves, em São Gonçalo, visto a partir da Baía de Guanabara.

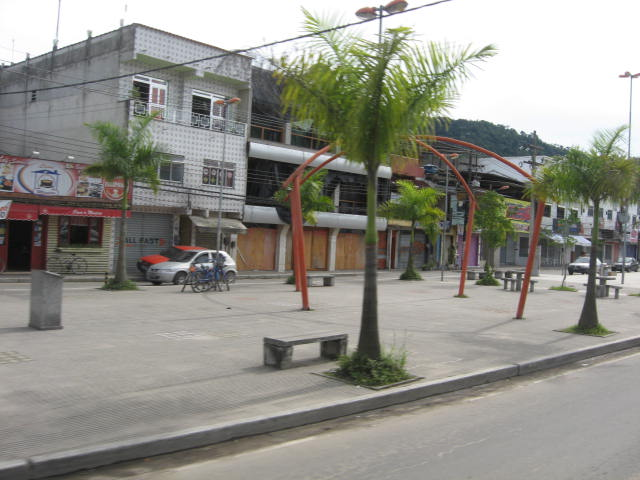
Praça da Mantiquira, no Distrito de Xerém, em Duque de Caxias.

Enquanto a Baixada Fluminense cresceu de maneira periférica ao município do Rio de Janeiro, sendo a expansão da sua malha urbana uma continuação da expansão da malha urbana da Zona Norte (e, com menor intensidade, da Zona Oeste) do Rio de Janeiro a partir do centro da capital, o que causou várias conurbações nos municípios da Baixada, o Leste Metropolitano cresceu, de certa forma, isolado, no outro lado da Baía de Guanabara. Embora o núcleo metropolitano, de onde parte o eixo de expansão urbana dessa região, seja o centro da cidade do Rio, a malha urbana do Leste Metropolitano se alastrou a partir do centro de Niterói para os demais municípios.
Desse modo, é comum a concepção da Baixada Fluminense (Baixada da Guanabara) como a região de expansão direta (contínua) do tecido urbano da metrópole que abrange os 13 municípios remanescentes dos desmembramentos dos antigos municípios de Itaguaí, Nova Iguaçu e Magé (que ficavam no entorno do antigo Distrito Federal, cujo território correspondia ao do atual município do Rio de Janeiro), que ocorreram durante o século XX, entre os anos de 1943, quando Duque de Caxias foi emancipado de Nova Iguaçu, e 1999, ano em que Mesquita se emancipou de Nova Iguaçu, e estão localizados na vasta área de planície situada entre o município do Rio de Janeiro e a Serra do Mar (ou seja, fazem parte da região os municípios de Itaguaí, Seropédica, Paracambi, Japeri, Queimados, Nova Iguaçu, Mesquita, Belford Roxo, Nilópolis, São João de Meriti, Duque de Caxias, Magé e Guapimirim, todos fortemente vinculados ao núcleo metropolitano); da mesma forma, é frequente a concepção do Leste Metropolitano (Leste Fluminense ou Grande Niterói) como a região que inclui os 7 municípios localizados a leste da Baía de Guanabara historicamente mais vinculados entre si e com a Zona Central da capital, pelos quais a expansão da mancha urbana a partir de Niterói ocorreu, pela BR-101, até Rio Bonito, pela RJ-116, até Cachoeiras de Macacu, e, pela RJ-106, até Maricá, processo que se deu especialmente durante a segunda metade do século XX - integram essa região, portanto, os municípios de Niterói, São Gonçalo, Itaboraí, Tanguá, Maricá, Rio Bonito e Cachoeiras de Macacu.
Outras delimitações bastante comuns dessas duas regiões do Grande Rio são a que considera, como integrantes do Leste Metropolitano, os 5 municípios localizados ao leste da Baía de Guanabara e que integram a Região Metropolitana do Rio de Janeiro desde a sua instituição, em 1974, quando a mancha urbana da metrópole começava a se expandir do núcleo para o leste, atravessando a Baía de Guanabara (são eles, portanto, Niterói, São Gonçalo, Itaboraí, Maricá e Tanguá (em 1974, Tanguá era um distrito do município de Itaboraí, e permaneceu como tal até 1995, quando foi emancipado); e a que concebe a Baixada Fluminense formada apenas pelos municípios de Duque de Caxias, São João de Meriti, Belford Roxo, Nilópolis, Mesquita, Nova Iguaçu, Queimados e Japeri (região da Grande Iguaçu), excluindo da região os municípios que tiveram origem nos desmembramentos dos antigos municípios de Itaguaí e Magé a partir de 1960.
Nas delimitações mais abrangentes das regiões da Baixada Fluminense e do Leste Metropolitano, a primeira tem cerca de 4 milhões de habitantes distribuídos pelos municípios de Itaguaí, Seropédica, Paracambi, Japeri, Queimados, Nova Iguaçu, Mesquita, Belford Roxo, Nilópolis, São João de Meriti, Duque de Caxias, Magé e Guapimirim; e a segunda possui aproximadamente 2 milhões de habitantes nos municípios de Niterói, São Gonçalo, Itaboraí, Maricá, Tanguá, Rio Bonito e Cachoeiras de Macacu.

### Emancipações

Desmembramentos de distritos e evolução territorial de Nova Iguaçu ao longo dos séculos XX e XXI - formação da Grande Iguaçu.

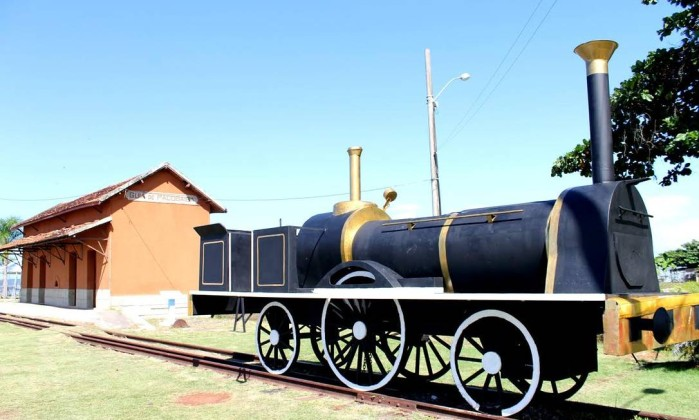
Estação Guia de Pacobaíba, a primeira estação ferroviária do Brasil, localizada no Ypiranga, em Mauá, no município de Magé.

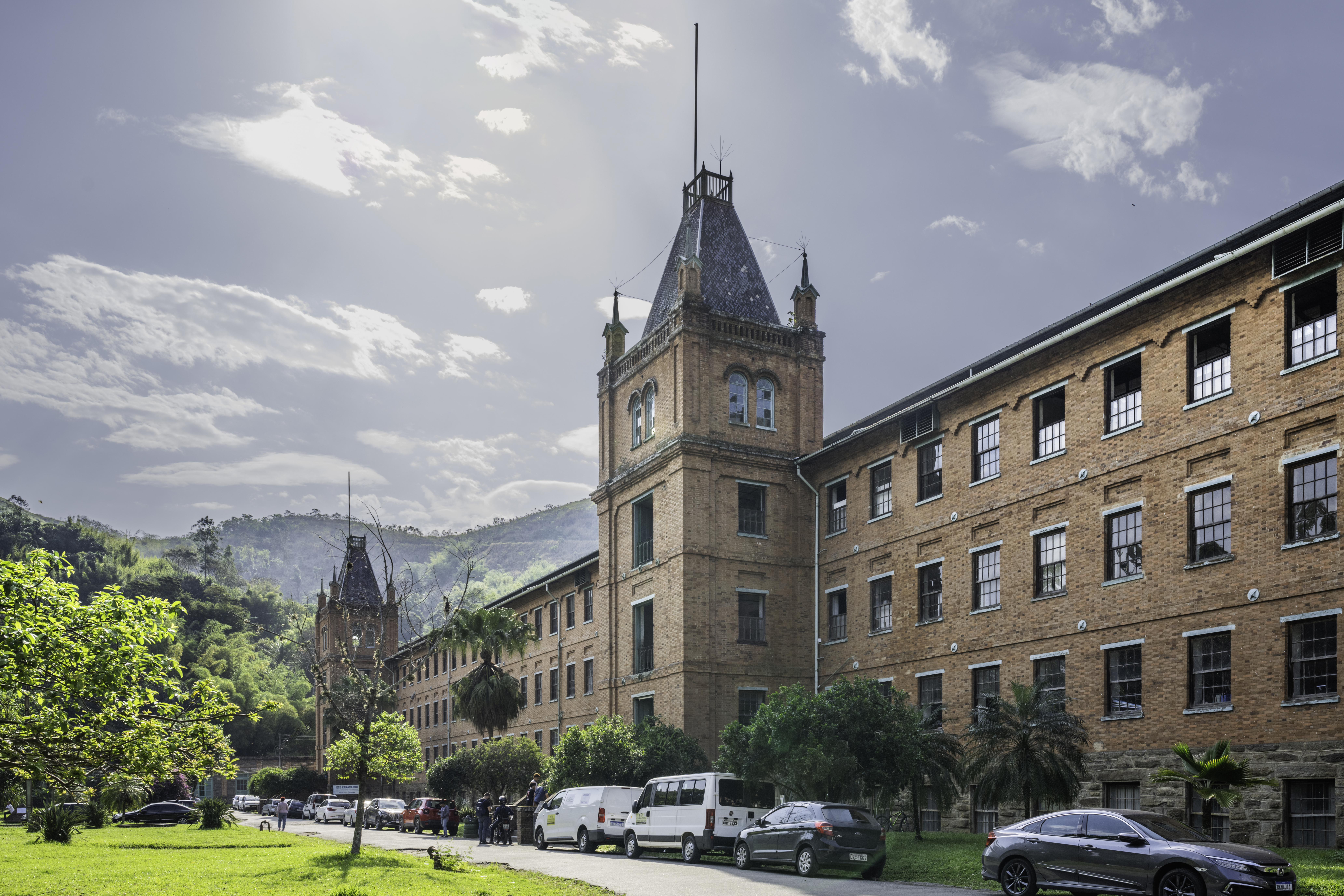
Prédio da antiga Cia. Têxtil Brasil Industrial, na localidade do Boqueirão, em Paracambi.

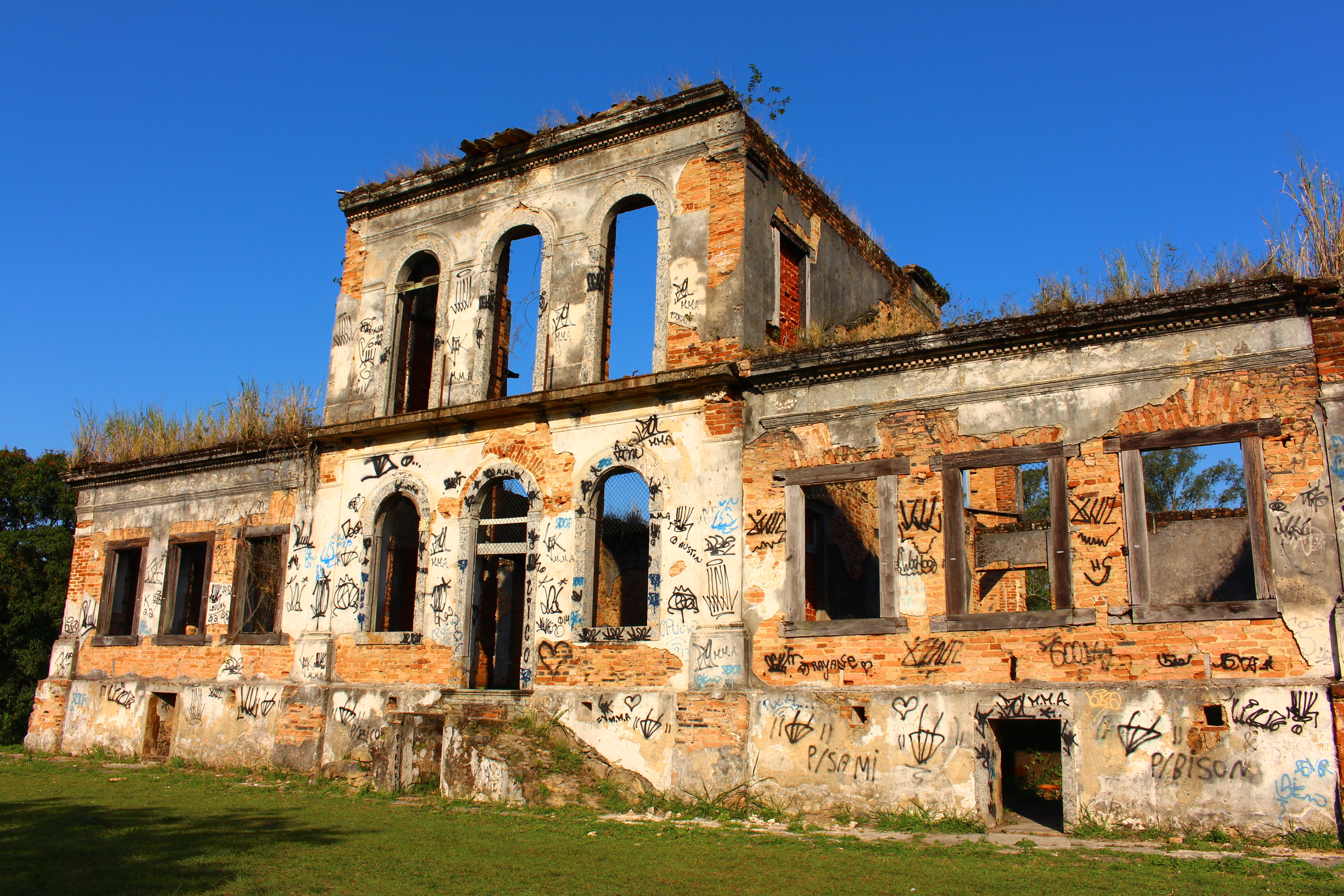
Ruínas da Fazenda São Bernardino, em Iguaçu Velho, bairro onde se situava a antiga sede da Vila de Iguassú (atual município de Nova Iguaçu).

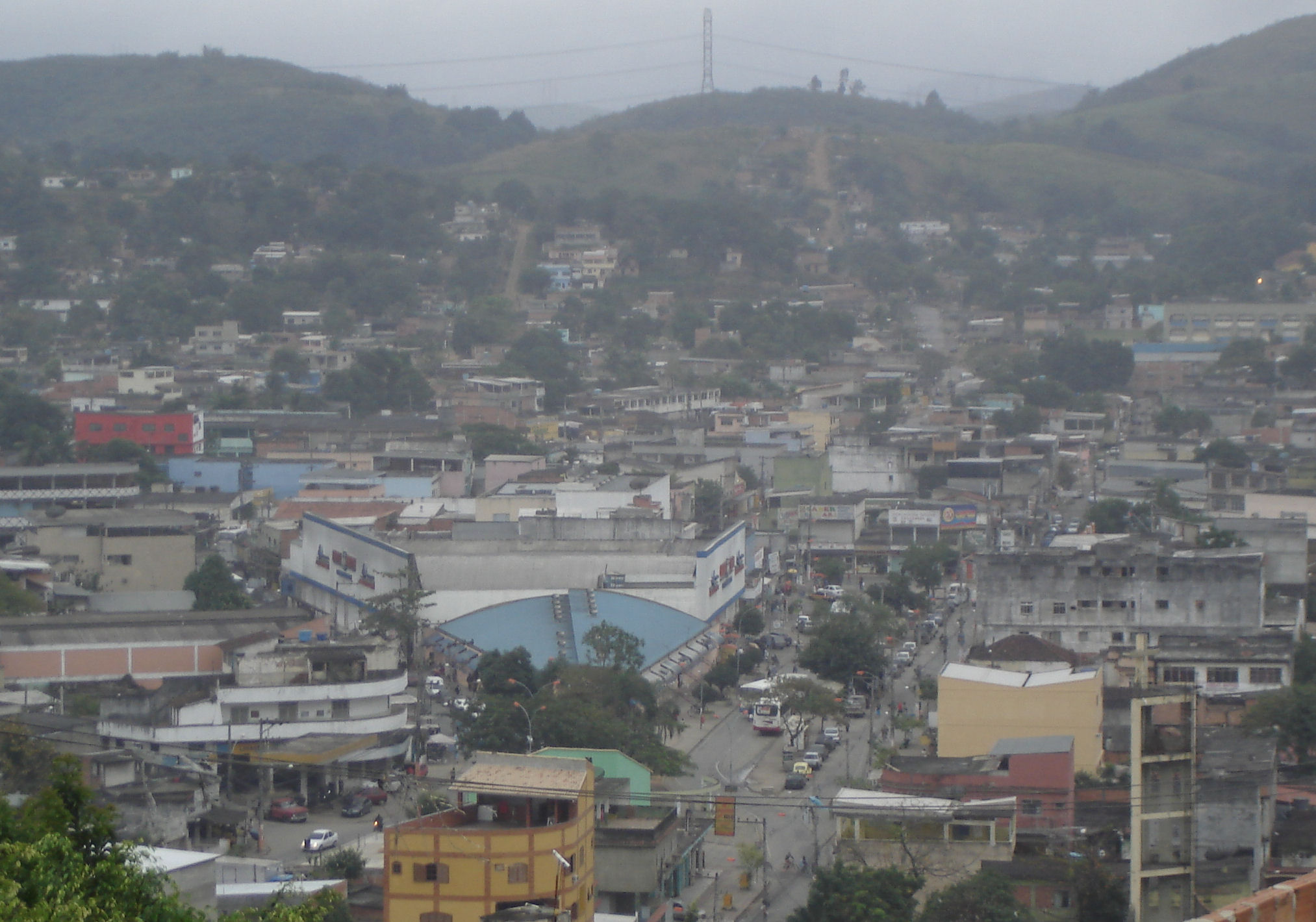
Centro do bairro Miguel Couto, em Nova Iguaçu.

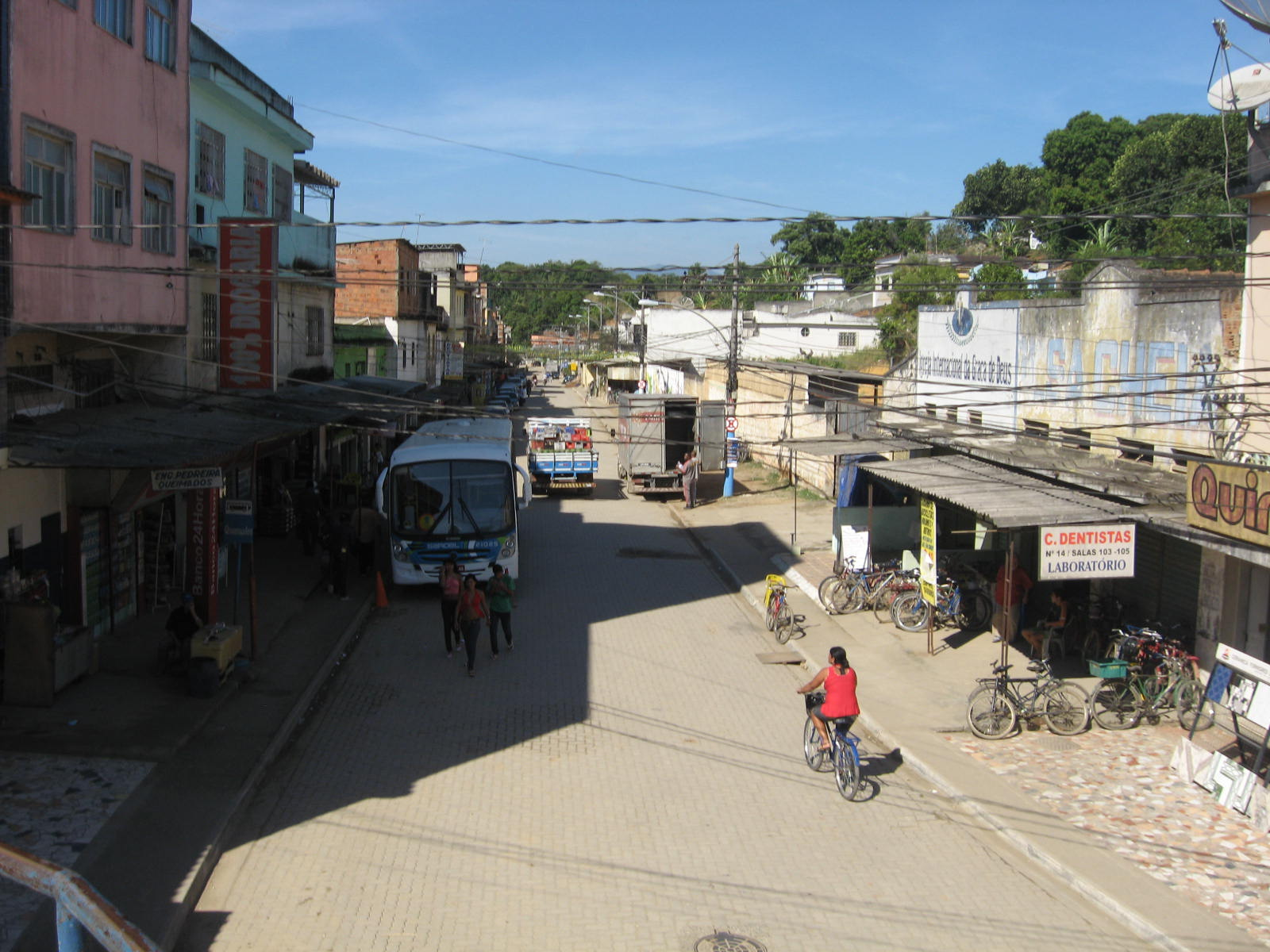
Centro de Engenheiro Pedreira, em Japeri, município com o menor IDH da Baixada Fluminense, e o segundo menor da RM.

A maioria dos municípios da Baixada foram emancipados de Nova Iguaçu durante o século XX. No final do século XIX, a sede da antiga Vila de Iguassú foi transferida, da região onde hoje está situado o bairro de Iguaçu Velho, para Maxambomba (atual região central de Nova Iguaçu), e ainda no início do século XX, a mancha urbana do Rio de Janeiro (então Distrito Federal) já avançava, da Zona Norte, para o município de Nova Iguaçu. Na década de 1940, com esse processo de expansão urbana já consolidado e tendo causado conurbações no sul do município da Baixada, ocorreram os primeiros desmembramentos: Em 1943, Duque de Caxias foi emancipado de Nova Iguaçu, e, em 1947, foram emancipados São João de Meriti (desmembrado de Duque de Caxias) e Nilópolis (emancipado de Nova Iguaçu).
Durante as décadas seguintes, o avanço da mancha urbana continuou pelo restante do território da Baixada Fluminense, tendo, como vetores, ramais de trens metropolitanos e rodovias.
A partir do início da década de 1970, a velocidade da expansão do tecido urbano (bem como do sistema de transporte urbano e da infraestrutura urbana de uma forma geral) aumentou significativamente na Baixada Fluminense e na periferia metropolitana como um todo. Com esse rápido crescimento, vários outros distritos de municípios da área metropolitana foram emancipados já na década de 1990, inclusive distritos mais distantes da capital, como Japeri, Guapimirim e Tanguá - no início da década de 2000, a metrópole do Rio de Janeiro já era formada pelos municípios que a compõem atualmente.
| Bandeira | Município                                          | Área (km²) | População (est. 2021) | Data da emancipação    |
| -------- | -------------------------------------------------- | ---------- | --------------------- | ---------------------- |
|          | Duque de Caxias                                    | 467,62     | 929.449               | 31 de dezembro de 1943 |
|          | São João de Meriti (emancipado de Duque de Caxias) | 35,216     | 473.385               | 21 de agosto de 1947   |
|          | Nilópolis                                          | 19,393     | 162.893               | 21 de agosto de 1947   |
|          | Belford Roxo                                       | 77,815     | 515.239               | 3 de abril de 1990     |
|          | Queimados                                          | 75,695     | 152.311               | 21 de dezembro de 1990 |
|          | Japeri                                             | 81,869     | 106.296               | 2 de dezembro de 1991  |
|          | Mesquita                                           | 41,477     | 177.016               | 25 de setembro de 1999 |

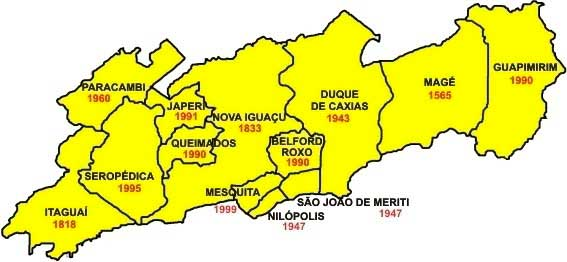
Os 13 municípios da Baixada Fluminense com os anos em que foram emancipados.

Na Baixada Fluminense, ao passo que Nova Iguaçu deu origem a sete novos municípios por meio de emancipações ao longo do século XX, poucos distritos foram desmembrados de Itaguaí e Magé nesse mesmo período. Em 1960, os antigos distritos de Paracambi e Tairetá foram desmembrados de, respectivamente, Itaguaí e Vassouras, e a junção dos dois deu origem ao atual município de Paracambi. Em 1990, o então distrito de Guapimirim foi emancipado de Magé, e, em 1995, Itaguaí perdeu mais um distrito com o desmembramento de Seropédica. Portanto, durante todo o século XX, Itaguaí e Magé, juntos, deram origem a apenas três novos municípios. Já no Leste Fluminense, a única emancipação ocorrida no século passado foi o desmembramento de Tanguá, em 1995, do município de Itaboraí; nenhum novo município foi originado a partir de perda territorial de Niterói, São Gonçalo, Maricá, Rio Bonito ou Cachoeiras durante esse período.

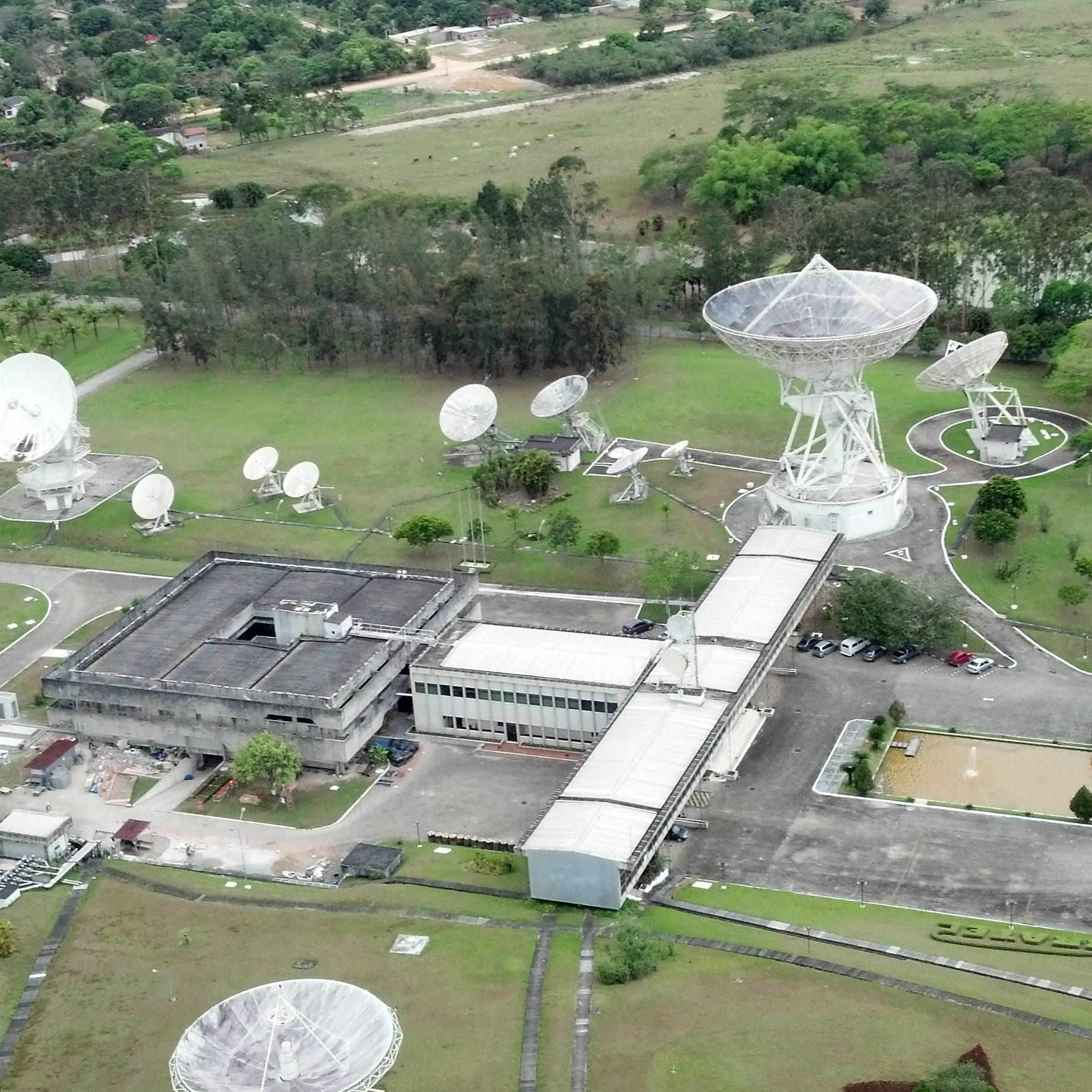
Estação Terrena da Embratel em Duques, Tanguá.

### Atuais municípios e distritos da Baixada Fluminense e do Leste Fluminense

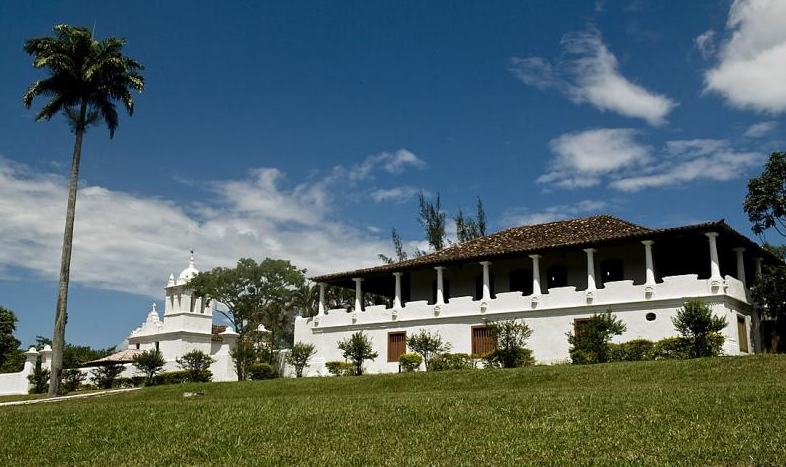
Fazenda do Colubandê, construção do período colonial situada no bairro Colubandê, em São Gonçalo.

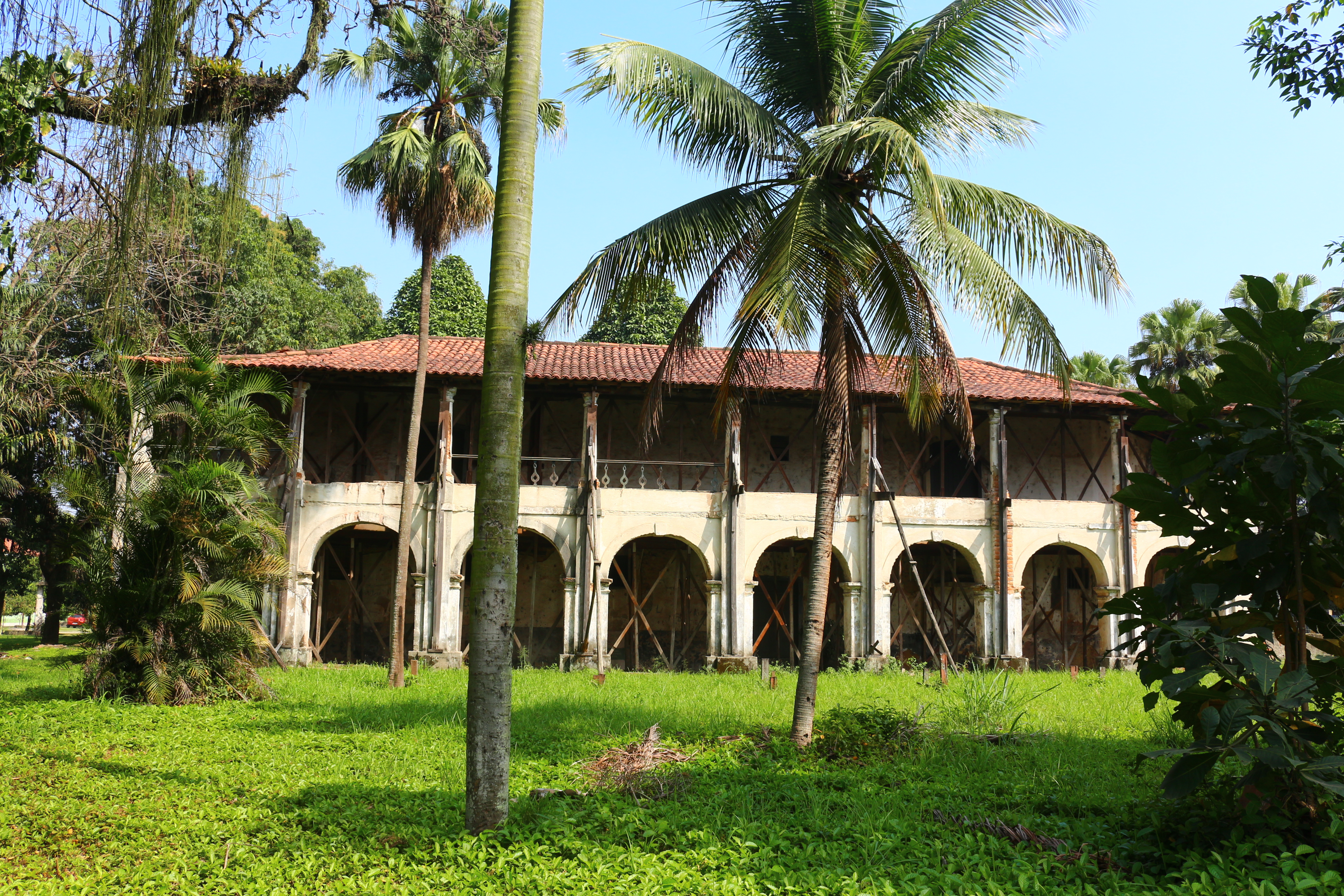
Fazenda São Bento do Iguaçu, do final do século XVI, localizada no bairro São Bento, em Duque de Caxias.

| Município            | Distritos ou Regiões Administrativas                                                                                           |
| -------------------- | --- |
| Duque de Caxias      | Duque de Caxias (distrito-sede), Campos Elíseos, Imbariê e Xerém.                                                              |
| São João de Meriti   | São João de Meriti (distrito-sede), Coelho da Rocha e São Mateus.                                                              |
| Belford Roxo         | Subprefeituras de Areia Branca, Nova Aurora, Jardim Redentor, Parque São José e Lote XV.                                       |
| Nilópolis            | Nilópolis (distrito-sede) e Olinda.                                                                                            |
| Mesquita             | Mesquita (distrito-sede), Vila Emil e Banco de Areia.                                                                          |
| Nova Iguaçu          | Unidades Regionais de Governo do Centro, Posse, Comendador Soares, Austin, Cabuçu, km 32, Miguel Couto, Vila de Cava e Tinguá. |
| Queimados            | Queimados (distrito-sede). |
| Japeri               | Regiões de planejamento de Japeri, Engenheiro Pedreira, Marajoara, Guandu, Rio do Ouro, Pedra Lisa e Teófilo Cunha.            |
| Paracambi            | Paracambi (distrito-sede). |
| Seropédica           | Seropédica (distrito-sede). |
| Itaguaí              | Itaguaí (distrito-sede) e Ibituporanga.                                                                                        |
| Magé                 | Magé (distrito-sede), Santo Aleixo, Suruí, Guia de Pacobaíba, Rio do Ouro e Vila Inhomirim.                                    |
| Guapimirim           | Guapimirim (distrito-sede), Citrolândia e Vale das Pedrinhas.                                                                  |
| Niterói              | Niterói (distrito-sede) e Itaipu.                                                                                              |
| São Gonçalo          | São Gonçalo (distrito-sede), Neves, Sete Pontes, Ipiíba e Monjolos.                                                            |
| Itaboraí             | Itaboraí (distrito-sede), Manilha, Itambi, Visconde de Itaboraí, Porto das Caixas, Sambaetiba, Cabuçu e Pacheco.               |
| Maricá               | Maricá (distrito-sede), Inoã, Itaipuaçu e Ponta Negra.                                                                         |
| Tanguá               | Regiões de planejamento de Tanguá, Duques e Posse dos Coutinhos.                                                               |
| Rio Bonito           | Rio Bonito (distrito-sede), Basílio e Boa Esperança.                                                                           |
| Cachoeiras de Macacu | Cachoeiras de Macacu (distrito-sede) - Divisão distrital até 2015: Cachoeiras de Macacu (distrito-sede), Japuíba e Subaio.     |

### IDH-M dos municípios da periferia metropolitana

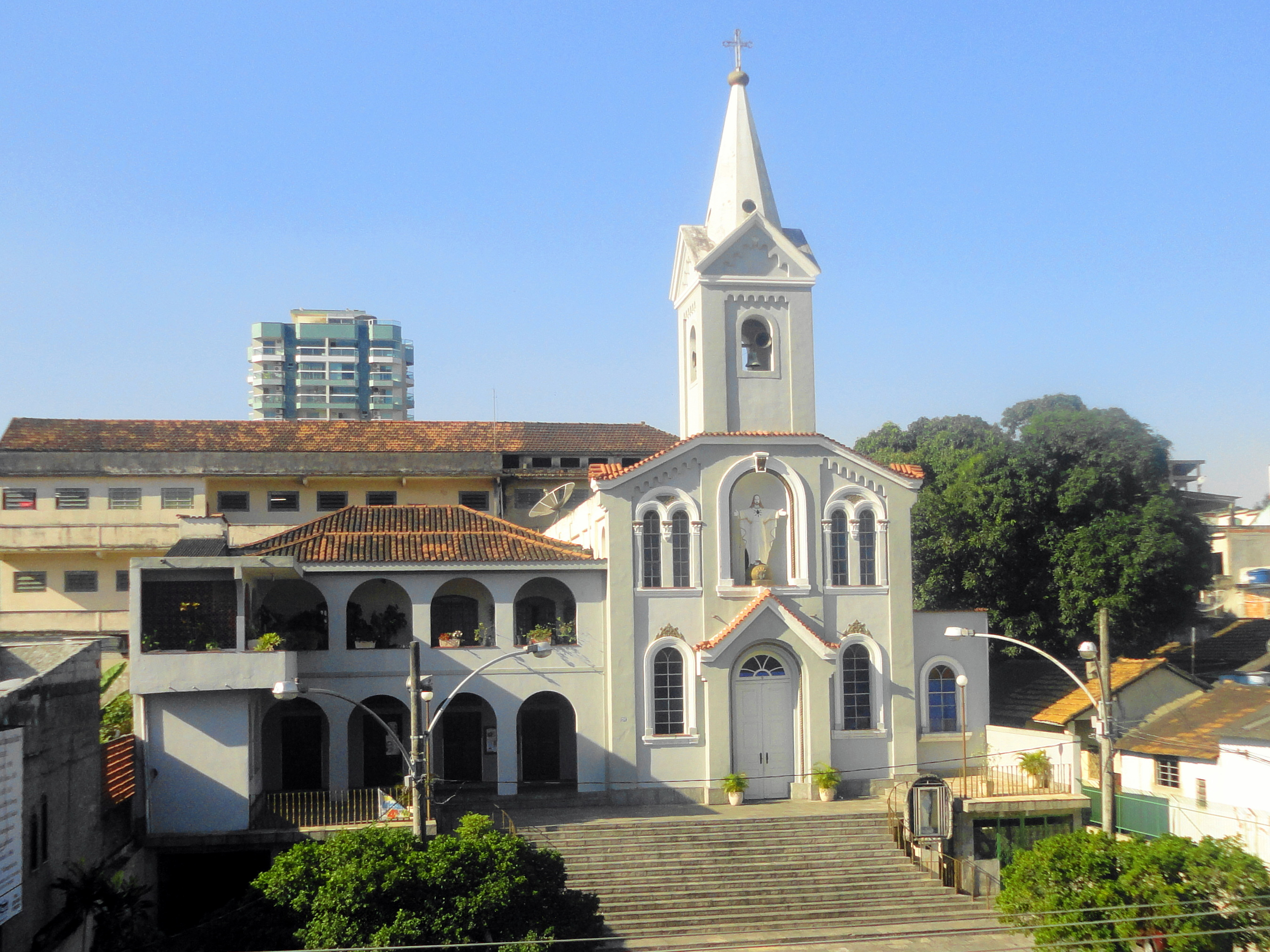
Igreja Nossa Senhora da Conceição, no centro de Nilópolis, município com o maior IDH-M da Baixada Fluminense.

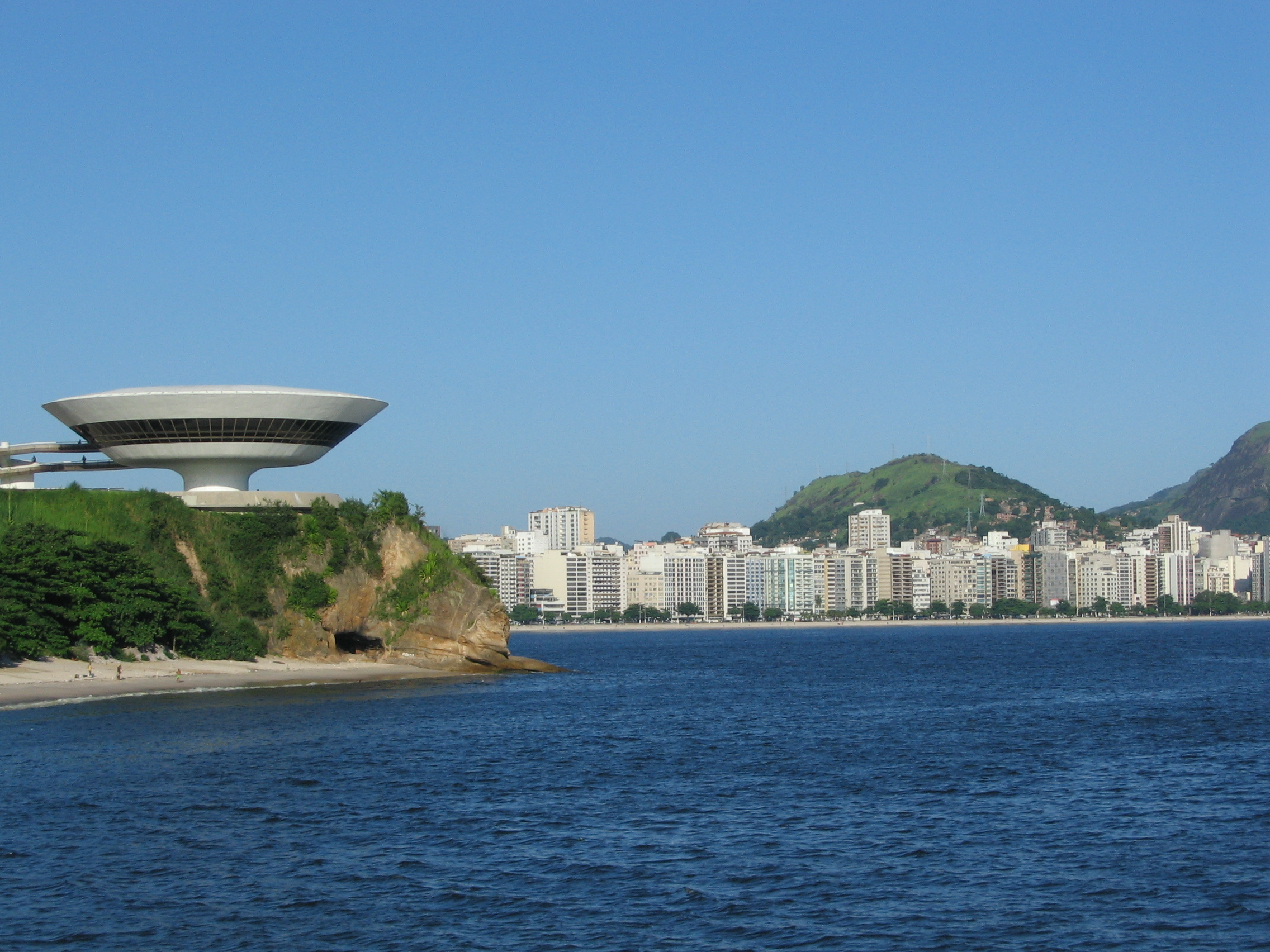
Museu de Arte Contemporânea, no bairro Boa Viagem, em Niterói, município com o maior IDH-M do Leste Metropolitano.

No que concerne ao IDH Municipal das cidades da Baixada Fluminense e do Leste Metropolitano, há uma grande variação entre os municípios nas duas regiões. Tanto a Baixada Fluminense como o Leste Metropolitano têm municípios ocupando as primeiras colocações no ranking do Estado do RJ (como Nilópolis e Niterói) e municípios ocupando as últimas posições (como Japeri e Tanguá).
Os dados mostrados nas tabelas abaixo são referentes ao ano de 2010, quando foi feito o último censo.
- = aumento
- = estável
- = perda

#### Municípios da Baixada Fluminense

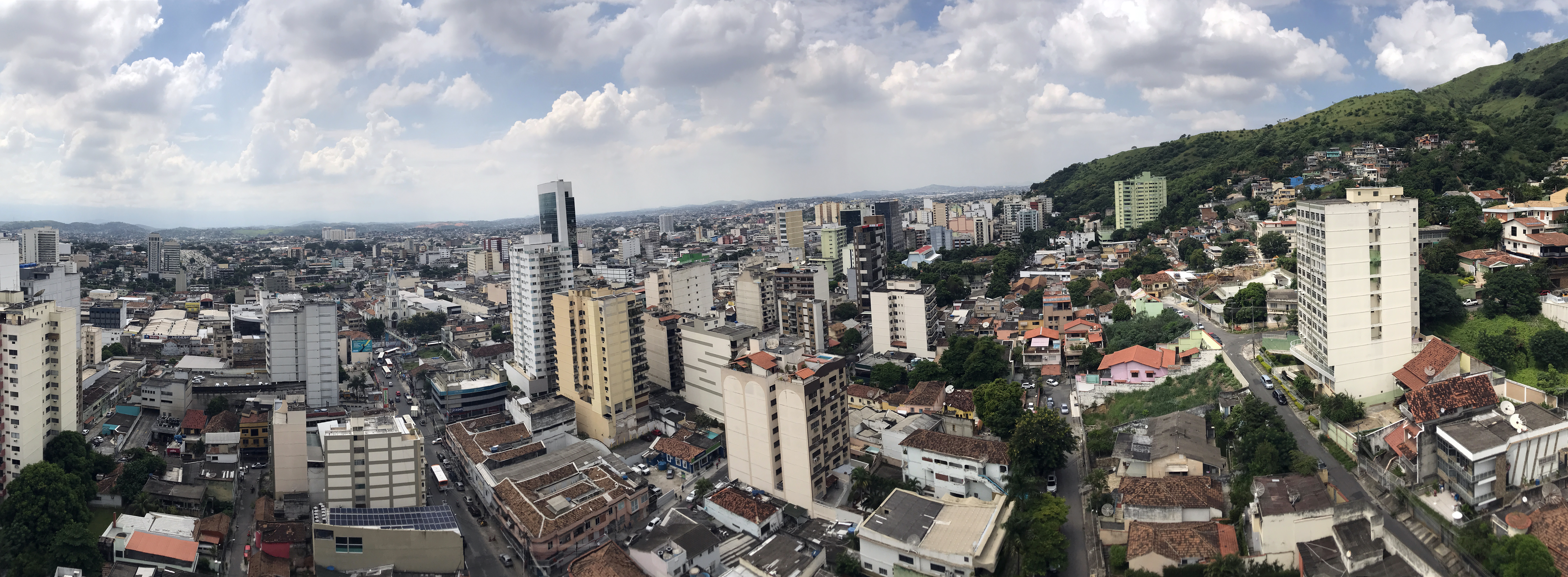
Região central de Nova Iguaçu.

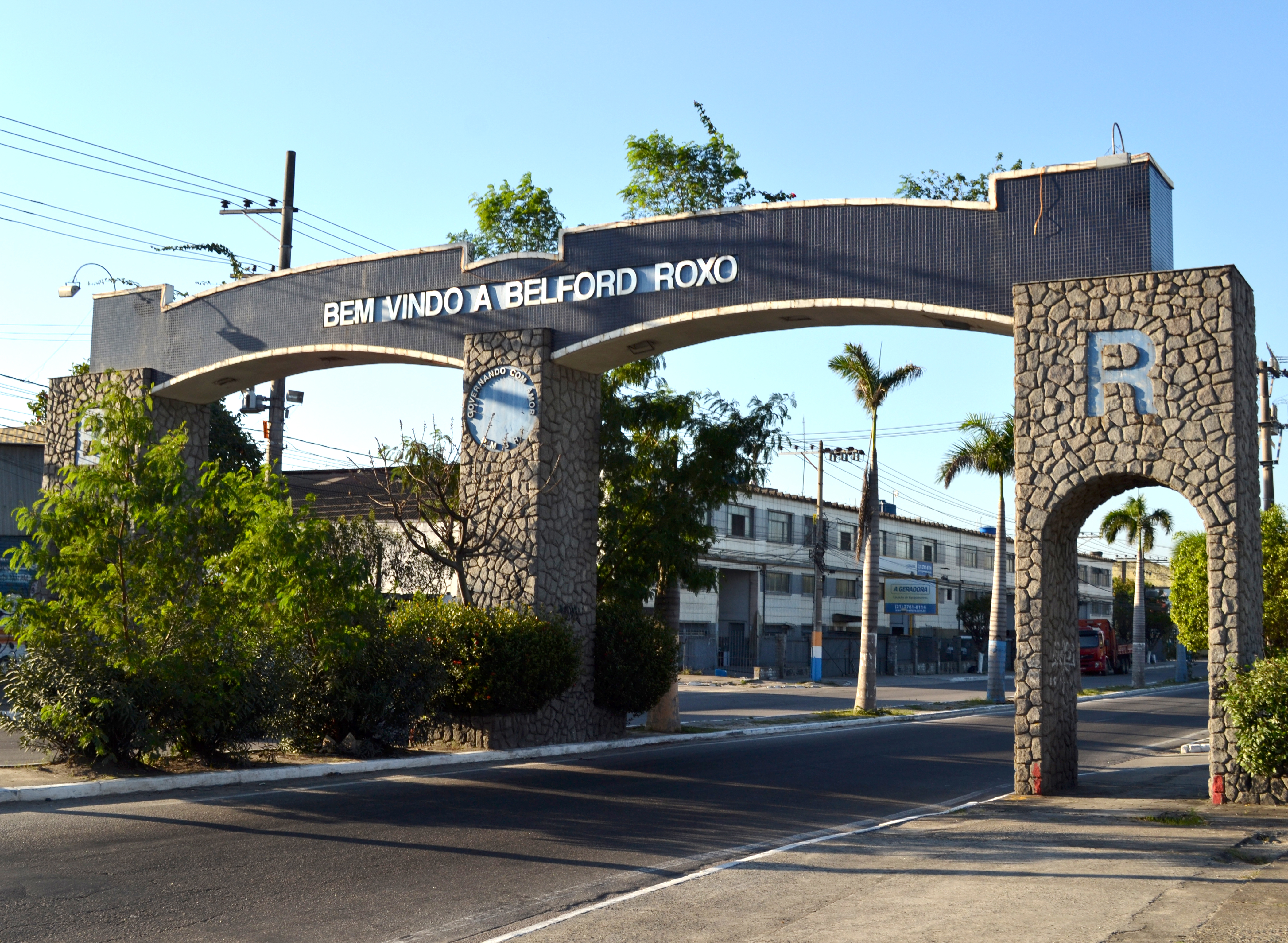
Acesso ao centro de Belford Roxo a partir da BR-116 (Via Dutra).

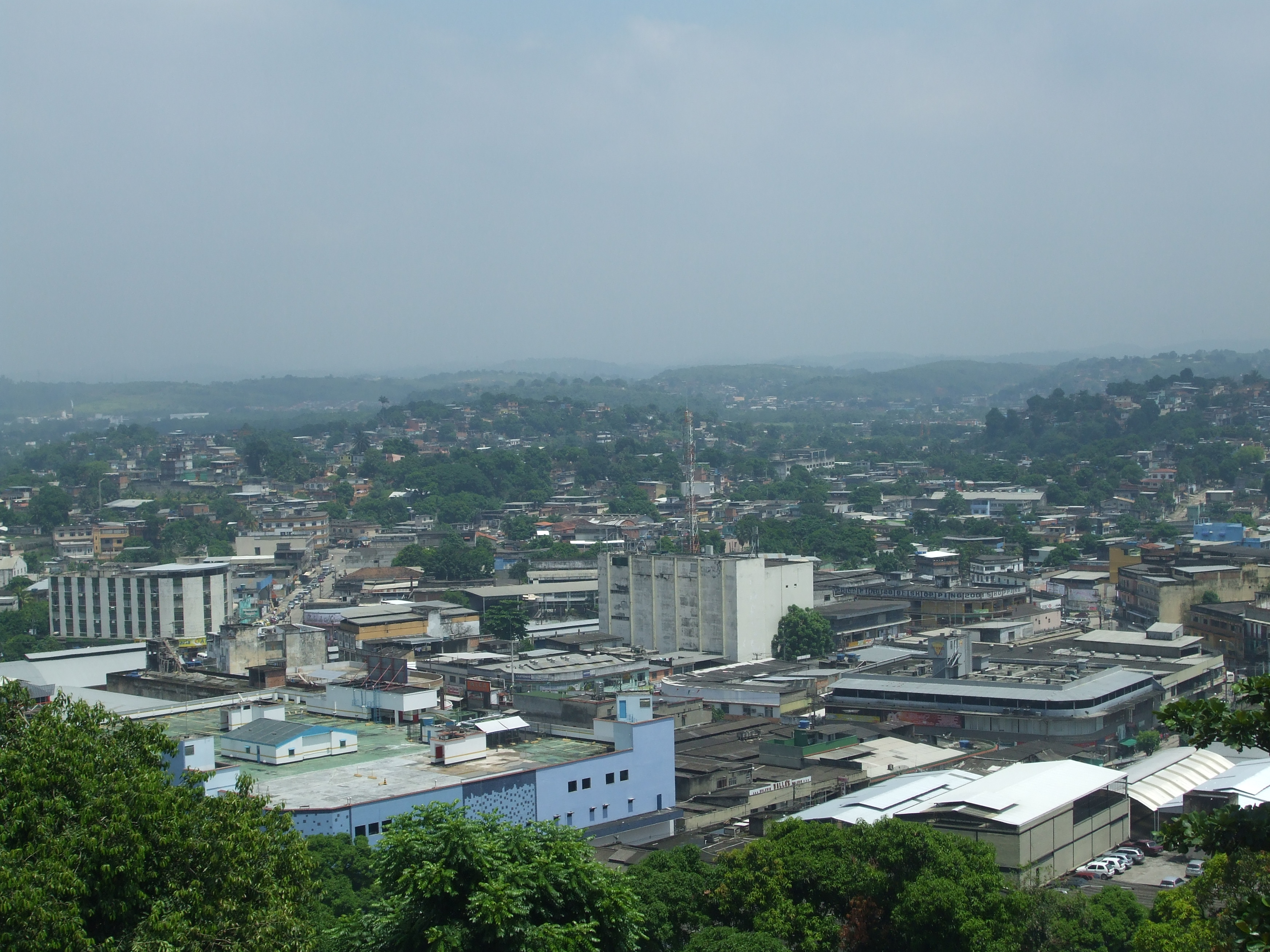
Vilar dos Teles, no município de São João de Meriti.

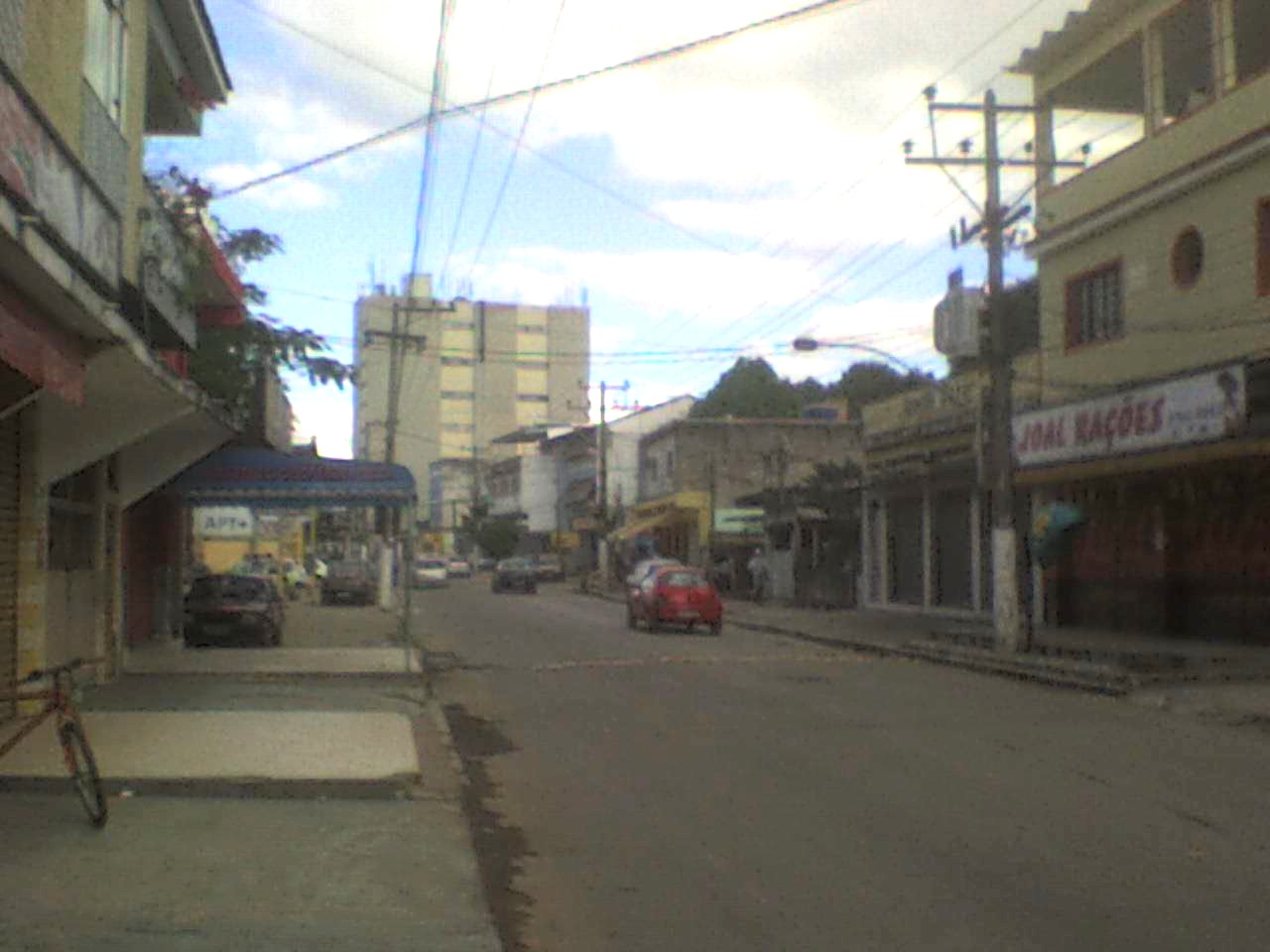
Bairro Piam, próximo à região central do município de Belford Roxo.

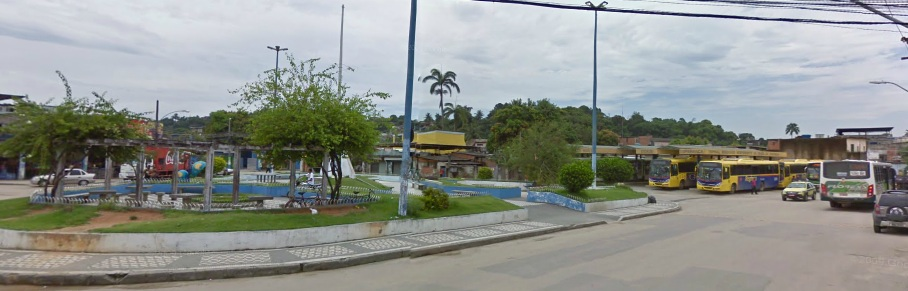
Praça da Bandeira, no bairro Vilar dos Teles.

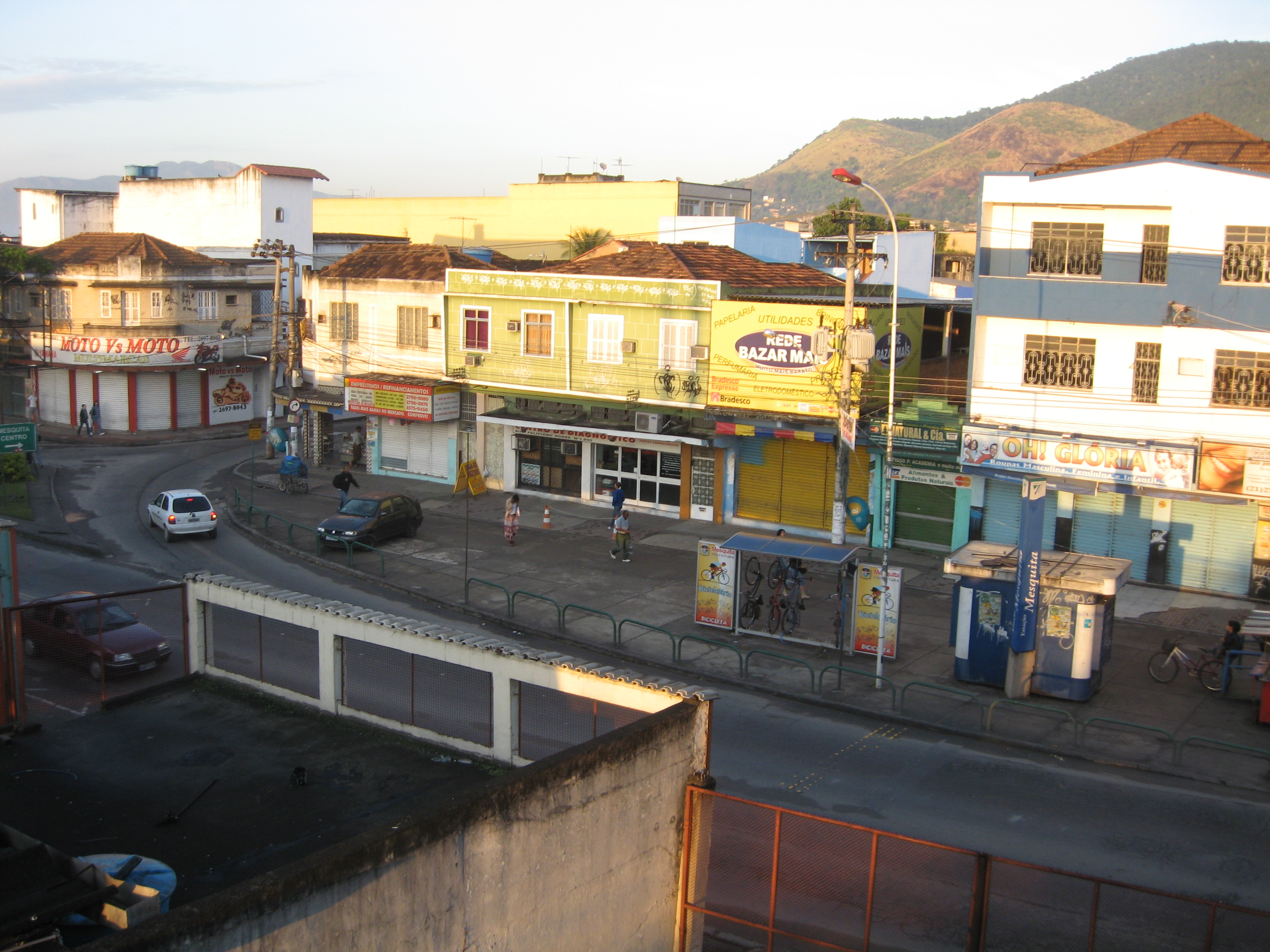
Centro do município de Mesquita.

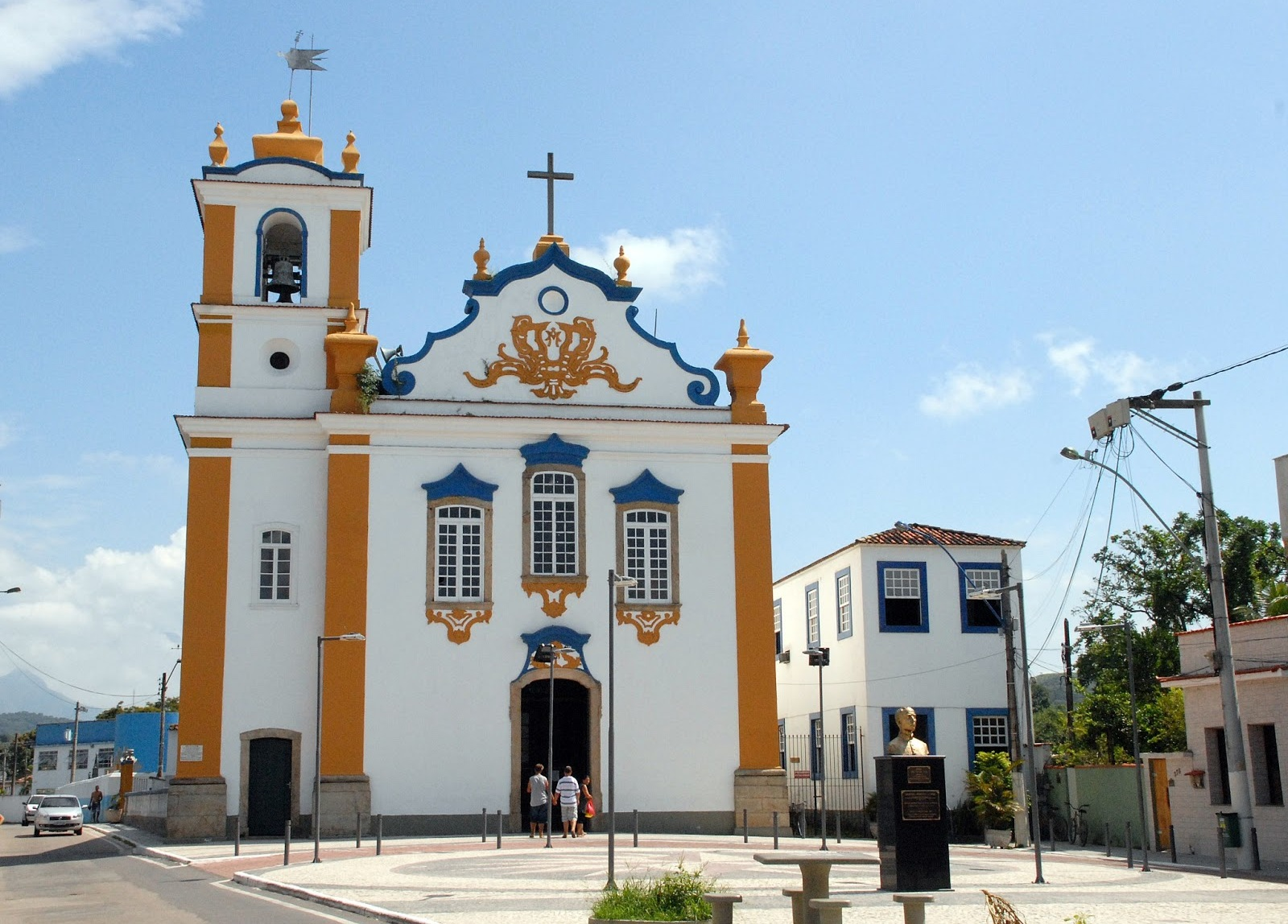
Igreja Nossa Senhora da Piedade, no centro de Magé.

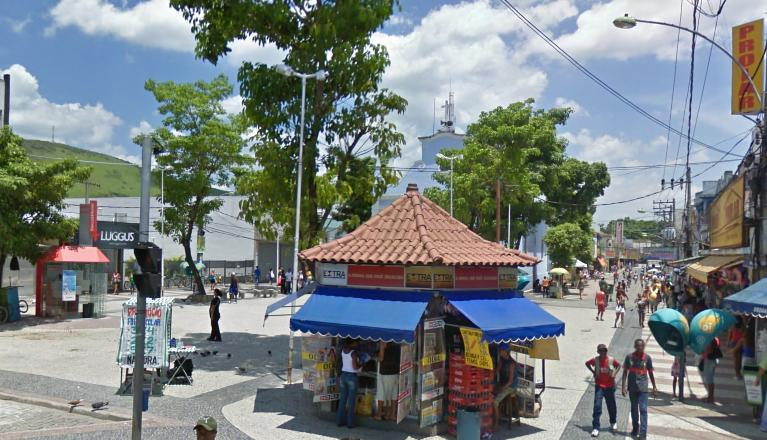
Praça Nossa Senhora da Conceição, no centro da cidade de Queimados.

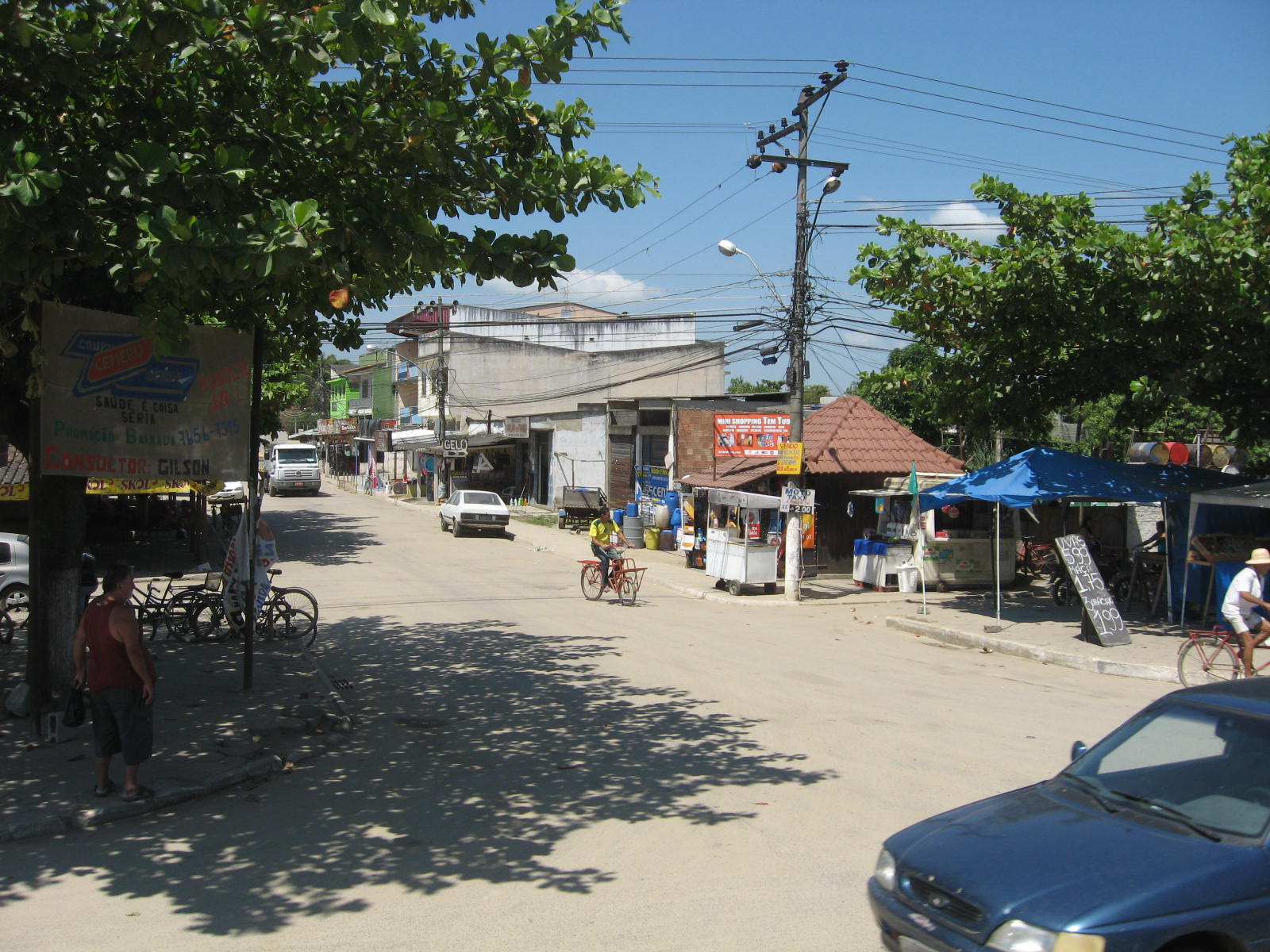
Bairro Campo Lindo, em Seropédica.

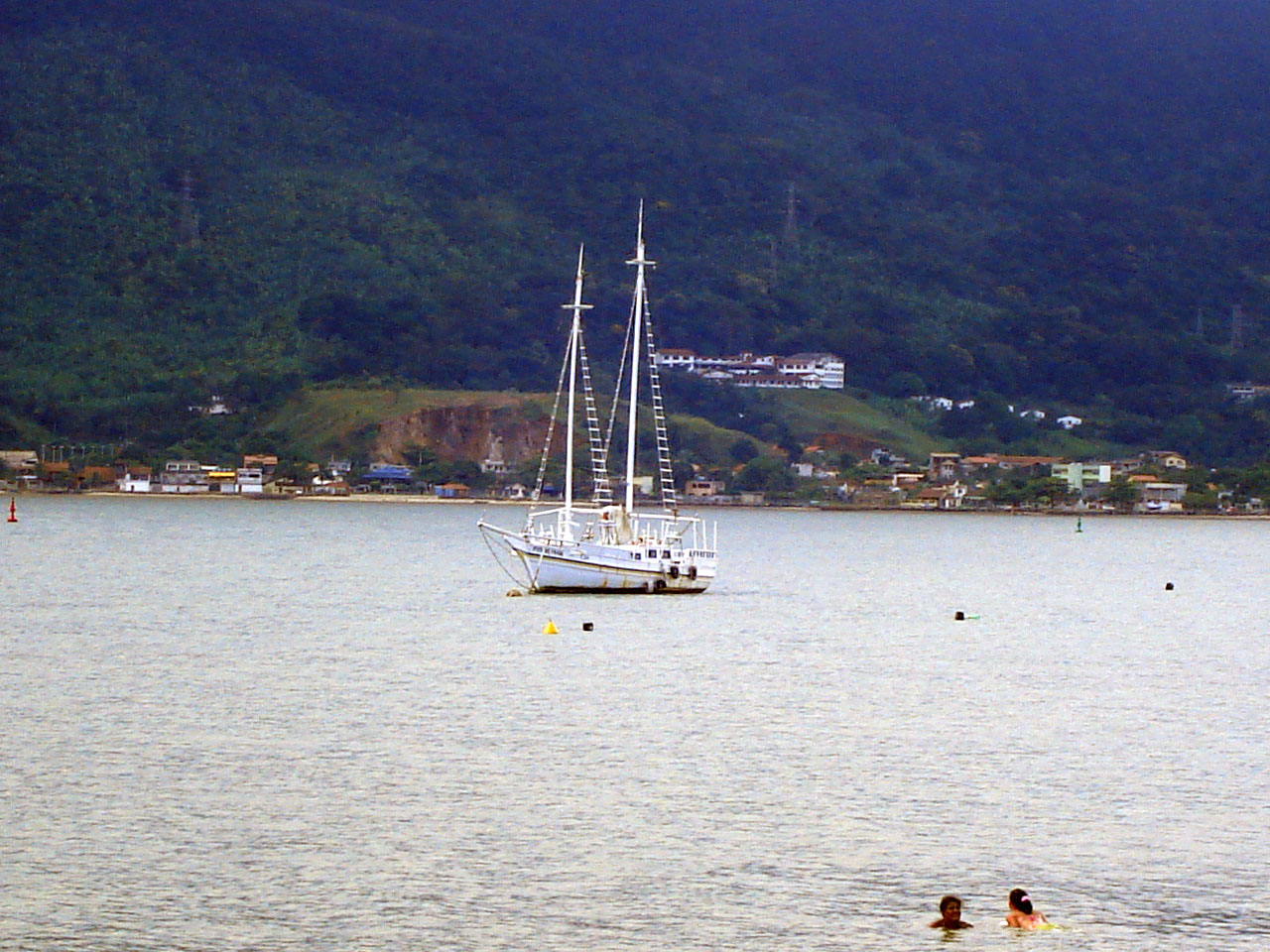
Vista da Baía de Sepetiba. Ao fundo, os bairros Coroa Grande, Vila Geny e Somel, no litoral do município de Itaguaí.

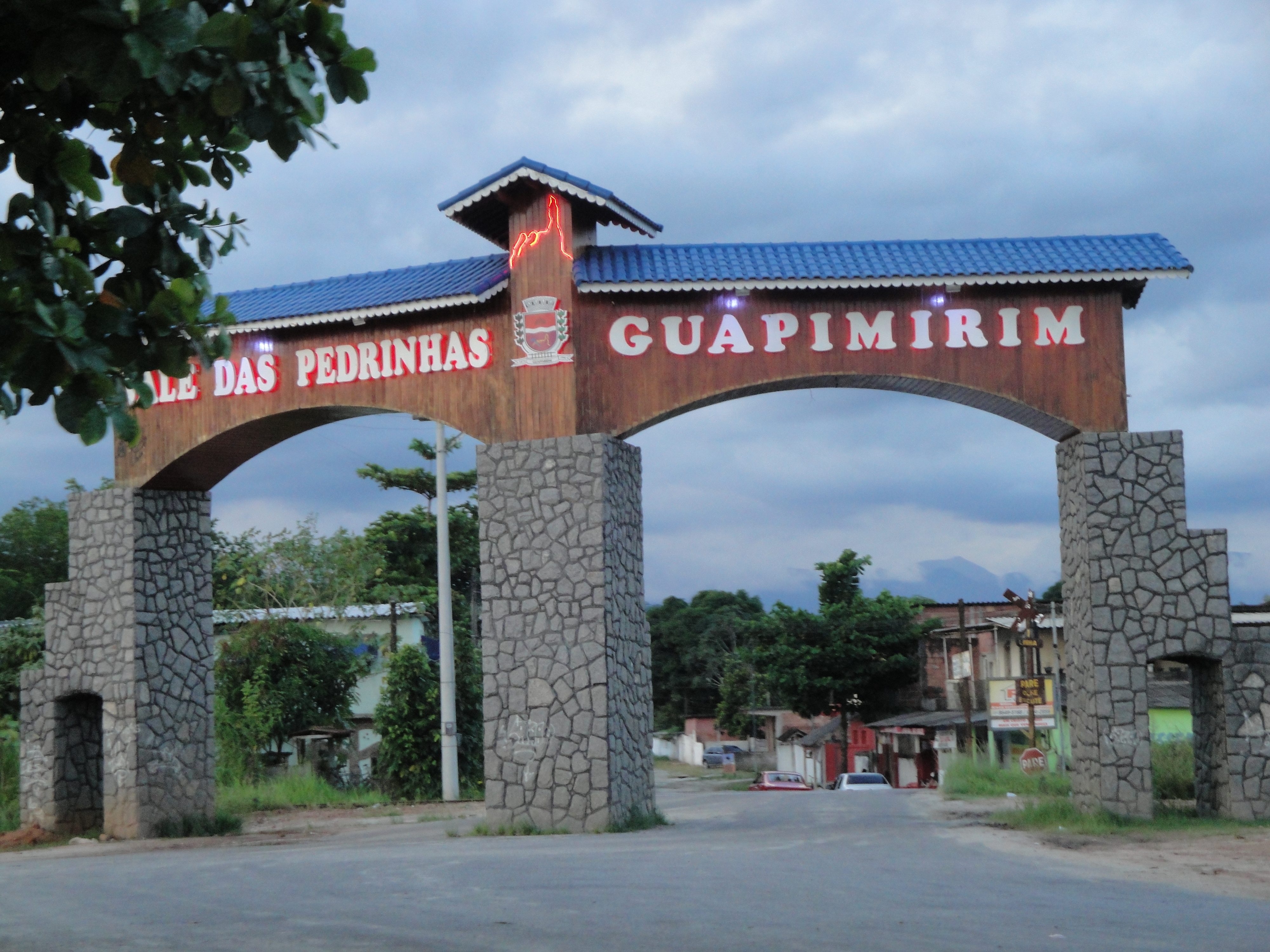
Entrada do Vale das Pedrinhas, em Guapimirim.

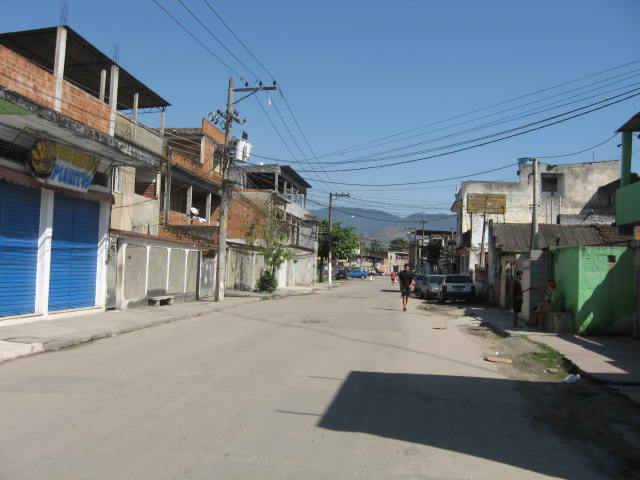
Heliópolis, Belford Roxo.

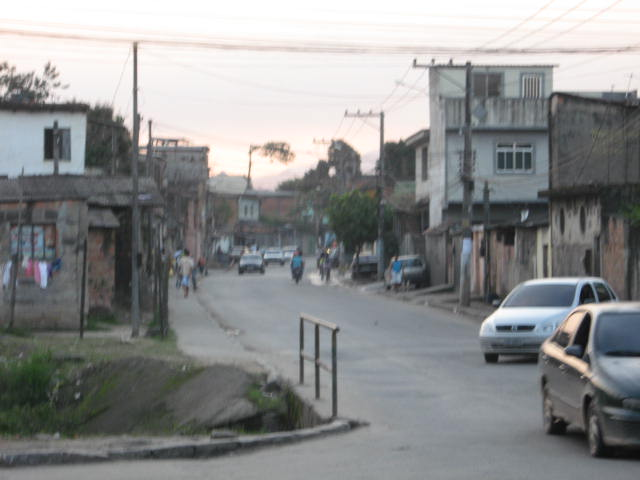
Areia Branca, Belford Roxo.

| Posição no ranking dos 92 municípios do Estado | Posição no ranking dos 92 municípios do Estado | Município          | IDH   | IDH                       |
| 2010                                           | Mudança em relação a 2000                      | Município          | 2010  | Mudança em relação a 2000 |
| ---------------------------------------------- | ---------------------------------------------- | ------------------ | ----- | ------------------------- |
| 9                                              | (3)                                            | Nilópolis          | 0,753 | 0,097                     |
| 16                                             | (1)                                            | Mesquita           | 0,737 | 0,103                     |
| 33                                             | (4)                                            | Paracambi          | 0,720 | 0,105                     |
| 34                                             | (2)                                            | São João de Meriti | 0,719 | 0,099                     |
| 39                                             | (2)                                            | Itaguaí            | 0,715 | 0,126                     |
| 41                                             | (19)                                           | Seropédica         | 0,713 | 0,127                     |
| 43                                             | (12)                                           | Nova Iguaçu        | 0,713 | 0,116                     |
| 49                                             | (1)                                            | Duque de Caxias    | 0,711 | 0,110                     |
| 51                                             | (16)                                           | Magé               | 0,709 | 0,136                     |
| 59                                             | (11)                                           | Guapimirim         | 0,698 | 0,126                     |
| 71                                             | Estável                                        | Belford Roxo       | 0,684 | 0,114                     |
| 74                                             | (7)                                            | Queimados          | 0,680 | 0,130                     |
| 84                                             | (3)                                            | Japeri             | 0,659 | 0,130                     |

#### Municípios do Leste Metropolitano

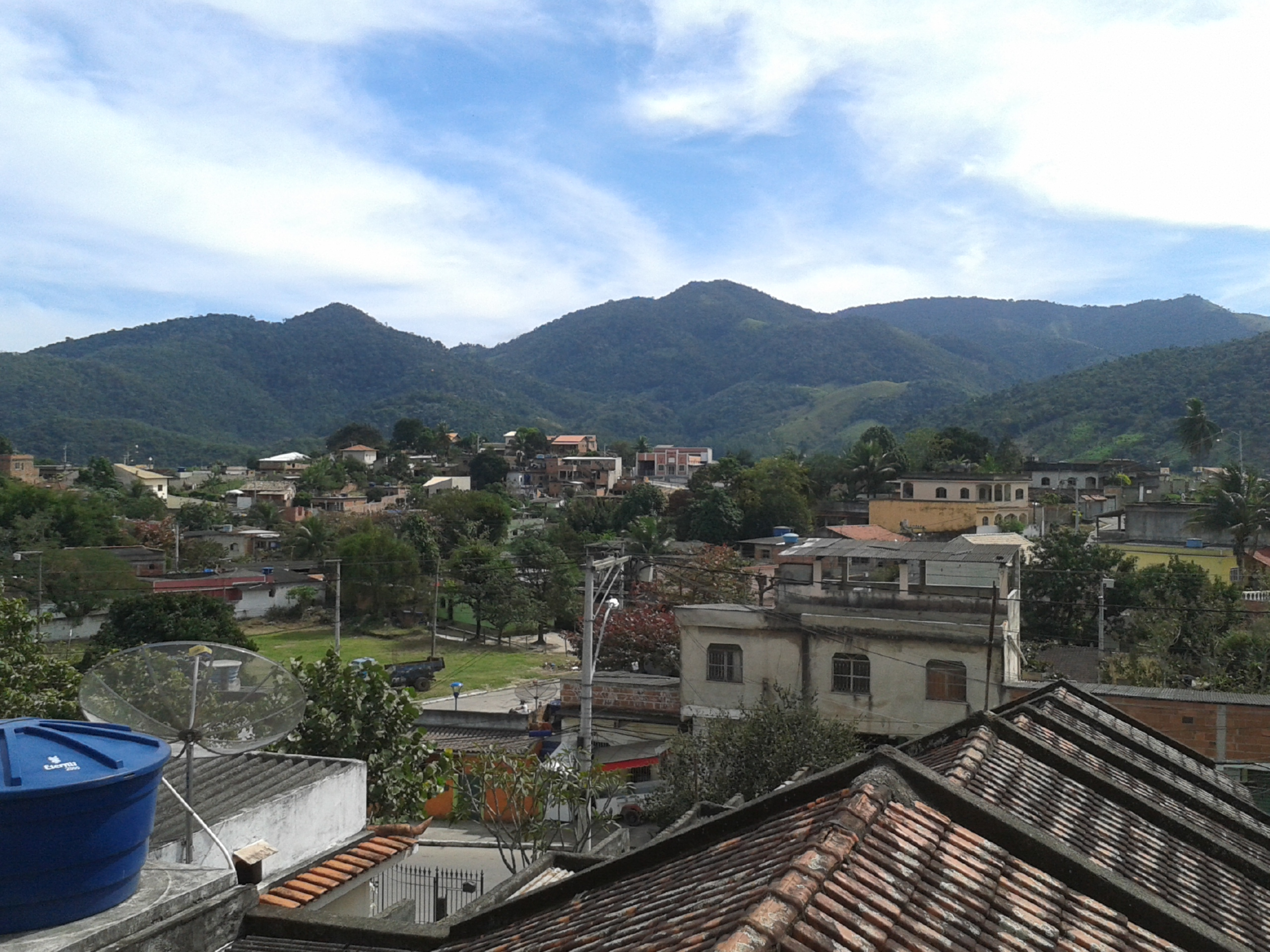
Município de Tanguá, no leste da área metropolitana; ao fundo, a Serra do Barbosão.

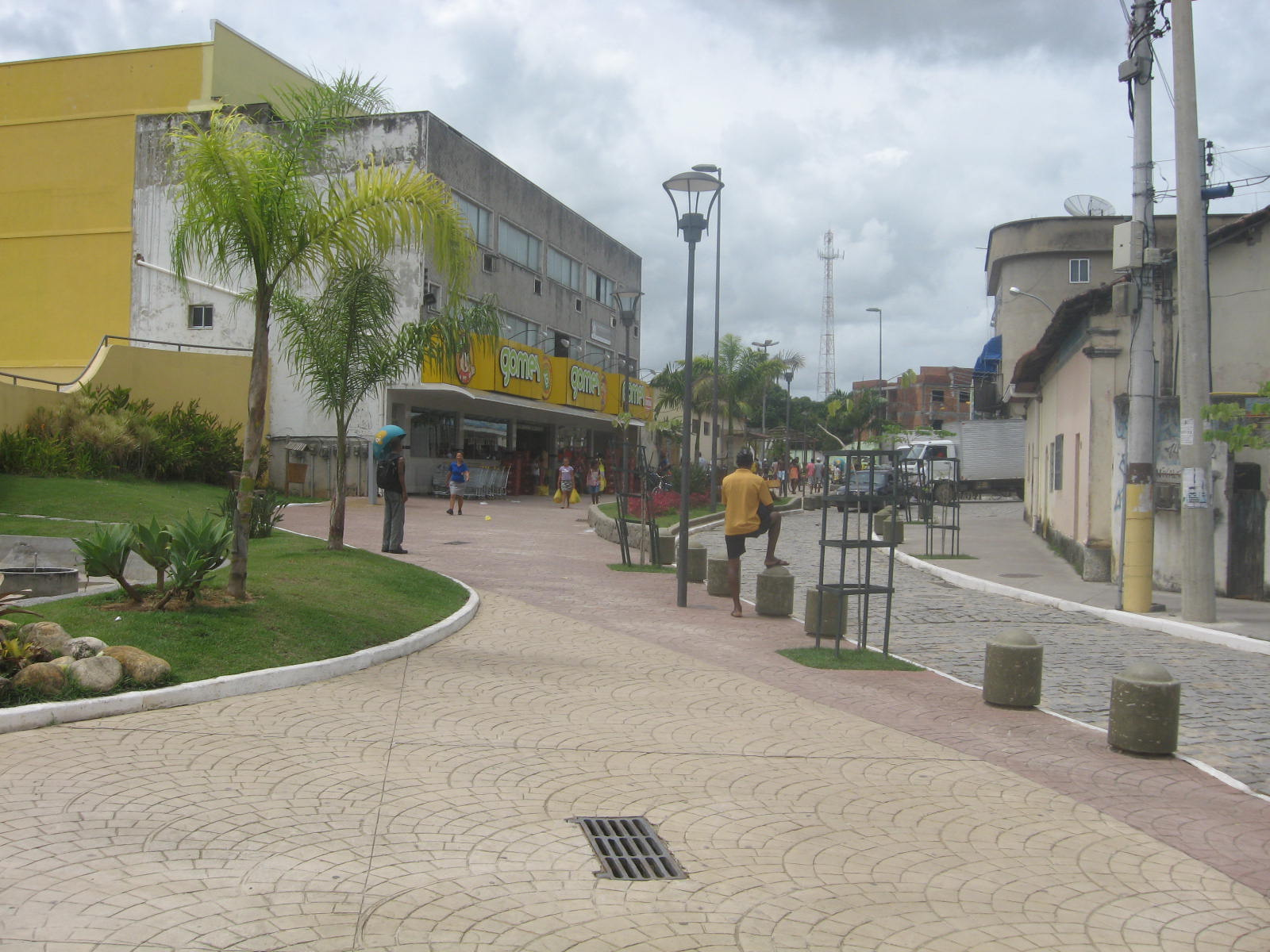
Centro da cidade de Tanguá.

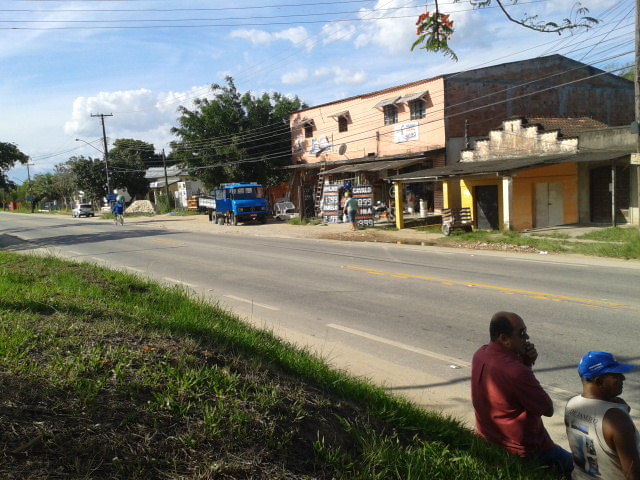
Centro do Pacheco, em Itaboraí.

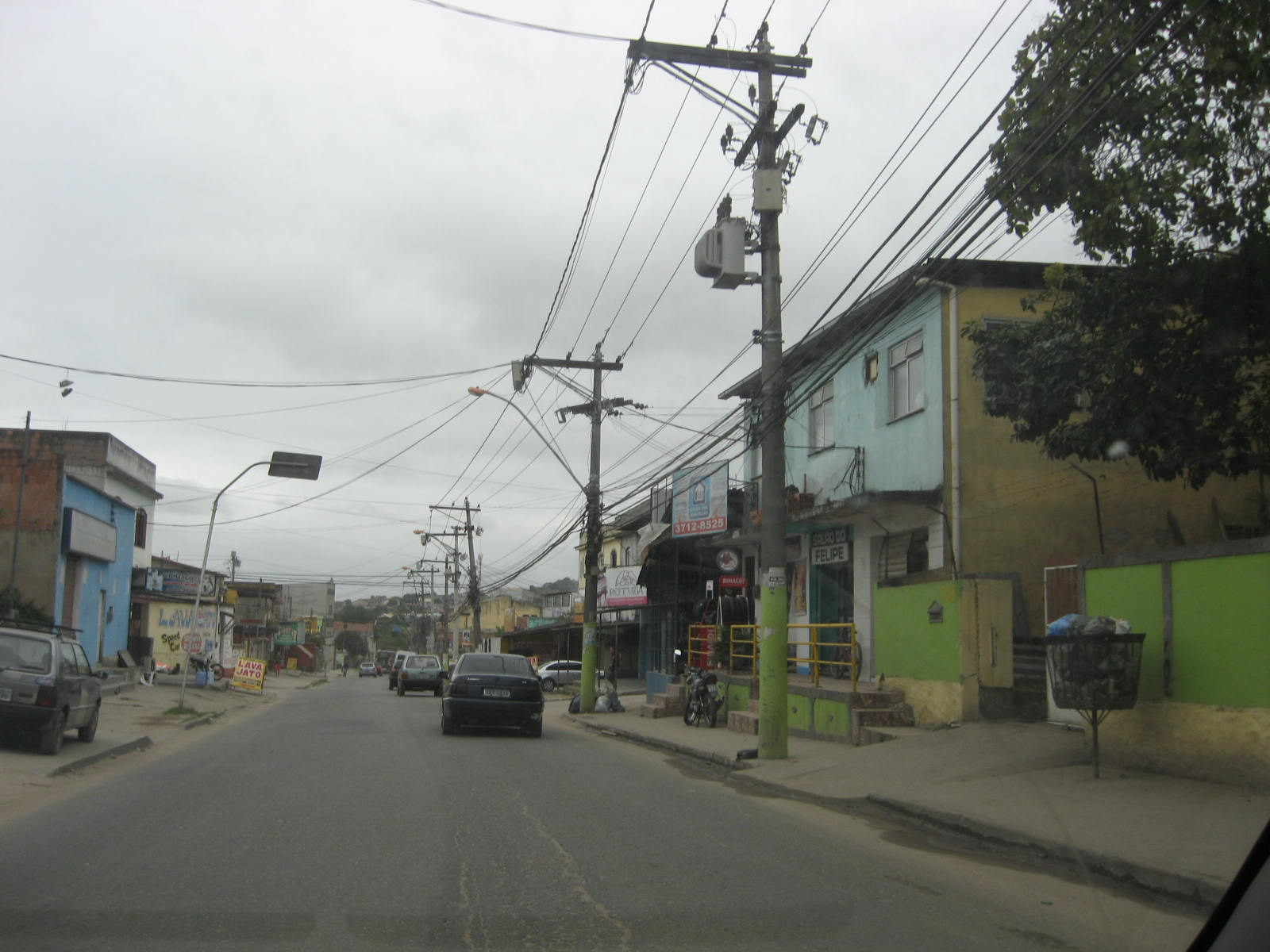
Bairro Lagoinha, em São Gonçalo.

| Posição no ranking dos 92 municípios do Estado | Posição no ranking dos 92 municípios do Estado | Município   | IDH   | IDH                       |
| 2010                                           | Mudança em relação a 2000                      | Município   | 2010  | Mudança em relação a 2000 |
| ---------------------------------------------- | ---------------------------------------------- | ----------- | ----- | ------------------------- |
| 1                                              | Estável                                        | Niterói     | 0,837 | 0,066                     |
| 6                                              | (10)                                           | Maricá      | 0,765 | 0,128                     |
| 14                                             | Estável                                        | São Gonçalo | 0,739 | 0,098                     |
| 62                                             | (18)                                           | Itaboraí    | 0,693 | 0,140                     |
| 86                                             | (4)                                            | Tanguá      | 0,654 | 0,134                     |

### IDH-M dos municípios da periferia metropolitana de acordo com dados referentes ao ano 2000

#### Municípios da Baixada Fluminense
| Posição | Município          | IDH-M | IDH-R | IDH-L | IDH-E |
| ------- | ------------------ | ----- | ----- | ----- | ----- |
| 19      | Nilópolis          | 0,788 | 0,724 | 0,708 | 0,933 |
| 35      | São João de Meriti | 0,774 | 0,683 | 0,744 | 0,895 |
| 39      | Paracambi          | 0,771 | 0,707 | 0,708 | 0,897 |
| 42      | Itaguaí            | 0,768 | 0,692 | 0,724 | 0,889 |
| 45      | Nova Iguaçu        | 0,762 | 0,686 | 0,717 | 0,884 |
| 47      | Seropédica         | 0,759 | 0,684 | 0,712 | 0,882 |
| 52      | Duque de Caxias    | 0,753 | 0,678 | 0,708 | 0,873 |
| 57      | Magé               | 0,746 | 0,665 | 0,711 | 0,863 |
| 59      | Belford Roxo       | 0,742 | 0,642 | 0,711 | 0,873 |
| 63      | Guapimirim         | 0,739 | 0,684 | 0,69  | 0,843 |
| 73      | Queimados          | 0,732 | 0,642 | 0,69  | 0,865 |
| 78      | Japeri             | 0,724 | 0,616 | 0,694 | 0,863 |

Nota: Como o município de Mesquita foi emancipado no fim do ano de 1999 e instalado no início de 2001, ele não entrou no levantamento.

#### Municípios do Leste Metropolitano
| Posição | Município   | IDH-M | IDH-R | IDH-L | IDH-E |
| ------- | ----------- | ----- | ----- | ----- | ----- |
| 1       | Niterói     | 0,886 | 0,891 | 0,808 | 0,96  |
| 21      | Maricá      | 0,786 | 0,736 | 0,742 | 0,881 |
| 22      | São Gonçalo | 0,782 | 0,707 | 0,742 | 0,896 |
| 66      | Itaboraí    | 0,737 | 0,659 | 0,708 | 0,844 |
| 82      | Tanguá      | 0,722 | 0,64  | 0,69  | 0,837 |

### Variações socioeconômicas internas nos municípios da Região Metropolitana do Rio de Janeiro

A Favela da Rocinha, com cerca de 70 mil habitantes, fica ao lado de edifícios residenciais do bairro nobre de São Conrado, na Zona Sul do Rio de Janeiro.

Como visto acima, as diferenças entre os Índices de Desenvolvimento Humano na periferia extramunicipal da metrópole do Rio de Janeiro (ou seja, entre os municípios do entorno da capital, localizados na Baixada Fluminense e no Leste Metropolitano) são consideráveis. Porém, esses contrastes socioeconômicos também ocorrem dentro do município do Rio de Janeiro, geralmente entre áreas urbanizadas e favelas, ou entre o núcleo e a periferia intramunicipal (isto é, entre bairros próximos ao centro do Rio e bairros mais afastados, situados na Zona Norte e na Zona Oeste da cidade). Entre alguns bairros da capital, esses contrastes são óbvios. Enquanto alguns bairros do município do Rio apresentam Índices de Desenvolvimento Humano correspondentes aos de países nórdicos (Gávea: 0,970; Leblon: 0,967; Jardim Guanabara: 0,963; Ipanema: 0,962; Barra da Tijuca: 0,959), em outros, esses índices são muito inferiores à média municipal, como são os casos do Complexo do Alemão (0,711), Costa Barros (0,713), Jacarezinho (0,731), Rocinha (0,732) e Santa Cruz (0,742).

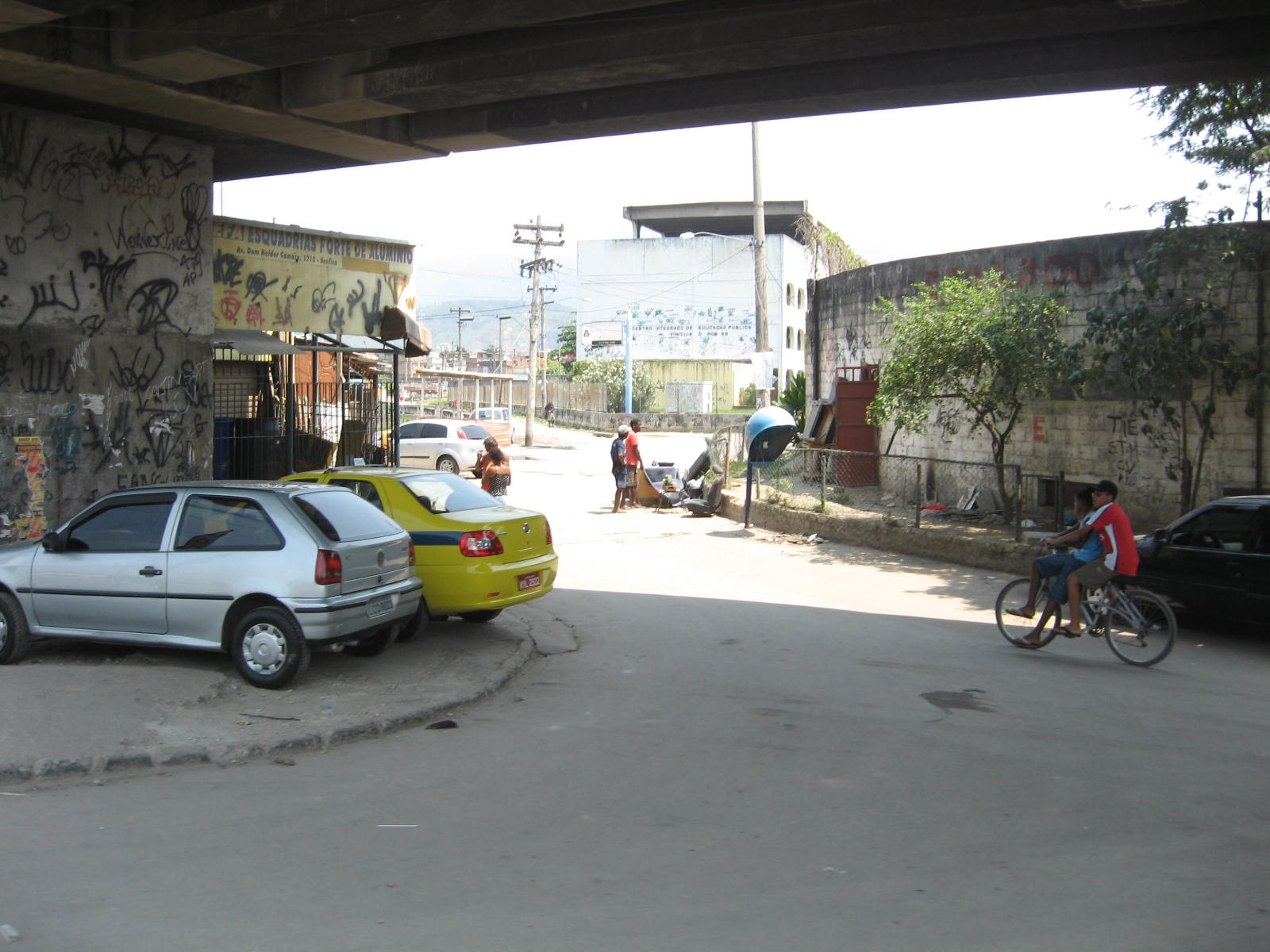
Entrada da Favela do Jacarezinho.

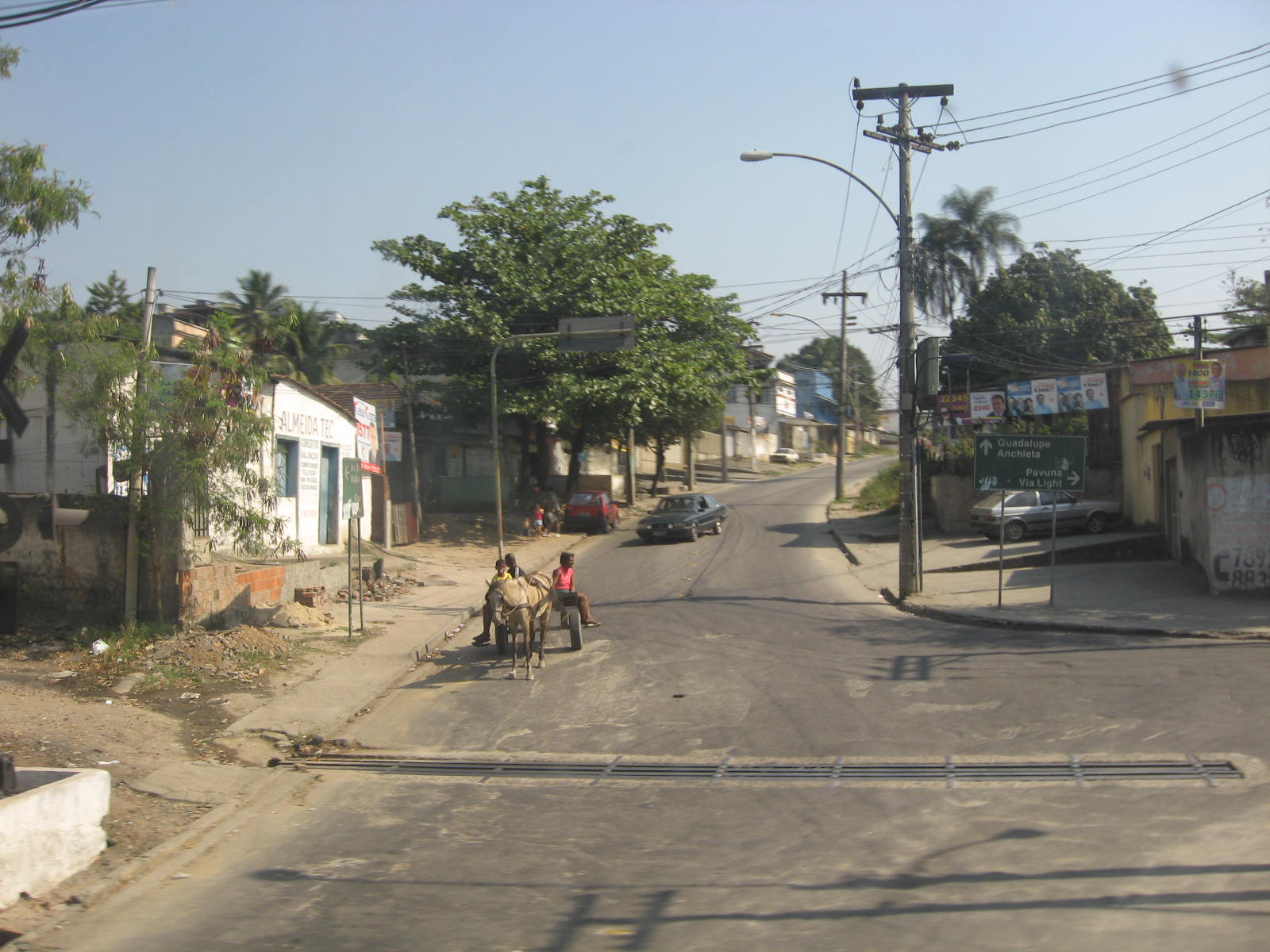
Favela do Chapadão, em Costa Barros, na Zona Norte do Rio.

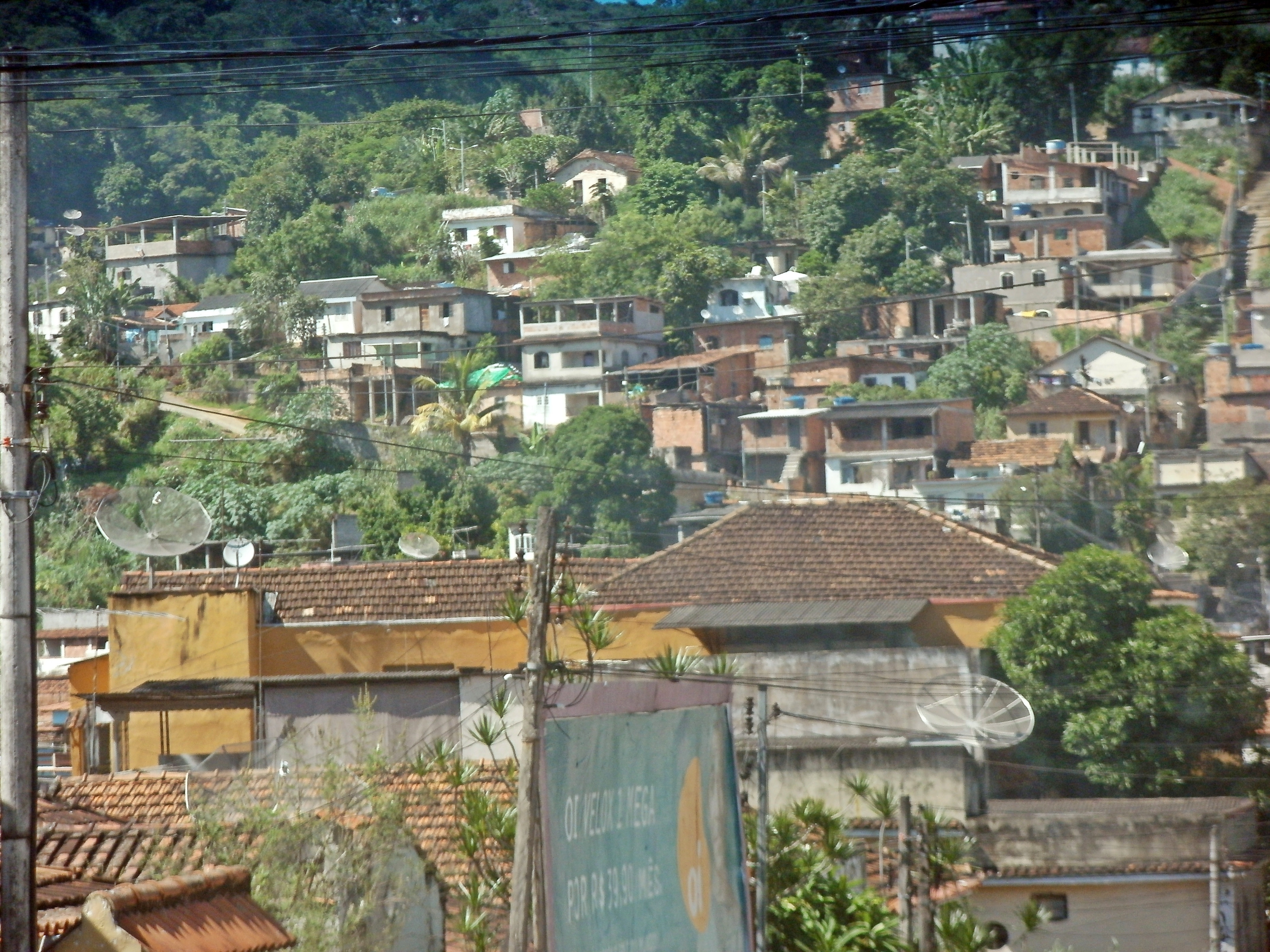
Morro do Bumba, no bairro Viçoso Jardim, em Niterói.

Uma situação semelhante se observa em Niterói, o município com o maior Índice de Desenvolvimento Humano Municipal da Região Metropolitana. Ao passo que Icaraí apresenta um IDH superior ao da Zona Sul da capital, em alguns outros bairros de Niterói, como Caramujo, Viçoso Jardim, Ititioca e Viradouro, o IDH é muito mais baixo que a média do município, a infraestrutura urbana é precária e predominam as favelas.
Essas variações internas ocorrem, em maior ou menor grau, em todos os municípios da área metropolitana.
Segundo estudos, o Rio de Janeiro é uma das 10 metrópoles mais desiguais do mundo, sendo os municípios da Baixada Fluminense os que apresentam os piores indicadores de desenvolvimento humano e social do estado.

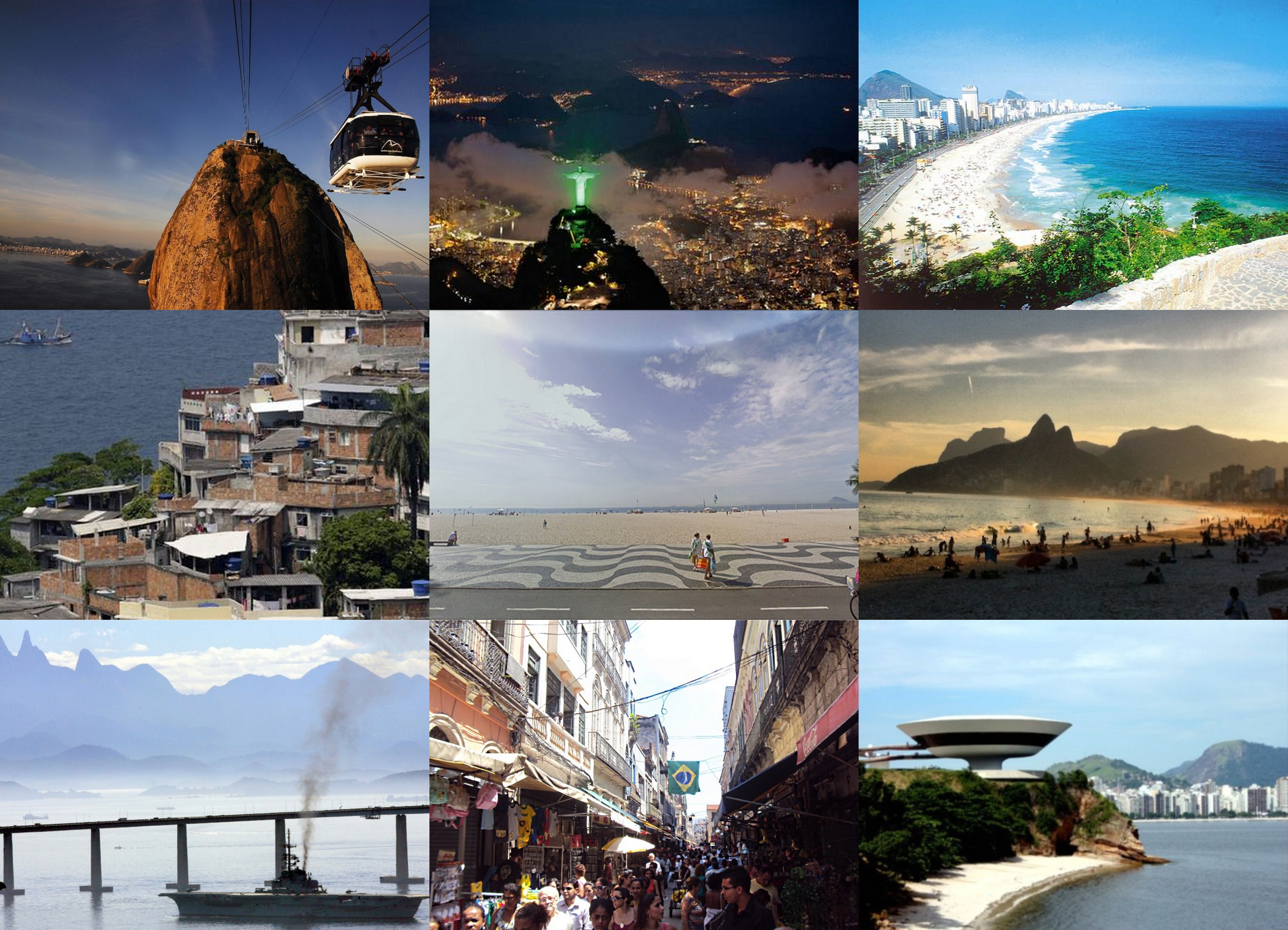
Variação paisagística na região próxima ao núcleo da metrópole.

## Mobilidade urbana e tempo gasto no deslocamento casa-trabalho na área metropolitana
Diariamente, cerca de 2 milhões de moradores da área metropolitana vão trabalhar ou procurar emprego na capital, especialmente no núcleo metropolitano, onde estão as melhores oportunidades e o maior número de vagas formais de trabalho na metrópole do Rio.
Quanto ao tempo médio de deslocamento casa-trabalho-casa nos municípios da área metropolitana, a tabela abaixo mostra que, dos trabalhadores que levam mais de 30 minutos para ir e voltar do trabalho (muitos dos quais são migrantes pendulares), os moradores da sub-região da Grande Iguaçu, na Baixada Fluminense, são os que gastam mais tempo diariamente nesse deslocamento - com destaque para os moradores do município de Japeri, que levam, em média, 3 horas e 6 minutos todos os dias para fazer o trajeto de ida e volta do trabalho diariamente.

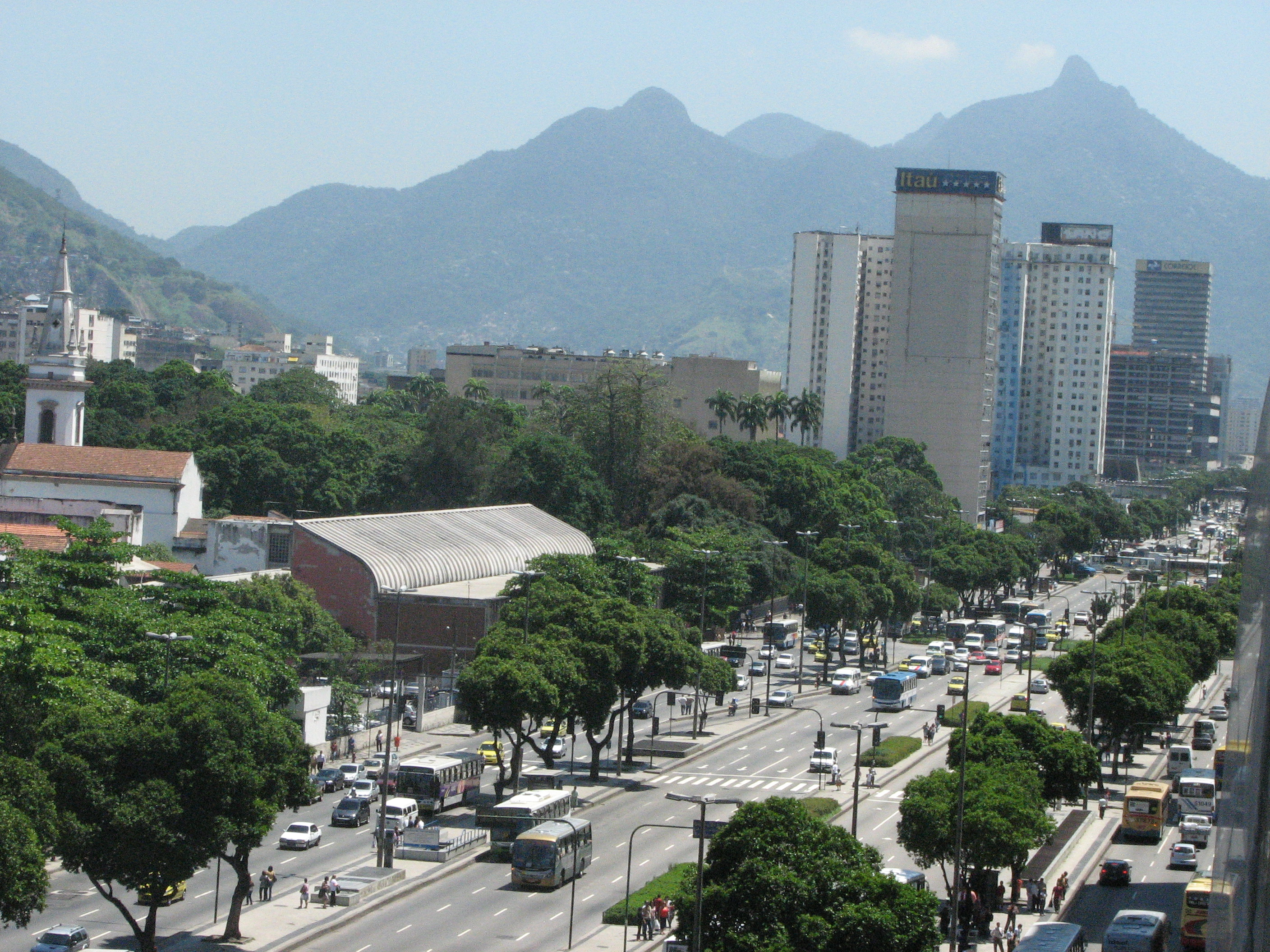
Avenida Presidente Vargas, uma das vias de acesso ao centro da capital mais utilizadas pelos moradores da área metropolitana.

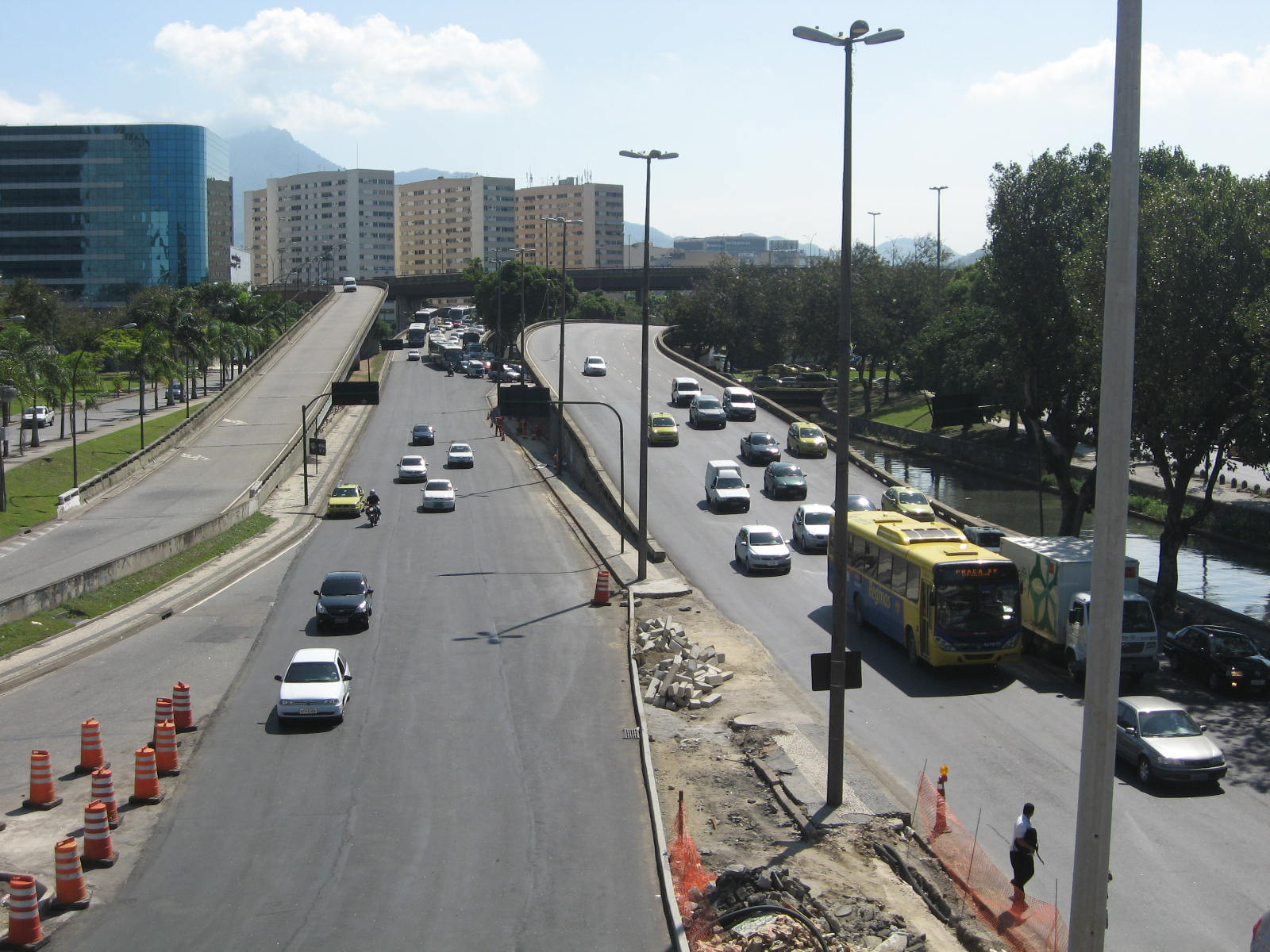
Início da Avenida Presidente Vargas na Cidade Nova, na Região Central.

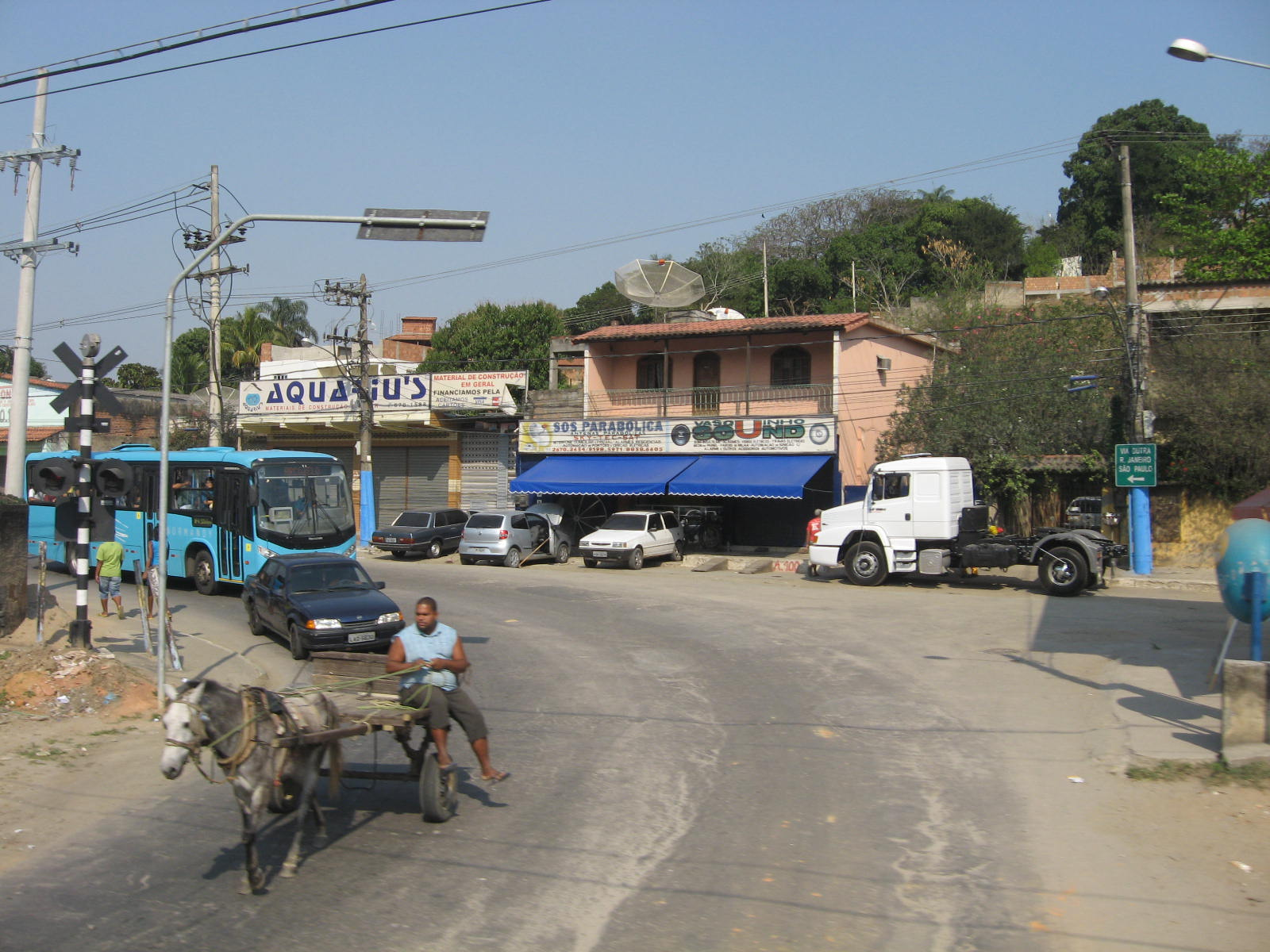
Trânsito em Japeri, no acesso ao centro do município, próximo à Estação Japeri da SuperVia e ao cruzamento da linha férrea (ramal de Paracambi).

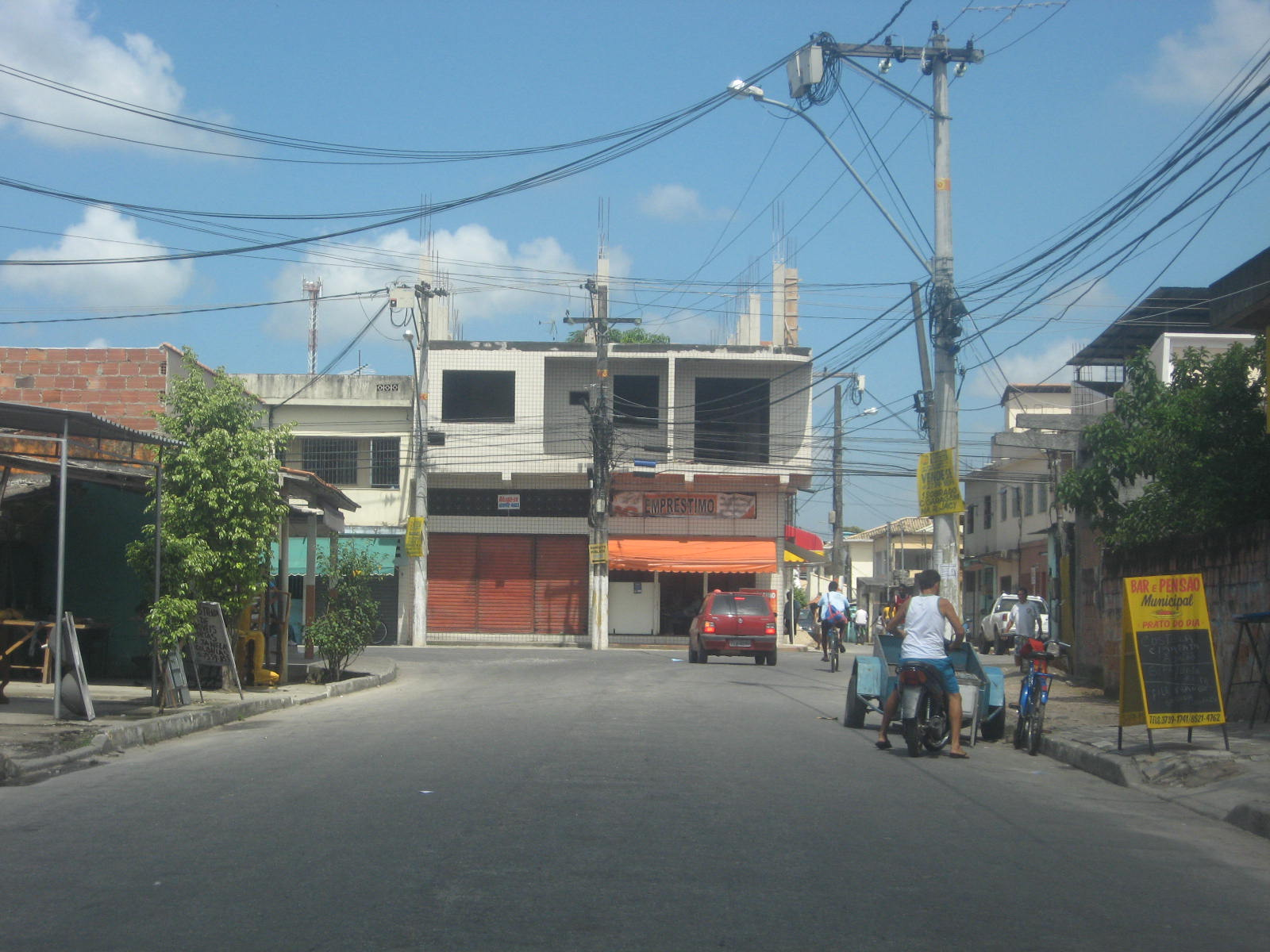
Piabetá, no distrito de Vila Inhomirim, município de Magé.

| Município          | Sub-região                                       | Tempo médio de deslocamento casa-trabalho-casa |
| ------------------ | ------------------------------------------------ | ---------------------------------------------- |
| Rio de Janeiro     | Capital                                          | 2h14                                           |
| Duque de Caxias    | Baixada Fluminense / Grande Iguaçu               | 2h29                                           |
| São João de Meriti | Baixada Fluminense / Grande Iguaçu               | 2h25                                           |
| Belford Roxo       | Baixada Fluminense / Grande Iguaçu               | 2h41                                           |
| Nilópolis          | Baixada Fluminense / Grande Iguaçu               | 2h25                                           |
| Mesquita           | Baixada Fluminense / Grande Iguaçu               | 2h28                                           |
| Nova Iguaçu        | Baixada Fluminense / Grande Iguaçu               | 2h44                                           |
| Queimados          | Baixada Fluminense / Grande Iguaçu               | 2h54                                           |
| Japeri             | Baixada Fluminense / Grande Iguaçu               | 3h06                                           |
| Paracambi          | Baixada Fluminense / Extremo Oeste Metropolitano | 2h28                                           |
| Seropédica         | Baixada Fluminense / Extremo Oeste Metropolitano | 2h36                                           |
| Itaguaí            | Baixada Fluminense / Extremo Oeste Metropolitano | 2h03                                           |
| Magé               | Baixada Fluminense / Fundo da Baía               | 2h41                                           |
| Guapimirim         | Baixada Fluminense / Fundo da Baía               | 2h31                                           |
| Niterói            | Leste Metropolitano                              | 2h11                                           |
| São Gonçalo        | Leste Metropolitano                              | 2h19                                           |
| Itaboraí           | Leste Metropolitano                              | 2h29                                           |
| Tanguá             | Leste Metropolitano                              | 2h11                                           |
| Maricá             | Leste Metropolitano                              | 2h34                                           |

### Percentuais de saída e entrada de migrantes pendulares a trabalho nos municípios da área metropolitana em 1980

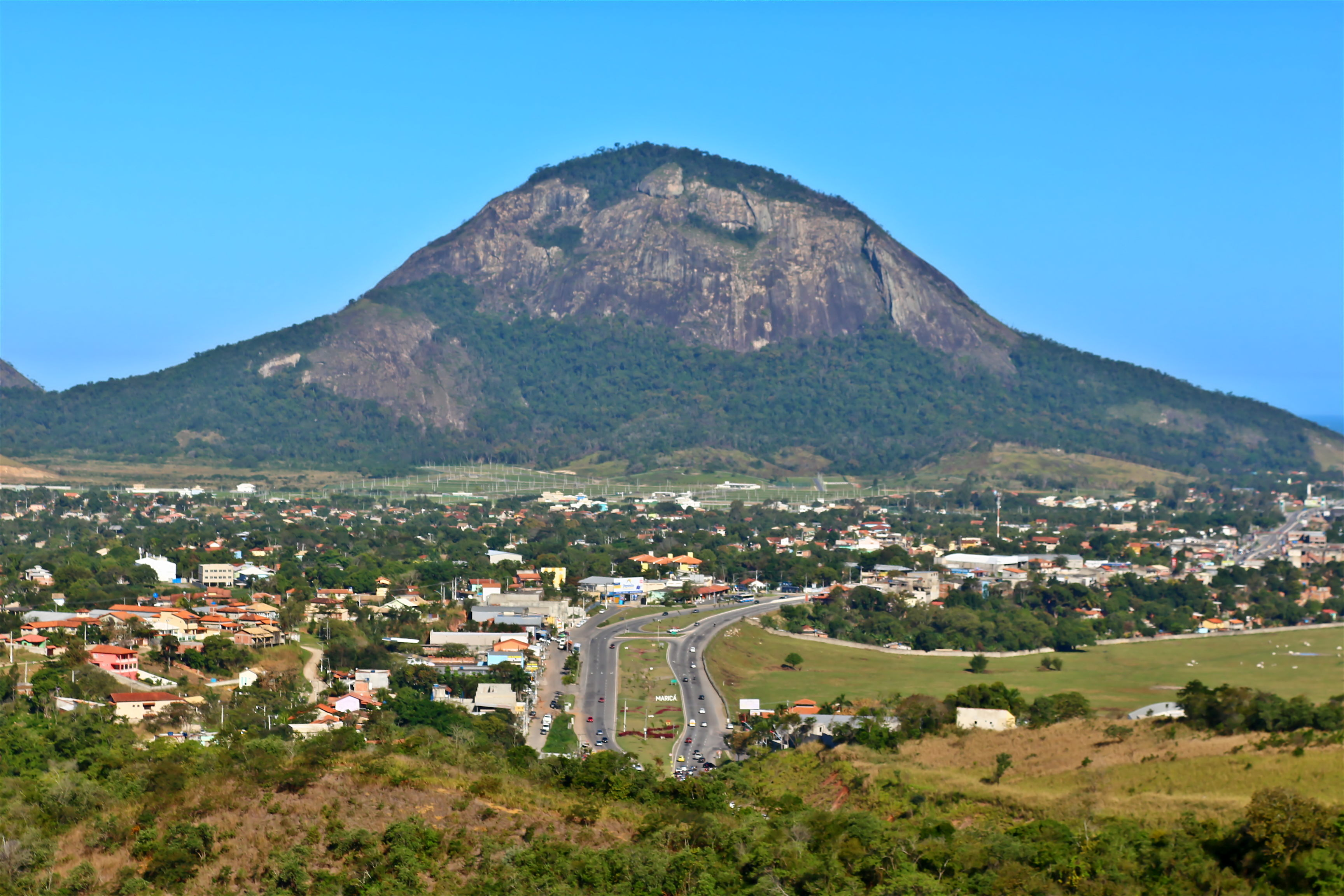
Rodovia RJ-106, em Inoã, principal ligação entre o município de Maricá e as regiões centrais do Rio e Niterói.

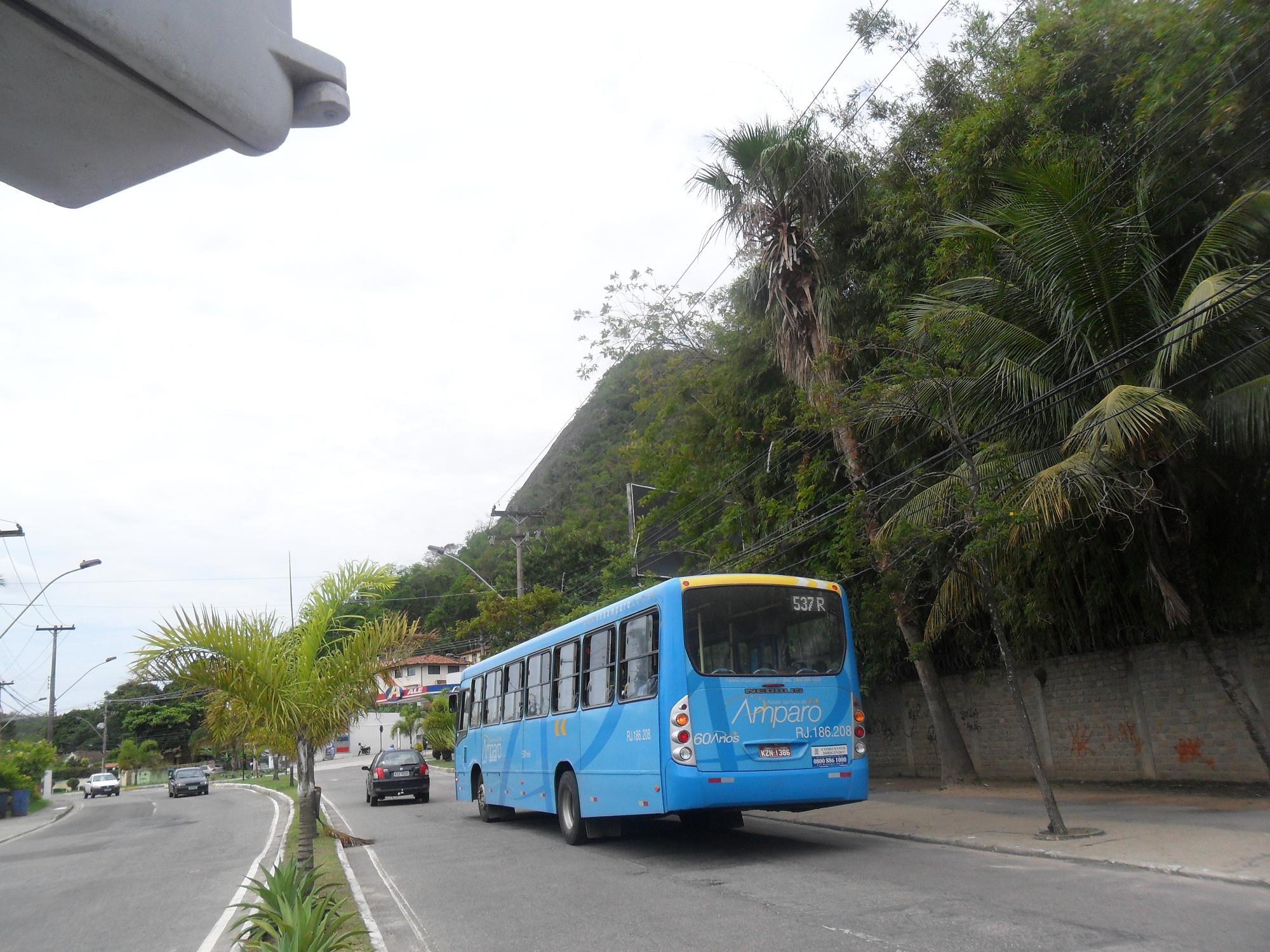
Ônibus intermunicipal em Itaipu, na Região Oceânica de Niterói. Dado que não há nenhum modal de transporte de massa fazendo a ligação entre os municípios do Leste Fluminense, o serviço de transporte público dentro dessa região é feito apenas por linhas de ônibus e vans.

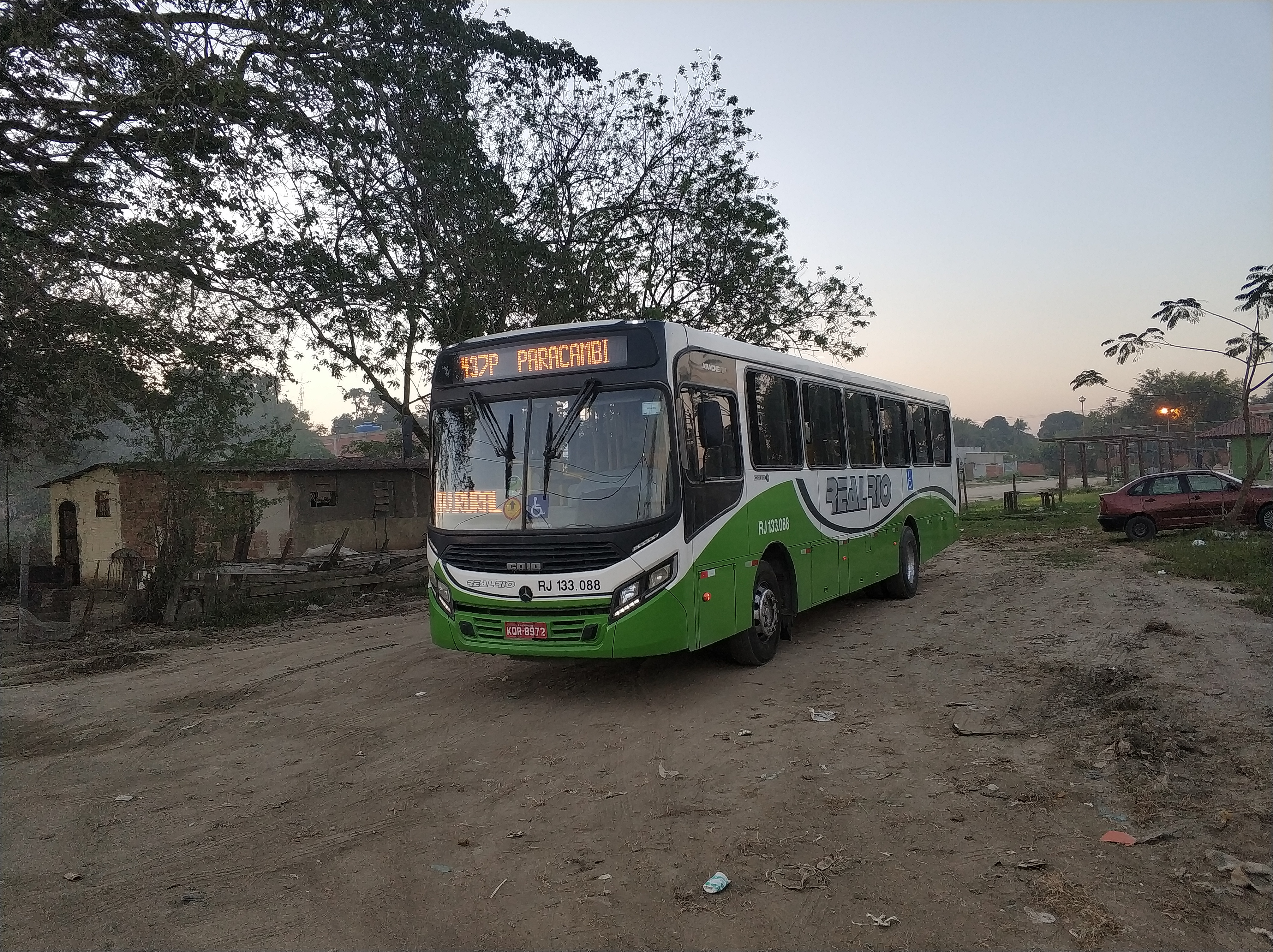
Ponto final de ônibus intermunicipais em Campo Lindo, Seropédica - região que, assim como o Leste Fluminense, depende exclusivamente do transporte rodoviário.

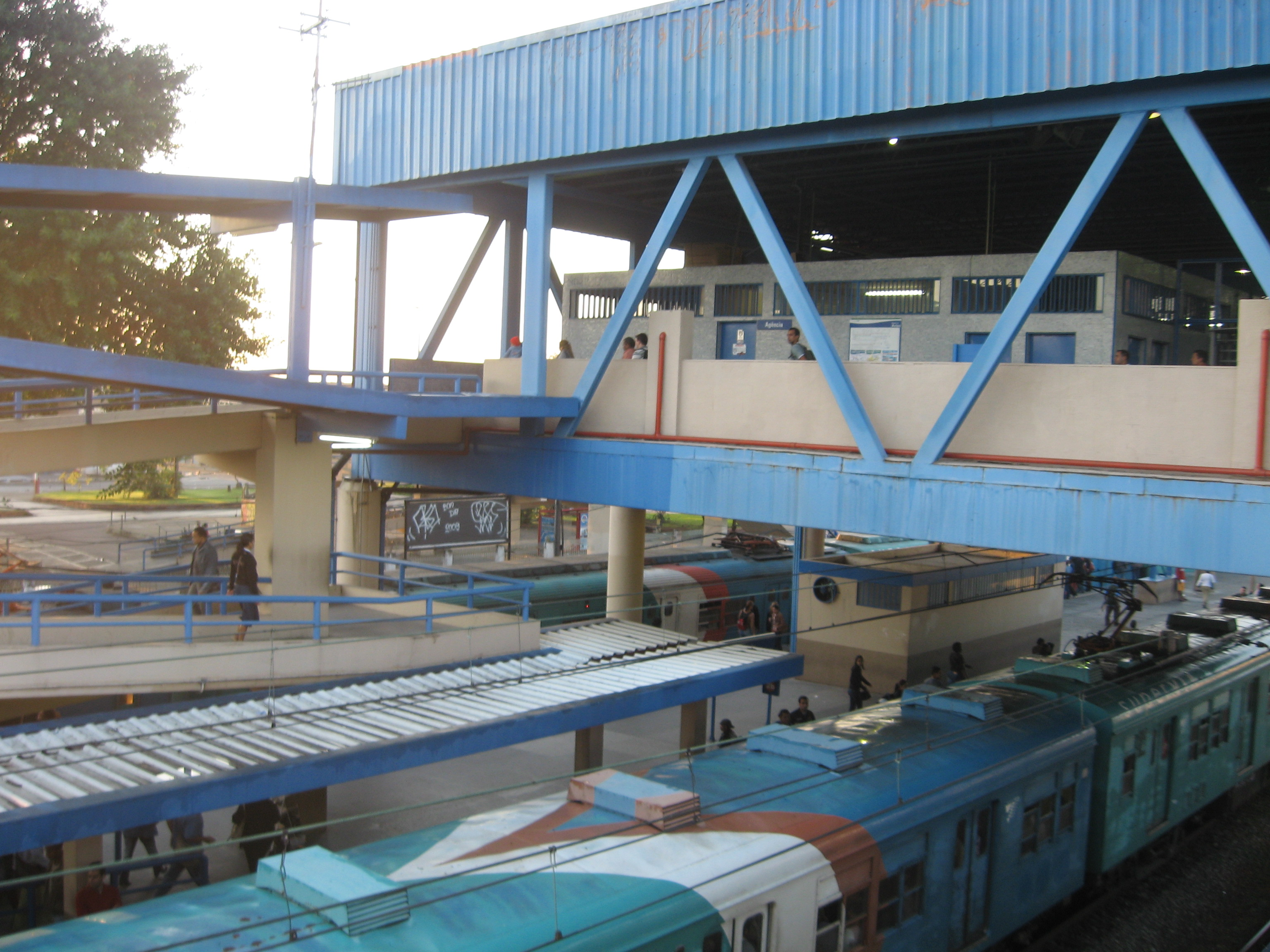
Trens metropolitanos na estação ferroviária de Mesquita, na Baixada Fluminense.

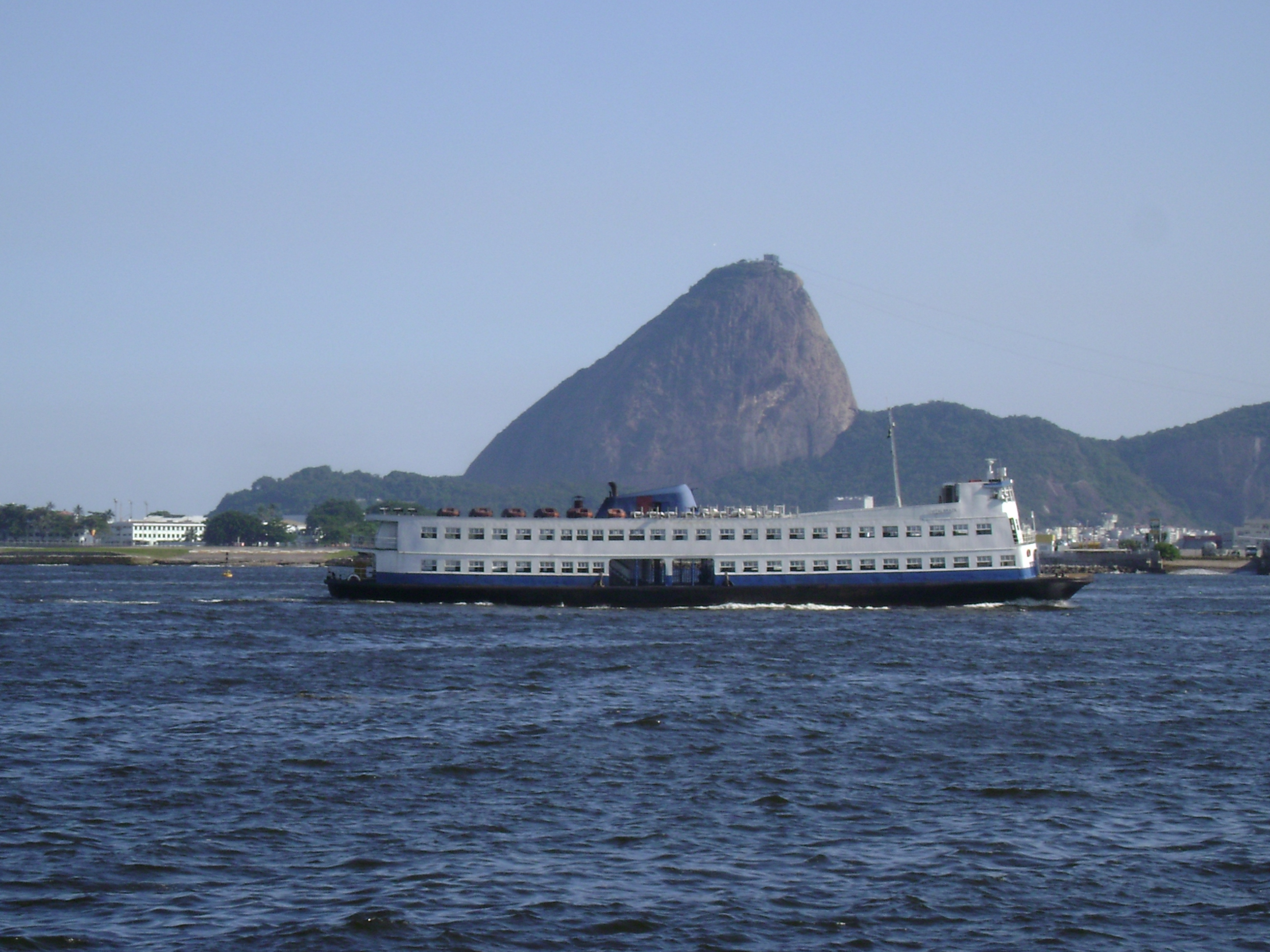
Barca na Baía de Guanabara chegando à Estação Praça XV.

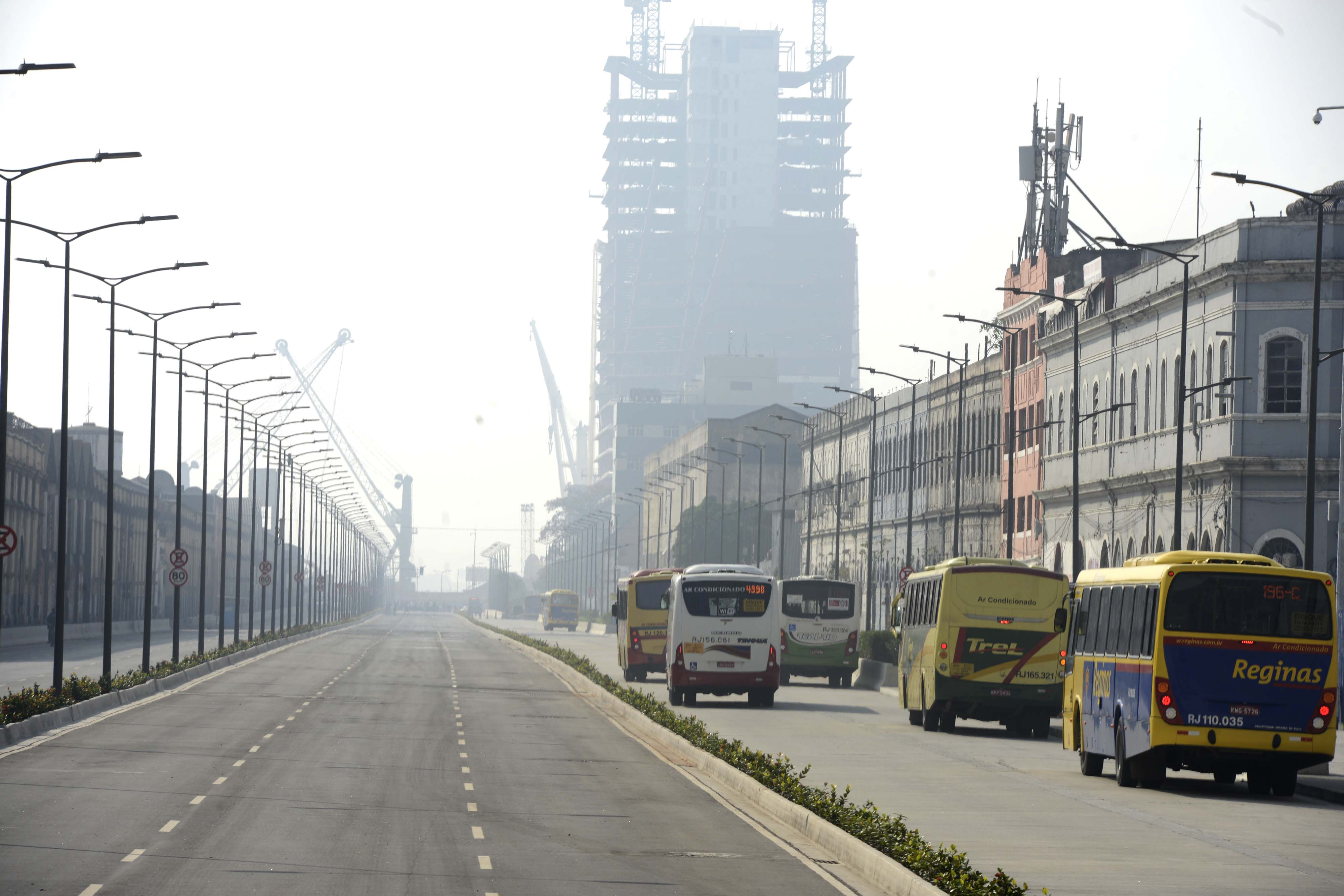
Avenida Rodrigues Alves, na Zona Portuária do Rio, um dos principais acessos à região central do município.

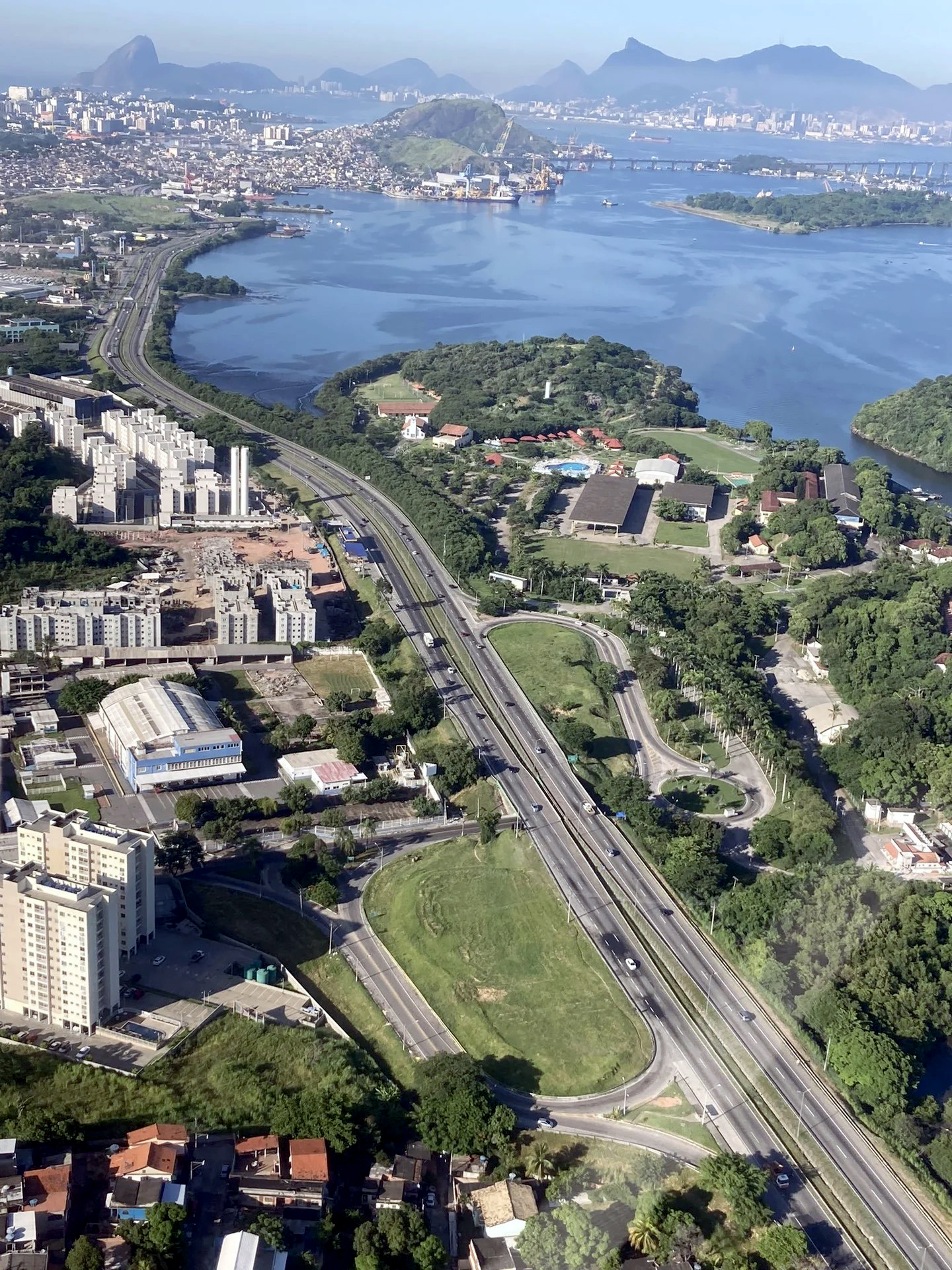
Rodovia Niterói-Manilha na altura de Neves, importante via do Eixo Leste Metropolitano que liga várias localidades de São Gonçalo e Itaboraí às cidades do Rio de Janeiro e Niterói.

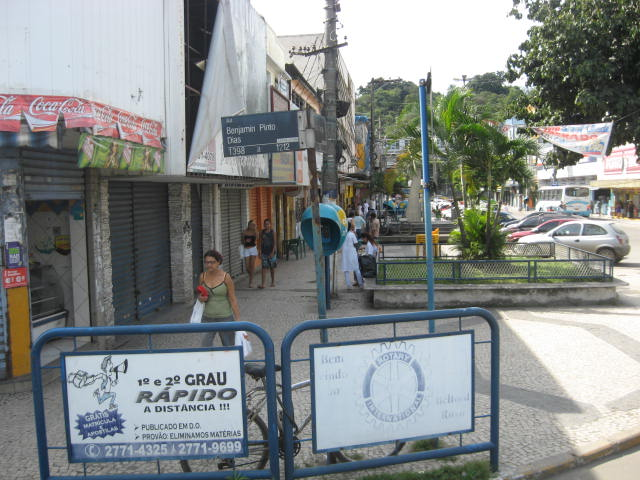
Centro do município de Belford Roxo, próximo à estação da SuperVia.

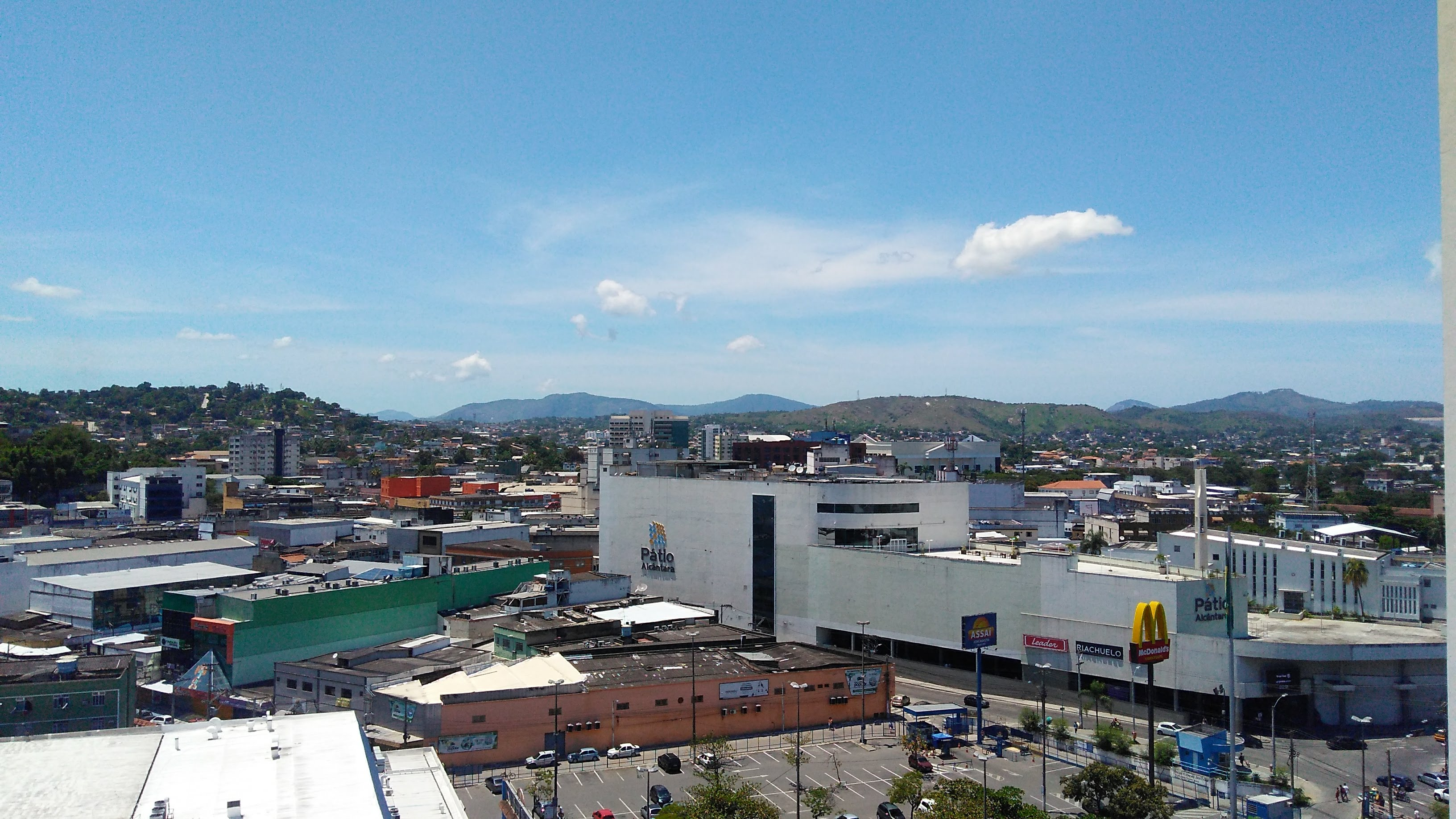
Região central de Alcântara, no município de São Gonçalo.

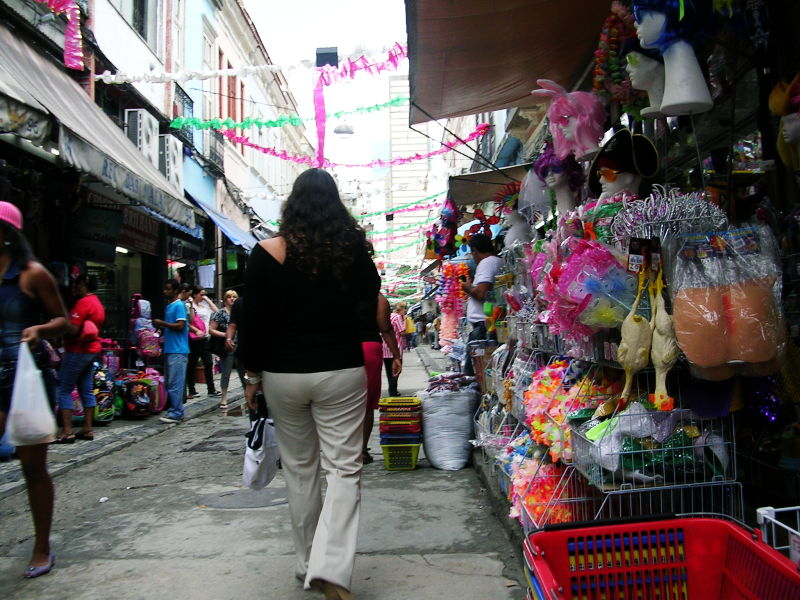
Comércio popular na região da Saara, no centro do Rio.

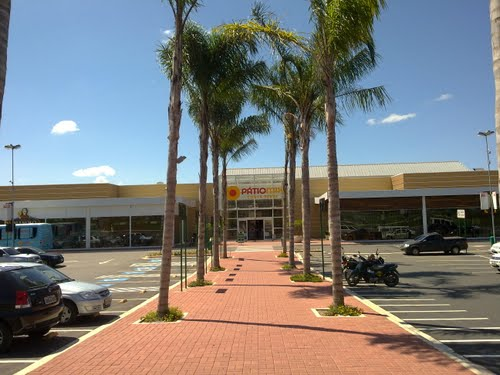
Shopping PátioMix, no município de Itaguaí.

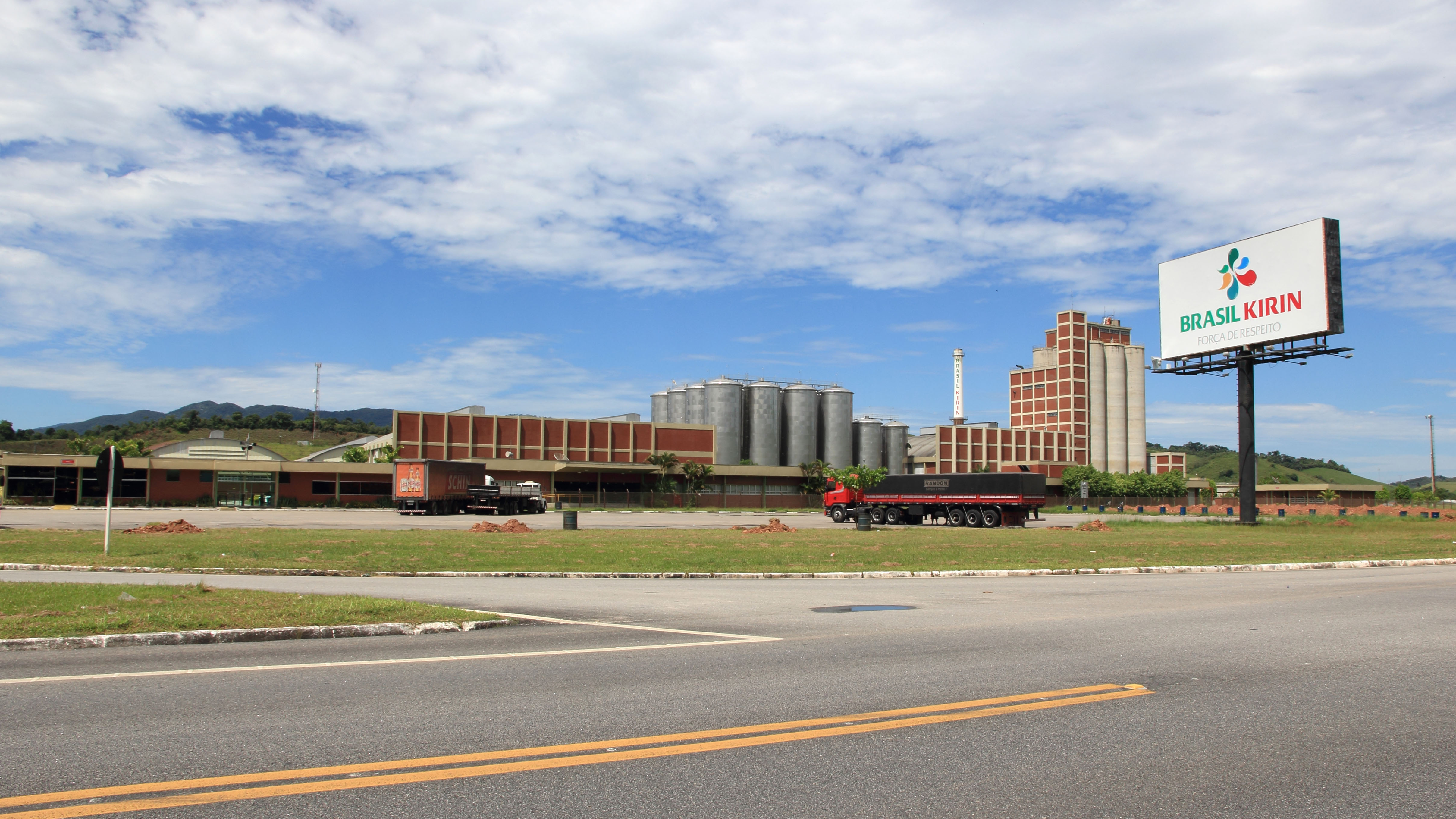
Fábrica da Brasil Kirin (atualmente, Ambev) na região do Setenta, em Cachoeiras de Macacu.

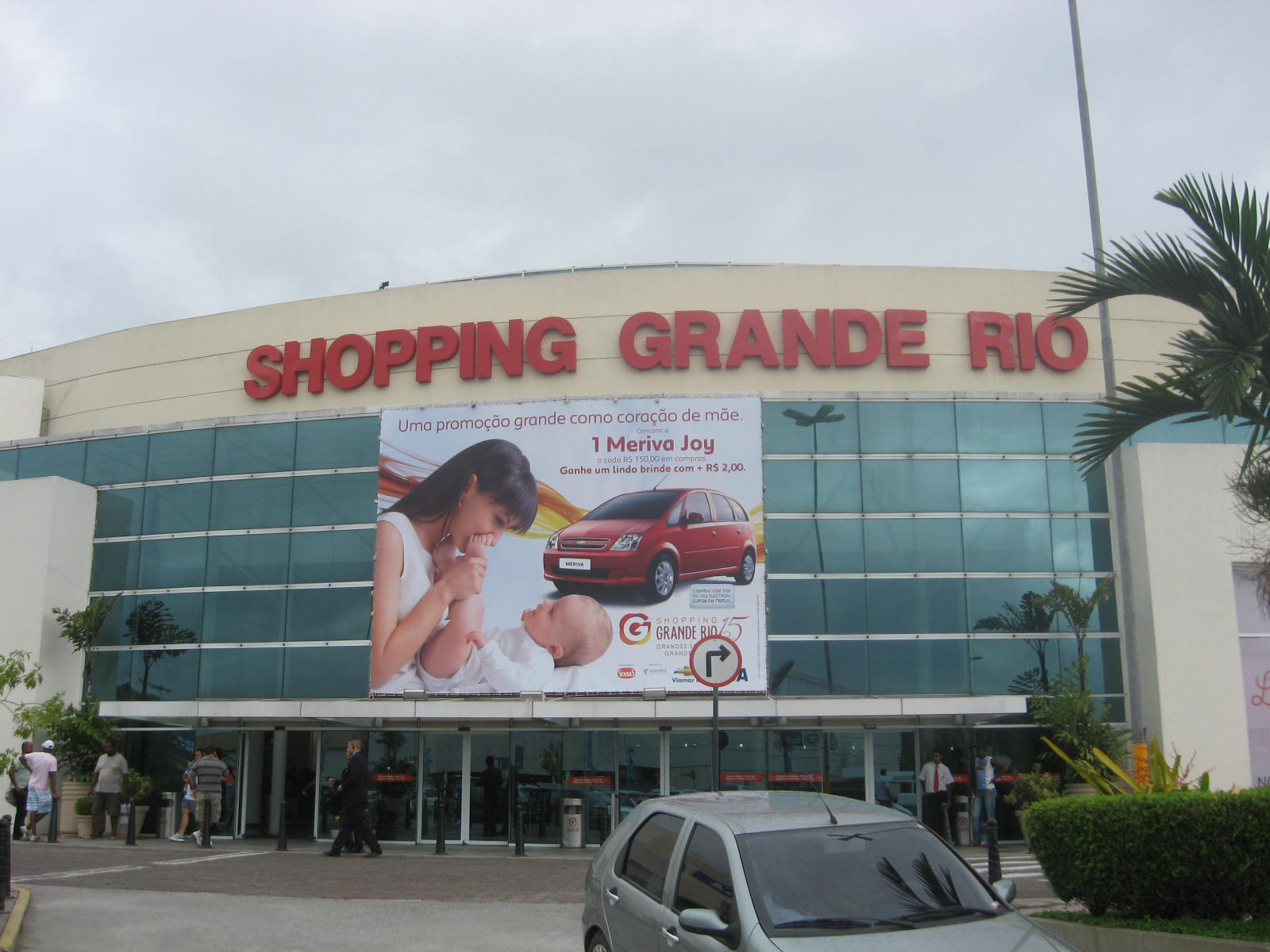
Shopping Grande Rio, em Venda Velha, São João de Meriti.

A próxima tabela mostra a comparação, em cada município da metrópole, entre os percentuais de saída e entrada de pessoas que faziam deslocamentos pendulares diários por motivo de trabalho em relação à parcela da população do município que só trabalhava, de acordo com o Censo de 1980.
| Município          | Percentual de saída do município | Percentual de entrada no município |
| ------------------ | -------------------------------- | ---------------------------------- |
| Rio de Janeiro     | 1,0%                             | 11,5%                              |
| Duque de Caxias    | 50,5%                            | 4,7%                               |
| São João de Meriti | 67,1%                            | 2,7%                               |
| Nilópolis          | 65,6%                            | 5,6%                               |
| Nova Iguaçu*       | 56,8%                            | 1,0%                               |
| Paracambi          | 28,2%                            | 2,8%                               |
| Itaguaí*           | 25,0%                            | 3,4%                               |
| Magé*              | 35,5%                            | 1,0%                               |
| Niterói            | 29,3%                            | 21,3%                              |
| São Gonçalo        | 50,5%                            | 1,6%                               |
| Itaboraí*          | 33,5%                            | 1,4%                               |
| Maricá             | 17,9%                            | 1,6%                               |

Nota: * Itaguaí: Itaguaí e Seropédica. Nova Iguaçu: Nova Iguaçu, Belford Roxo, Mesquita, Queimados e Japeri. Magé: Magé e Guapimirim. Itaboraí: Itaboraí e Tanguá.

### Percentuais de saída e entrada de migrantes pendulares a trabalho nos municípios da área metropolitana em 2000
A tabela seguinte apresenta as mesmas comparações da tabela anterior de acordo com o Censo de 2000.
| Município          | Percentual de saída do município | Percentual de entrada no município |
| ------------------ | -------------------------------- | ---------------------------------- |
| Rio de Janeiro     | 1,5%                             | 22,0%                              |
| Duque de Caxias    | 35,2%                            | 11,4%                              |
| São João de Meriti | 50,8%                            | 8,3%                               |
| Belford Roxo       | 52,1%                            | 4,8%                               |
| Nilópolis          | 52,4%                            | 13,0%                              |
| Nova Iguaçu*       | 40,5%                            | 6,8%                               |
| Queimados          | 47,4%                            | 8,6%                               |
| Japeri             | 57,3%                            | 3,5%                               |
| Paracambi          | 21,2%                            | 8,5%                               |
| Seropédica         | 28,8%                            | 6,3%                               |
| Itaguaí            | 22,3%                            | 12,9%                              |
| Magé               | 34,7%                            | 3,5%                               |
| Guapimirim         | 24,0%                            | 5,7%                               |
| Niterói            | 27,1%                            | 47,1%                              |
| São Gonçalo        | 39,6%                            | 4,4%                               |
| Itaboraí           | 38,1%                            | 5,8%                               |
| Tanguá             | 33,4%                            | 5,6%                               |
| Maricá             | 21,8%                            | 5,2%                               |

Nota: * Nova Iguaçu: Nova Iguaçu e Mesquita.

### Soma dos números absolutos de saídas e entradas de migrantes pendulares a trabalho (dentro da área metropolitana) em cada um dos municípios da aglomeração metropolitana do Rio em 2010
| Município            | Número total de saídas e entradas no município |
| -------------------- | ---------------------------------------------- |
| Rio de Janeiro       | 582.030                                        |
| Duque de Caxias      | 147.417                                        |
| São João de Meriti   | 107.927                                        |
| Belford Roxo         | 101.435                                        |
| Nilópolis            | 42.878                                         |
| Mesquita             | 44.182                                         |
| Nova Iguaçu          | 142.529                                        |
| Queimados            | 29.096                                         |
| Japeri               | 18.297                                         |
| Paracambi            | 3.773                                          |
| Seropédica           | 11.336                                         |
| Itaguaí              | 13.600                                         |
| Magé                 | 27.203                                         |
| Guapimirim           | 4.748                                          |
| Niterói              | 182.399                                        |
| São Gonçalo          | 176.470                                        |
| Itaboraí             | 38.469                                         |
| Tanguá               | 4.988                                          |
| Maricá               | 16.562                                         |
| Rio Bonito           | 3.721                                          |
| Cachoeiras de Macacu | 1.853                                          |

### Percentuais da população ocupada de cada município da área metropolitana que trabalhava no município de residência nos anos de 1980, 2000 e 2010
| Município          | Pessoas que moravam e trabalhavam no município em 1980 | Pessoas que moravam e trabalhavam no município em 2000 | Pessoas que moravam e trabalhavam no município em 2010 |
| ------------------ | ------------------------------------------------------ | ------------------------------------------------------ | ------------------------------------------------------ |
| Rio de Janeiro     | 99%                                                    | 98%                                                    | 98%                                                    |
| Duque de Caxias    | 50%                                                    | 65%                                                    | 70%                                                    |
| São João de Meriti | 33%                                                    | 50%                                                    | 51%                                                    |
| Belford Roxo       |                                                        | 49%                                                    | 48%                                                    |
| Nilópolis          | 35%                                                    | 48%                                                    | 48%                                                    |
| Mesquita           |                                                        |                                                        | 40%                                                    |
| Nova Iguaçu*       | 44%                                                    | 60%                                                    | 64%                                                    |
| Queimados          |                                                        | 54%                                                    | 50%                                                    |
| Japeri             |                                                        | 44%                                                    | 45%                                                    |
| Paracambi          | 73%                                                    | 79%                                                    | 81%                                                    |
| Seropédica         |                                                        | 72%                                                    | 71%                                                    |
| Itaguaí*           | 75%                                                    | 78%                                                    | 83%                                                    |
| Magé*              | 65%                                                    | 66%                                                    | 70%                                                    |
| Guapimirim         |                                                        | 76%                                                    | 78%                                                    |
| Niterói            | 70%                                                    | 72%                                                    | 71%                                                    |
| São Gonçalo        | 49%                                                    | 60%                                                    | 63%                                                    |
| Itaboraí*          | 67%                                                    | 62%                                                    | 64%                                                    |
| Tanguá             |                                                        | 67%                                                    | 63%                                                    |
| Maricá             | 82%                                                    | 78%                                                    | 72%                                                    |

Nota: * 1980 - Itaguaí: Itaguaí e Seropédica. Nova Iguaçu: Nova Iguaçu, Belford Roxo, Mesquita, Queimados e Japeri. Magé: Magé e Guapimirim. Itaboraí: Itaboraí e Tanguá. 2000 - Nova Iguaçu: Nova Iguaçu e Mesquita.

### Proporção entre empregos e habitantes nos municípios da metrópole do Rio de Janeiro
A tabela a seguir mostra o número de empregos formais em relação ao número de habitantes em cada um dos municípios localizados na área metropolitana do Rio de Janeiro.
| Município            | Sub-região         | Número de empregos por 100 habitantes |
| -------------------- | ------------------ | ------------------------------------- |
| Rio de Janeiro       | Capital            | 33,88                                 |
| Duque de Caxias      | Baixada Fluminense | 16,01                                 |
| São João de Meriti   | Baixada Fluminense | 11,62                                 |
| Belford Roxo         | Baixada Fluminense | 6,43                                  |
| Nilópolis            | Baixada Fluminense | 11,19                                 |
| Mesquita             | Baixada Fluminense | 8,25                                  |
| Nova Iguaçu          | Baixada Fluminense | 11,86                                 |
| Queimados            | Baixada Fluminense | 10,35                                 |
| Japeri               | Baixada Fluminense | 6,42                                  |
| Paracambi            | Baixada Fluminense | 10,60                                 |
| Seropédica           | Baixada Fluminense | 16,37                                 |
| Itaguaí              | Baixada Fluminense | 21,19                                 |
| Magé                 | Baixada Fluminense | 8,18                                  |
| Guapimirim           | Baixada Fluminense | 9,67                                  |
| Niterói              | Leste Fluminense   | 33,23                                 |
| São Gonçalo          | Leste Fluminense   | 9,96                                  |
| Itaboraí             | Leste Fluminense   | 12,33                                 |
| Tanguá               | Leste Fluminense   | 11,37                                 |
| Maricá               | Leste Fluminense   | 13,68                                 |
| Rio Bonito           | Leste Fluminense   | 29,15                                 |
| Cachoeiras de Macacu | Leste Fluminense   | 13,00                                 |

#### Disponibilidade de transportes de massa na área metropolitana

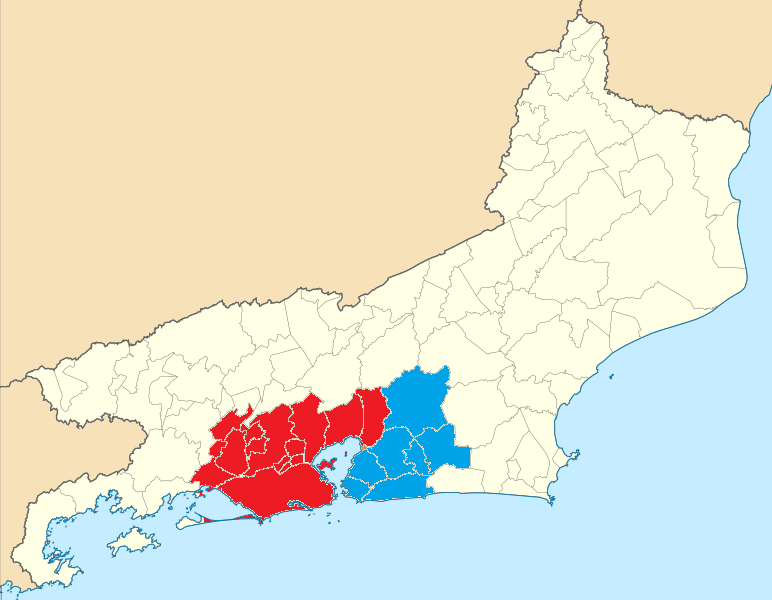
Comparação entre a extensão territorial da porção da área metropolitana correspondente ao Rio de Janeiro e a Baixada Fluminense (em vermelho), e a extensão territorial da porção da área da metrópole correspondente a Niterói e o restante do Leste Metropolitano (em azul).

A proporção de empregos em relação ao número de habitantes em cada município metropolitano e a disponibilidade de transportes de massa numa região específica podem determinar a necessidade de se sair do município de residência para trabalhar ou procurar trabalho em outros municípios da área metropolitana, e a praticidade de se fazer esse trajeto. A tabela acima mostra que apenas o Rio de Janeiro e Niterói possuem uma proporção de empregos superior a 30 por 100 habitantes. No entanto, quando se observa o atual sistema de transporte urbano em cada uma das três principais sub-regiões da metrópole (Capital, Baixada Fluminense e Leste Metropolitano), nota-se que o município do Rio conta com três modais de transporte de massa (ferroviário, metroviário e aquaviário), a Baixada Fluminense - com exceção de Itaguaí e Seropédica, que contam somente com o transporte rodoviário - dispõe de apenas um (ferroviário), e o Leste Metropolitano (onde o município de Niterói está situado) não dispõe de nenhum, tendo apenas linhas de ônibus e vans circulando entre os sete municípios dessa sub-região da área metropolitana. Embora a barca seja transporte de massa, ela liga estações apenas do Rio e de Niterói, não atendendo aos demais municípios do Eixo Leste Metropolitano. Já o ramal ferroviário que ligava Niterói a Visconde de Itaboraí, atravessando todo o município de São Gonçalo, foi desativado nos anos 2000, época em que o trem que operava essa linha já estava em mau estado de conservação e transportava poucos passageiros diariamente.
Historicamente, o Leste Metropolitano carece de transportes de massa, o que prejudica, especialmente, os moradores dos municípios de São Gonçalo, Itaboraí, Tanguá, Maricá, Rio Bonito e Cachoeiras de Macacu, entre os quais estão os migrantes pendulares diários, que, em sua maioria, se deslocam para Niterói (o subnúcleo regional) e para o Rio (o núcleo metropolitano).

#### Modais de transporte de massa por sub-região da metrópole
| Sub-região | Modais de transporte de massa disponíveis                                 | Linhas por modal |
| --- | ------------------------------------------------------------------------- | --- |
| Capital / Zona Central | Ferroviário; Metroviário; Aquaviário                                      | Deodoro/Santa Cruz, Japeri, Belford Roxo e Saracuruna (F); Linha 1/4 e Linha 2 (M); Niterói, Charitas, Paquetá e Cocotá (A) |
| Capital / Zona Sul | Metroviário                                                               | Linha 1/4 e Linha 2 (M) |
| Capital / Zona Norte | Ferroviário; Metroviário; Aquaviário                                      | Deodoro/Santa Cruz, Japeri, Belford Roxo e Saracuruna (F); Linha 1/4 e Linha 2 (M); Cocotá (A)                              |
| Capital / Zona Oeste | Ferroviário; Metroviário (apenas em uma pequena parte da Barra da Tijuca) | Deodoro/Santa Cruz e Japeri (F); Linha 1/4 (M)                                                                              |
| Baixada Fluminense / Grande Iguaçu (Duque de Caxias, Nova Iguaçu, São João de Meriti, Nilópolis, Belford Roxo, Mesquita, Queimados e Japeri) | Ferroviário                                                               | Japeri, Paracambi, Belford Roxo, Saracuruna, Vila Inhomirim e Guapimirim (F)                                                |
| Baixada Fluminense / Fundo da Baía (Magé e Guapimirim)                                                                                       | Ferroviário                                                               | Vila Inhomirim e Guapimirim (F)                                                                                             |
| Baixada Fluminense / Extremo Oeste Metropolitano (Paracambi, Seropédica e Itaguaí)                                                           | Ferroviário (apenas em Paracambi)                                         | Paracambi (F) |
| Leste Metropolitano (Niterói, São Gonçalo, Itaboraí, Tanguá, Maricá, Rio Bonito e Cachoeiras de Macacu)                                      | Aquaviário (somente em Niterói)                                           | Niterói e Charitas (A) |

#### Sistemas de corredores especiais no modal rodoviário por sub-região da metrópole

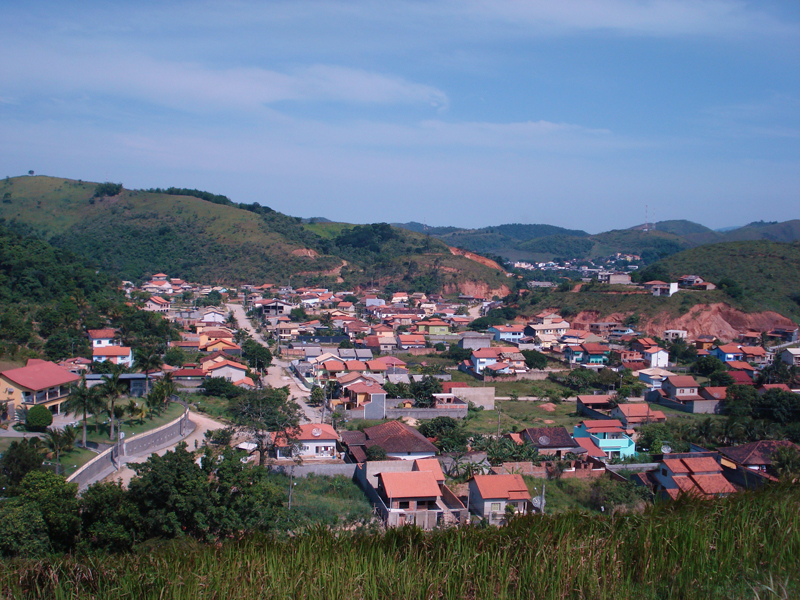
Bairro Green Valley, na região central de Rio Bonito, o último município do Leste Fluminense. Rio Bonito é ligado à capital e a outros municípios da Grande Niterói apenas por linhas urbanas convencionais de ônibus (urbanos e seletivos) e vans.

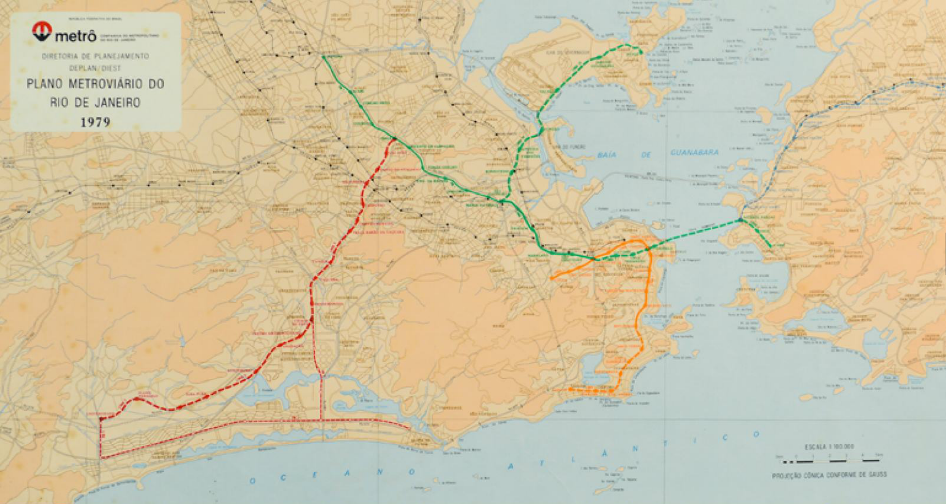
Plano metroviário do Rio de Janeiro do ano de 1979, prevendo linhas atendendo bairros de Niterói e São Gonçalo.

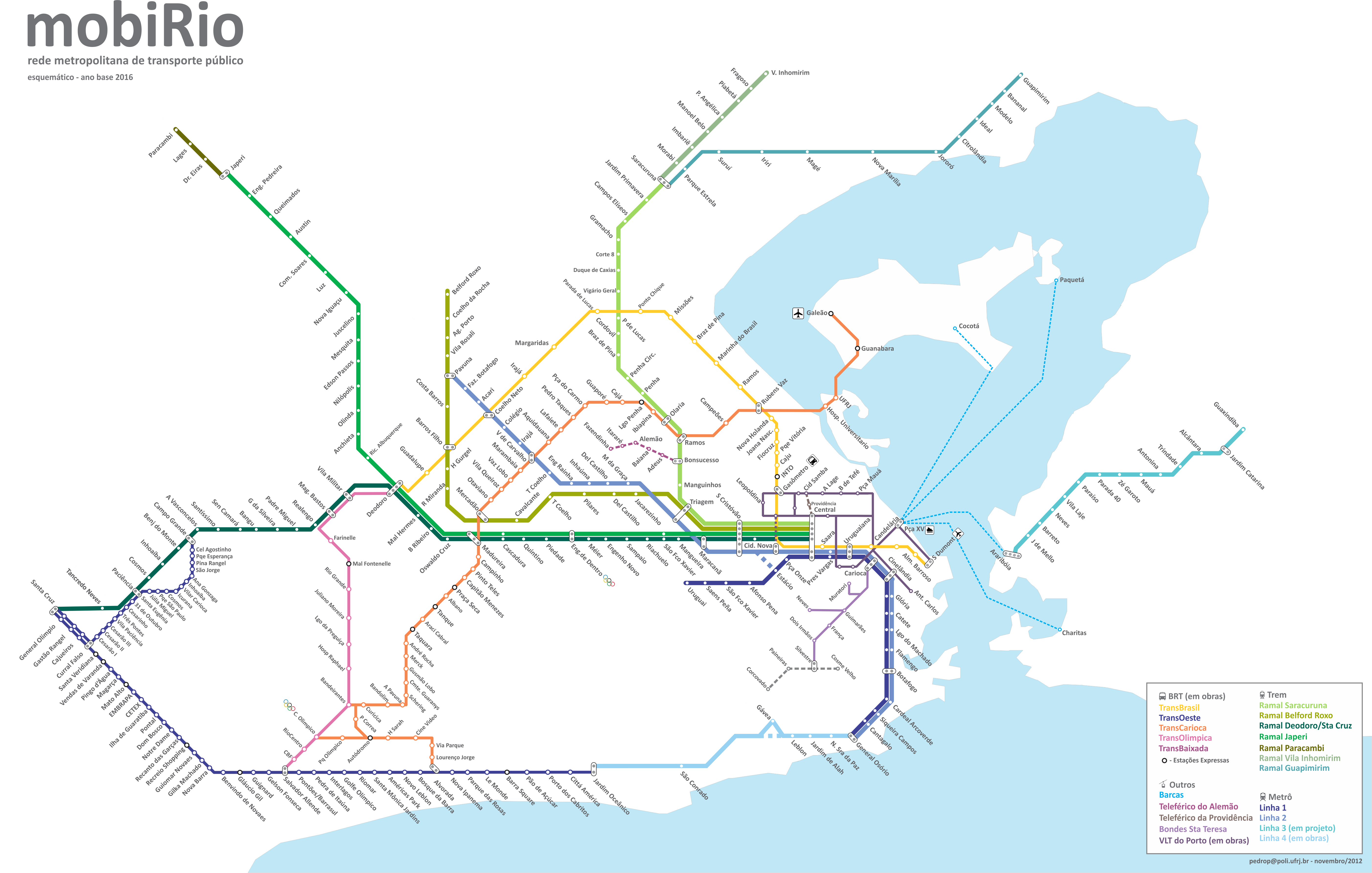
Esquema (elaborado em 2012) da rede de transporte público do Grande Rio anunciada para 2016 - também prevendo uma linha de metrô no Leste Metropolitano.

| Sub-região                                       | Sistema        | Corredores                                            |
| ------------------------------------------------ | -------------- | ----------------------------------------------------- |
| Capital / Zona Central                           | BRT            | TransBrasil                                           |
| Capital / Zona Sul                               |                |                                                       |
| Capital / Zona Norte                             | BRT            | TransBrasil e TransCarioca                            |
| Capital / Zona Oeste                             | BRT            | TransBrasil, TransOeste, TransCarioca e TransOlímpico |
| Baixada Fluminense / Grande Iguaçu               |                |                                                       |
| Baixada Fluminense / Fundo da Baía               |                |                                                       |
| Baixada Fluminense / Extremo Oeste Metropolitano |                |                                                       |
| Leste Metropolitano                              | BHLS (Niterói) | TransOceânico                                         |

## Infraestrutura

### Ponte Presidente Costa e Silva
A Ponte Presidente Costa e Silva, mais conhecida como Ponte Rio-Niterói, é uma ponte que atravessa a Baía de Guanabara, ligando as regiões centrais dos municípios do Rio de Janeiro e de Niterói. Ela é um trecho da BR-101, e dá acesso a importantes vias das duas cidades, como a Avenida Rodrigues Alves, a Avenida Francisco Bicalho, a Avenida Brasil e a Linha Vermelha, no Rio de Janeiro, e a Avenida Feliciano Sodré, a Avenida Jansen de Melo, a Alameda São Boaventura e a Avenida do Contorno, em Niterói.
A Ponte Rio-Niterói foi inaugurada em março de 1974, um ano antes da fusão entre os estados do Rio de Janeiro e da Guanabara. Antes da construção da ponte, era preciso, para ir de uma cidade à outra, contornar a Baía de Guanabara, atravessando os municípios de São Gonçalo, Itaboraí, Magé (que ainda incluía o então distrito de Guapimirim) e Duque de Caxias. Havia, também, barcas e balsas que faziam a travessia entre as duas cidades. Atualmente, mais de 150 mil veículos passam diariamente pela Ponte Rio-Niterói.

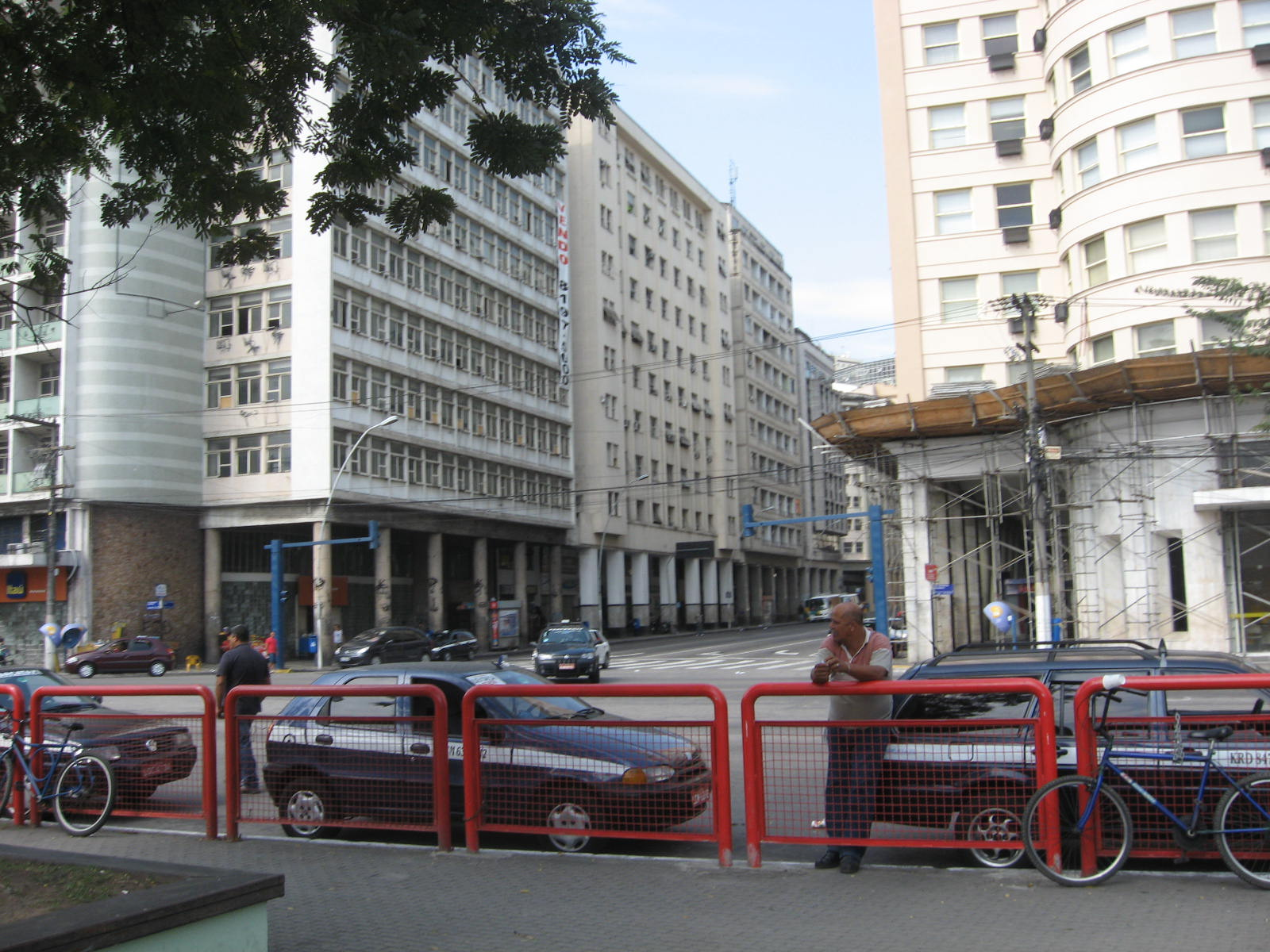
Avenida Amaral Peixoto vista da Praça Arariboia, no centro de Niterói.

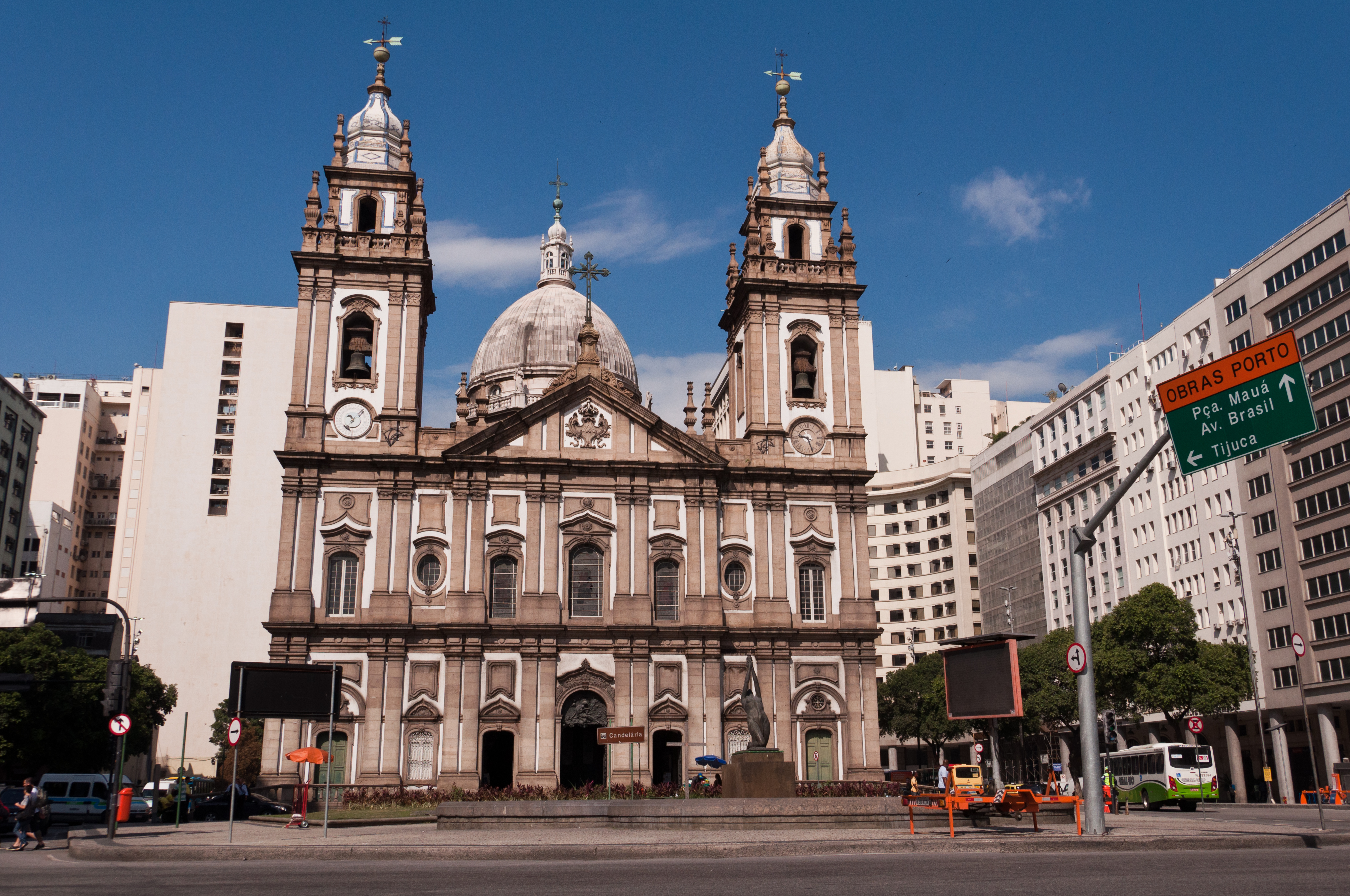
Igreja da Candelária vista da Avenida Presidente Vargas, no centro do Rio de Janeiro.

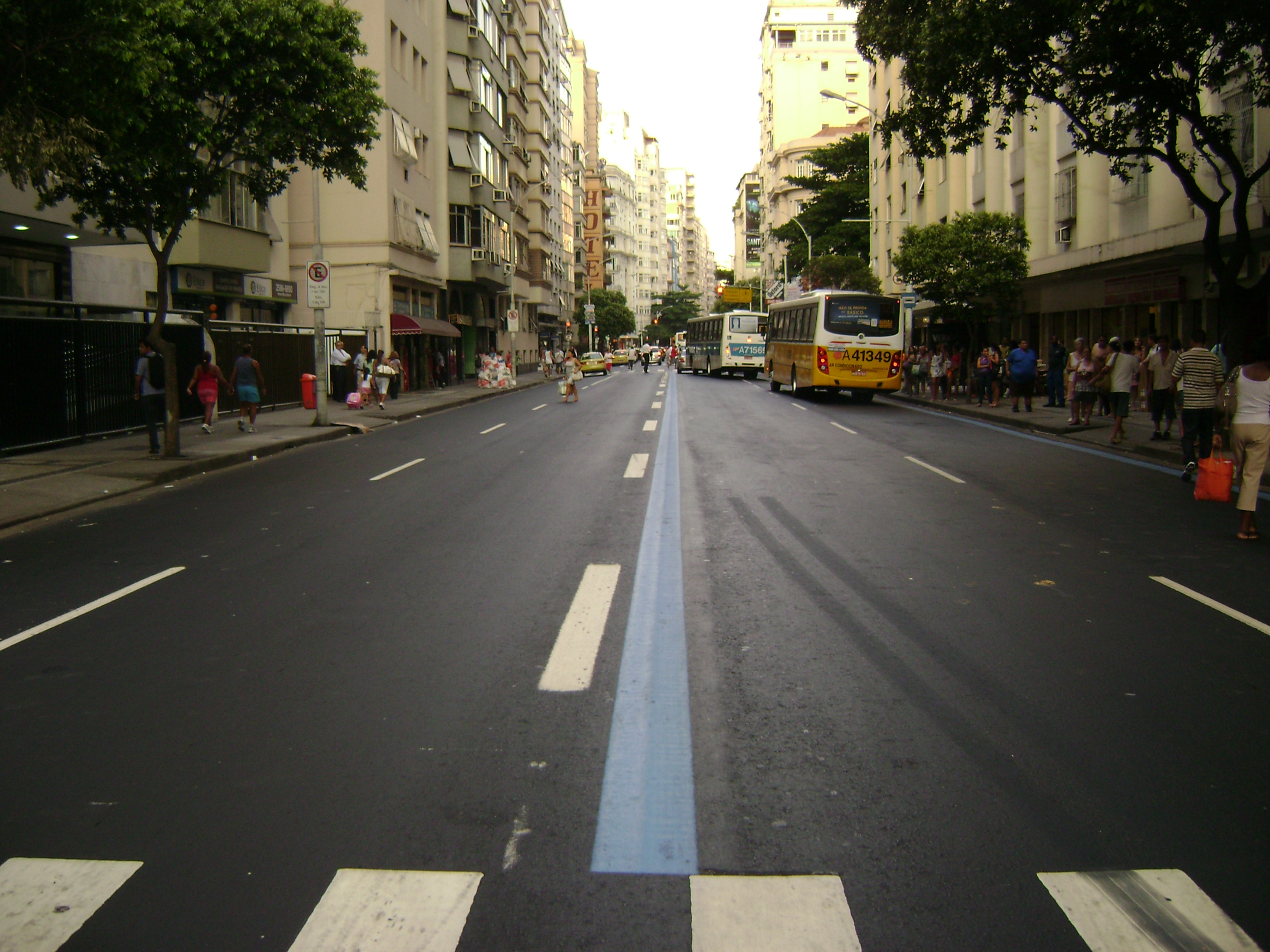
Avenida Nossa Senhora de Copacabana, Rio de Janeiro.

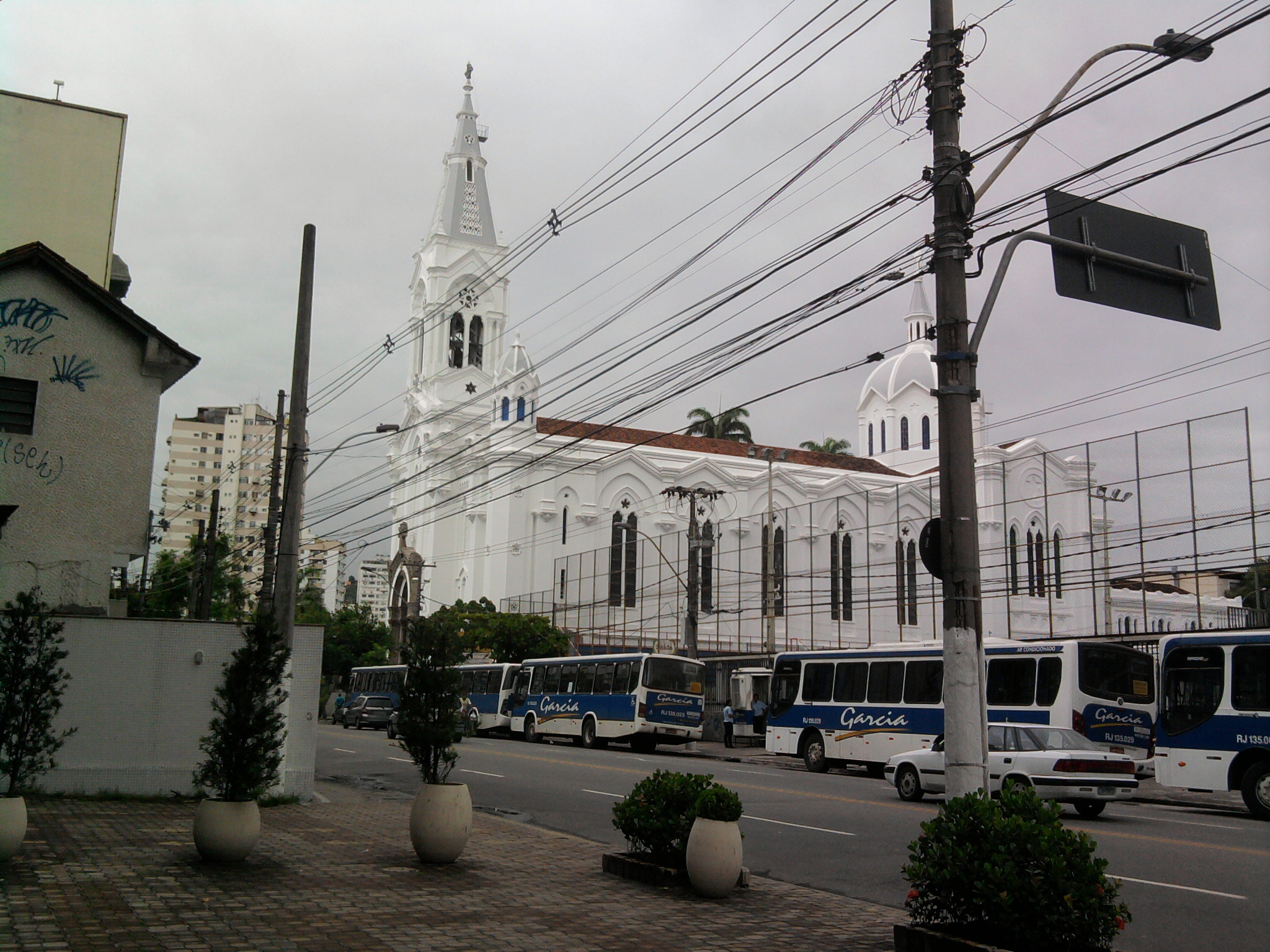
Igreja Nossa Senhora Auxiliadora, na Rua Santa Rosa, em Niterói.

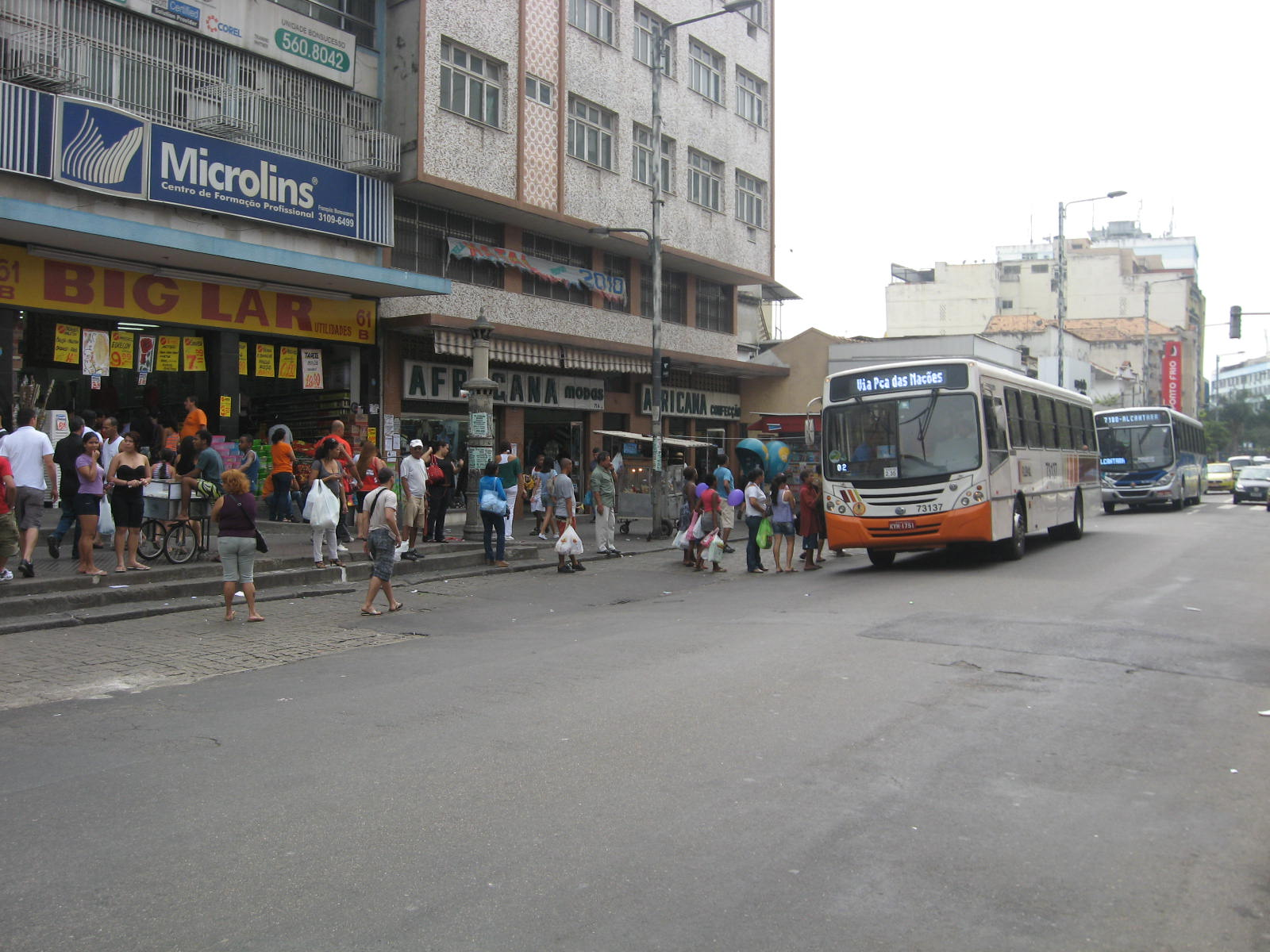
Bonsucesso, Zona da Leopoldina, Rio de Janeiro.

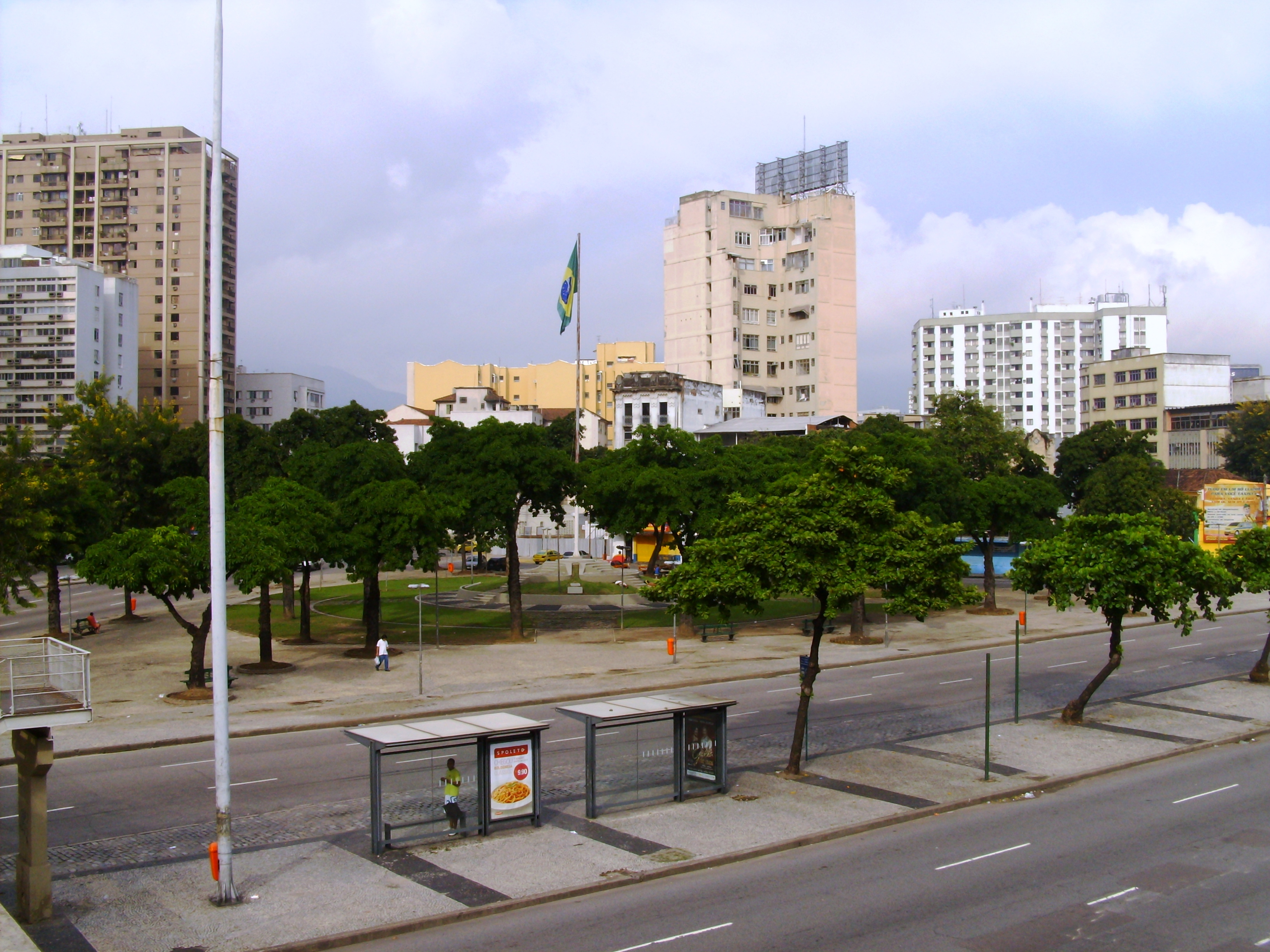
Avenida Radial Oeste na altura da Praça da Bandeira, na Zona Norte do Rio.

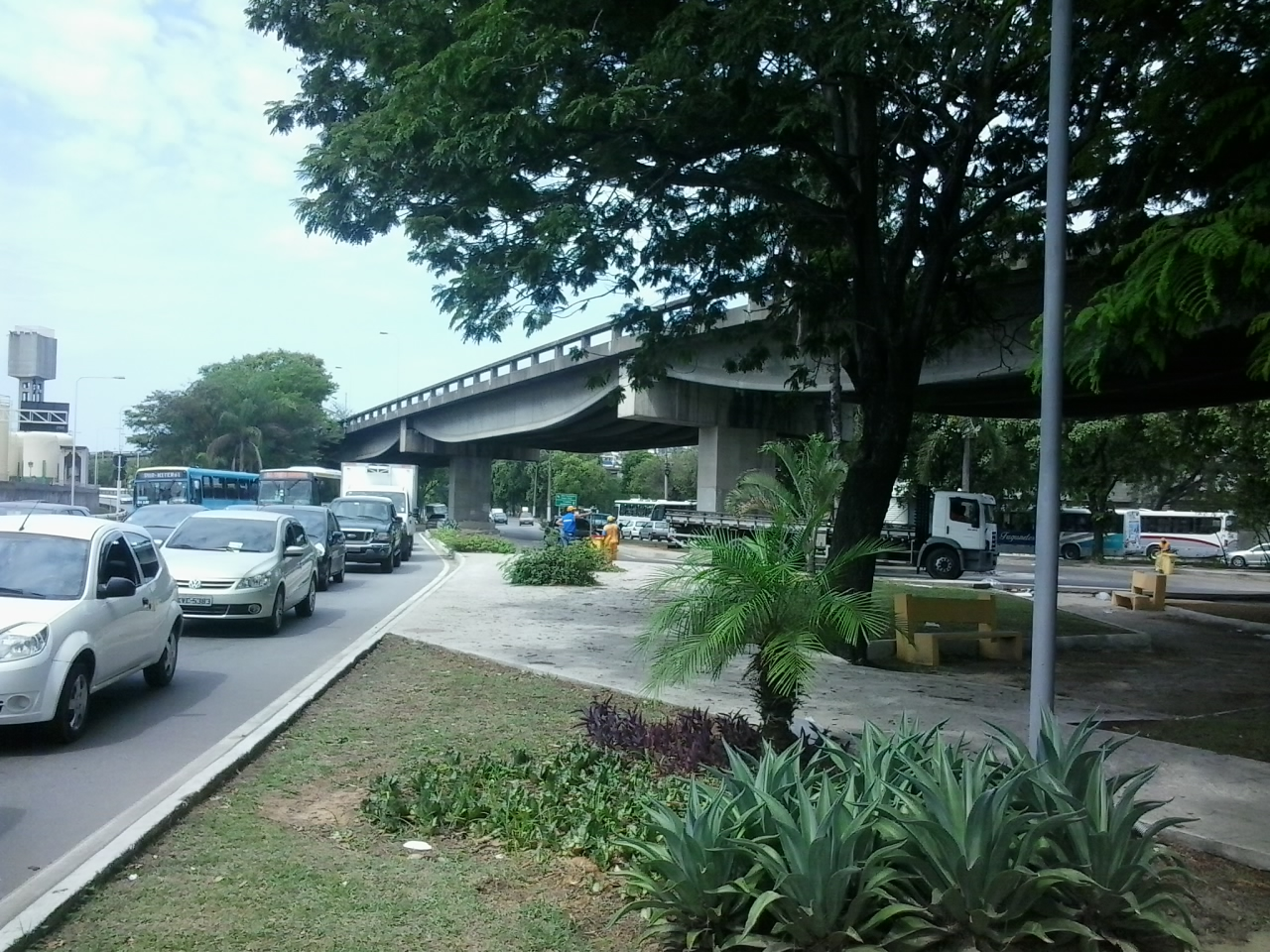
Praça Renascença, região do Porto de Niterói.

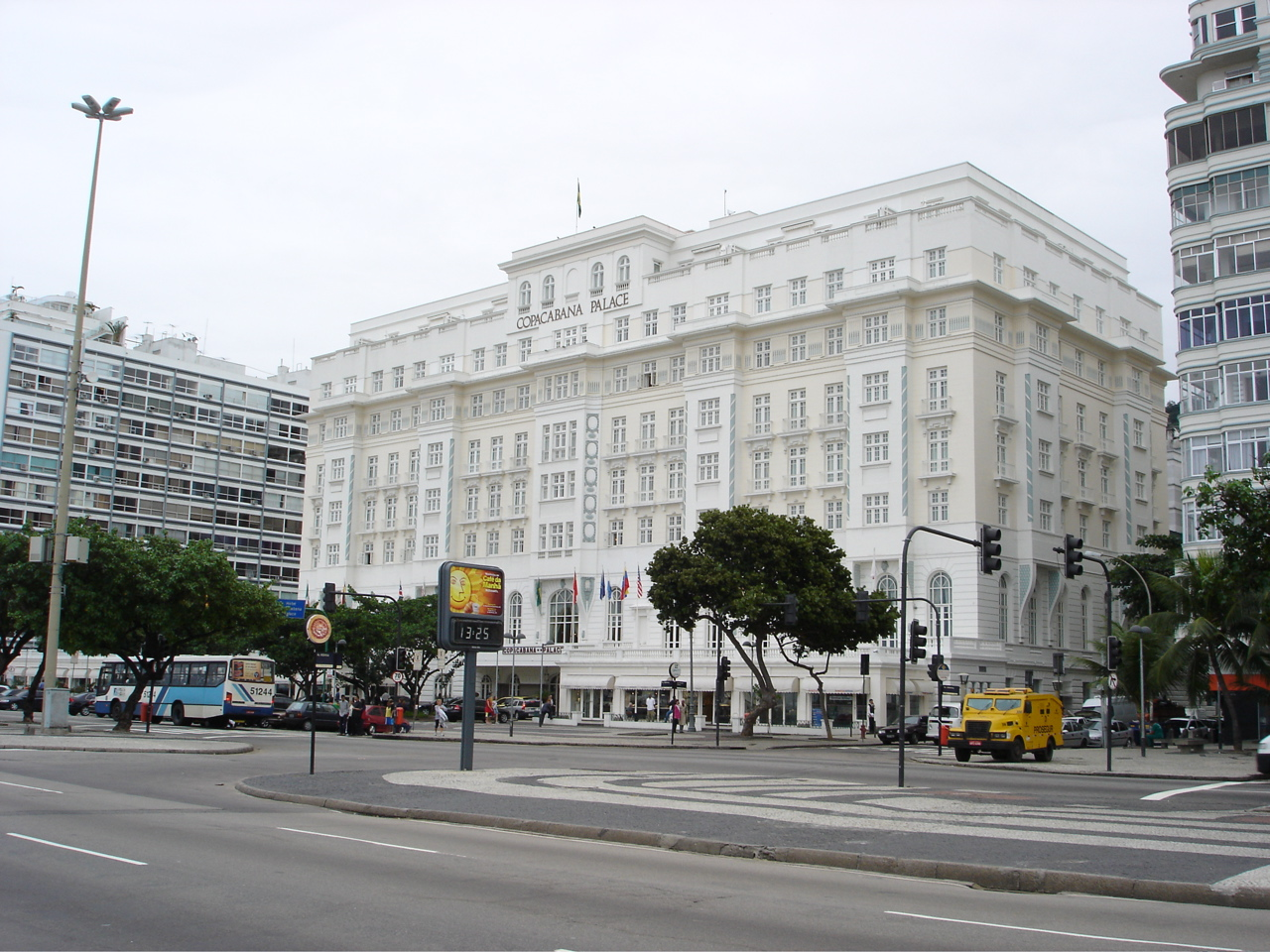
Hotel Copacabana Palace, na Avenida Atlântica, Zona Sul do Rio.

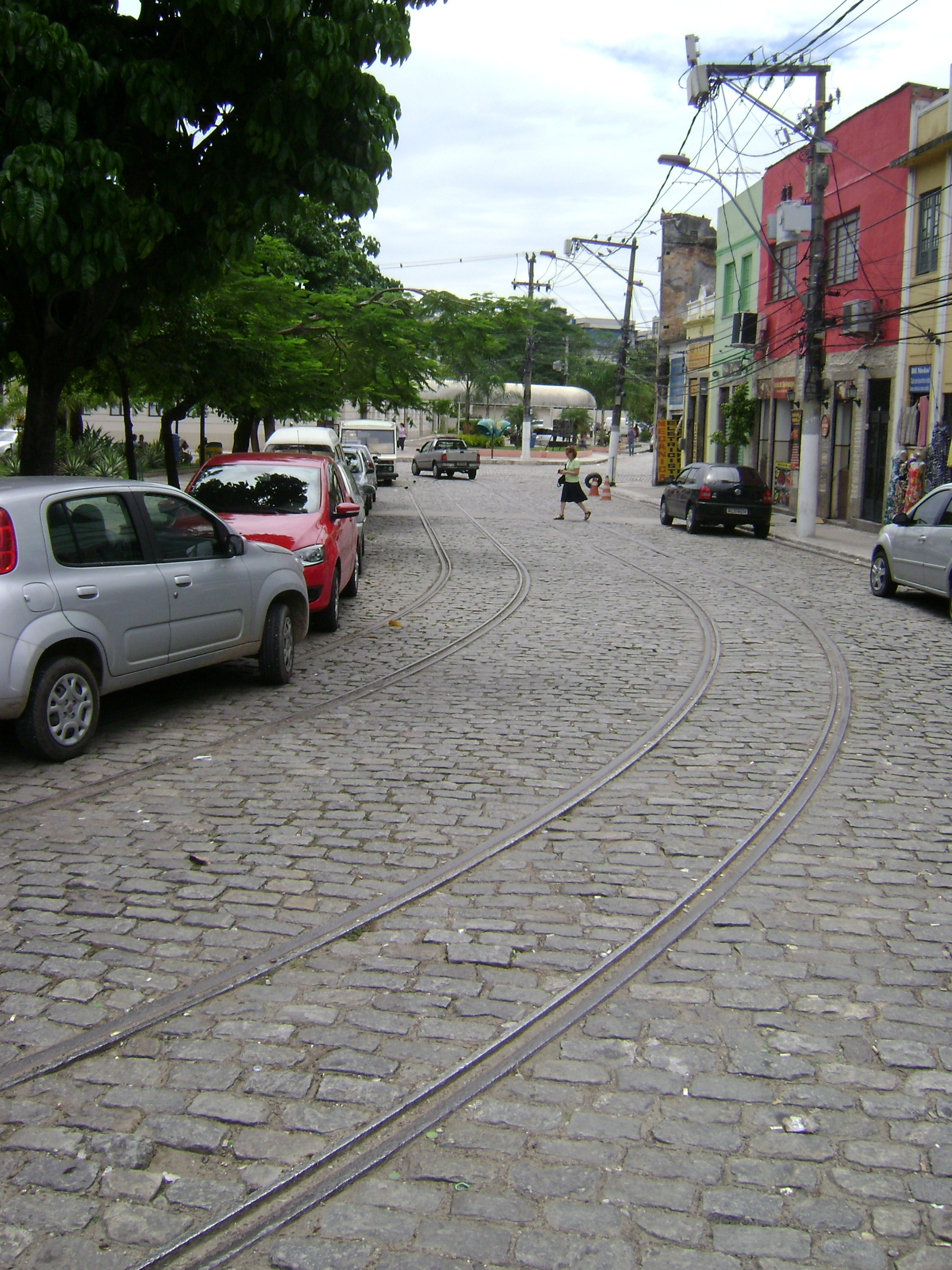
Cantareira, no bairro São Domingos, em Niterói.

### Arco Metropolitano

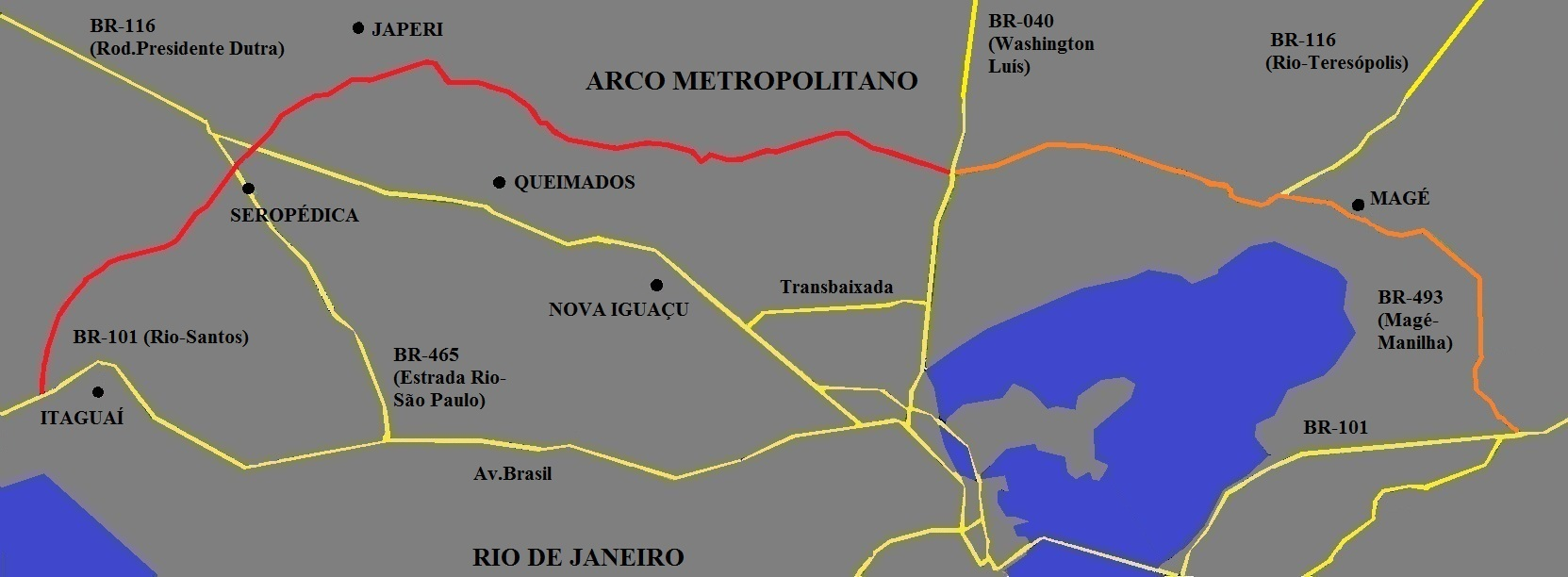
Arco Metropolitano do Rio de Janeiro: O trecho em vermelho foi inaugurado em 2014; o trecho em laranja já existia, fazendo parte da BR-116 (até o trevo do Parque Boneville) e da BR-493. Em amarelo, outras vias estruturais da RM.

O Arco Metropolitano do Rio de Janeiro é uma rodovia que corta vários municípios periféricos da área metropolitana do Rio de Janeiro, construída com o objetivo de desviar o trajeto de veículos que, estando apenas de passagem pela área metropolitana, precisariam atravessar o município do Rio para chegar aos seus destinos, sendo virtuais causadores de congestionamentos nas vias principais da capital.
O Arco Metropolitano segue pelo entorno do município do Rio de Janeiro, começando no município de Itaboraí e cruzando os municípios de Guapimirim, Magé, Duque de Caxias, Nova Iguaçu, Japeri, Seropédica e Itaguaí, onde dá acesso à Rodovia Rio-Santos (BR-101) e ao Porto de Itaguaí (antigo Porto de Sepetiba).
Em 2014, quando foi inaugurado o trecho que liga a BR-101, em Itaguaí, à BR-040, em Duque de Caxias, estimava-se que cerca de 35 mil veículos deixariam de passar pela Avenida Brasil, Via Dutra (BR-116) e Rodovia Washington Luís (BR-040) por dia. O trecho da BR-493 que já existia (e que inclui a Rodovia Rio-Magé e a Rodovia Manilha-Magé), começando na BR-040, na altura do Jardim Primavera, em Duque de Caxias, e terminando na BR-101, na altura de Manilha, em Itaboraí, é a continuação do Arco Metropolitano; da Nuclep, em Itaguaí, até Manilha, em Itaboraí, o Arco Metropolitano tem 145 km de extensão, e cruza os 4 eixos de expansão urbana da área metropolitana.

### Transporte público

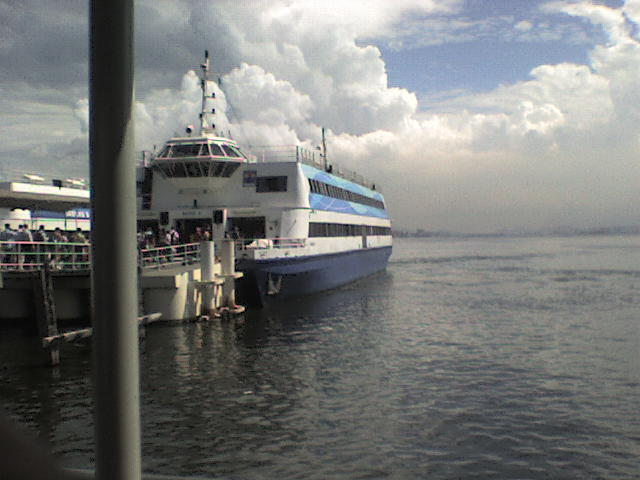
Barca atracada na Estação Arariboia, no centro de Niterói.

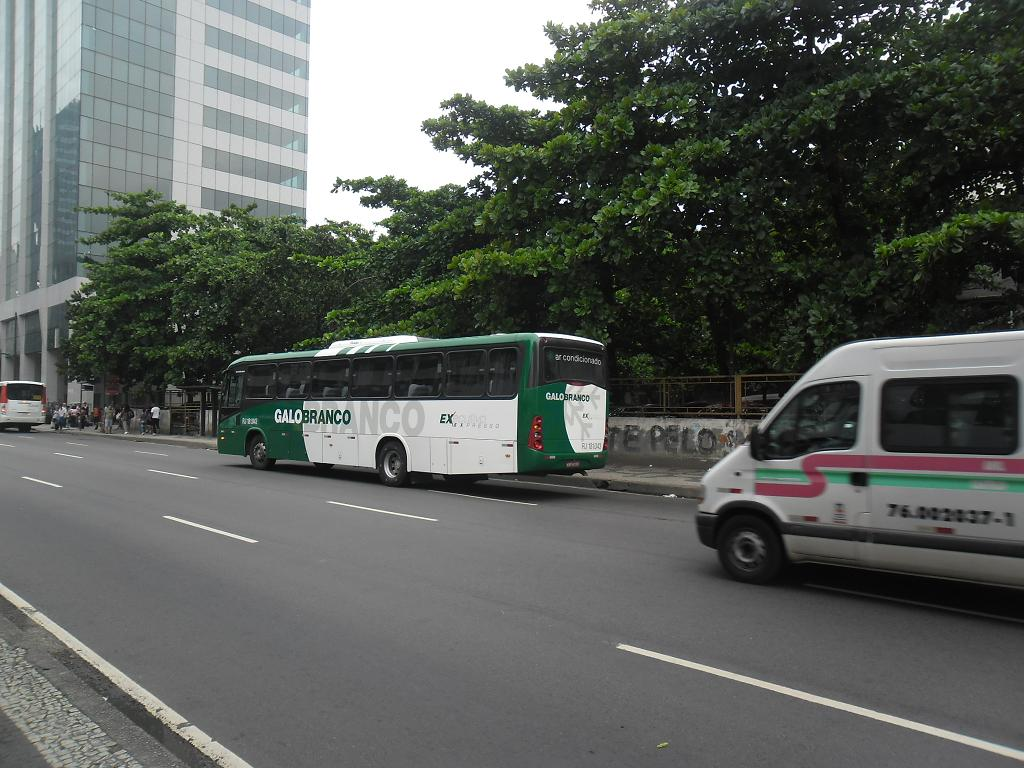
Ônibus intermunicipal e van municipal passando pela Avenida Presidente Vargas, no centro do Rio de Janeiro.

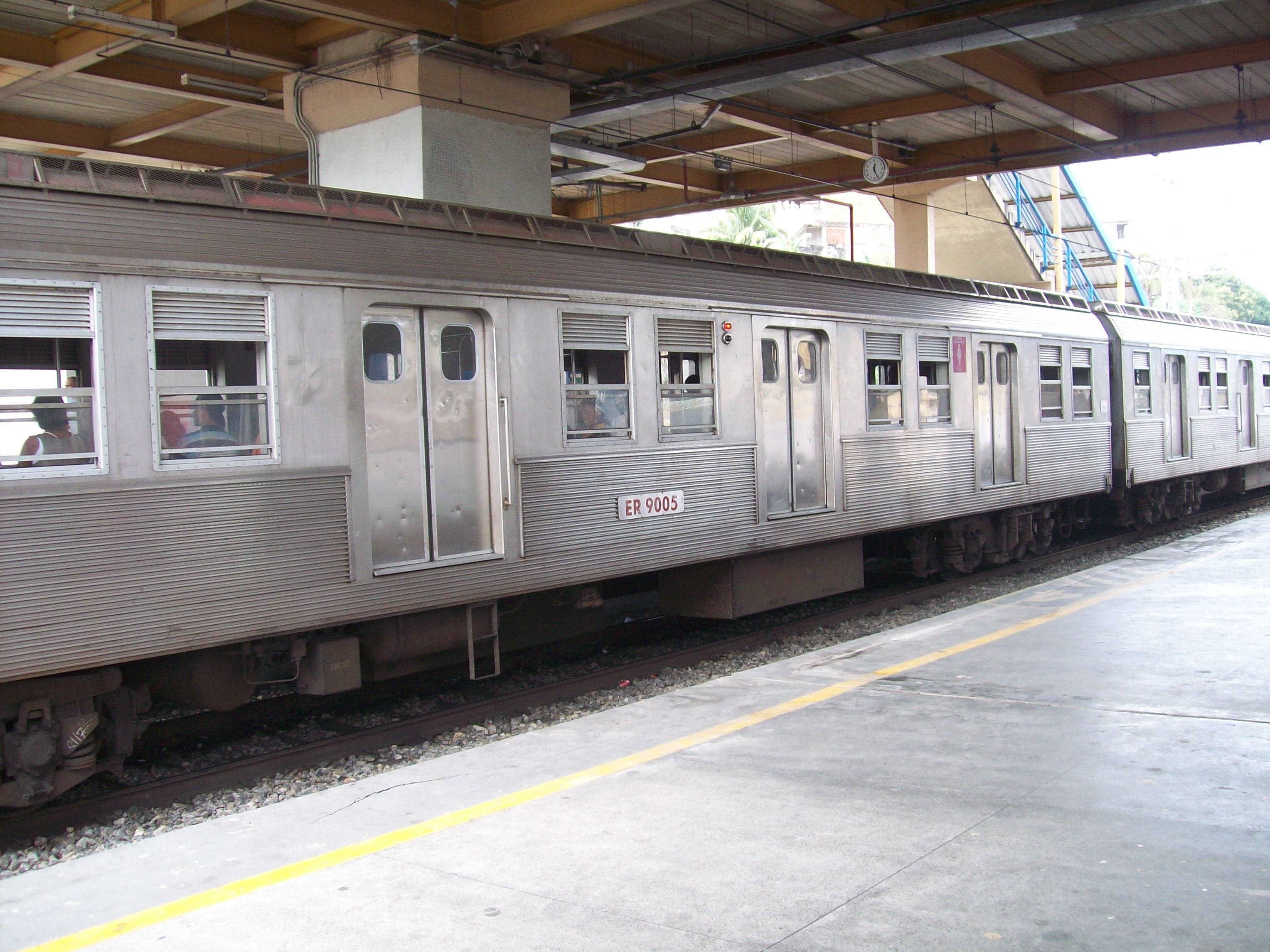
Trem na Estação de Cascadura, no subúrbio do Rio.

Diagrama das linhas e estações da SuperVia.

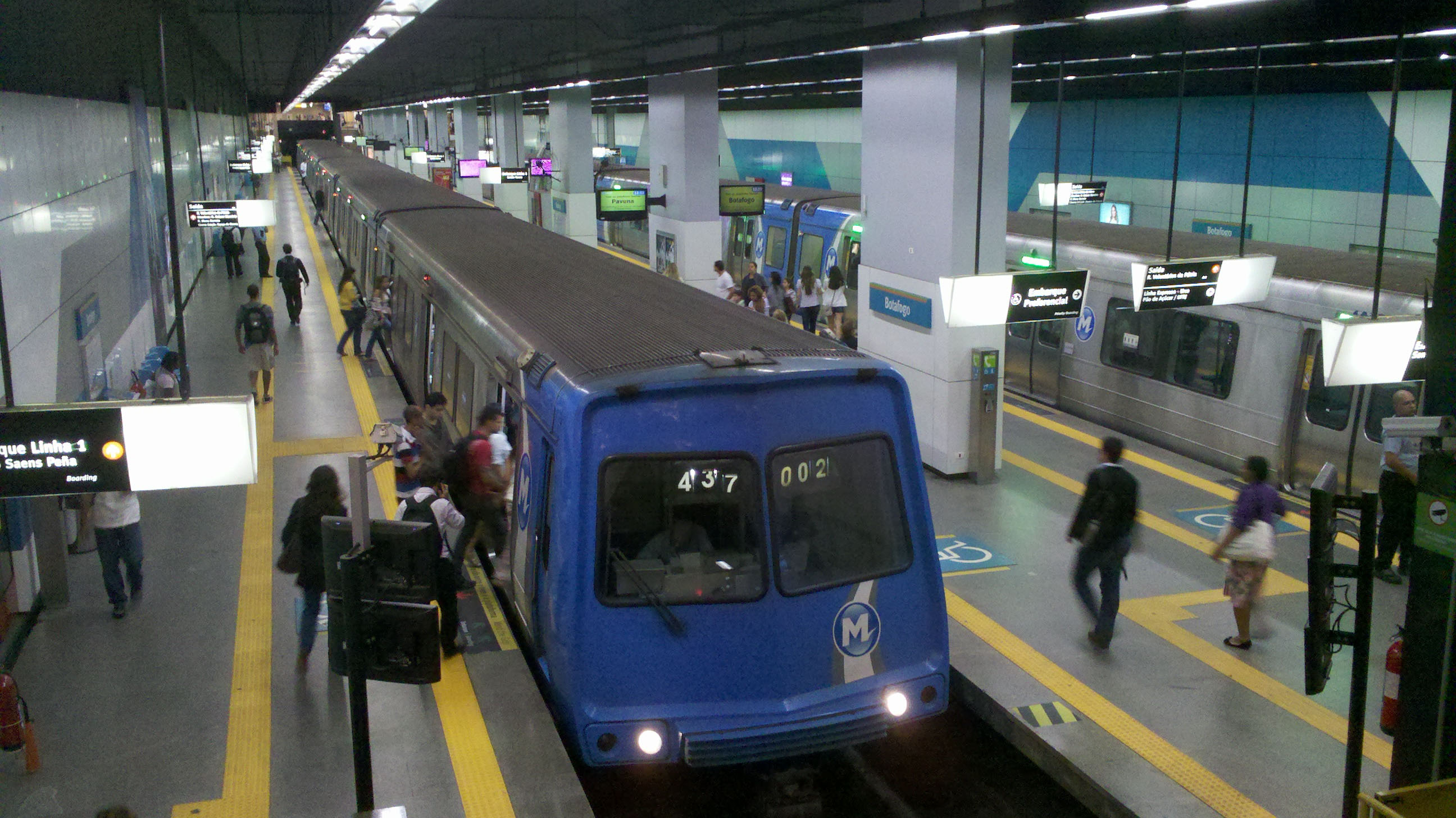
Estação Botafogo do Metrô do Rio de Janeiro.

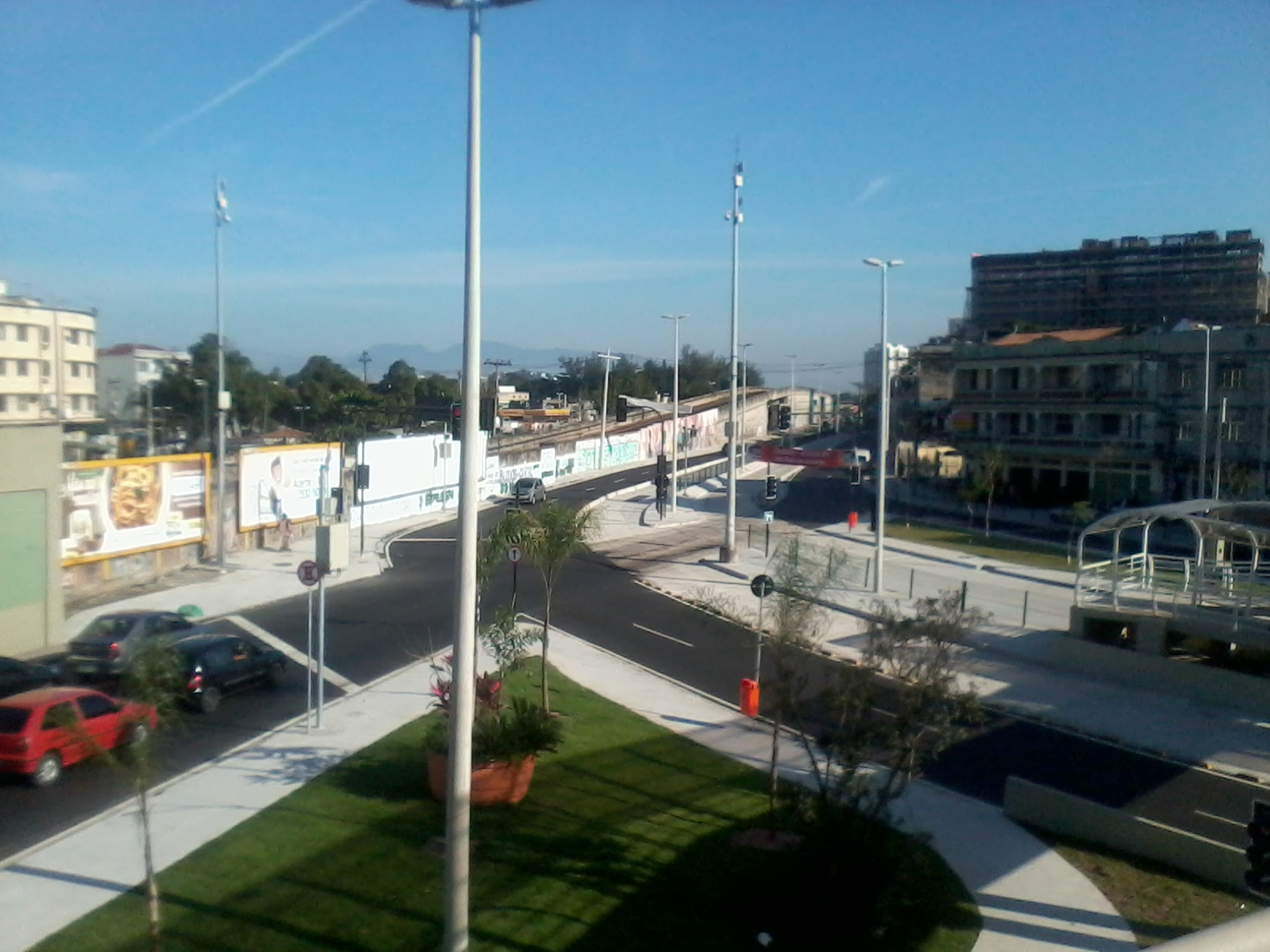
Cruzamento do corredor TransCarioca do BRT, na Avenida Vicente de Carvalho, com a Linha 2 (Verde) do Metrô do Rio de Janeiro e a Avenida Automóvel Clube, em Vicente de Carvalho, na Zona Norte.

O transporte público metropolitano é feito, atualmente, por linhas de ônibus e vans municipais das cidades do Grande Rio (incluindo as do BRT da cidade do Rio e as do BHLS de Niterói); linhas de ônibus e vans intermunicipais que ligam os municípios da metrópole do Rio de Janeiro entre si; trens que ligam a Central do Brasil a Saracuruna (de onde partem outras duas linhas para Vila Inhomirim e Guapimirim), Belford Roxo, Japeri (de onde sai outro trem para Paracambi), Santa Cruz e Deodoro; três linhas de metrô (Uruguai (Tijuca) x General Osório (Ipanema), Pavuna x Botafogo e General Osório (Ipanema) x Jardim Oceânico (Barra da Tijuca); barcas que ligam a Praça XV ao centro de Niterói, Charitas, Paquetá e Ilha do Governador; além do VLT, que circula pela região central da capital. O usuário pode fazer integrações entre todos esses meios de transporte urbano (desde que, pelo menos, 1 deles seja intermunicipal) com o uso do Bilhete Único Intermunicipal, havendo algumas restrições para o VLT.
Todos os vinte municípios da Baixada Fluminense e do Leste Metropolitano, bem como os bairros das zonas Sul, Norte e Oeste do município do Rio de Janeiro, são ligados diretamente à Zona Central do Rio por linhas urbanas de ônibus, vans, trens, metrô ou barcas. Também é possível fazer integrações com o Bilhete Único Intermunicipal em todos os municípios dessas duas regiões (exceto em Rio Bonito e Cachoeiras de Macacu, municípios da metrópole que não foram incluídos no programa), além da capital, entre meios de transporte urbano que circulam dentro dessa área e ligam esses municípios entre si.
Já as linhas de ônibus urbanos e vans que ligam a metrópole do Rio de Janeiro aos municípios do interior do estado localizados na área perimetropolitana (ou seja, Mangaratiba, Piraí, Mendes, Engenheiro Paulo de Frontin, Miguel Pereira, Petrópolis, Teresópolis, Nova Friburgo, Silva Jardim, Araruama e Saquarema), em geral, são mais escassas do que aquelas que circulam dentro da área metropolitana, as tarifas são mais caras (considerando-se as distâncias percorridas), e, por saírem da área de abrangência do Bilhete Único Intermunicipal (exceto as linhas que ligam a área metropolitana a Mangaratiba), não se pode fazer nenhum tipo de integração.
Embora todos os municípios perimetropolitanos sejam ligados por transporte público à área metropolitana, o município de Mangaratiba, na região da Costa Verde, se destaca nesse sentido, pois dispõe de uma grande quantidade de linhas de ônibus e vans com destino a Itaguaí.

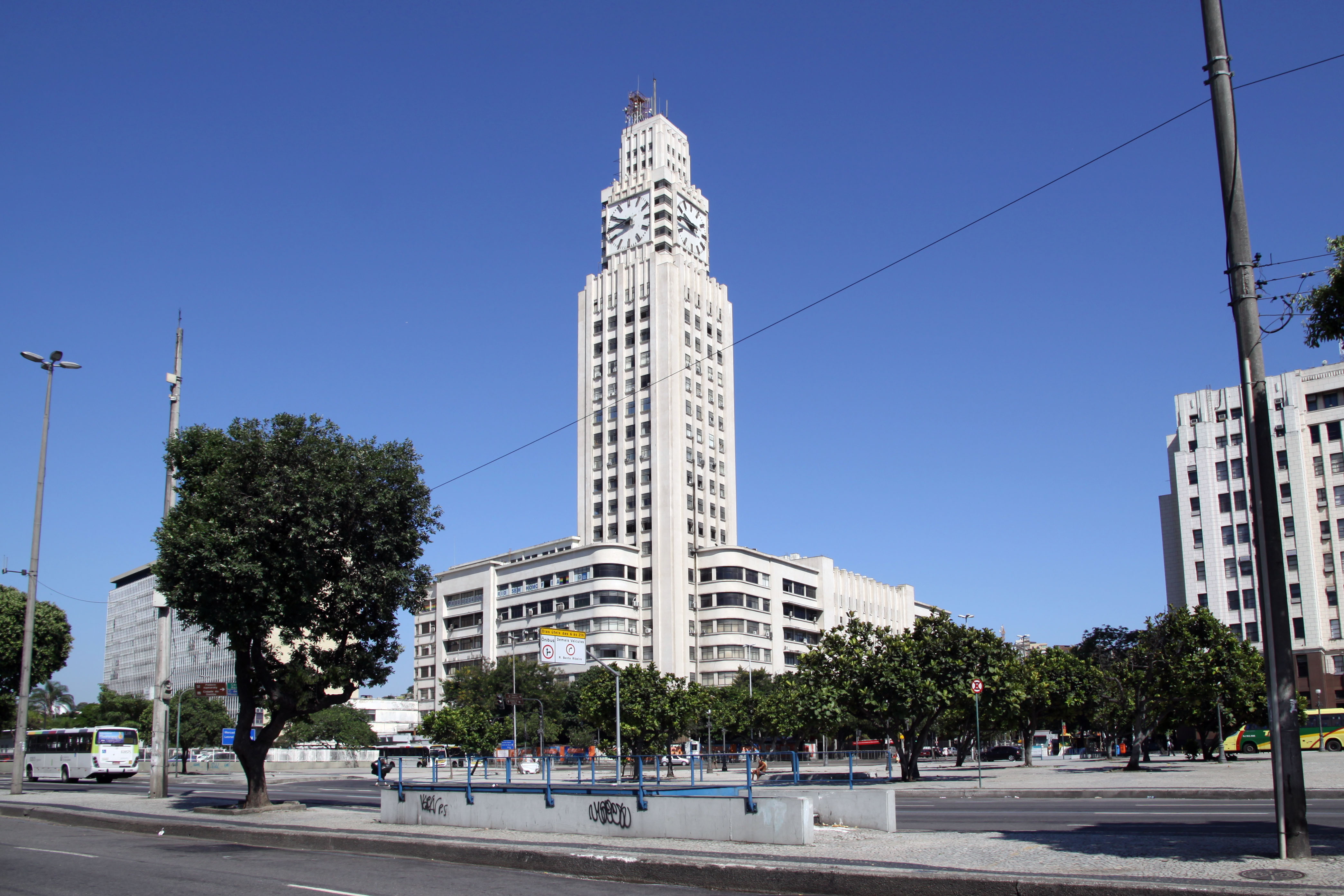
Estação Central do Brasil - de onde partem trens urbanos que servem a Zona Norte e a Zona Oeste do Rio de Janeiro, além da maioria dos municípios da Baixada Fluminense - vista da Avenida Presidente Vargas.

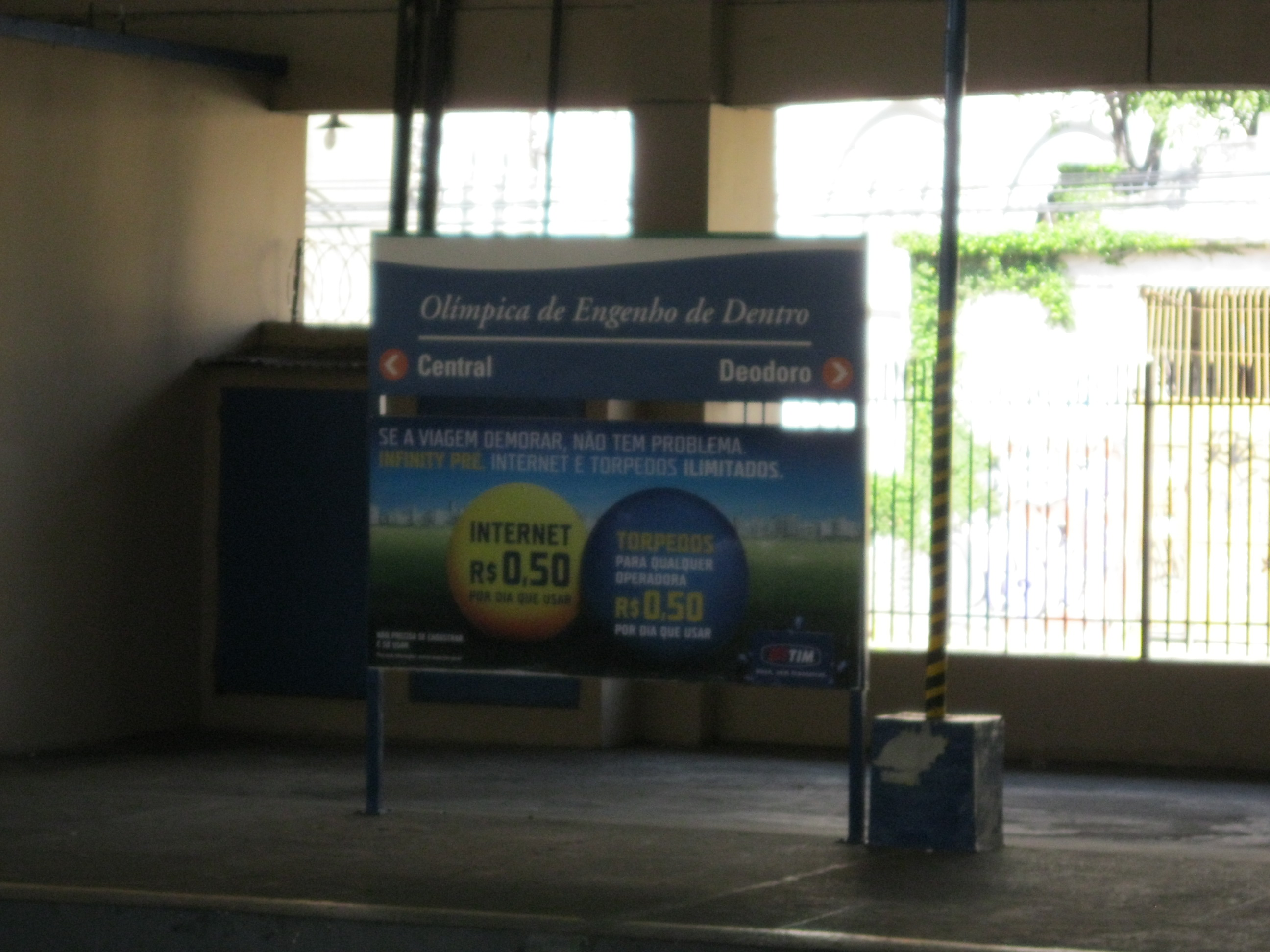
Estação Engenho de Dentro da SuperVia, na Zona Norte do Rio.

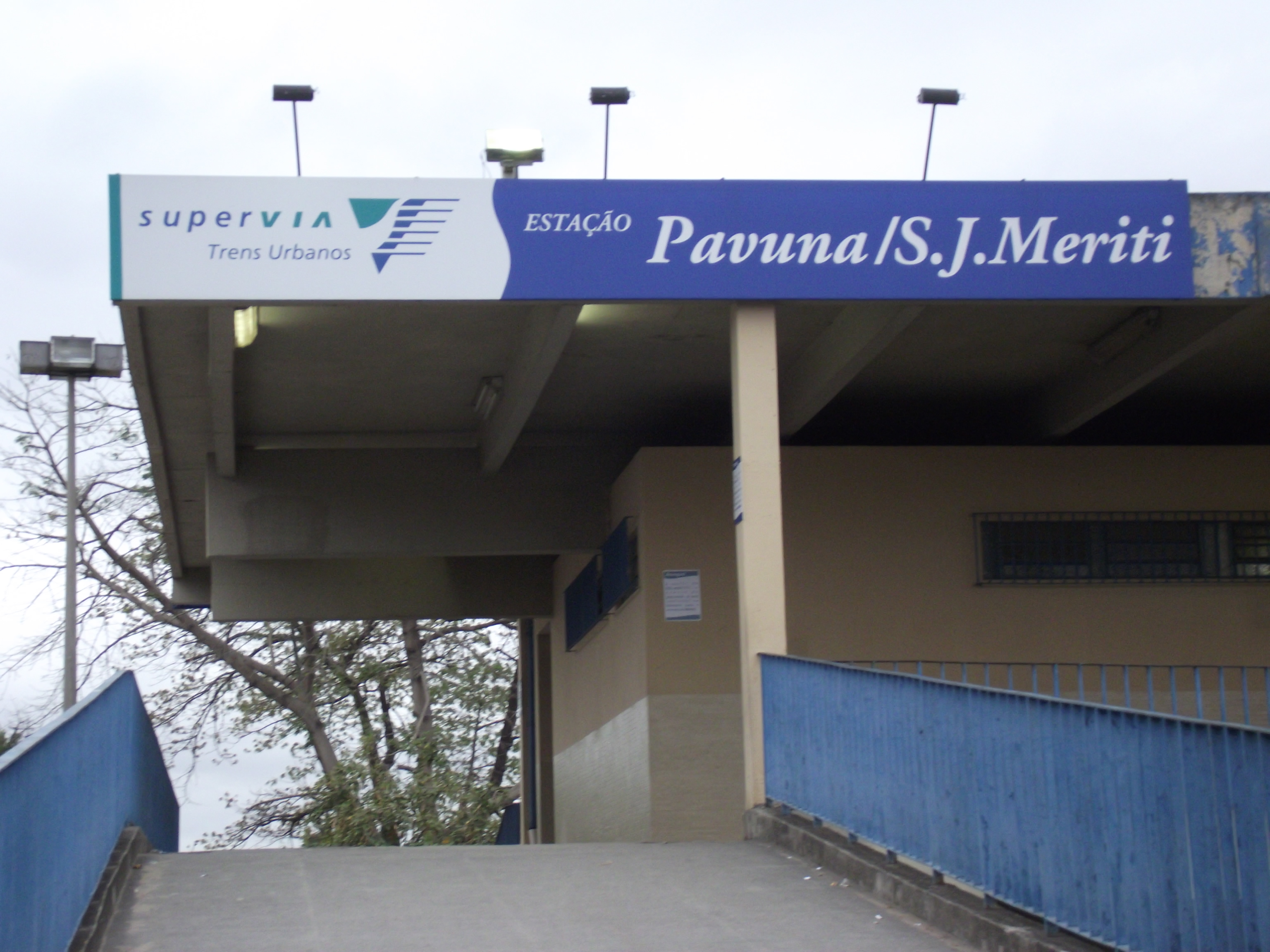
Estação Pavuna/São João de Meriti do ramal ferroviário de Belford Roxo.

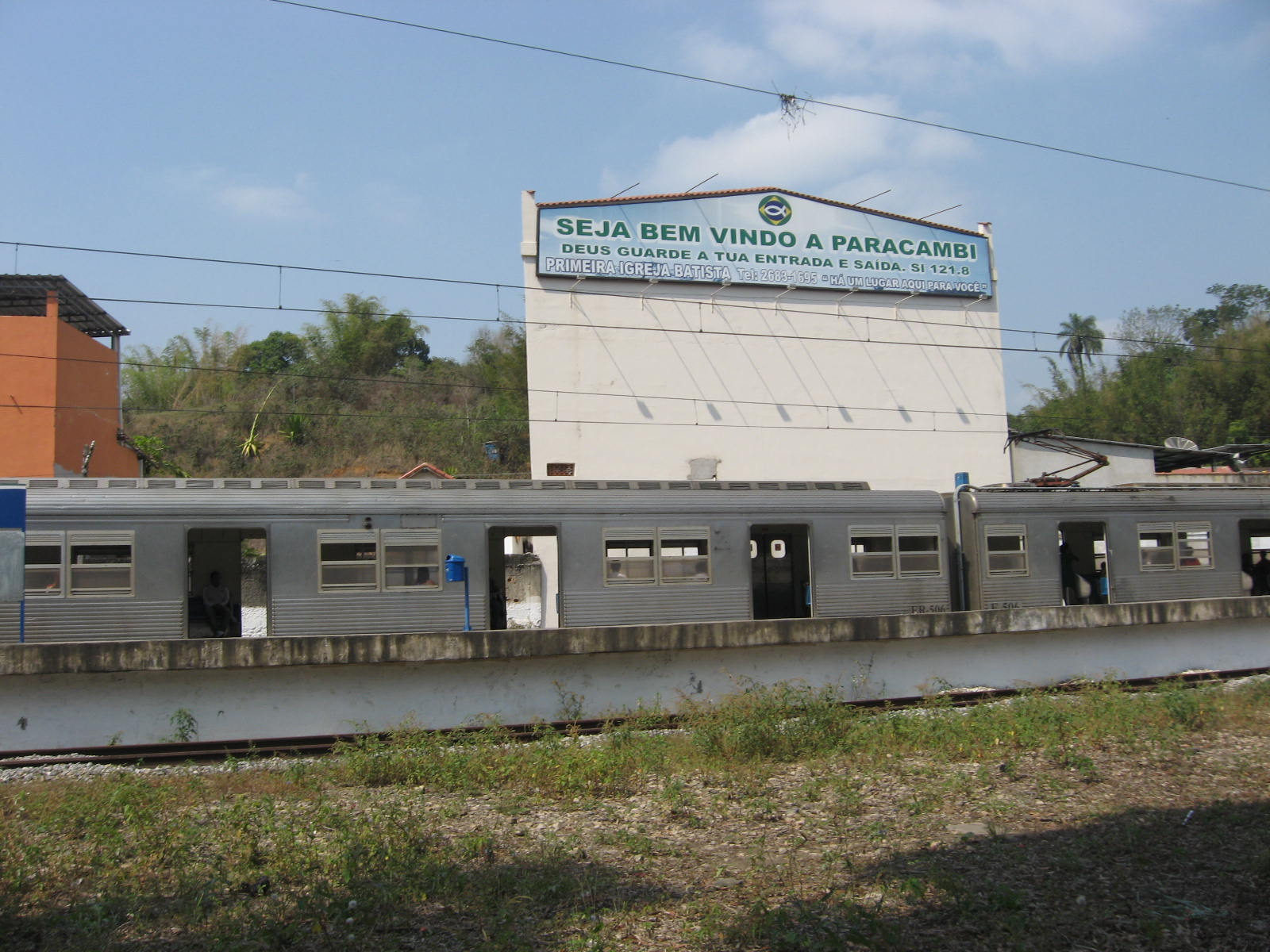
Trem parado na última estação do ramal de Paracambi, no centro do município.

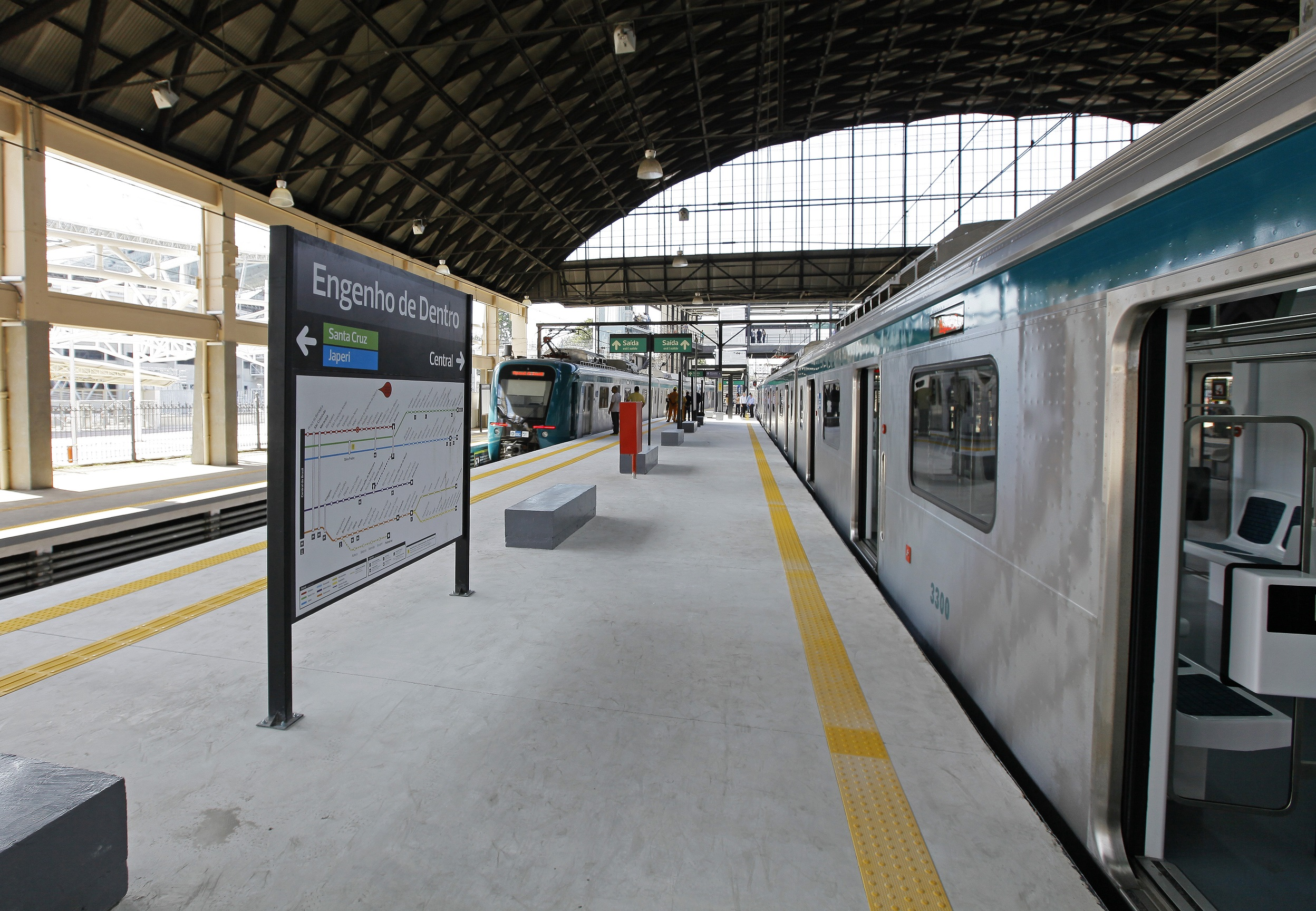
Trens metropolitanos operando na Estação Engenho de Dentro.

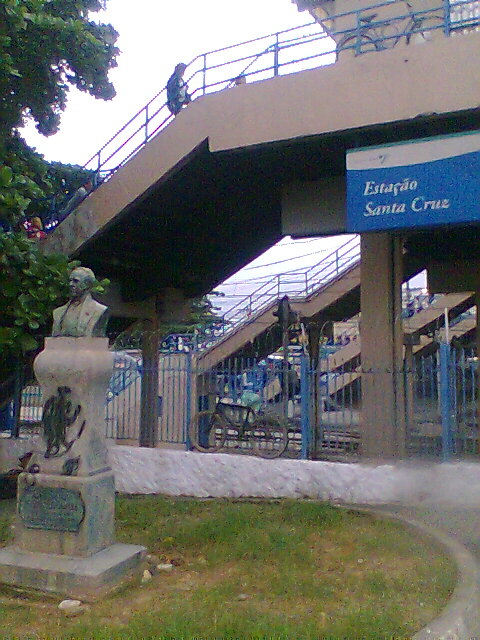
Estação Santa Cruz da SuperVia.

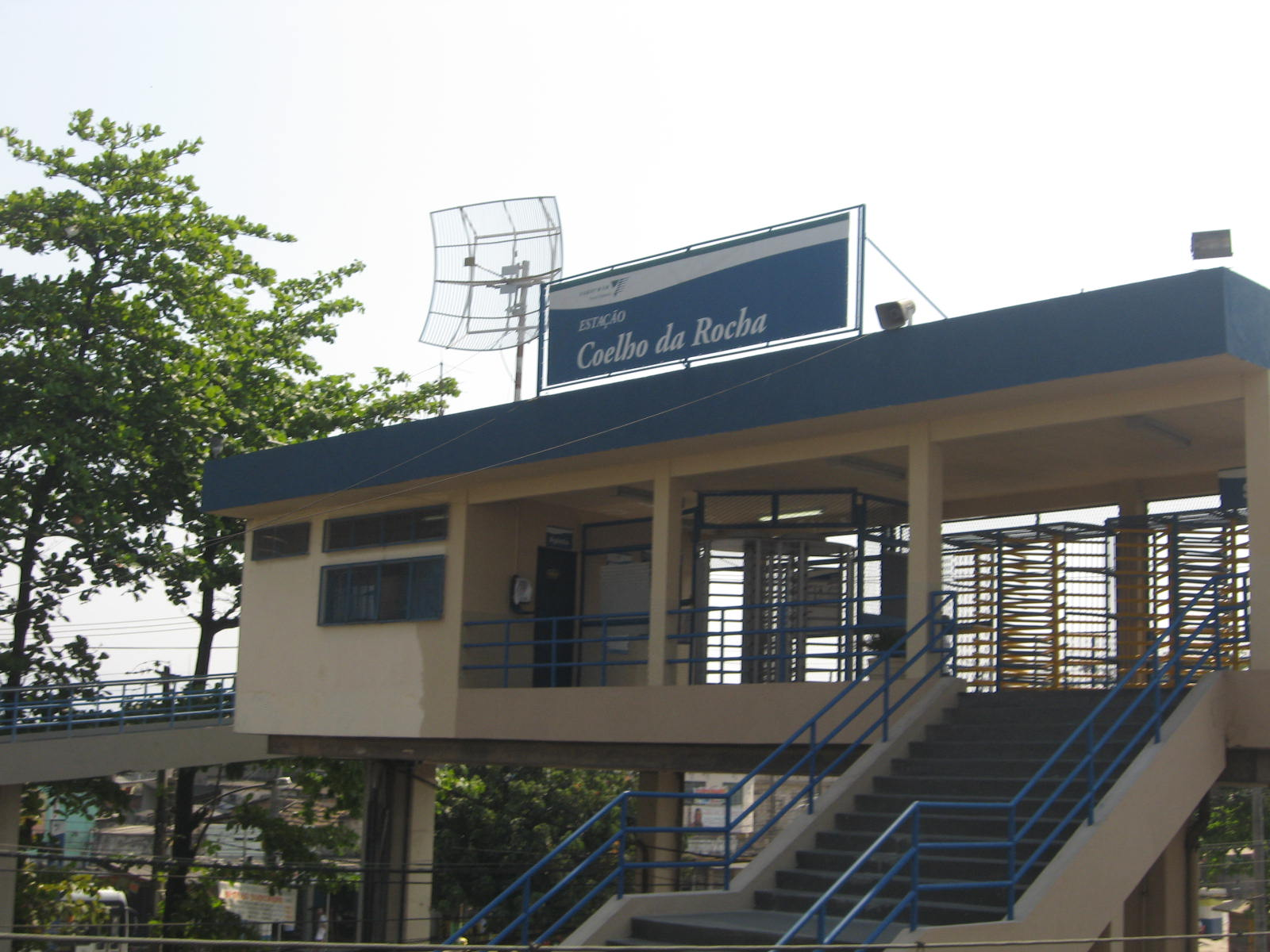
Estação Coelho da Rocha do ramal de Belford Roxo da SuperVia, em São João de Meriti.

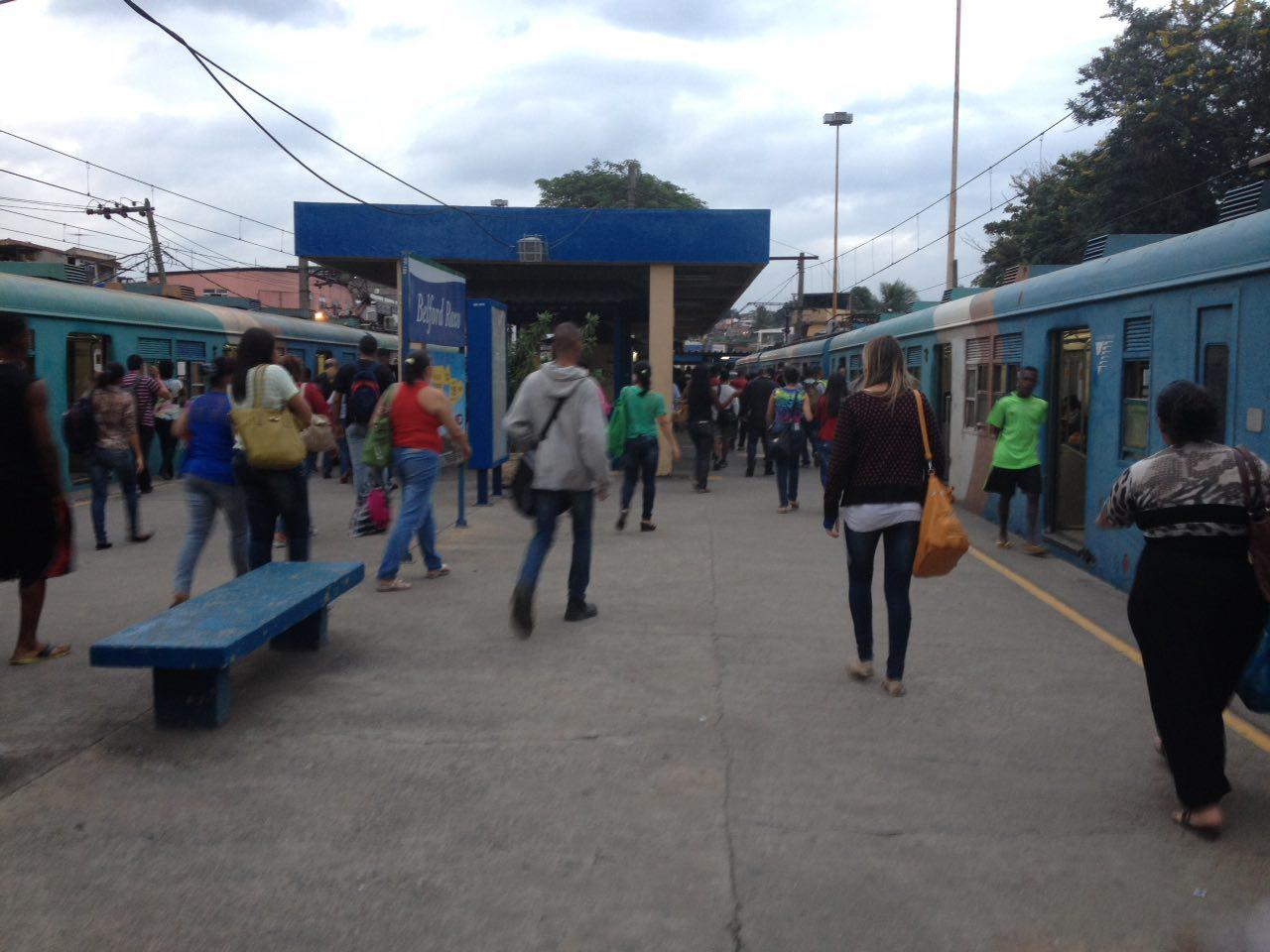
Última estação do ramal ferroviário de Belford Roxo, no centro do município.

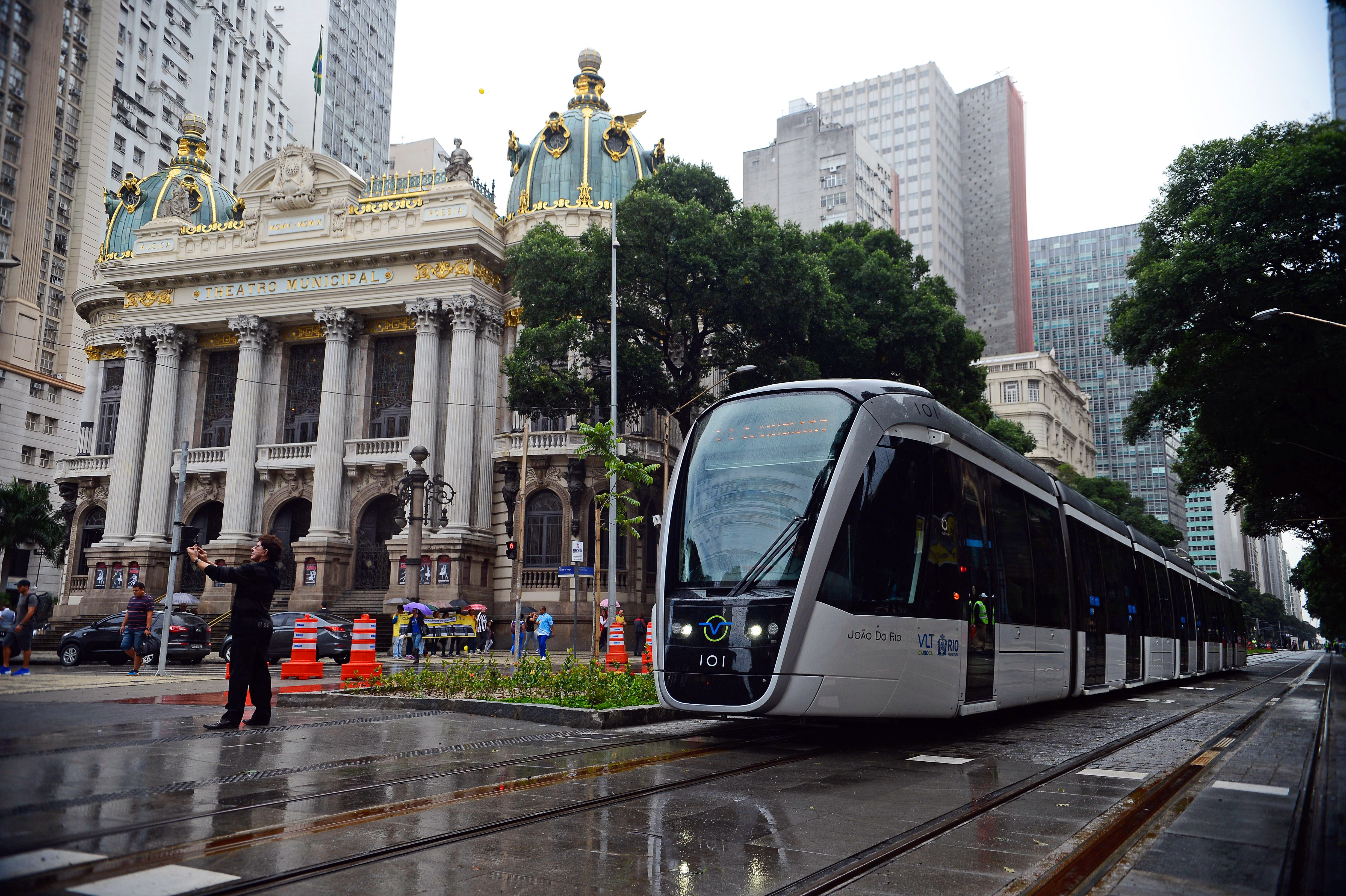
VLT do Rio de Janeiro.

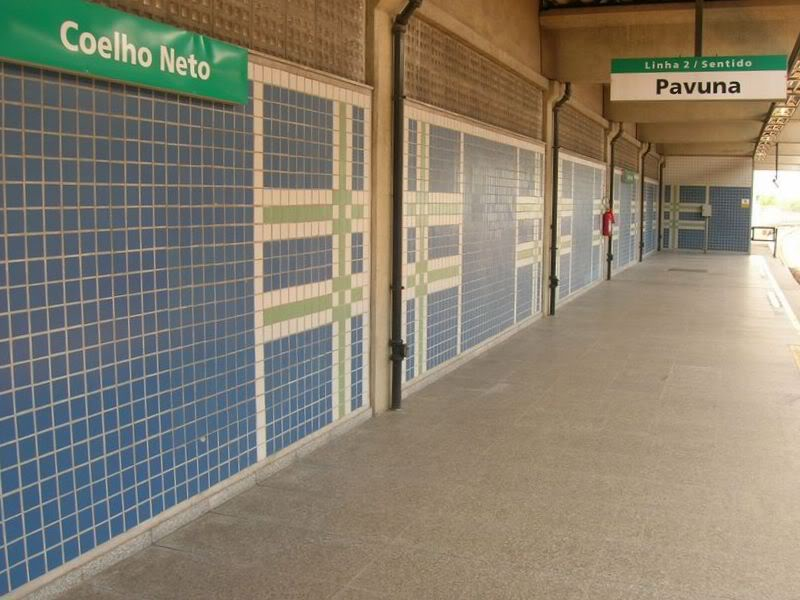
Estação Coelho Neto da Linha 2 do Metrô do Rio de Janeiro, na Zona Norte da capital.

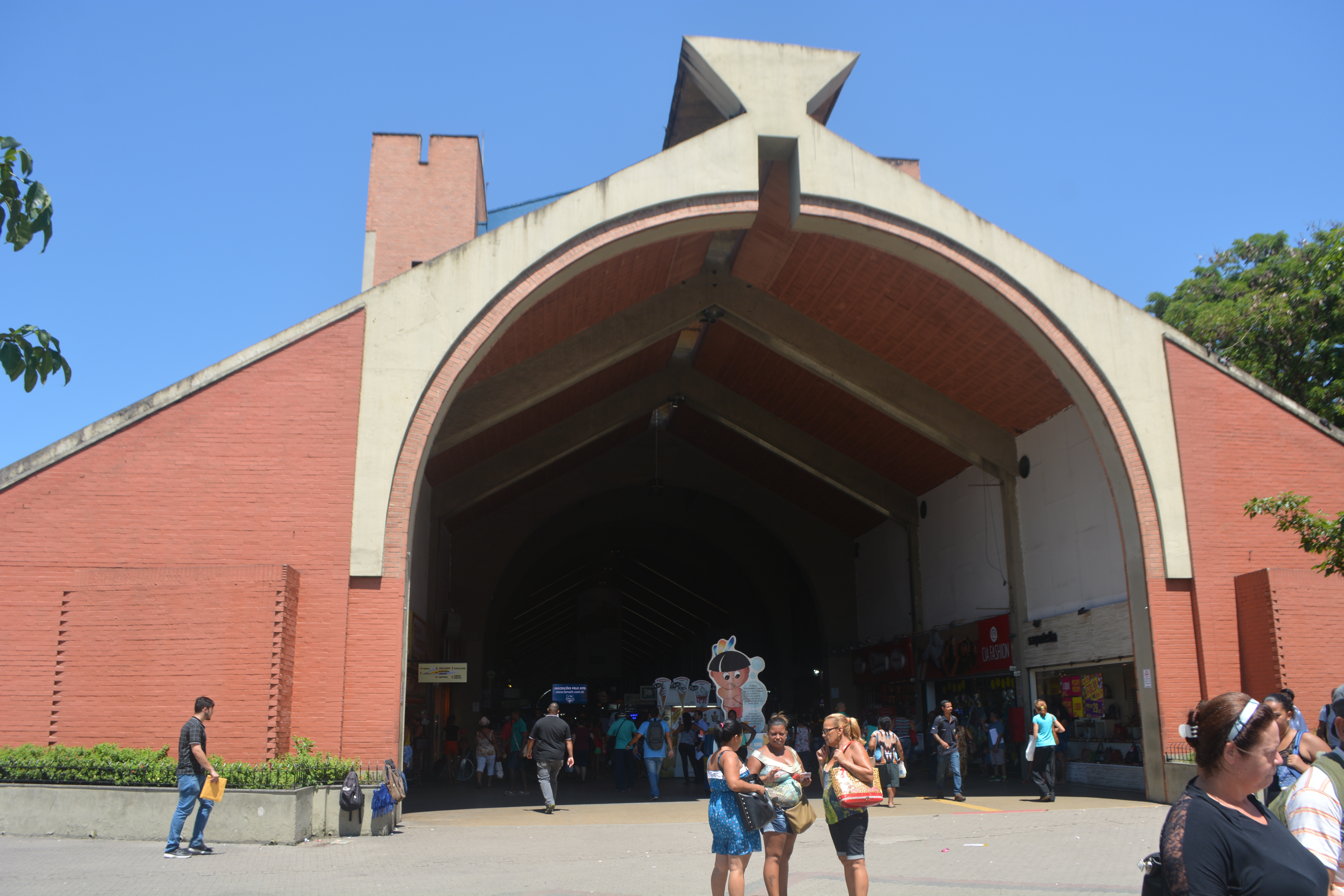
Terminal Rodoviário João Goulart, em Niterói, servido por linhas de ônibus com destino aos bairros do município e a todos os demais municípios do Leste Metropolitano, bem como a algumas outras cidades no entorno dessa região.

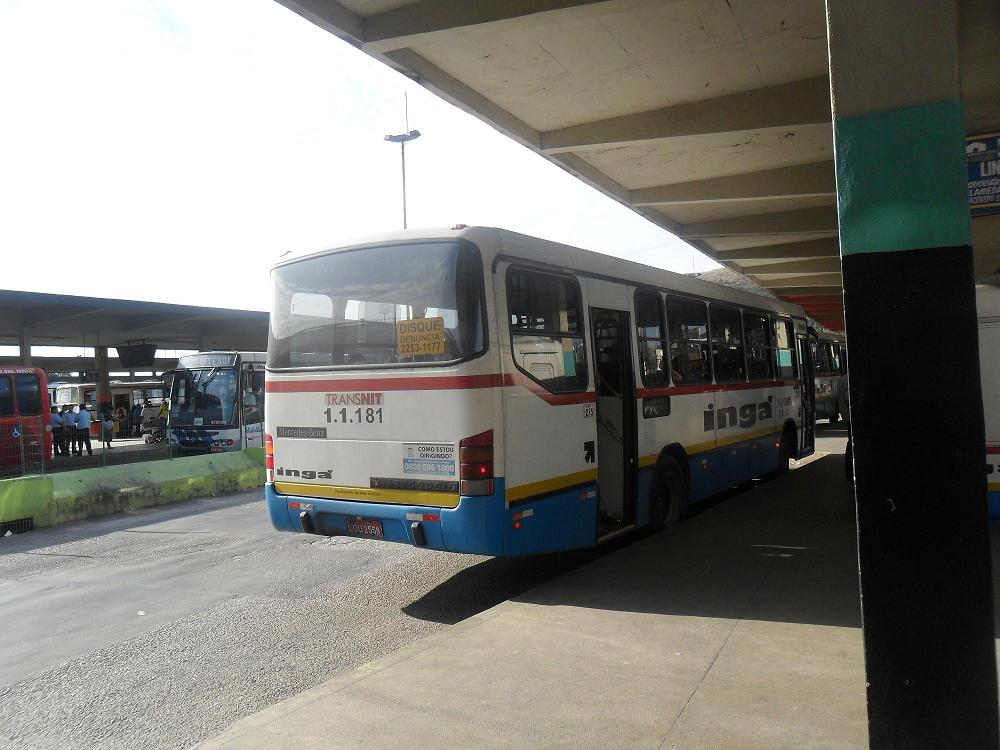
Ônibus municipais e intermunicipais no Terminal João Goulart, em Niterói.

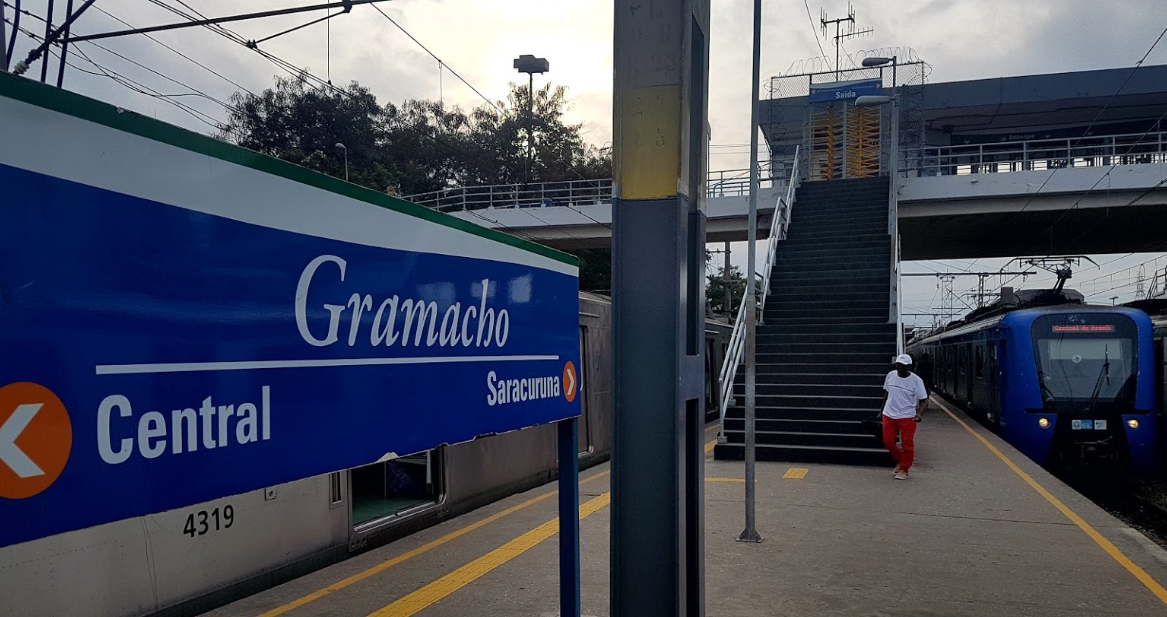
Trem da SuperVia na Estação Gramacho do ramal de Saracuruna.

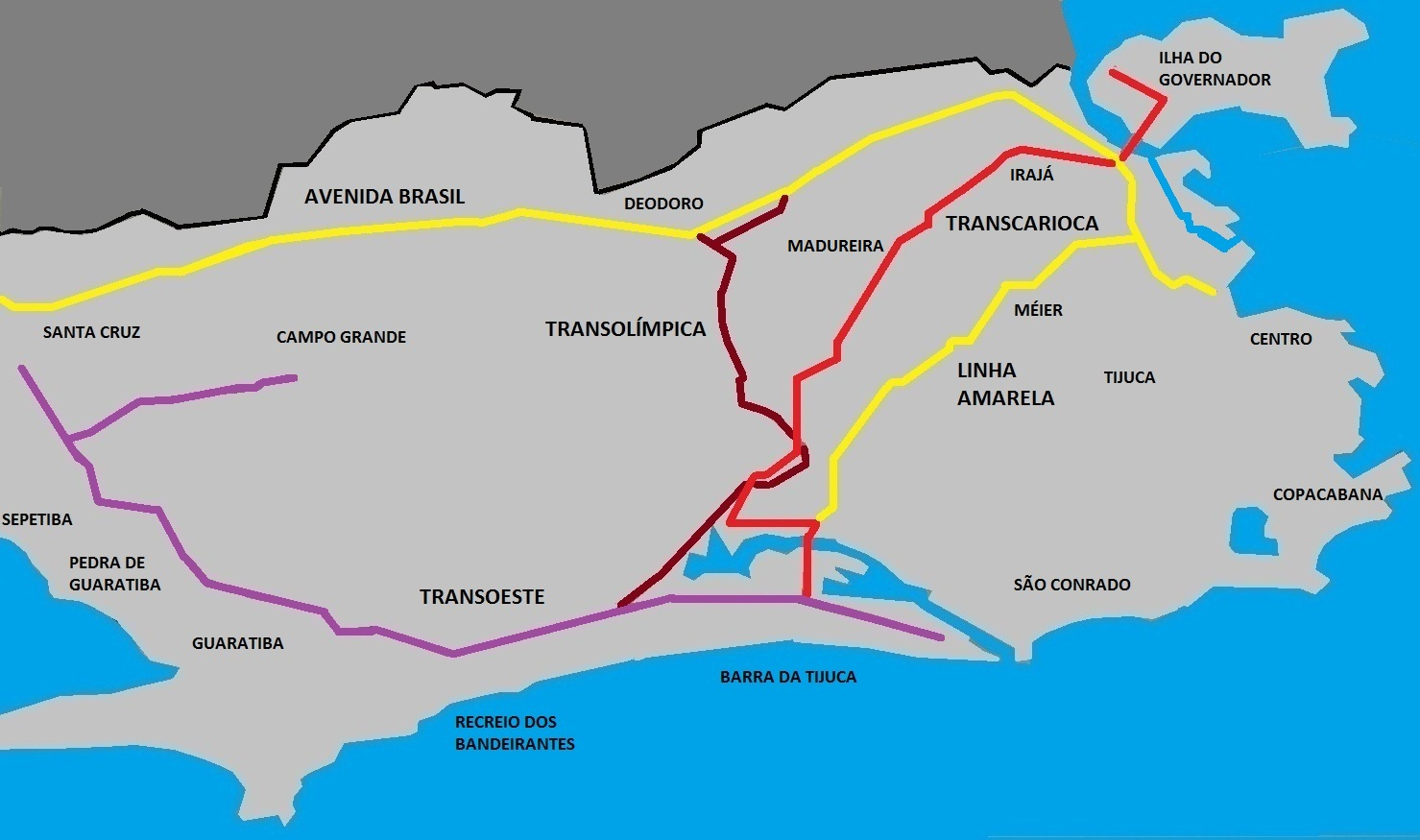
Mapa de 3 dos atuais corredores de BRT do município do Rio de Janeiro - TransOeste, em lilás, TransCarioca, em vermelho, e TransOlímpico, em vinho. Outras vias principais em amarelo.

#### Linhas de trens metropolitanos (SuperVia)
| Linha                              | Terminais                                 | Comprimento (km) | Estações |
| ---------------------------------- | ----------------------------------------- | ---------------- | -------- |
| Deodoro                            | Central do Brasil ↔ Deodoro*              | 23               | 19       |
| Santa Cruz                         | Central do Brasil ↔ Santa Cruz*           | 54,75            | 21       |
| Japeri                             | Central do Brasil ↔ Japeri                | 61,75            | 17       |
| Paracambi                          | Japeri ↔ Paracambi                        | 8,26             | 3        |
| Belford Roxo                       | Central do Brasil ↔ Belford Roxo          | 27,70            | 19       |
| Serviço Circular Honório - Deodoro | Honório Gurgel ↔ Deodoro                  | 5                | 2        |
| Saracuruna                         | Central do Brasil ↔ Gramacho ↔ Saracuruna | 34,02            | 20       |
| Vila Inhomirim                     | Saracuruna ↔ Vila Inhomirim               | 15,35            | 8        |
| Guapimirim                         | Saracuruna ↔ Guapimirim                   | 17,3             | 19       |

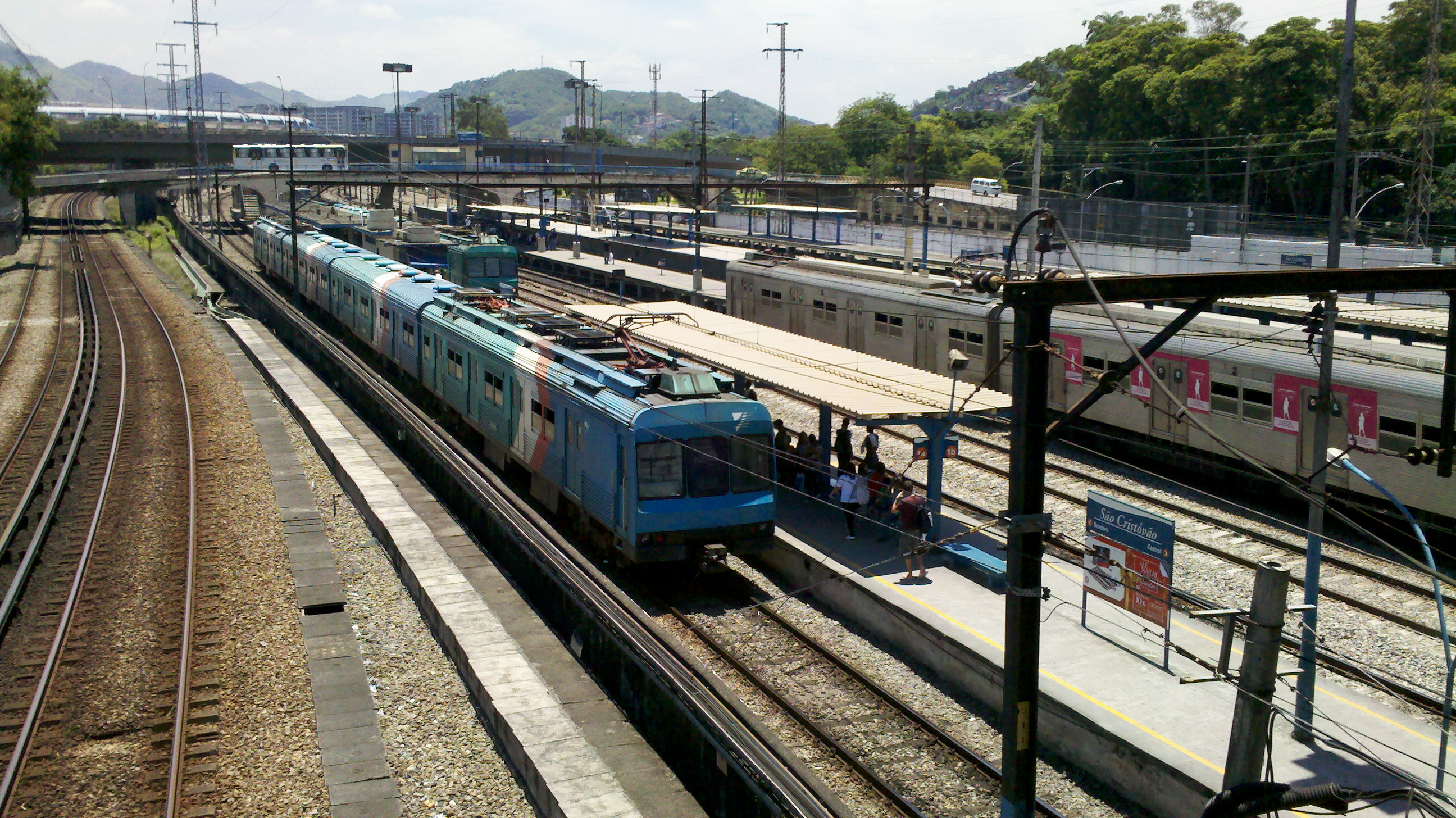
Estação São Cristóvão da SuperVia.

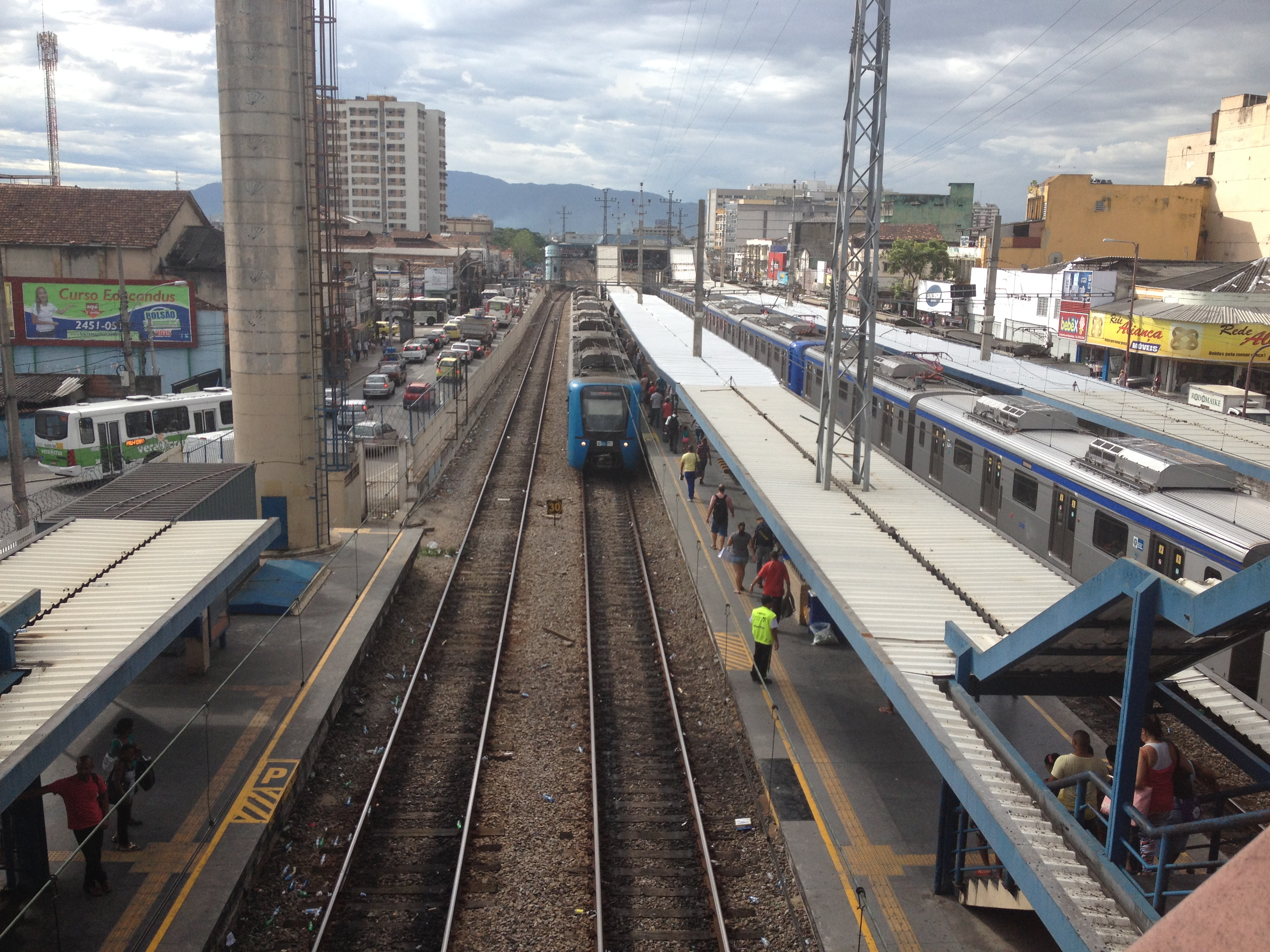
Estação de Madureira, Zona Norte do Rio, dos ramais ferroviários de Deodoro, Santa Cruz e Japeri.

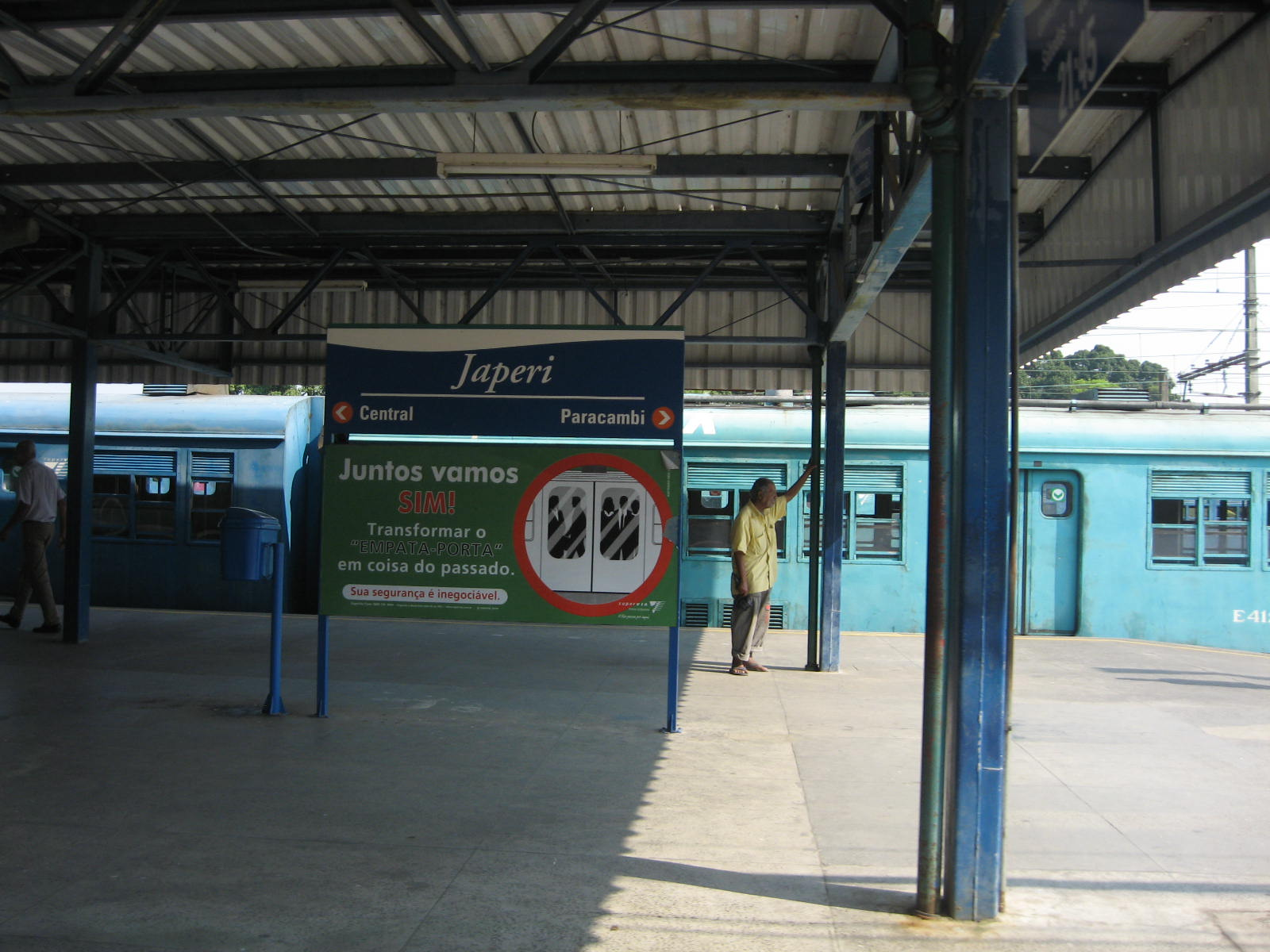
Última estação ferroviária do ramal de Japeri.

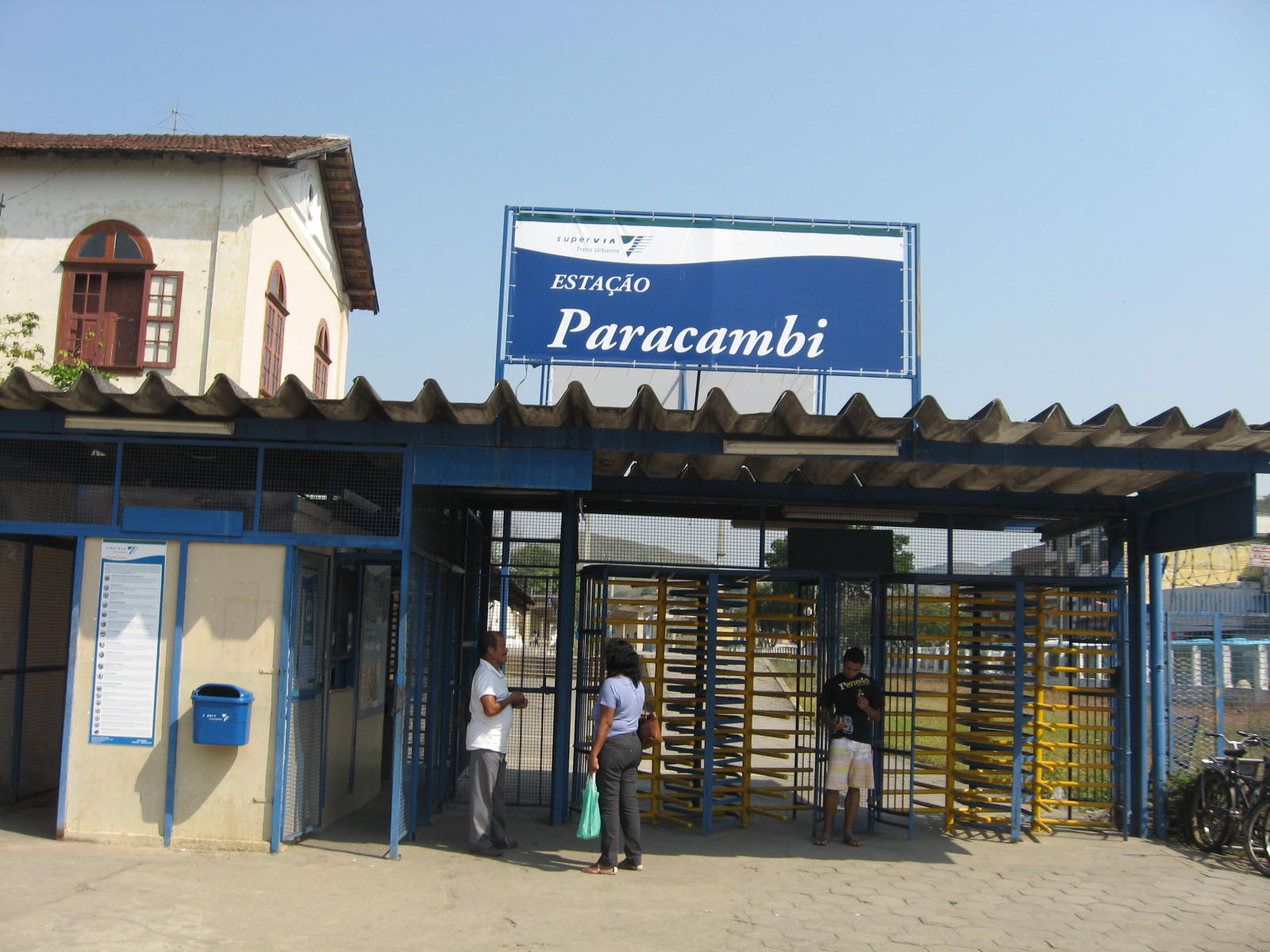
Última estação ferroviária do ramal de Paracambi (extensão do ramal de Japeri).

Nota: * Em 2020, as linhas Deodoro e Santa Cruz foram integradas, e a linha Santa Cruz passou a parar em todas as estações que antes eram exclusivas da linha Deodoro. Com isso, a linha Santa Cruz passou a ter 34 estações.

#### Linhas desativadas de trens metropolitanos (CBTU, Flumitrens e CENTRAL)
| Linha   | Terminais                      | Comprimento (km) | Estações |
| ------- | ------------------------------ | ---------------- | -------- |
| Niterói | Niterói ↔ Visconde de Itaboraí | 32,8             | 14       |
| Itaguaí | Santa Cruz ↔ Itaguaí           | 10               | 5        |

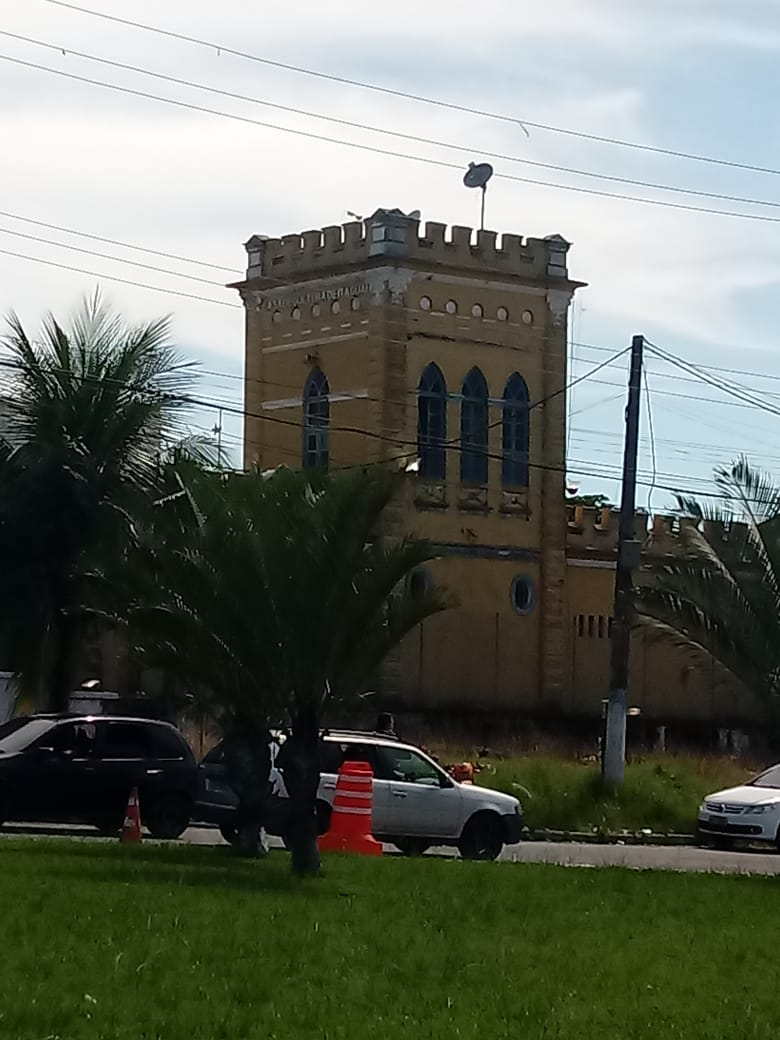
Antiga Estação Ferroviária de Itaguaí, da extensão Santa Cruz-Itaguaí, no centro do município.

Nota: Entre os anos de 1984 e 1994, as linhas de trens urbanos da Região Metropolitana estiveram sob responsabilidade da CBTU, que operava os ramais Santa Cruz (e a extensão Itaguaí), Japeri (e a extensão Paracambi) e Belford Roxo, que partiam da Estação Dom Pedro II (atual Estação Central do Brasil); Saracuruna (e as extensões Vila Inhomirim e Guapimirim), que partia da Estação Barão de Mauá; e Visconde de Itaboraí, que partia de Niterói. Em 1994, quando a administração do serviço de trens urbanos passou a ser de competência do Governo do Estado do Rio de Janeiro, esses ramais passaram a ser operados pela Flumitrens, com exceção do ramal de Itaguaí, que havia sido desativado no início da década de 1990. Em 1998, o serviço de trens urbanos na Região Metropolitana foi privatizado, e essas linhas passaram a estar sob a concessão da SuperVia; as linhas Saracuruna-Guapimirim e Niterói-Visconde de Itaboraí, contudo, permaneceram com a Flumitrens, e, em 2001, foram transferidas para a CENTRAL. A linha Niterói-Visconde de Itaboraí foi desativada nos anos 2000, e a linha Saracuruna-Guapimirim passou a ser operada pela SuperVia em 2011.

#### Linhas de metrô do Rio de Janeiro (MetrôRio)

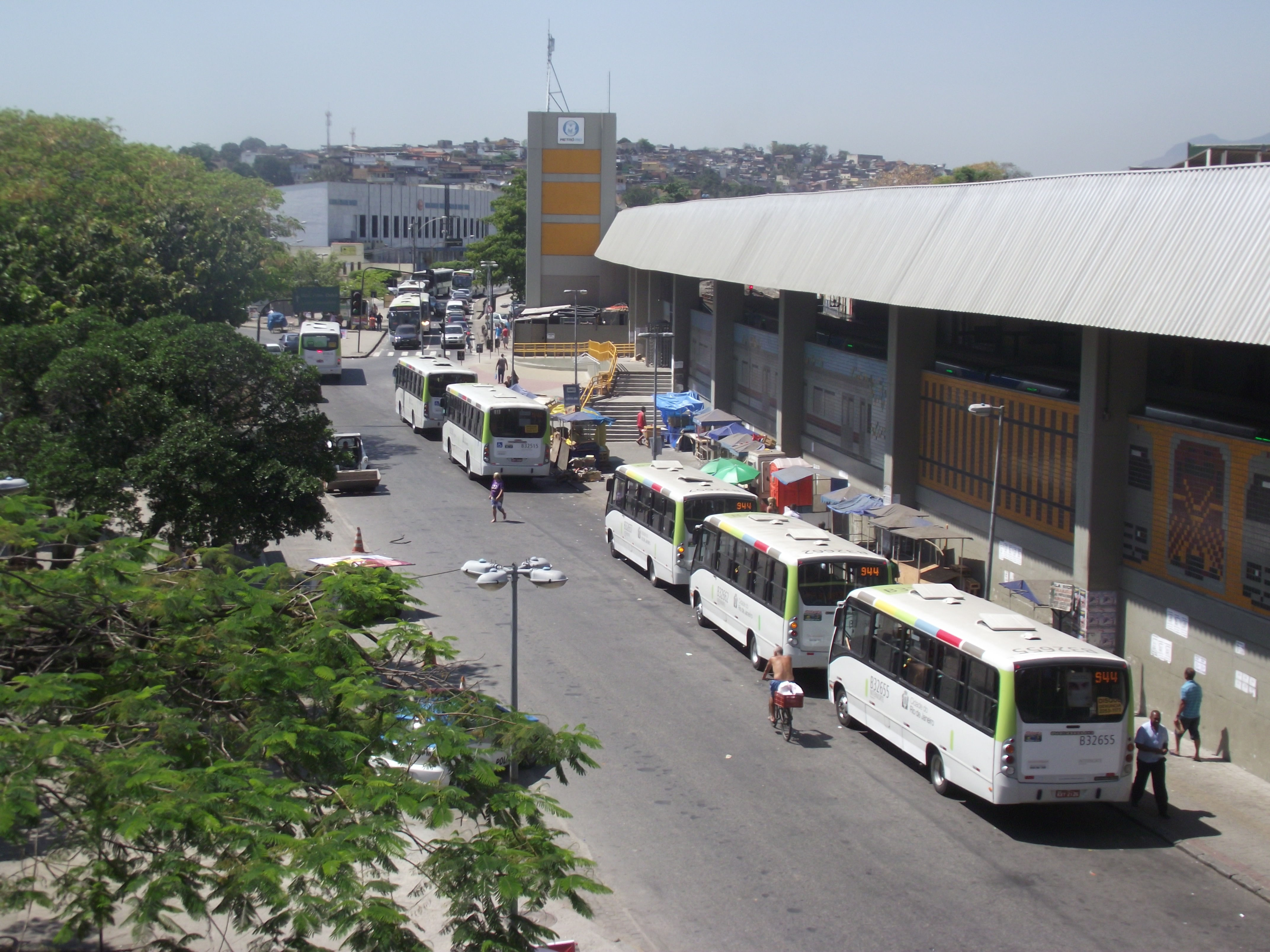
Ônibus municipais parados ao lado da última estação da Linha 2 do Metrô do Rio de Janeiro, na Pavuna.

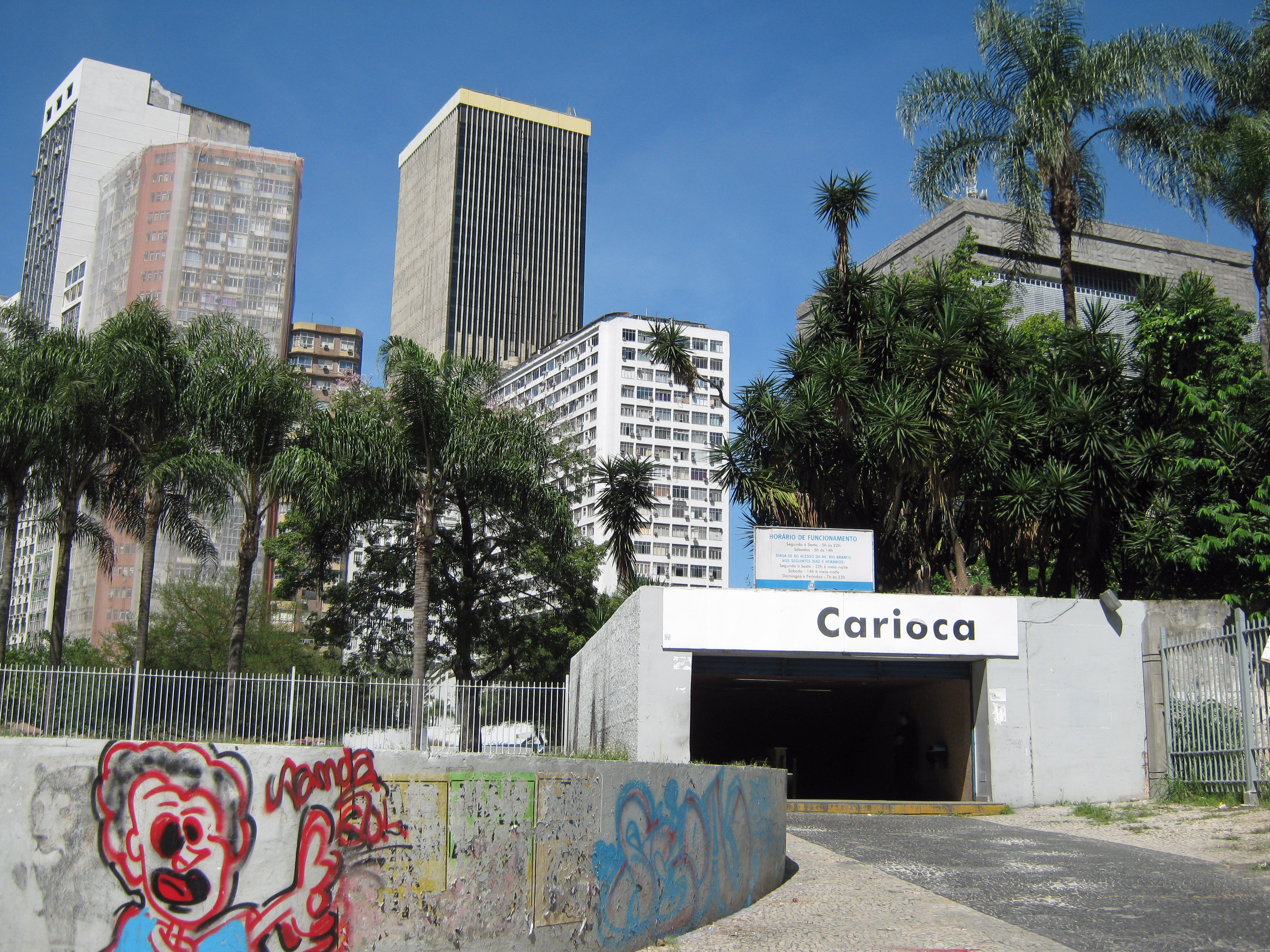
Estação Carioca das linhas 1 (Laranja) e 2 (Verde) do Metrô do Rio de Janeiro, no centro da cidade.

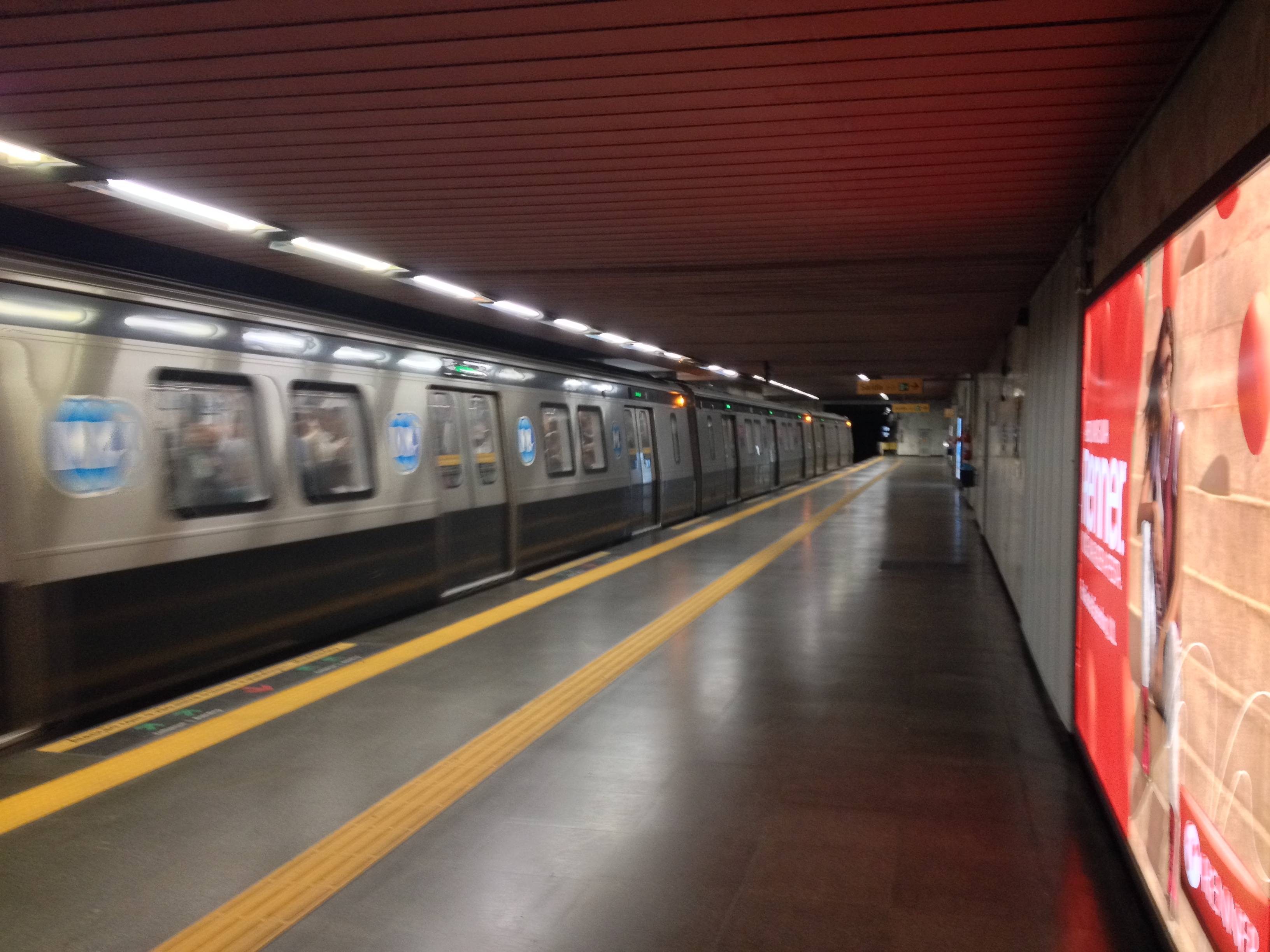
Metrô passando pela Estação Carioca.

| Linha     | Terminais                 | Inauguração | Extensão | Estações | Duração da viagem | Notas |
| --------- | ------------------------- | ----------- | -------- | -------- | ----------------- | --- |
| 1 Laranja | Uruguai ↔ Jardim Oceânico | 1979        | 17,9 km  | 20       | 49 minutos        | Desde março de 2017, a Linha 1 e a Linha 4 operam de forma conjunta, sem a necessidade de baldeação. Somadas, possuem 26,1 km de extensão e 25 estações. |
| 4 Amarela | Uruguai ↔ Jardim Oceânico | 2016        | 16 km    | 5        | 49 minutos        | Desde março de 2017, a Linha 1 e a Linha 4 operam de forma conjunta, sem a necessidade de baldeação. Somadas, possuem 26,1 km de extensão e 25 estações. |
| 2 Verde   | Pavuna ↔ Botafogo         | 1981        | 30,4 km  | 27       | 52 minutos        | Aos sábados, domingos e feriados, a Linha 2 faz o trajeto entre a Estação Pavuna e a Estação Estácio. Já em ocasiões especiais (como o Réveillon de Copacabana e os Desfile das Escolas de Samba na Praça da Apoteose), a Linha 2 é prorrogada até a Estação Jardim Oceanico |

1. ↑  Inclui as 10 estações compartilhadas com a Linha 1 durante os dias úteis.
2. ↑  Tempo entre as estações Botafogo e Pavuna, trajeto realizado nos dias úteis.

#### Linhas de barcas da área metropolitana do Rio de Janeiro (CCR Barcas)
| Linha                     | Terminais                | Inauguração      | Distância (m) | Duração das viagens (min) | Funcionamento                                                |
| ------------------------- | ------------------------ | ---------------- | ------------- | ------------------------- | ------------------------------------------------------------ |
| Rio de Janeiro ↔ Niterói  | Praça XV Praça Arariboia | A partir de 1998 | 5 000         | 20                        | Diariamente, das 6h15 às 23h30                               |
| Rio de Janeiro ↔ Paquetá  | Praça XV Paquetá         | A partir de 1998 | 19 180        | 70                        | Diariamente, das 4h45 às 23h50                               |
| Rio de Janeiro ↔ Cocotá   | Praça XV Cocotá*         | A partir de 2006 | 13 700        | 55                        | Dias úteis, das 6h30 às 20h (exceto sextas, das 6h30 às 22h) |
| Rio de Janeiro ↔ Charitas | Praça XV Charitas        | A partir de 2004 | 8 140         | 20                        | Dias úteis, das 6h às 21h30                                  |

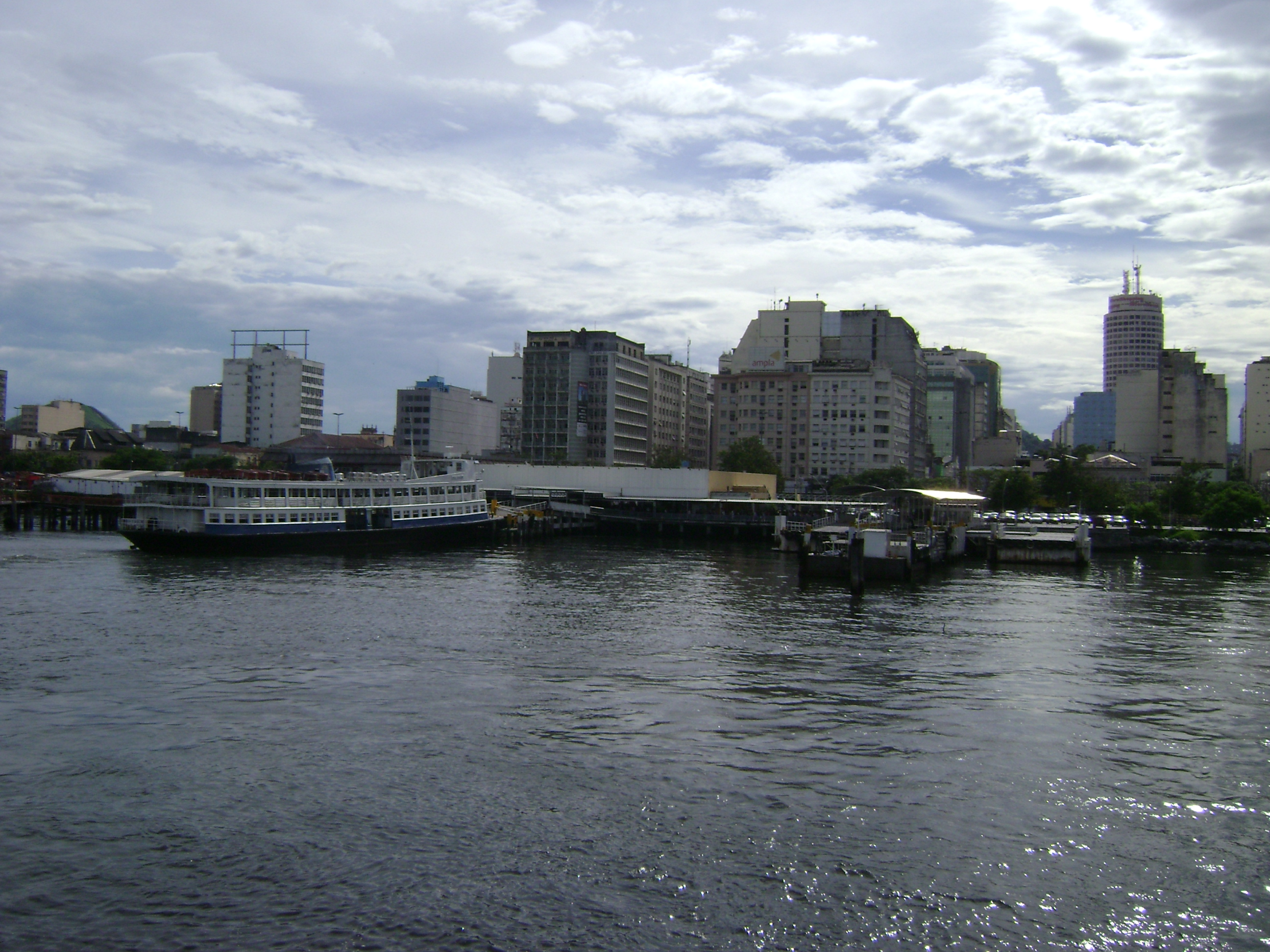
Barca na Enseada de Praia Grande, no centro de Niterói.

Nota: * Até o início dos anos 2000, a linha que servia os bairros da Ilha do Governador era a Praça XV ↔ Ribeira (ainda operada pela Barcas S/A), substituída pela linha Praça XV ↔ Cocotá no ano de 2006. Atualmente, a estação da Ribeira está desativada.

#### Histórico e distribuição dos meios de transporte público na área metropolitana

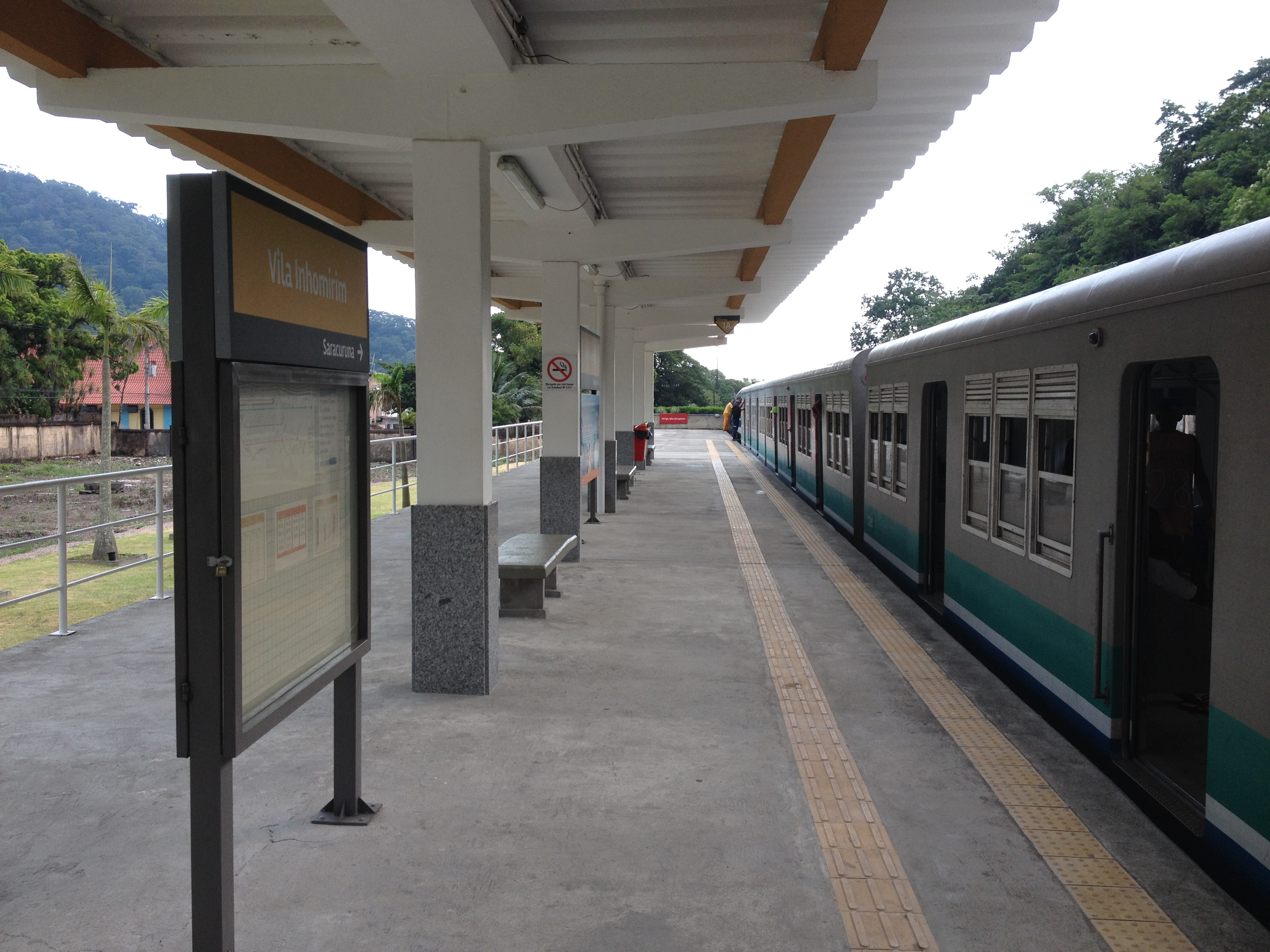
Última estação do ramal Vila Inhomirim da Supervia, em Raiz da Serra, Magé.

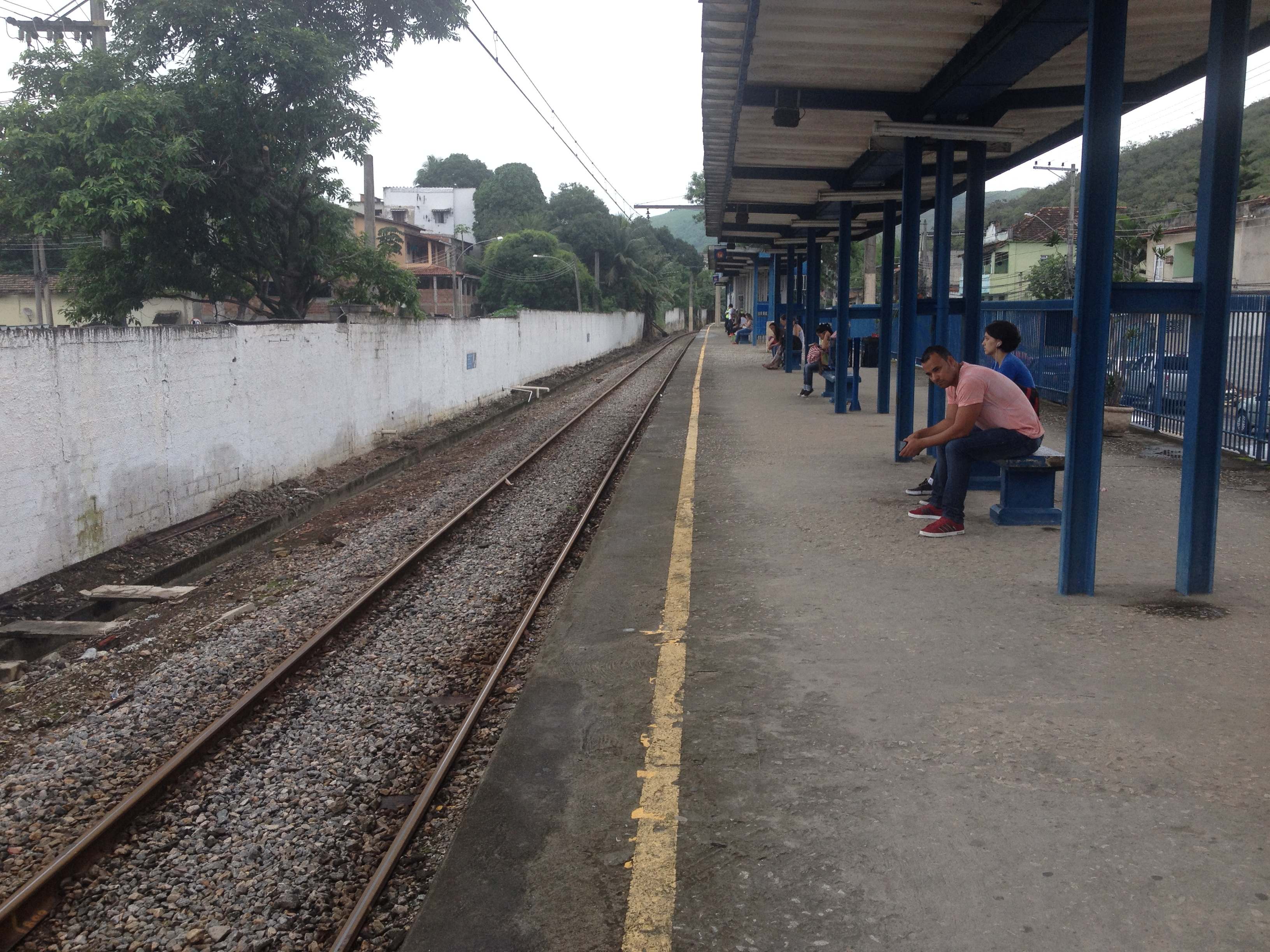
Estação Lages, do ramal ferroviário de Paracambi.

Na relação abaixo, são citados os meios de transporte urbano que operam ou já operaram dentro dos limites históricos da área metropolitana desde o início da década de 1990 (época em que a metrópole do Rio de Janeiro já estava formada), de acordo com os territórios de cada um dos entes municipais originais (de 1974) dessa região.
- Rio de Janeiro: ônibus, BRT, van, trem, metrô, VLT, bonde, teleférico, barca, catamarã, aerobarco (desativado) e taxi boat.
- Duque de Caxias: ônibus, van e trem.
- São João de Meriti: ônibus, van e trem.
- Nilópolis: ônibus, van e trem.
- Nova Iguaçu (Nova Iguaçu, Belford Roxo, Mesquita, Queimados e Japeri): ônibus, van (em Nova Iguaçu, Belford Roxo, Mesquita e Queimados) e trem.
- Magé (Magé e Guapimirim): ônibus, van e trem.
- Paracambi: ônibus e trem.
- Itaguaí (Itaguaí e Seropédica): ônibus, van, taxi boat (em Itaguaí) e trem (em Itaguaí / desativado).
- Niterói: ônibus, BRT (BHLS), van, trem (desativado), barca, catamarã e aerobarco (desativado).
- São Gonçalo: ônibus, van e trem (desativado).
- Itaboraí (Itaboraí e Tanguá): ônibus, van e trem (em Itaboraí / desativado).
- Maricá: ônibus e van.
- Rio Bonito: ônibus e van.*
- Cachoeiras de Macacu: ônibus e van.*

De todos esses meios de transporte, apenas os ônibus e as vans possuem linhas que ligam, diretamente (sem que haja necessidade de se fazer baldeações), bairros localizados em todas as 14 áreas dos entes administrativos originais (bem como em todos os atuais 21 municípios) da metrópole citados acima ao centro da capital, o que mostra a insuficiência de linhas em outros modais que não o rodoviário, e a precariedade do transporte metropolitano no Rio de Janeiro.
Nota: * Oficialmente, os municípios de Rio Bonito e Cachoeiras de Macacu só foram incluídos na RMRJ em 2013.

#### Modais de transporte urbano que ligam cada município da periferia da metrópole ao centro da capital atualmente
A tabela abaixo apresenta os municípios da periferia da metrópole, vinculados ao núcleo metropolitano pela existência de linhas intermunicipais de transporte urbano ligando o município periférico ao centro da capital, pelos movimentos pendulares diários feitos pela população em direção ao núcleo, entre outras características que evidenciam essa relação.
| Município da metrópole | Sub-região da área metropolitana | Modais de transporte urbano de ligação ao núcleo metropolitano          |
| ---------------------- | -------------------------------- | ----------------------------------------------------------------------- |
| Duque de Caxias        | Baixada Fluminense               | Rodoviário; Ferroviário                                                 |
| São João de Meriti     | Baixada Fluminense               | Rodoviário; Ferroviário                                                 |
| Belford Roxo           | Baixada Fluminense               | Rodoviário; Ferroviário                                                 |
| Nilópolis              | Baixada Fluminense               | Rodoviário; Ferroviário                                                 |
| Mesquita               | Baixada Fluminense               | Rodoviário; Ferroviário                                                 |
| Nova Iguaçu            | Baixada Fluminense               | Rodoviário; Ferroviário                                                 |
| Queimados              | Baixada Fluminense               | Rodoviário; Ferroviário                                                 |
| Japeri                 | Baixada Fluminense               | Rodoviário; Ferroviário                                                 |
| Paracambi              | Baixada Fluminense               | Rodoviário; Ferroviário (baldeação na Estação Japeri)                   |
| Seropédica             | Baixada Fluminense               | Rodoviário                                                              |
| Itaguaí                | Baixada Fluminense               | Rodoviário                                                              |
| Magé                   | Baixada Fluminense               | Rodoviário; Ferroviário (baldeações nas estações Saracuruna e Gramacho) |
| Guapimirim             | Baixada Fluminense               | Rodoviário; Ferroviário (baldeações nas estações Saracuruna e Gramacho) |
| Niterói                | Leste Metropolitano              | Rodoviário; Aquaviário                                                  |
| São Gonçalo            | Leste Metropolitano              | Rodoviário                                                              |
| Itaboraí               | Leste Metropolitano              | Rodoviário                                                              |
| Tanguá                 | Leste Metropolitano              | Rodoviário                                                              |
| Maricá                 | Leste Metropolitano              | Rodoviário                                                              |
| Rio Bonito             | Leste Metropolitano              | Rodoviário                                                              |
| Cachoeiras de Macacu   | Leste Metropolitano              | Rodoviário                                                              |

### Principais vias utilizadas para o transporte coletivo na área metropolitana

#### Transporte rodoviário

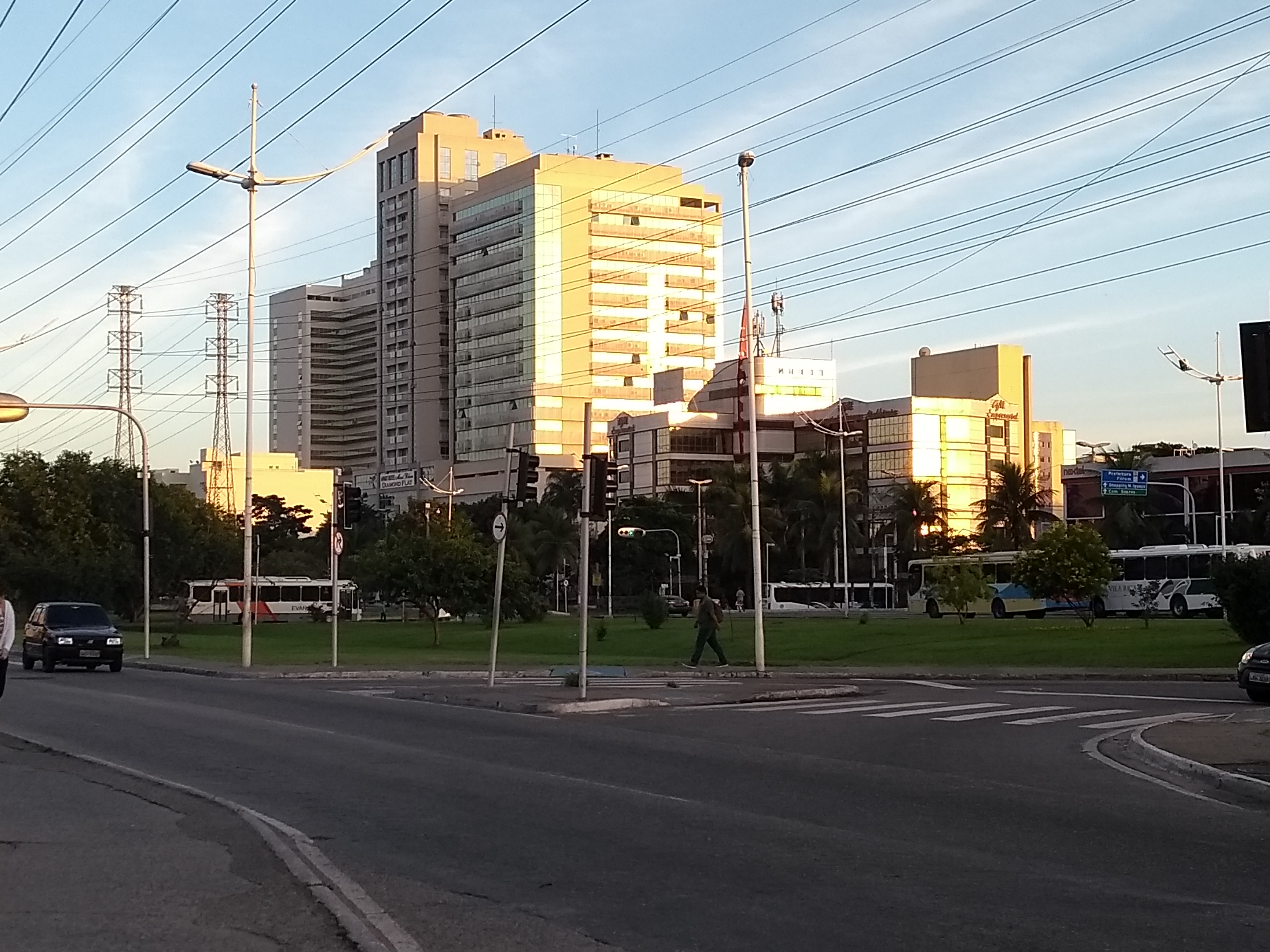
Via Light, na altura de Nova Iguaçu.

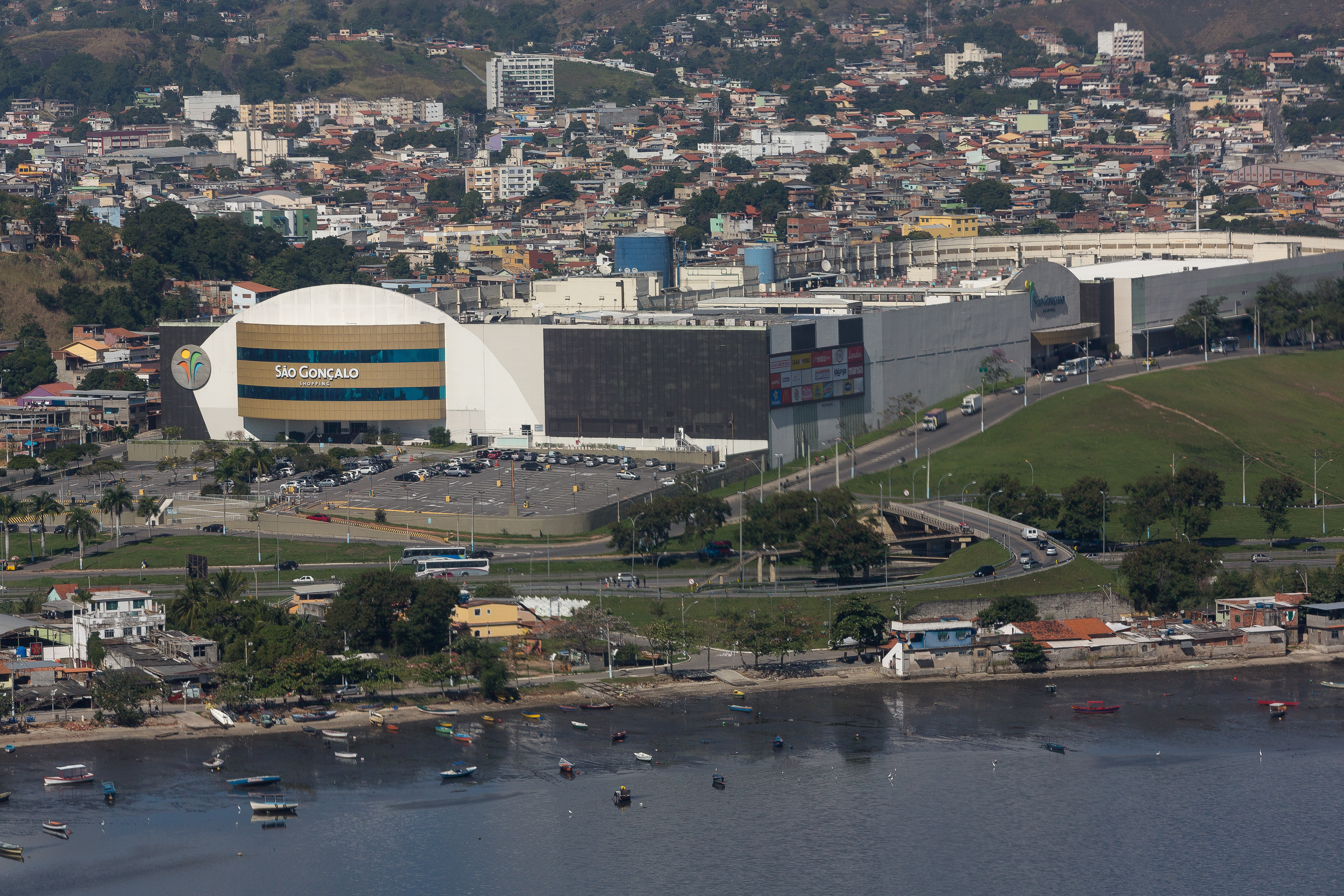
Vista da Rodovia Niterói-Manilha na altura do São Gonçalo Shopping, no bairro Boa Vista, em São Gonçalo.

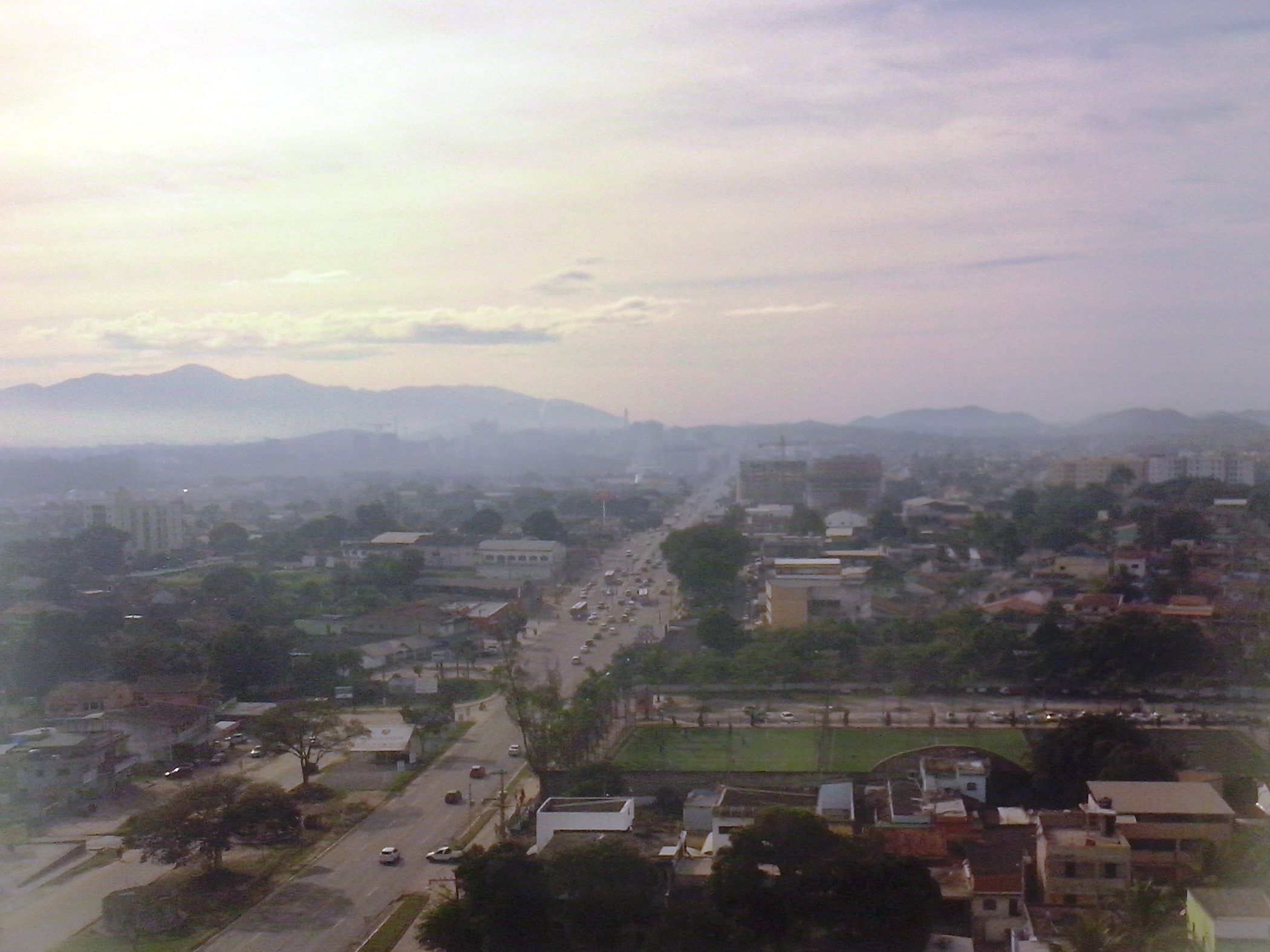
Avenida 22 de Maio na altura de Outeiro das Pedras, em Itaboraí.

Mapa do transporte público do Rio de Janeiro - nota-se a insuficiência dos transportes de massa no Leste Metropolitano.

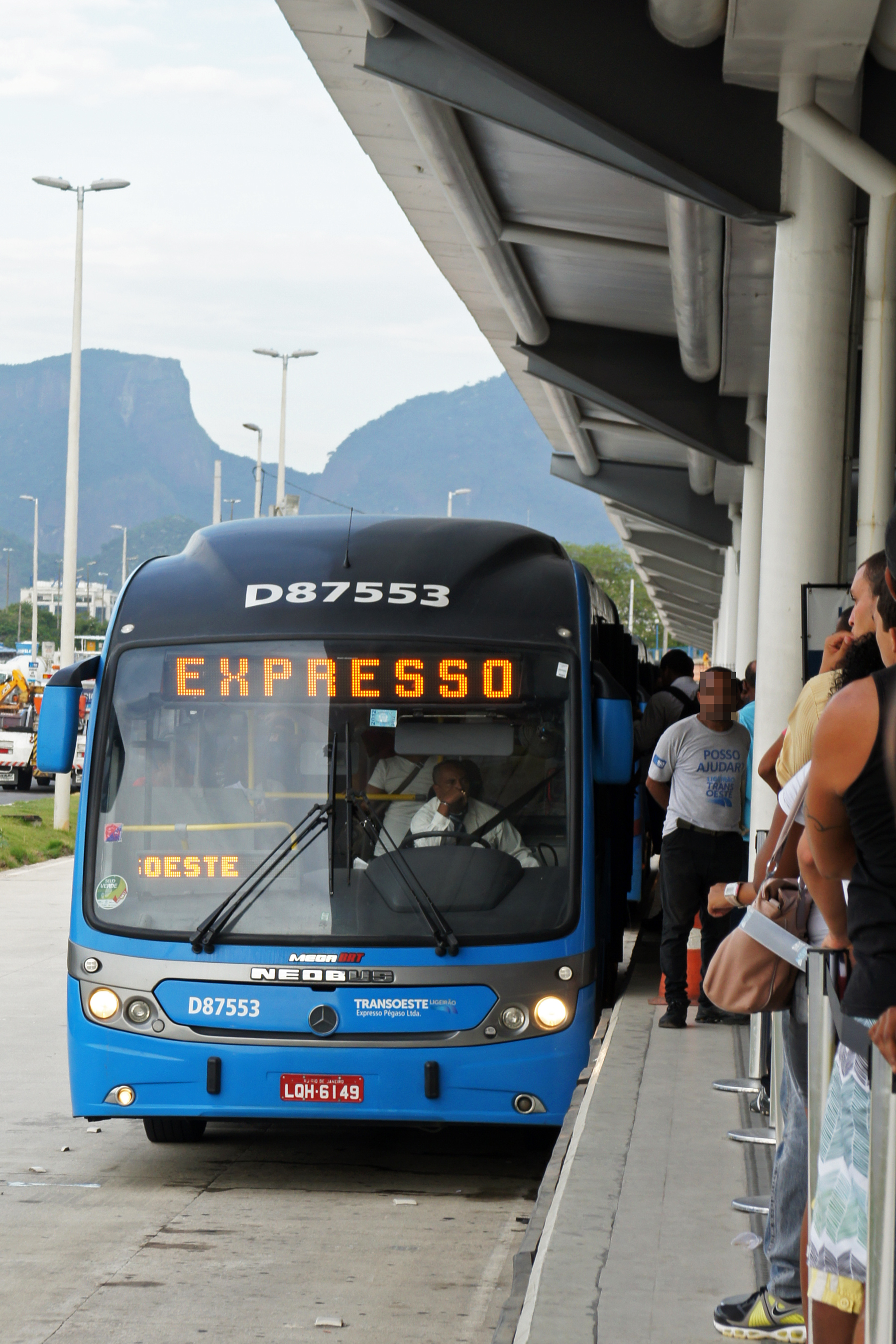
BRT do corredor TransOeste no Terminal Alvorada, principal ponto de integração de BRT's do Rio de Janeiro.

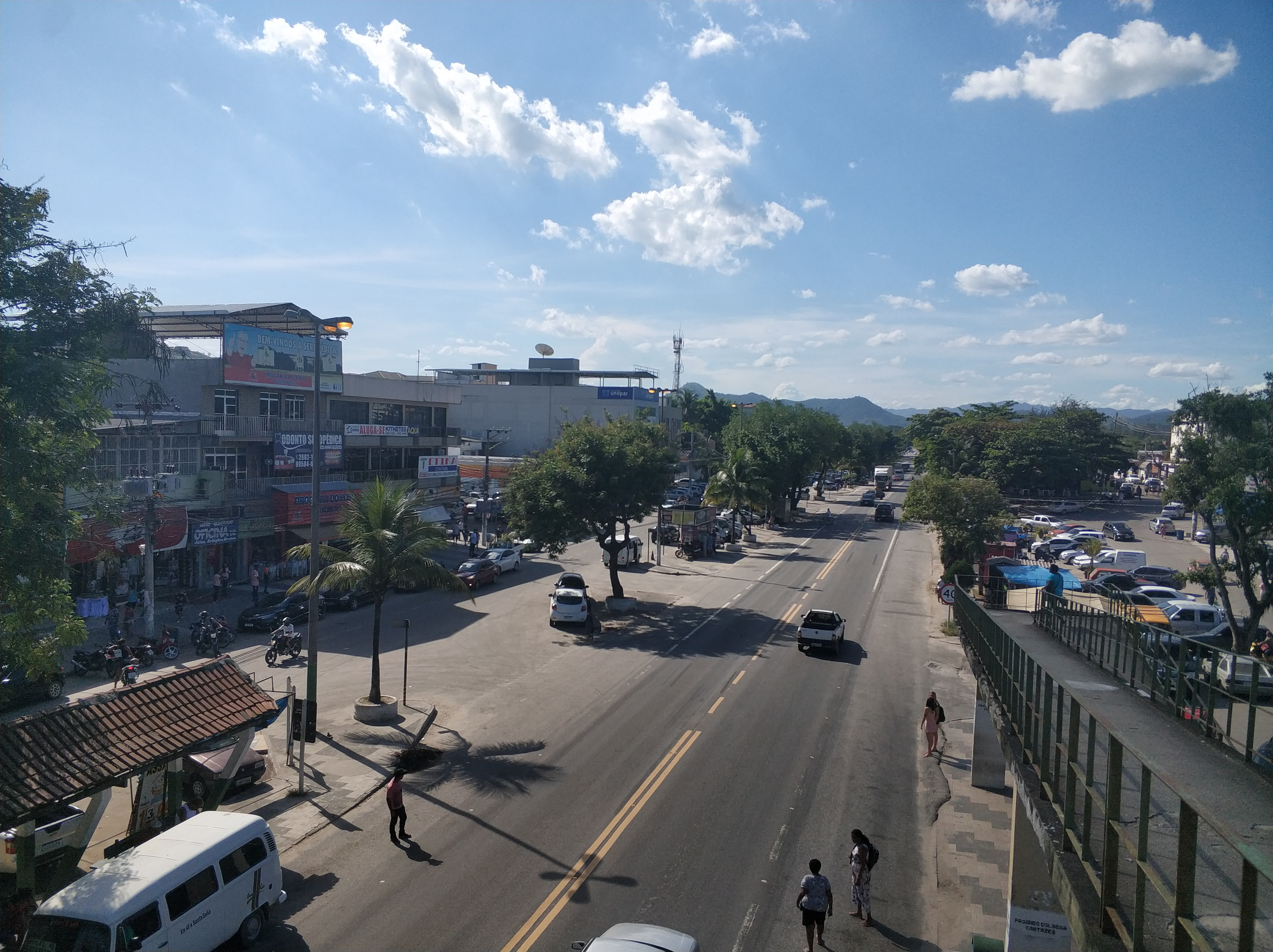
Antiga Estrada Rio-São Paulo na altura do centro de Seropédica, entre Boa Esperança e Fazenda Caxias.

- Linha Vermelha, no Rio de Janeiro, Duque de Caxias e São João de Meriti.
- BR-101 Sul (incluídas a Avenida Brasil e a Rodovia Rio-Santos), no Rio de Janeiro e Itaguaí.
- Av. Pastor Martin Luther King Júnior (Av. Automóvel Clube), no Rio de Janeiro, São João de Meriti e Belford Roxo.
- Av. Dom Hélder Câmara (antiga Avenida Suburbana), no Rio de Janeiro.
- Av. Edgard Romero/Av. Vicente de Carvalho, no Rio de Janeiro.
- Rua Cândido Benício/Av. Nelson Cardoso/Estrada dos Bandeirantes, no Rio de Janeiro.
- Av. Radial Oeste/Av. Vinte e Quatro de Maio/Av. Amaro Cavalcanti/Rua Clarimundo de Melo, no Rio de Janeiro.
- Autoestrada Lagoa-Barra/Av. das Américas/Av. Dom João VI, no Rio de Janeiro.
- Av. Ayrton Senna/Linha Amarela, no Rio de Janeiro.
- Estrada da Posse, no Rio de Janeiro.
- Antiga Estrada Rio-São Paulo, no Rio de Janeiro, Nova Iguaçu e Seropédica.
- RJ-099, em Seropédica e Itaguaí.
- BR-116 Sul (Via Dutra), no Rio, São João, Mesquita, Belford Roxo, Nova Iguaçu, Queimados, Seropédica, Itaguaí e Paracambi.
- Via Light, no Rio de Janeiro, Nilópolis, São João de Meriti, Mesquita e Nova Iguaçu.
- Av. Abílio Augusto Távora (Estrada de Madureira), em Nova Iguaçu.
- Av. Joaquim da Costa Lima, em Belford Roxo.
- Rua Belkiss/Av. Comendador Teles, em São João de Meriti.
- Av. Tancredo Neves, em Queimados e Japeri.
- RJ-125, em Seropédica e Japeri.
- RJ-127, em Seropédica e Paracambi.
- BR-040 (Rodovia Washington Luís), no Rio de Janeiro e Duque de Caxias.
- Av. Presidente Kennedy, em Duque de Caxias e Belford Roxo.
- BR-116 Norte, em Duque de Caxias, Magé e Guapimirim.
- BR-493 (trecho entre o Jardim Primavera, em Caxias, e Manilha, em Itaboraí), em Caxias, Magé, Guapimirim e Itaboraí.
- RJ-122, em Guapimirim e Cachoeiras de Macacu.
- BR-101 Norte (incluídas a Ponte Rio-Niterói, a Avenida do Contorno e a Rodovia Niterói-Manilha), no Rio, Niterói, São Gonçalo, Itaboraí, Tanguá e Rio Bonito.
- Avenida 22 de Maio, em Itaboraí.
- RJ-116, em Itaboraí e Cachoeiras.
- RJ-114, em Itaboraí e Maricá.
- RJ-124, em Rio Bonito.
- Rua Francisco Portela/Rua Feliciano Sodré/Rua Nilo Peçanha/Rua Alfredo Backer, em São Gonçalo.
- Rua Getúlio Vargas/Av. Maricá, em São Gonçalo.
- Estrada Raul Veiga/Estrada do Pacheco/Estrada de Santa Izabel, em São Gonçalo.
- Alameda São Boaventura/RJ-104 (Rodovia Amaral Peixoto), em Niterói, São Gonçalo e Itaboraí.
- RJ-106, em São Gonçalo, Niterói e Maricá.
- Estrada da Paciência, em Niterói.
- Av. Rui Barbosa/Estrada Caetano Monteiro, em Niterói.
- Rua Mário Viana/Estrada Francisco da Cruz Nunes, em Niterói.
- Rua Noronha Torrezão/Estrada Viçoso Jardim/Estrada Alarico de Souza, em Niterói.
- Av. Ewerton Xavier (antiga Avenida Central), em Niterói.

#### Transporte rodoviário (corredores de BRT)
- Corredor TransOeste, no Rio de Janeiro.
- Corredor TransCarioca, no Rio de Janeiro.
- Corredor TransOlímpico, no Rio de Janeiro.
- Corredor TransBrasil, no Rio de Janeiro.
- Corredor TransOceânico (BHLS), em Niterói.

#### Transporte ferroviário

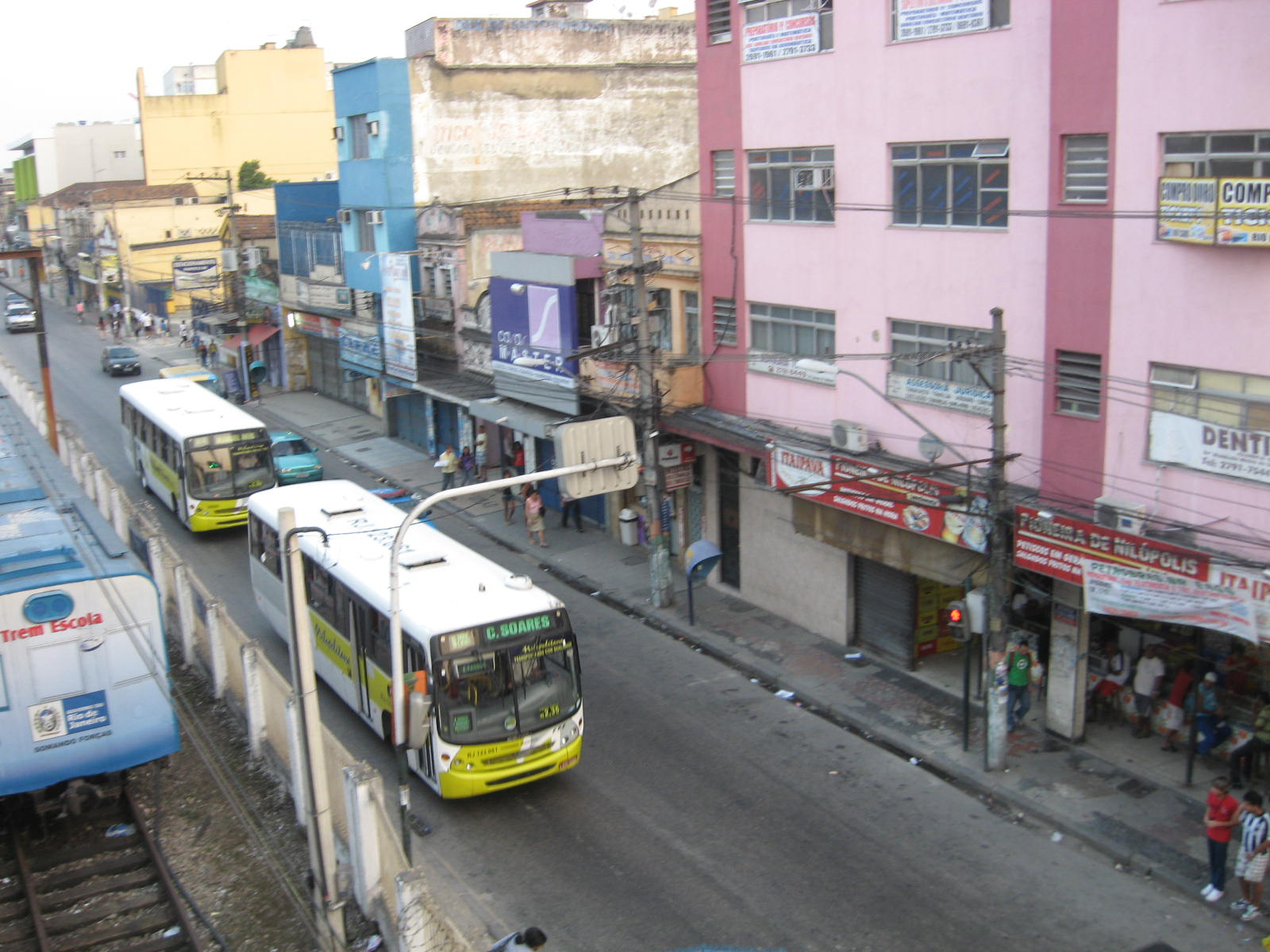
Ramal ferroviário de Japeri, paralelo à Av. Getúlio de Moura, na altura de Nilópolis.

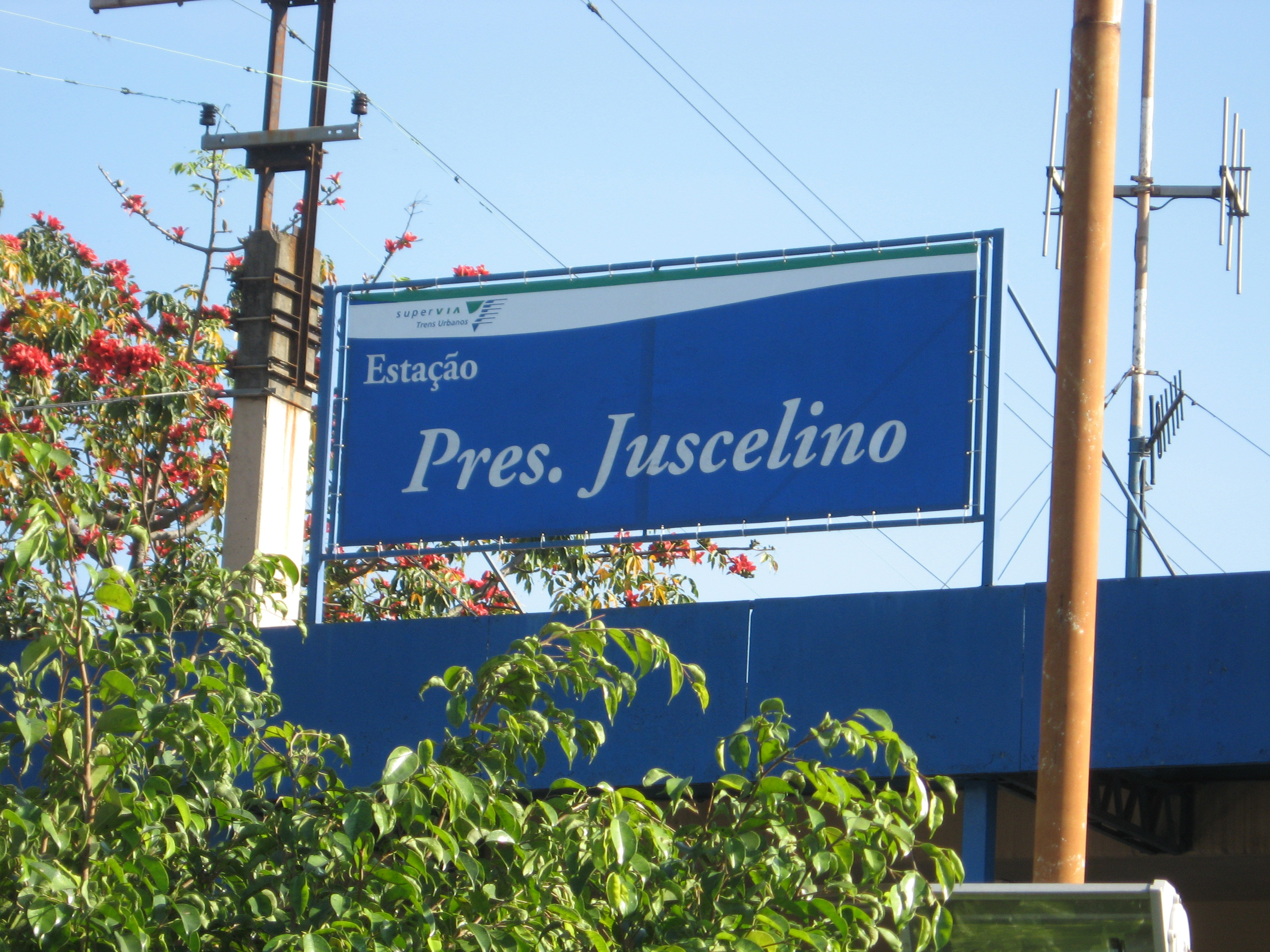
Estação Presidente Juscelino do ramal de Japeri, no município de Mesquita.

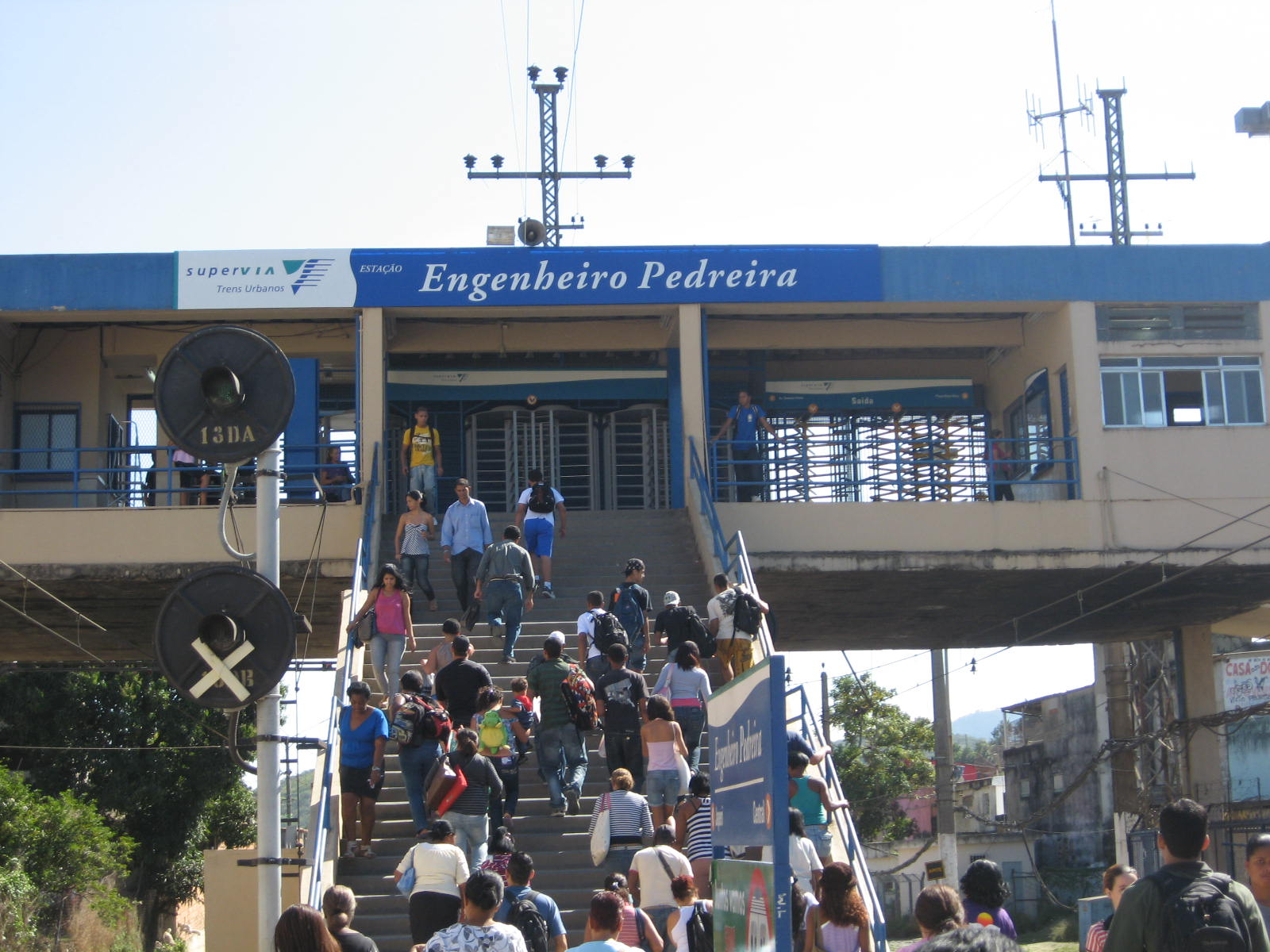
Estação Engenheiro Pedreira, penúltima estação do ramal de Japeri.

- Ramal Central-Deodoro (integrado ao ramal de Santa Cruz).[213]
- Ramal Central-Santa Cruz.[213]
- Ramal Central-Japeri.
- Ramal Central-Belford Roxo.
- Ramal Central-Gramacho/Saracuruna.
- Ramal Saracuruna-Vila Inhomirim.
- Ramal Saracuruna-Guapimirim.
- Ramal Japeri-Paracambi.

#### Antigos ramais ferroviários
- Ramal Santa Cruz-Itaguaí (desativado).[214]
- Ramal Niterói-Visconde de Itaboraí (desativado).[122]

#### Transporte metroviário
- Linha 1 - Laranja: Uruguai (Tijuca) - General Osório (Ipanema).
- Linha 2 - Verde: Pavuna - Botafogo.
- Linha 4 - Amarela (atualmente, unida à linha 1): General Osório (Ipanema) - Jardim Oceânico (Barra da Tijuca).

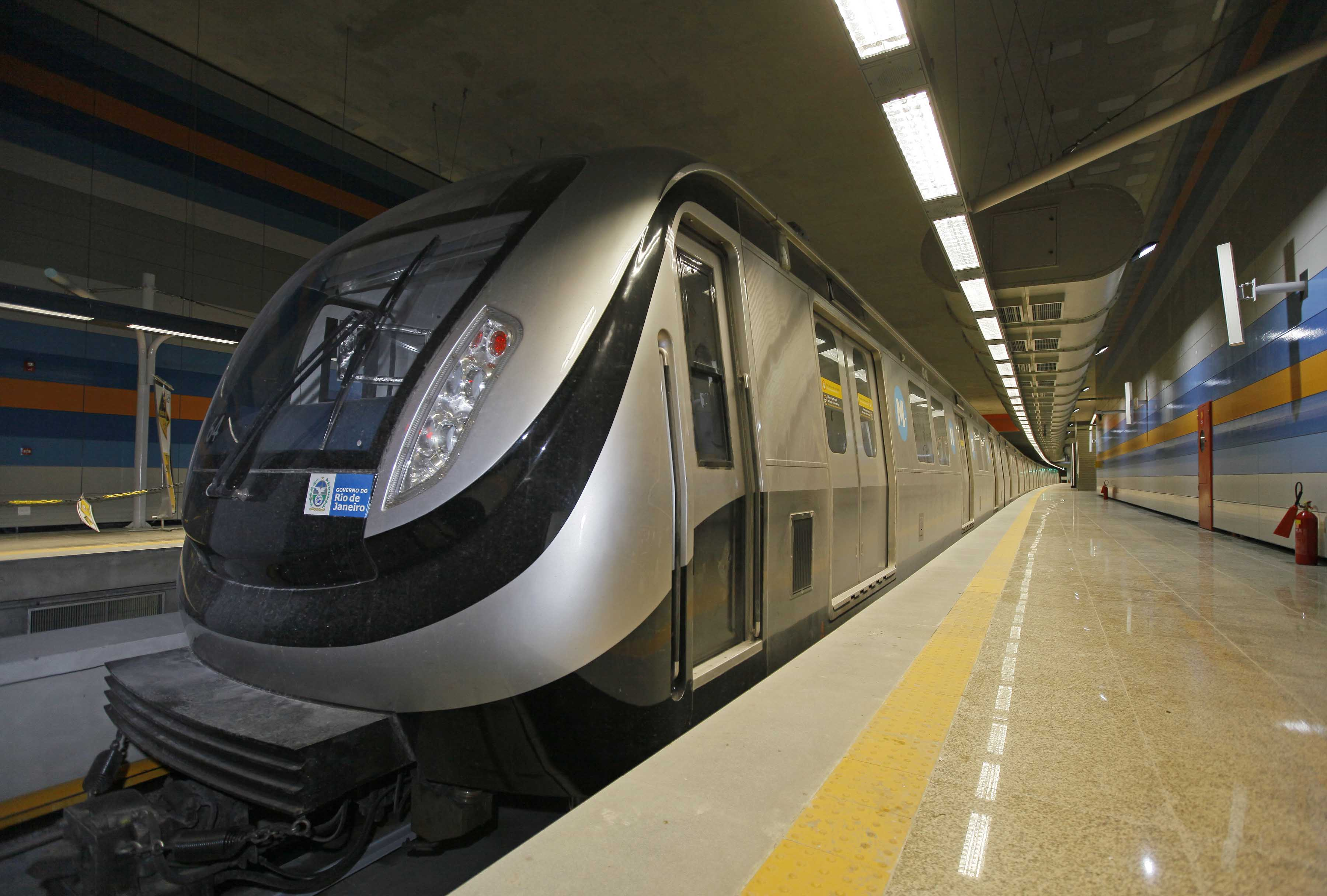
Metrô na Estação Antero de Quental da Linha 4 (Amarela), no Leblon, Zona Sul do Rio de Janeiro.

### Distribuição de energia elétrica
A distribuição de energia elétrica no Grande Rio é feita por duas empresas: Light e Enel. A Light fornece energia para uma região que abrange a capital e a maior parte da Baixada Fluminense, atendendo aos municípios do Rio de Janeiro, Duque de Caxias, São João de Meriti, Belford Roxo, Nilópolis, Mesquita, Nova Iguaçu, Queimados, Japeri, Paracambi, Seropédica e Itaguaí. Já a Enel (antes conhecida como Ampla), distribui energia para uma área que compreende todo o Leste Fluminense e uma pequena parte da Baixada, atendendo aos municípios de Niterói, São Gonçalo, Itaboraí, Maricá, Tanguá, Rio Bonito, Cachoeiras de Macacu, Guapimirim e Magé, além de alguns bairros de Duque de Caxias, nas imediações do distrito de Imbariê.

### Abastecimento de água
A área metropolitana do Rio de Janeiro conta com duas estações de tratamento de água principais - a ETA Guandu e a ETA Laranjal - que atendem à maioria dos seus municípios.
A ETA Guandu é a maior estação de tratamento de água do mundo em produção contínua, e abastece cerca de 9 milhões de pessoas no Grande Rio, mais especificamente, na capital e na Baixada Fluminense. Localiza-se no bairro Jardim Guandu, no município de Nova Iguaçu. A Estação de Tratamento de Água do Guandu atende aos municípios do Rio de Janeiro, Duque de Caxias, São João de Meriti, Nilópolis, Belford Roxo, Mesquita, Nova Iguaçu, Queimados e Itaguaí.
A ETA Laranjal é um complexo de produção e fornecimento de água potável, constituído de três estações interligadas. A água é captada no Canal de Imunana, no município de Guapimirim, de onde é bombeada até a ETA Laranjal. A Estação de Tratamento de Água do Laranjal está situada no bairro Laranjal, no município de São Gonçalo, e fornece água para os moradores dos municípios de Niterói, São Gonçalo, Itaboraí e Maricá, no Leste Fluminense, além da Ilha de Paquetá, no município do Rio de Janeiro.
Há, ainda, estações de tratamento menores na Região do Grande Rio - como a ETA Japeri, a ETA Magé e a ETA Tanguá -, que fornecem água para algumas partes da metrópole que não são abastecidas pelas duas estações principais (Guandu e Laranjal).

#### Percentual de habitantes atendidos por rede de água em cada um dos municípios da Região Metropolitana do Rio de Janeiro
| Município de residência | Sub-região          | Percentual de moradores atendidos por rede de água |
| ----------------------- | ------------------- | -------------------------------------------------- |
| Rio de Janeiro          | Capital             | 97,4%                                              |
| Duque de Caxias         | Baixada Fluminense  | 84,5%                                              |
| São João de Meriti      | Baixada Fluminense  | 91,6%                                              |
| Belford Roxo            | Baixada Fluminense  | 76,5%                                              |
| Nilópolis               | Baixada Fluminense  | 97,7%                                              |
| Mesquita                | Baixada Fluminense  | 97,0%                                              |
| Nova Iguaçu             | Baixada Fluminense  | 93,2%                                              |
| Queimados               | Baixada Fluminense  | 84,1%                                              |
| Japeri                  | Baixada Fluminense  | 72,4%                                              |
| Paracambi               | Baixada Fluminense  | 70,7%                                              |
| Seropédica              | Baixada Fluminense  | 68,4%                                              |
| Itaguaí                 | Baixada Fluminense  | 83,2%                                              |
| Magé                    | Baixada Fluminense  | 72,9%                                              |
| Guapimirim              | Baixada Fluminense  | 70,8%                                              |
| Niterói                 | Leste Metropolitano | 100,0%                                             |
| São Gonçalo             | Leste Metropolitano | 81,3%                                              |
| Itaboraí                | Leste Metropolitano | 74,1%                                              |
| Tanguá                  | Leste Metropolitano | 51,7%                                              |
| Maricá                  | Leste Metropolitano | 41,8%                                              |
| Rio Bonito              | Leste Metropolitano | 77,0%                                              |
| Cachoeiras de Macacu    | Leste Metropolitano | 94,5%                                              |

#### Tratamento de esgoto
A lista a seguir apresenta o percentual de habitantes que têm seus esgotos coletados e tratados em cada um dos municípios da metrópole. Niterói tem o melhor sistema de saneamento básico da região, com quase 100% do esgoto doméstico tratado. No outro extremo, nove municípios da Região Metropolitana não têm saneamento básico. Em Japeri, por exemplo, o esgoto produzido nas casas é lançado diretamente nos rios.
| Município de residência | Sub-região          | Percentual de habitantes que têm seus esgotos coletados e tratados |
| ----------------------- | ------------------- | ------------------------------------------------------------------ |
| Rio de Janeiro          | Capital             | 63,48%                                                             |
| Duque de Caxias         | Baixada Fluminense  | 1,06%                                                              |
| São João de Meriti      | Baixada Fluminense  | 0%                                                                 |
| Belford Roxo            | Baixada Fluminense  | 15,98%                                                             |
| Nilópolis               | Baixada Fluminense  | 0%                                                                 |
| Mesquita                | Baixada Fluminense  | 50,31%                                                             |
| Nova Iguaçu             | Baixada Fluminense  | 15,42%                                                             |
| Queimados               | Baixada Fluminense  | 15,13%                                                             |
| Japeri                  | Baixada Fluminense  | 0%                                                                 |
| Paracambi               | Baixada Fluminense  | 0%                                                                 |
| Seropédica              | Baixada Fluminense  | 0%                                                                 |
| Itaguaí                 | Baixada Fluminense  | 0%                                                                 |
| Magé                    | Baixada Fluminense  | 4,73%                                                              |
| Guapimirim              | Baixada Fluminense  | 0%                                                                 |
| Niterói                 | Leste Metropolitano | 97,7%                                                              |
| São Gonçalo             | Leste Metropolitano | 3,85%                                                              |
| Itaboraí                | Leste Metropolitano | 1,5%                                                               |
| Tanguá                  | Leste Metropolitano | 0%                                                                 |
| Maricá                  | Leste Metropolitano | 22,37%                                                             |
| Rio Bonito              | Leste Metropolitano | 0%                                                                 |
| Cachoeiras de Macacu    | Leste Metropolitano | 35,36%                                                             |

## Geografia física

### Relevo e vegetação
A Região Metropolitana do Rio de Janeiro está localizada numa área de planície, banhada, ao sul, pelo Oceano Atlântico, e cercada pelo trecho da Serra do Mar que começa no oeste de Itaguaí, segue pelo noroeste de Paracambi e Japeri e pelo norte dos municípios de Nova Iguaçu, Duque de Caxias, Magé, Guapimirim e Cachoeiras de Macacu, e termina entre o nordeste de Itaboraí e Tanguá e o norte de Rio Bonito; no trecho da Serra do Mar que cerca o Grande Rio, estão setores como a Serra das Araras, a Serra do Tinguá e a Serra dos Órgãos.
No meio das baixadas, entre as baías de Guanabara e de Sepetiba, há três maciços costeiros principais: Tijuca, Pedra Branca e Gericinó-Mendanha - todos com grandes áreas verdes preservadas. Entretanto, ao norte e ao leste da Baía de Guanabara, ainda na área das baixadas, há outros maciços importantes, como o do Suruí, em Magé, o de Itaúna, no norte de São Gonçalo, o da Serra da Tiririca, entre Niterói e Maricá, o da Serra de Calaboca, entre Niterói, São Gonçalo e Maricá, e o da Serra do Mato Grosso, no leste de Maricá.
No município do Rio de Janeiro, encostas são cobertas por florestas e espécies remanescentes de mata atlântica são preservadas no Parque Nacional da Tijuca. Também na capital, mata de baixada, restingas e manguezais são preservados nas áreas de proteção ambiental de Grumari e Prainha.

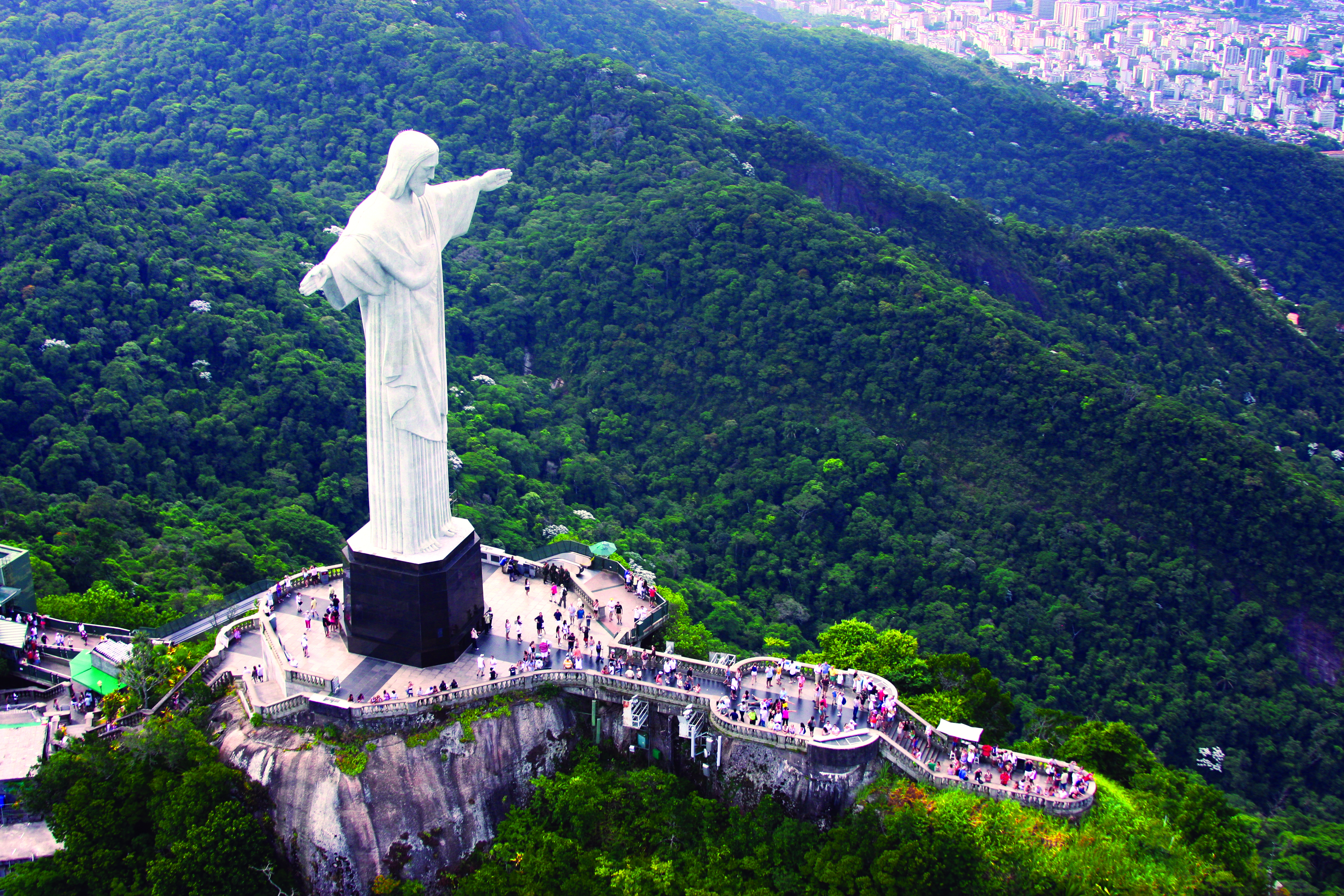
Cristo Redentor, no Parque Nacional da Tijuca, com a Floresta da Tijuca ao fundo.

Apesar de a cidade do Rio de Janeiro ter se tornado uma das maiores áreas urbanas do mundo, ela cresceu em volta de uma grande mancha verde - a Floresta da Tijuca. Trata-se da maior floresta urbana do mundo, que continua mantendo valiosos remanescentes de seus ecossistemas originais, mesmo tendo sido replantada no século XIX. Este foi o primeiro exemplo de reflorestamento com espécies nativas.

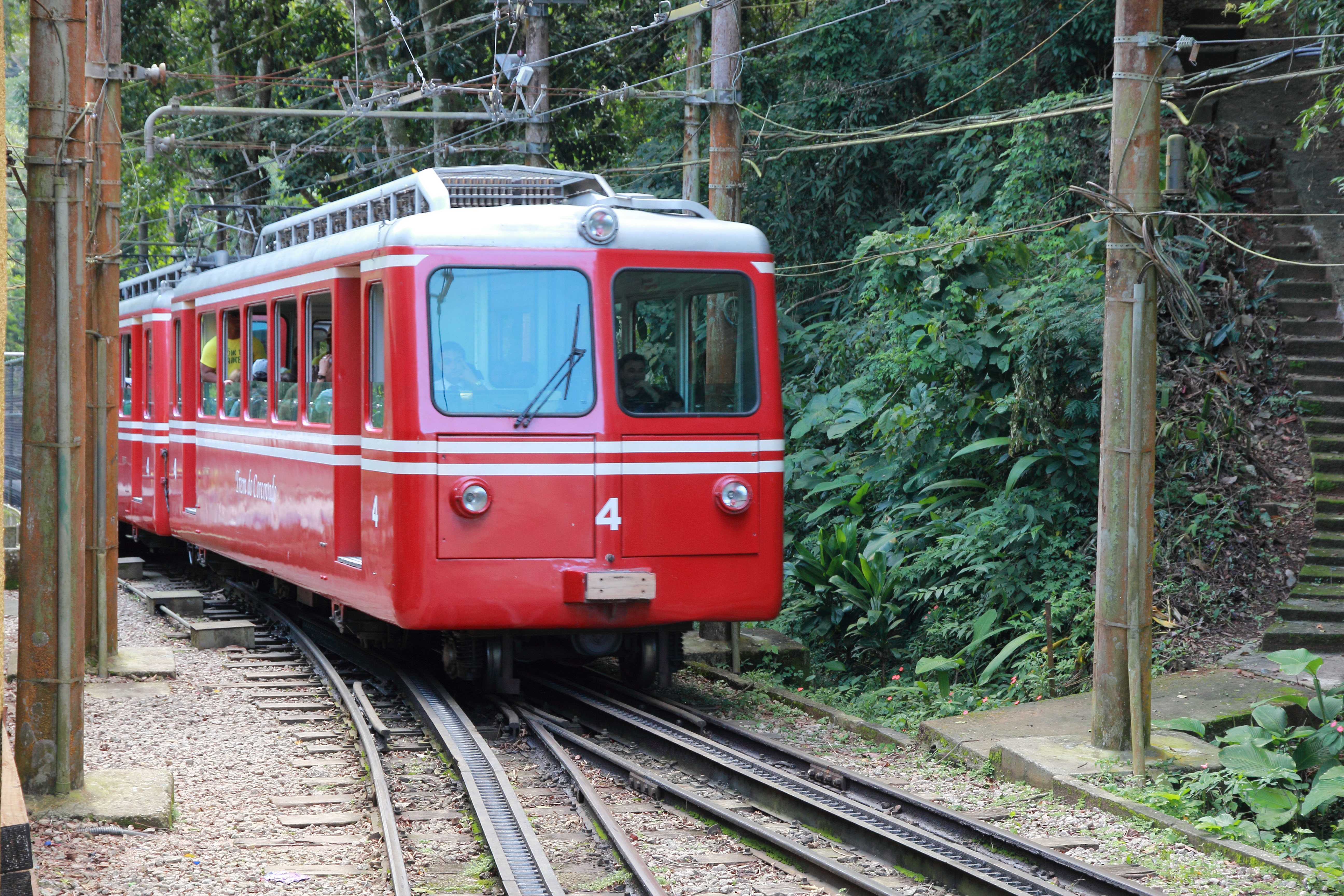
Trem do Corcovado nas Paineiras, região situada na Serra da Carioca, no Parque Nacional da Tijuca.

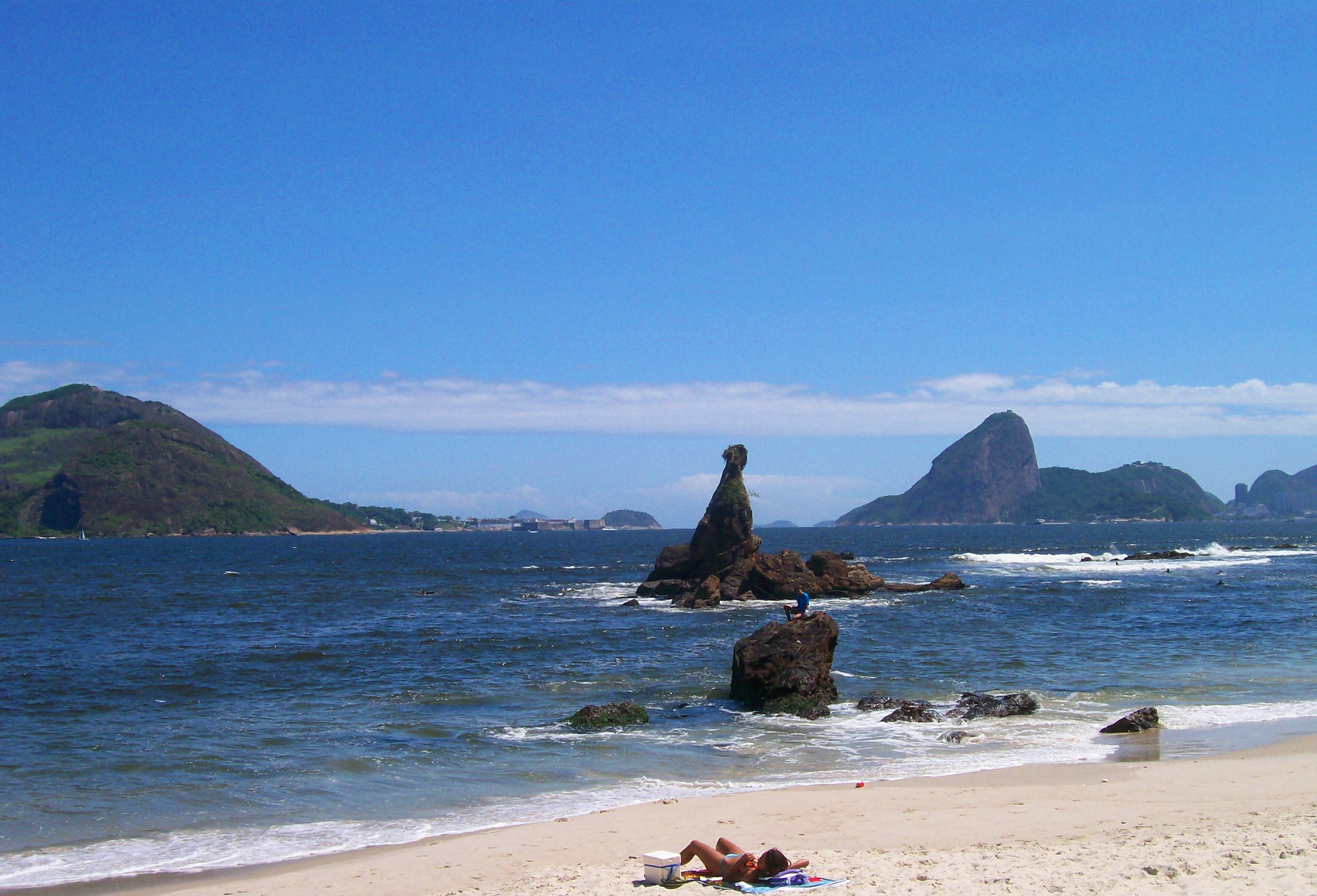
Pedra do Índio, no início da Praia de Icaraí, em Niterói; ao fundo, o Pão de Açúcar.

Aos poucos, os ecossistemas foram sendo protegidos pela legislação ambiental, e uma grande quantidade de parques, reservas e áreas de proteção ambiental foram sendo criados para garantir sua conservação.

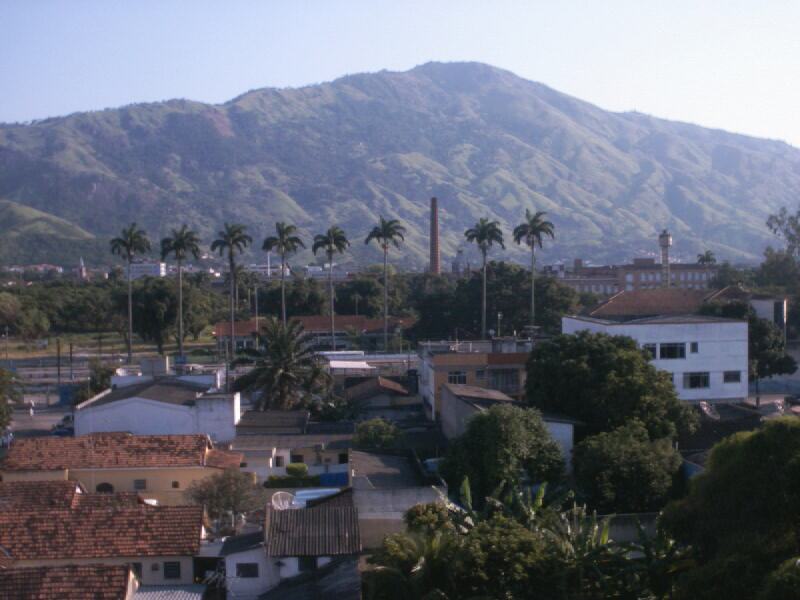
Vista do Maciço da Pedra Branca a partir de Bangu, na Zona Oeste da cidade do Rio.

O relevo da área metropolitana do Rio de Janeiro, recoberto pela floresta da Mata Atlântica, é caracterizado por contrastes marcantes: montanhas e mar, florestas e praias, e paredões rochosos que sobem abruptamente de baixadas extensas. Como já dito, o município do Rio de Janeiro apresenta três importantes grupos montanhosos, além de alguns conjuntos de serras menores e morros isolados, e o restante da área metropolitana possui vários maciços distribuídos por uma extensa planície cercada pela Serra do Mar. E foi por essa área de planicie que a expansão da malha urbana do Rio de Janeiro ocorreu ao longo do século XX, fazendo da Região do Grande Rio a segunda área metropolitana mais populosa do Brasil.

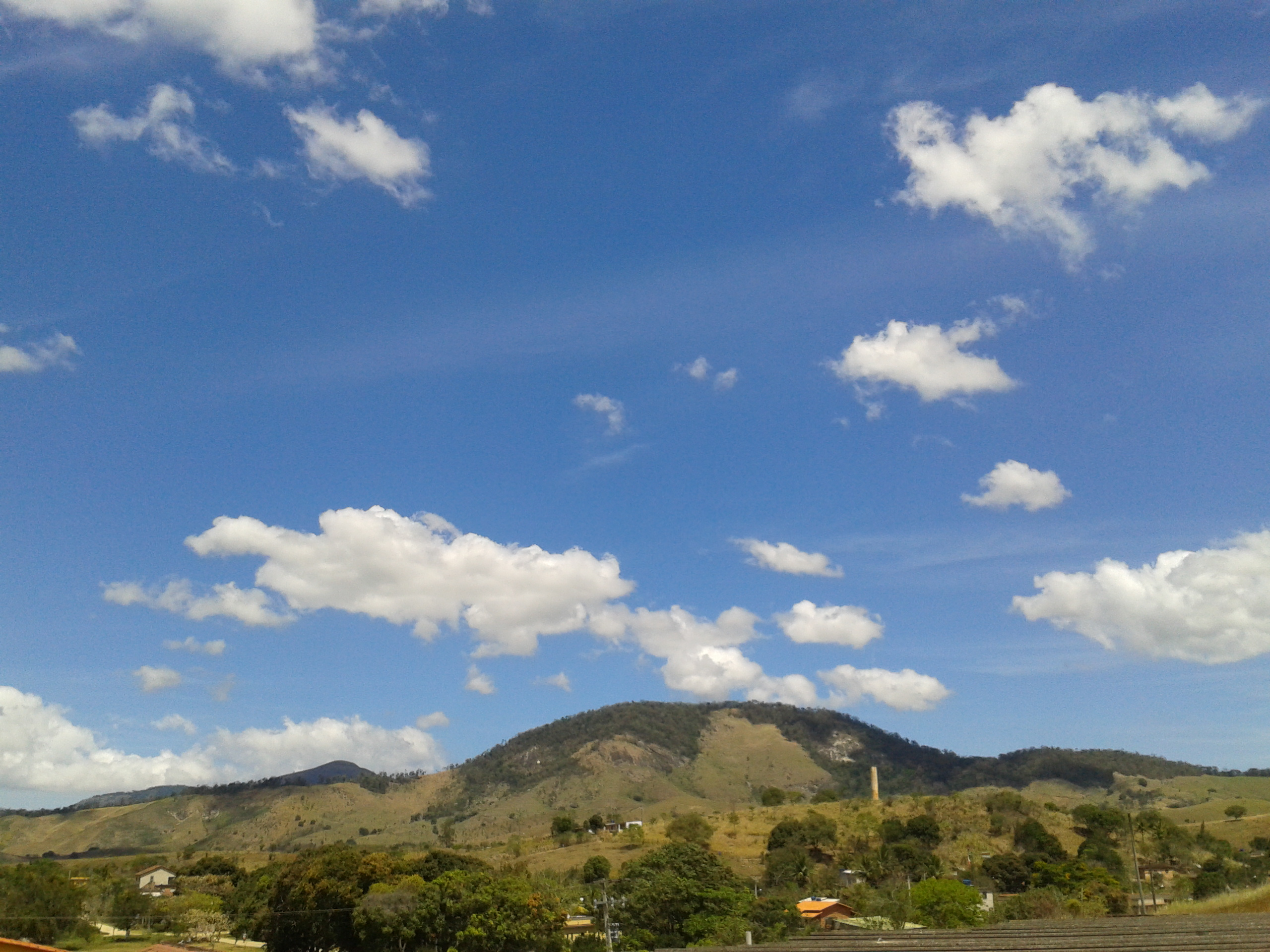
Serra do Lagarto, entre Itaboraí e Maricá.

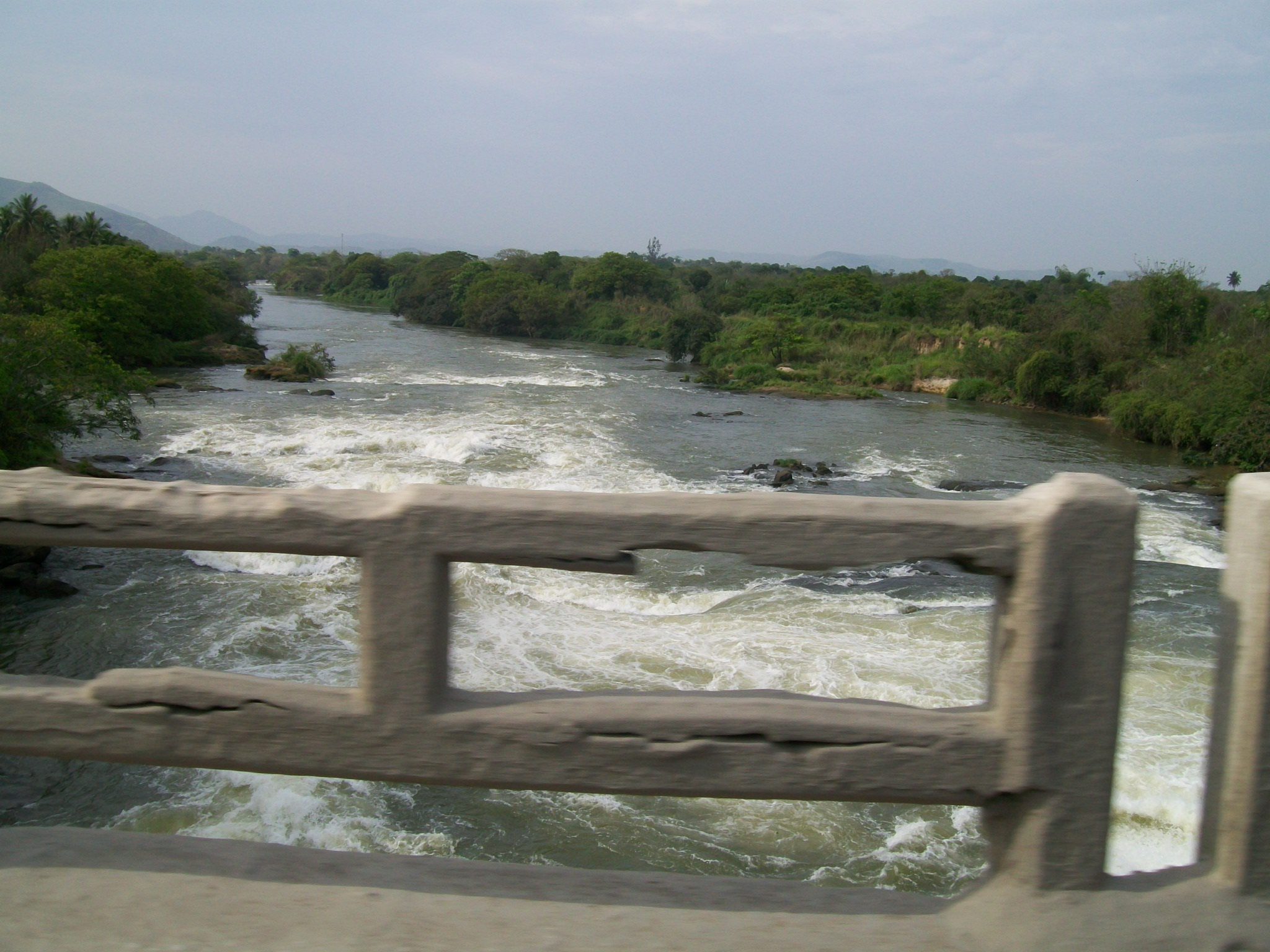
Rio Guandu visto da ponte da Estrada Rio-São Paulo no limite entre os municípios de Seropédica, à direita, e Nova Iguaçu, à esquerda.

### Litoral e lagoas costeiras
O litoral da RM se estende de Itimirim e Coroa Grande, no município de Itaguaí, até Ponta Negra e Jaconé, no município de Maricá, passando pelos municípios do Rio de Janeiro, Duque de Caxias, Magé, Guapimirim, Itaboraí, São Gonçalo e Niterói.

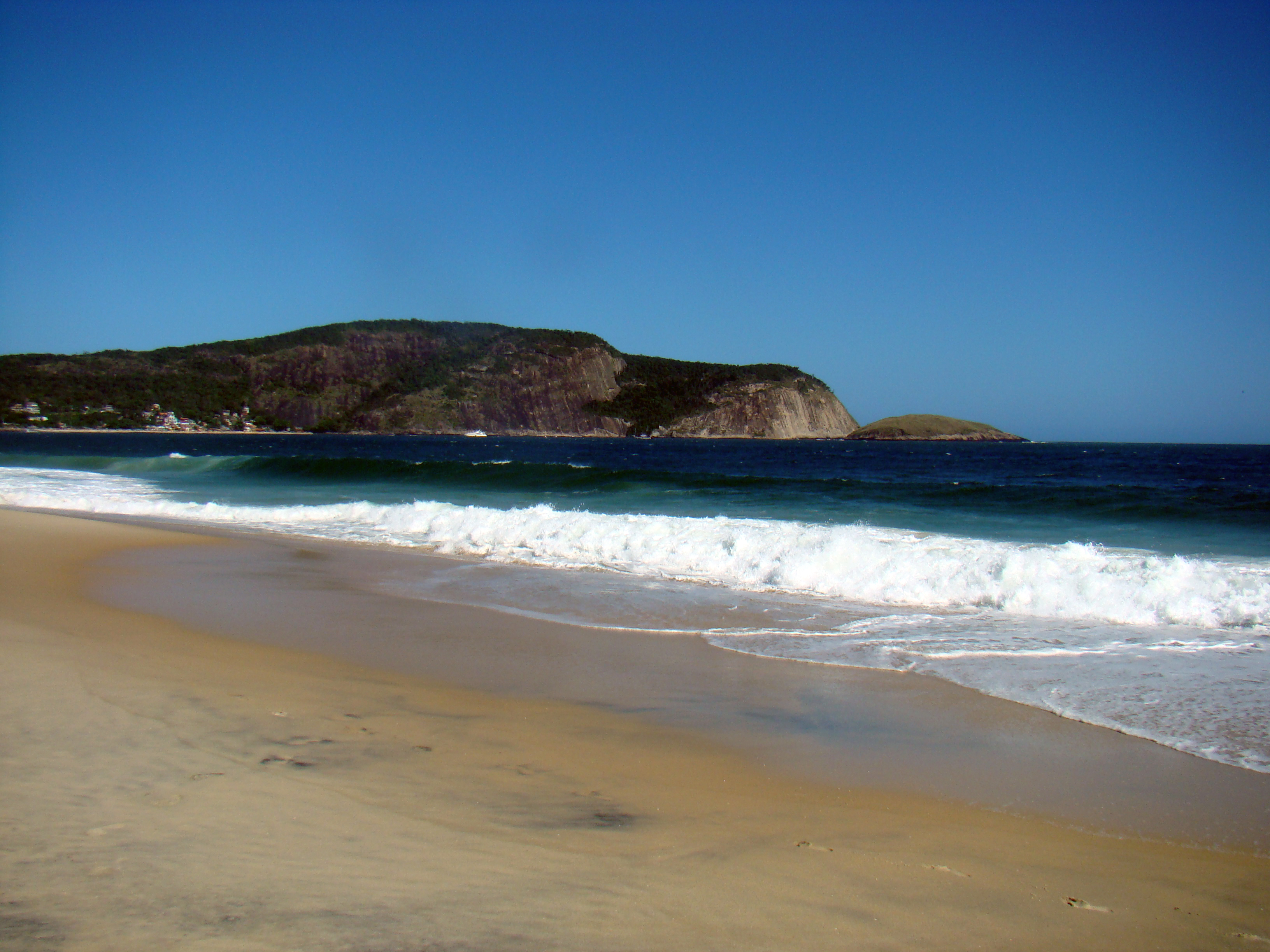
Morro das Andorinhas, em Itaipu, visto a partir da Praia de Camboinhas, no município de Niterói.

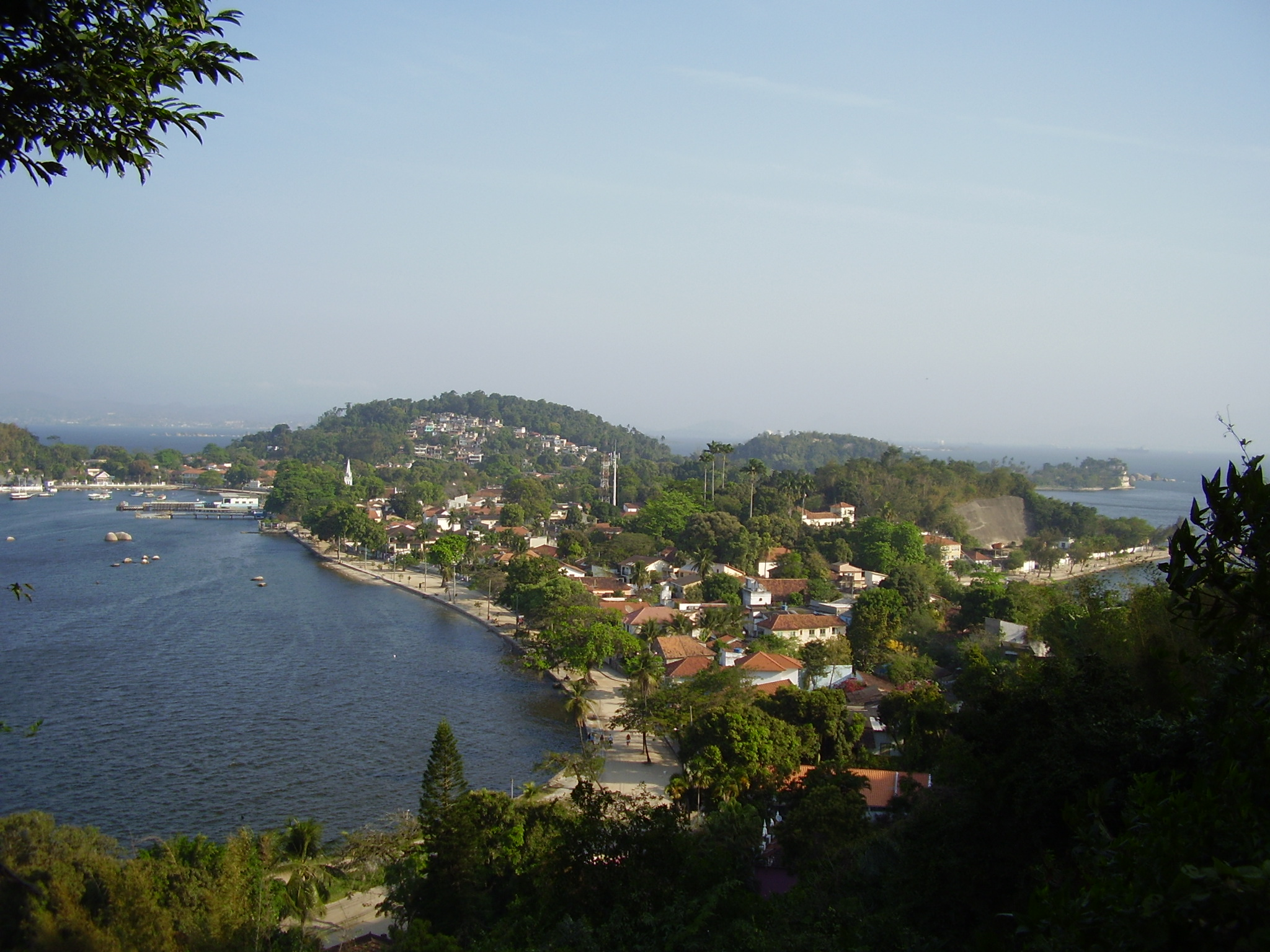
Vista da Ilha de Paquetá, na Baía de Guanabara.

Em Itaguaí, o litoral fica na margem da Baía de Sepetiba. O litoral de Itaguaí começa no bairro Itimirim e segue por Coroa Grande, Vila Geny, Somel e Ilha da Madeira, além do Distrito Industrial de Itaguaí, por onde a orla continua até o limite com Santa Cruz, no município do Rio de Janeiro. As regiões com potencial turístico dessa parte do litoral são a orla de Coroa Grande, que se estende pelos bairros Coroa Grande e Vila Geny, e a Vila da Ilha da Madeira, próxima ao Porto de Itaguaí.

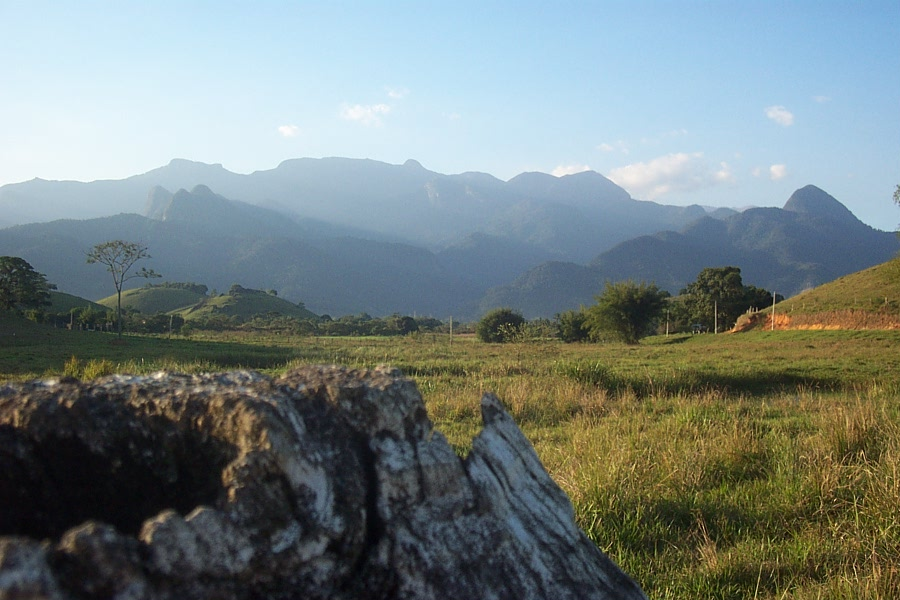
Serra da Estrela vista de Piabetá (da localidade do Guarani), no município de Magé.

Na capital, está a maior parte do litoral do Grande Rio. Com extensão calculada em 246,22 km, divide-se em três setores: Baía de Sepetiba, Oceano Atlântico propriamente dito e Baía de Guanabara. O primeiro vai do limite com o município de Itaguaí, na região da foz do Rio Guandu, até Barra de Guaratiba, na Zona Oeste do município. Apresenta um único acidente importante - a Restinga da Marambaia. Nele, se destacam três praias: Sepetiba, Pedra de Guaratiba e Barra de Guaratiba. A ocupação humana desse trecho é pouco densa, não só por causa da distância que o separa do centro da cidade, mas também porque apresenta grandes áreas pantanosas, cobertas de manguezais.

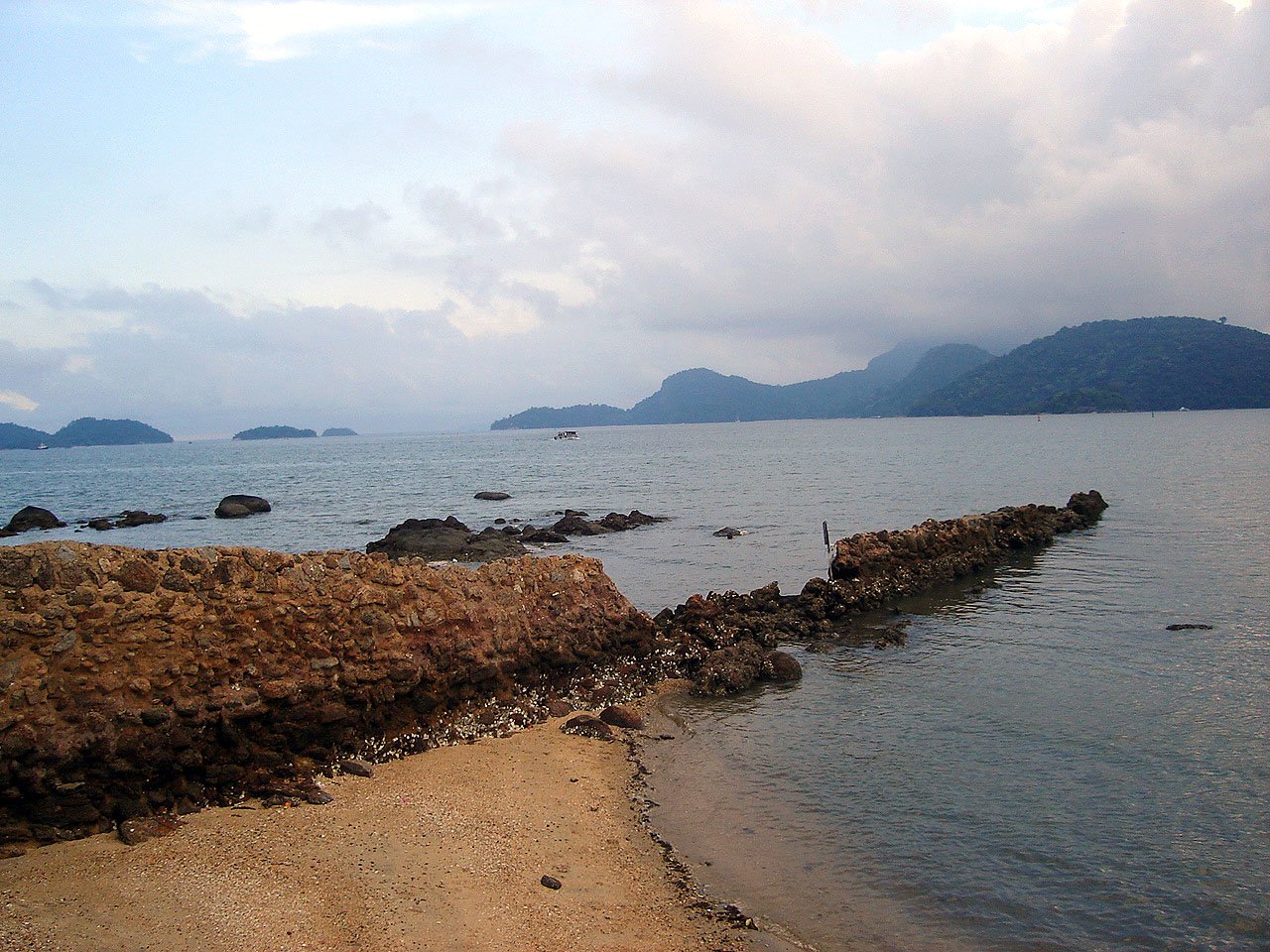
Baía de Sepetiba vista a partir da Ilha da Madeira, em Itaguaí.

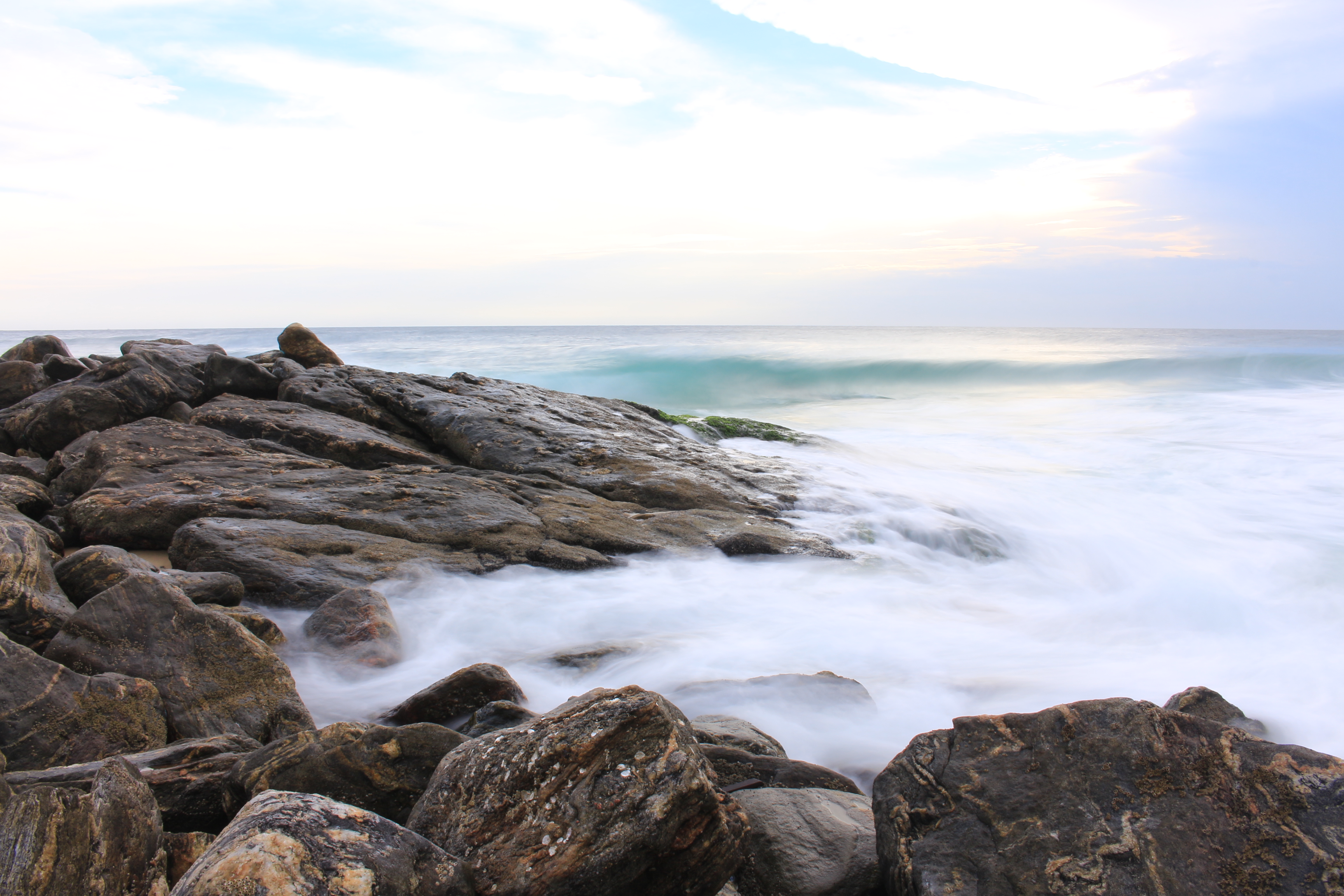
Praia de Ponta Negra, no leste do município de Maricá.

O segundo setor vai de Barra de Guaratiba até o Pão de Açúcar. A costa é alta quando as ramificações dos Maciços da Tijuca e da Pedra Branca se aproximam do litoral, e é baixa quando elas se afastam. Do Leblon para leste, a faixa litorânea é mais densamente ocupada pela população urbana, e, para oeste, é mais explorada para turismo e lazer; contudo a ocupação humana dessa área vem aumentando ultimamente. As atrações turísticas próximas a essa parte da linha costeira propiciaram a concentração de hotéis de alta categoria nesse trecho. Destacam-se, no litoral oceânico, dois trechos: Barra da Tijuca - pelos 18 km de praia ao longo da Avenida Sernambetiba, desde o píer da Barra da Tijuca até o Recreio dos Bandeirantes - e Copacabana - pela fama internacional.

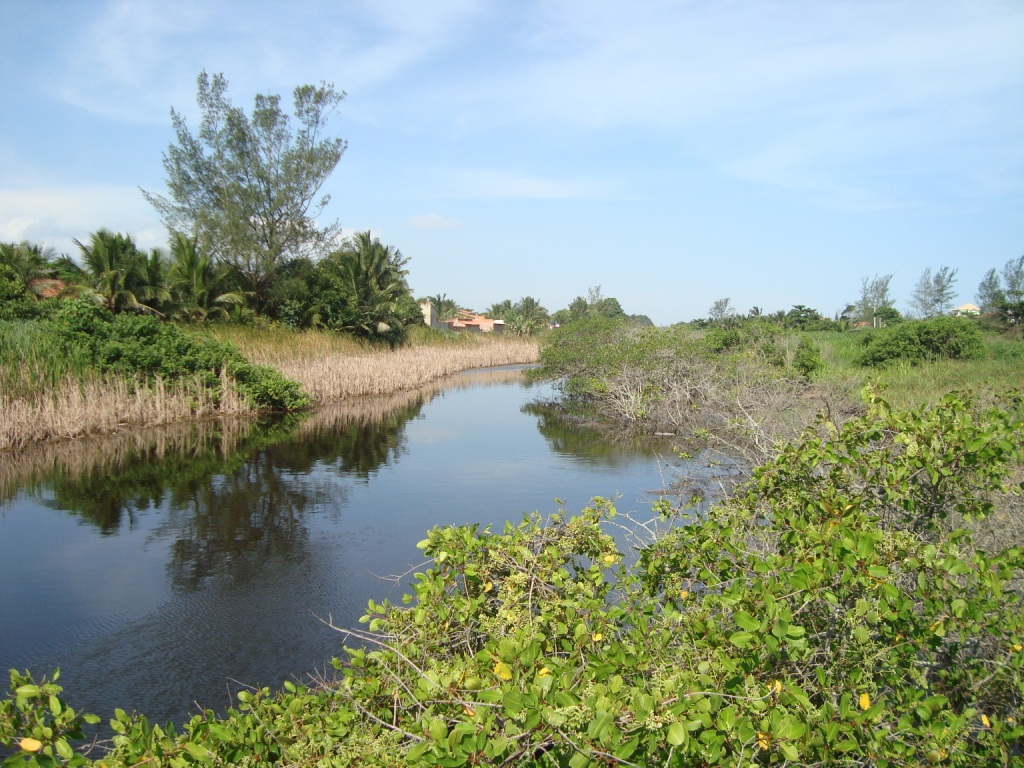
Mangue em Itaipuaçu, Maricá.

O terceiro setor é o de mais antiga ocupação. Estende-se do Pão de Açúcar, na Zona Sul da cidade, até a foz do Rio Meriti, na Zona Norte, no limite com o município de Duque de Caxias. É baixo, por ter sido muito alterado pelos aterros realizados na região. A Ponta do Caju e a Ponta do Calabouço, ambas aumentadas por aterros, estão nessa parte da orla do Rio. Algumas praias famosas encontram-se nesse trecho, como Ramos, Flamengo, Botafogo e Urca.

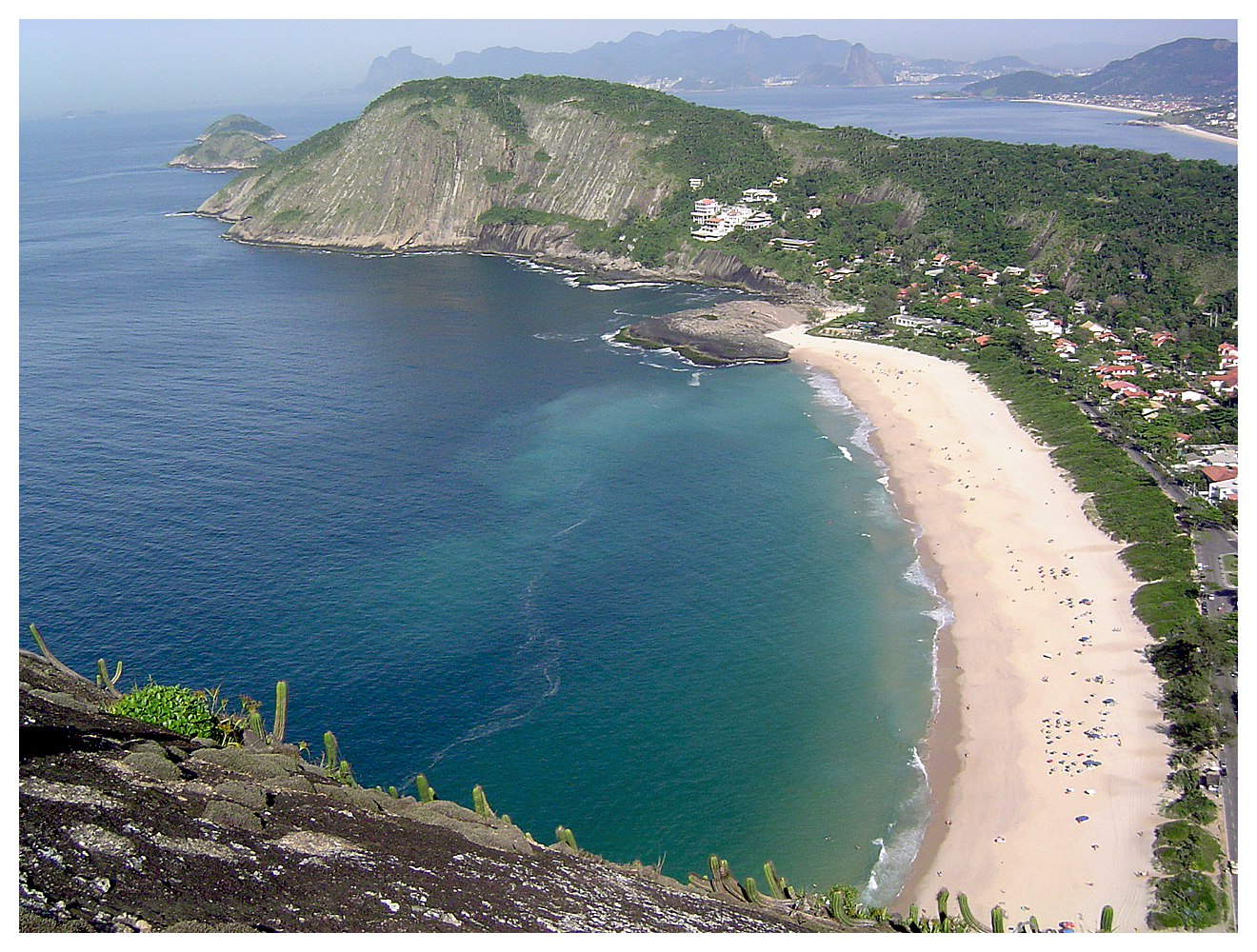
Praia de Itacoatiara, na Região Oceânica de Niterói.

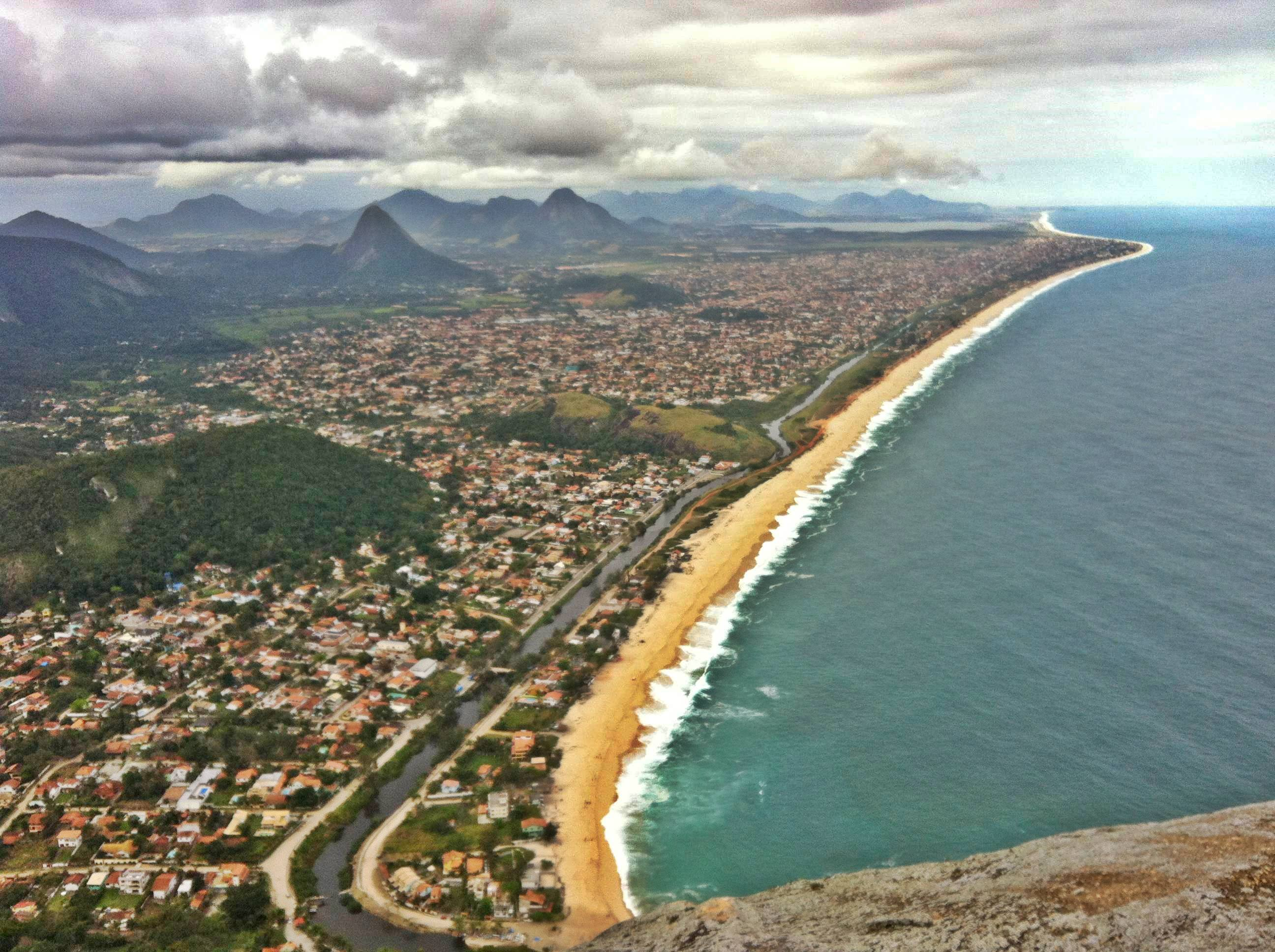
Distrito de Itaipuaçu, em Maricá, visto a partir da Pedra do Elefante.

Pelos municípios de Duque de Caxias, Magé, Guapimirim, Itaboraí e São Gonçalo, a orla segue pelas margens da Baía de Guanabara até chegar à Zona Norte de Niterói. Destacam-se, nesse trecho do litoral, as localidades de Mauá (Guia de Pacobaíba) e Piedade, em Magé, e as praias da Ilha de Itaoca (como a Praia da Luz), além da Praia das Pedrinhas, todas em São Gonçalo.

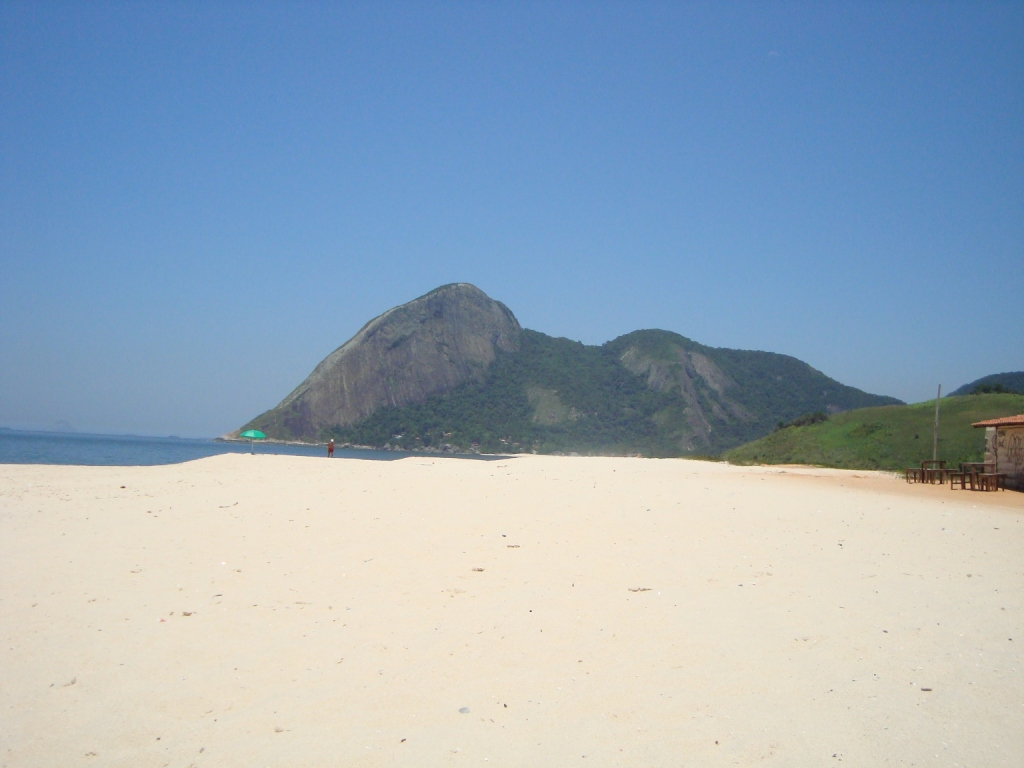
Praia de Itaipuaçu, com a Pedra do Elefante ao fundo.

Em Niterói, o primeiro trecho do litoral segue pela margem da Baía de Guanabara, começando no Barreto, na Zona Norte do município, e terminando em Jurujuba, na Zona Sul. Esse trecho da orla de Niterói passa pelo centro da cidade e por algumas praias famosas, como Icaraí e São Francisco.
O segundo trecho do litoral de Niterói é o que segue pela Região Oceânica. Essa parte da linha costeira se estende da Ponta de Santa Cruz, em Jurujuba, até o Costão de Itacoatiara e a Pedra do Elefante, no limite com o município de Maricá. Nesse trecho do litoral oceânico, estão praias como Piratininga, Camboinhas, Itaipu e Itacoatiara.
Em Maricá, o litoral se inicia na Pedra do Elefante, no distrito de Itaipuaçu (que abrange, na sua orla marítima, os bairros Recanto de Itaipuaçu, Praia de Itaipuaçu, Barroco, Jardim Atlântico Oeste, Jardim Atlântico Central e Jardim Atlântico Leste), e se estende até o bairro Jaconé, o último bairro do distrito de Ponta Negra (e do município de Maricá), passando pelo distrito-sede do município, onde está localizado o centro da cidade. Entre o bairro Recanto de Itaipuaçu, no extremo oeste do município de Maricá, e o bairro de Ponta Negra, no extremo leste, uma única faixa de areia se estende por quase toda a linha costeira do município.

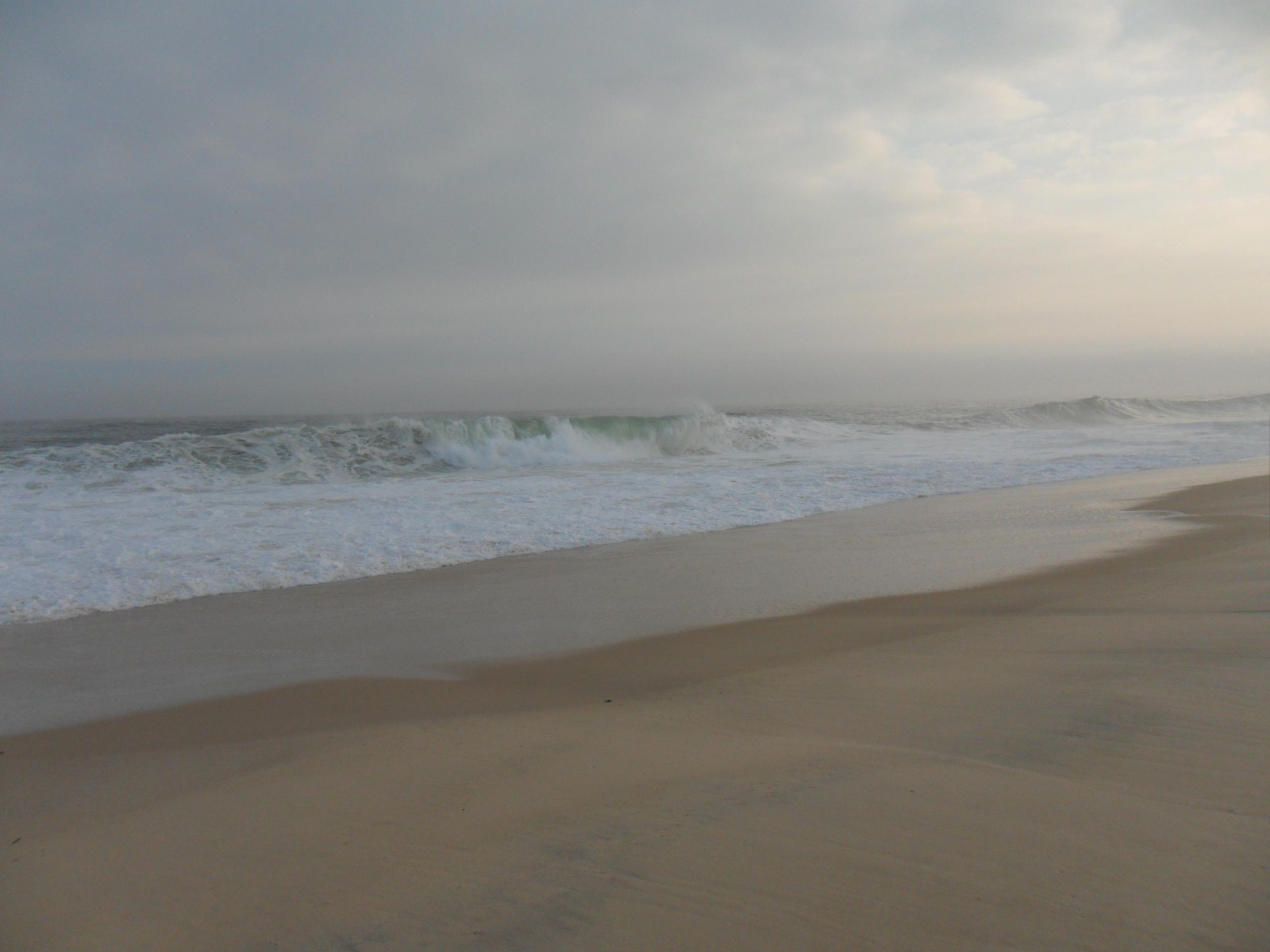
Praia oceânica no bairro Cordeirinho, no distrito de Ponta Negra, em Maricá.

As lagoas costeiras da Região Metropolitana estão situadas nos municípios do Rio de Janeiro, Niterói e Maricá. As lagoas de Jacarepaguá, Camorim e Tijuca, na Zona Oeste do Rio, têm cerca de 11 km² de área. A Lagoa de Marapendi, também na Zona Oeste, tem 3.765m² de superfície, e está separada das lagoas anteriores pela restinga de Jacarepaguá. A Lagoa Rodrigo de Freitas, na Zona Sul da capital, é constituída por um espelho d'água com aproximadamente 2,4 milhões de metros quadrados. Suas margens, cercadas por parques, quadras de esportes, quiosques para alimentação, pistas para caminhadas e para passeios de bicicleta, são um dos principais pontos de atração da cidade.
Há, ainda, no Leste Metropolitano, várias lagoas costeiras nos municípios de Niterói e Maricá. As lagoas de Piratininga e Itaipu localizam-se nos bairros homônimos da Região Oceânica de Niterói, e são as duas únicas no município. Já em Maricá, estão localizadas as lagoas de Araçatiba (a maior da Região Metropolitana, com uma área de 18,74 km²), da Barra, do Padre, de Guarapina, entre outras.

### Clima

Mapa mostrando os tipos de clima no Grande Rio e nas demais regiões do Estado do RJ.

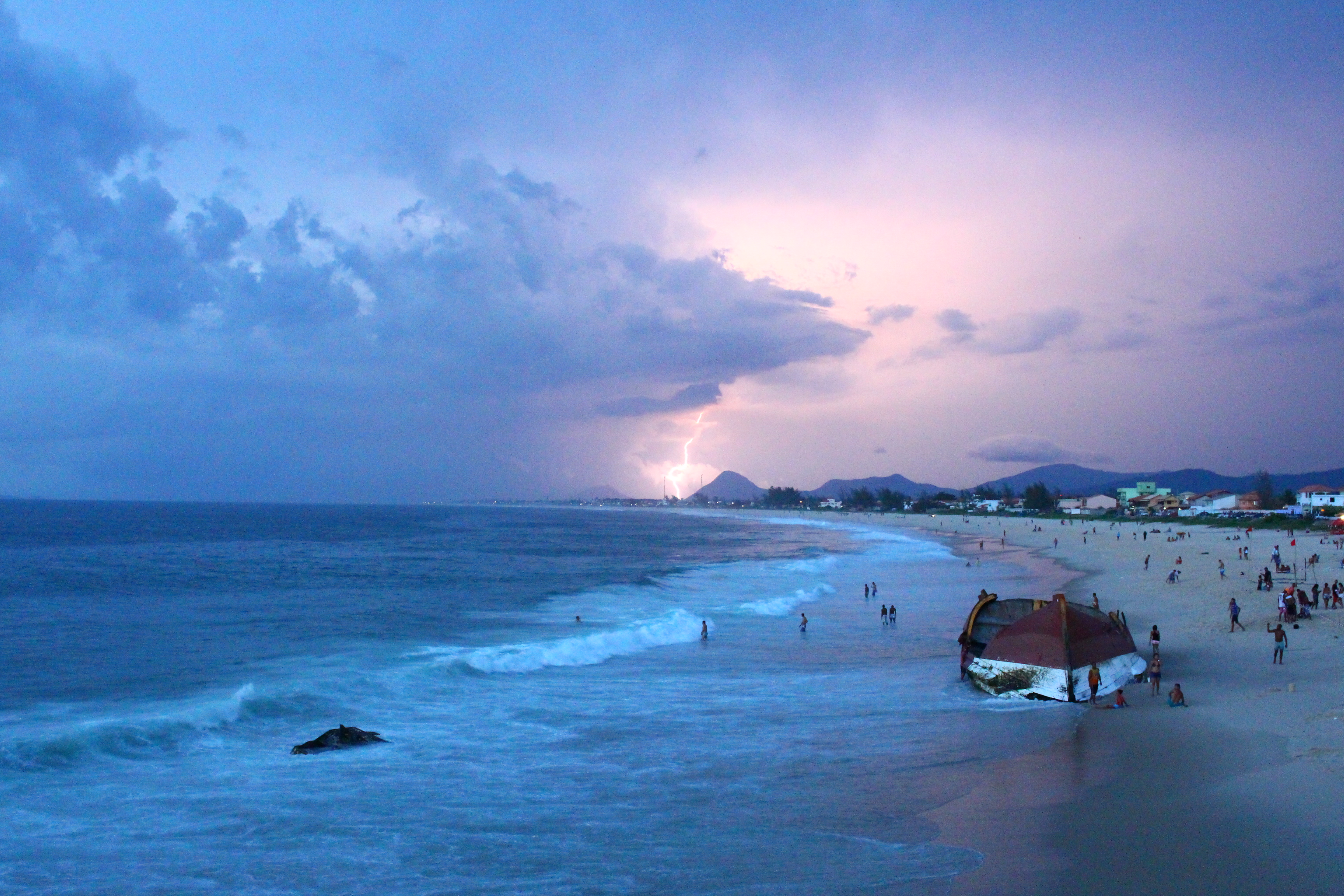
Dia chuvoso em Ponta Negra, Maricá.

Por estar situada em uma região de baixa altitude, a área metropolitana do Rio possui um clima predominantemente tropical, tendo verões quentes com grandes volumes de chuva, e invernos secos com temperaturas mais baixas. A temperatura média anual no Grande Rio fica entre 22 °C e 24 °C, e o índice pluviométrico na região varia entre 1.000 e 1.500 milímetros anuais.

## Conservação ambiental

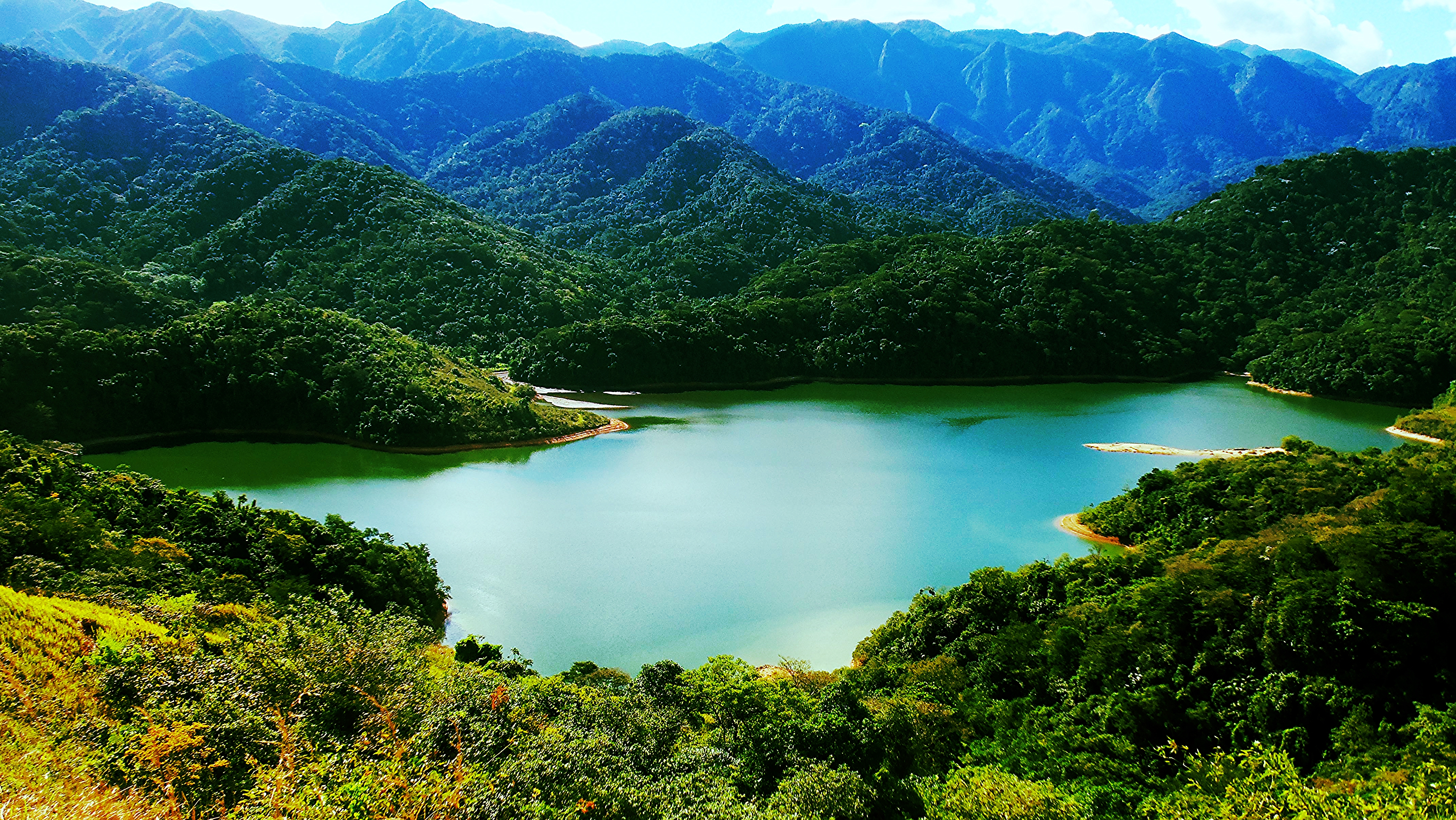
Represa do Garrão, localizada na Reserva Biológica do Tinguá, no distrito de Xerém, em Caxias.

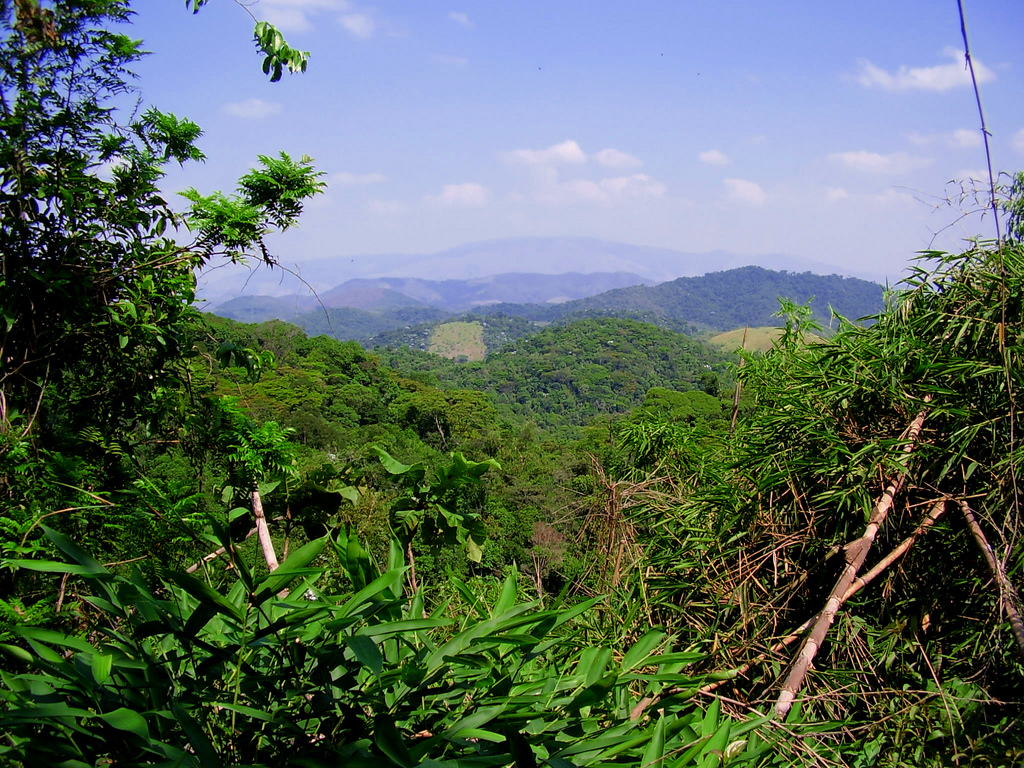
Serra de Madureira (Maciço do Gericinó-Mendanha), localizada nas URG's Centro e Cabuçu, no extremo sul de Nova Iguaçu, vista a partir da Serra do Tinguá, situada na URG Tinguá, no extremo norte do município. O Tinguá é a maior URG de Nova Iguaçu, e é onde está localizada a maior parte da Reserva Biológica do Tinguá.

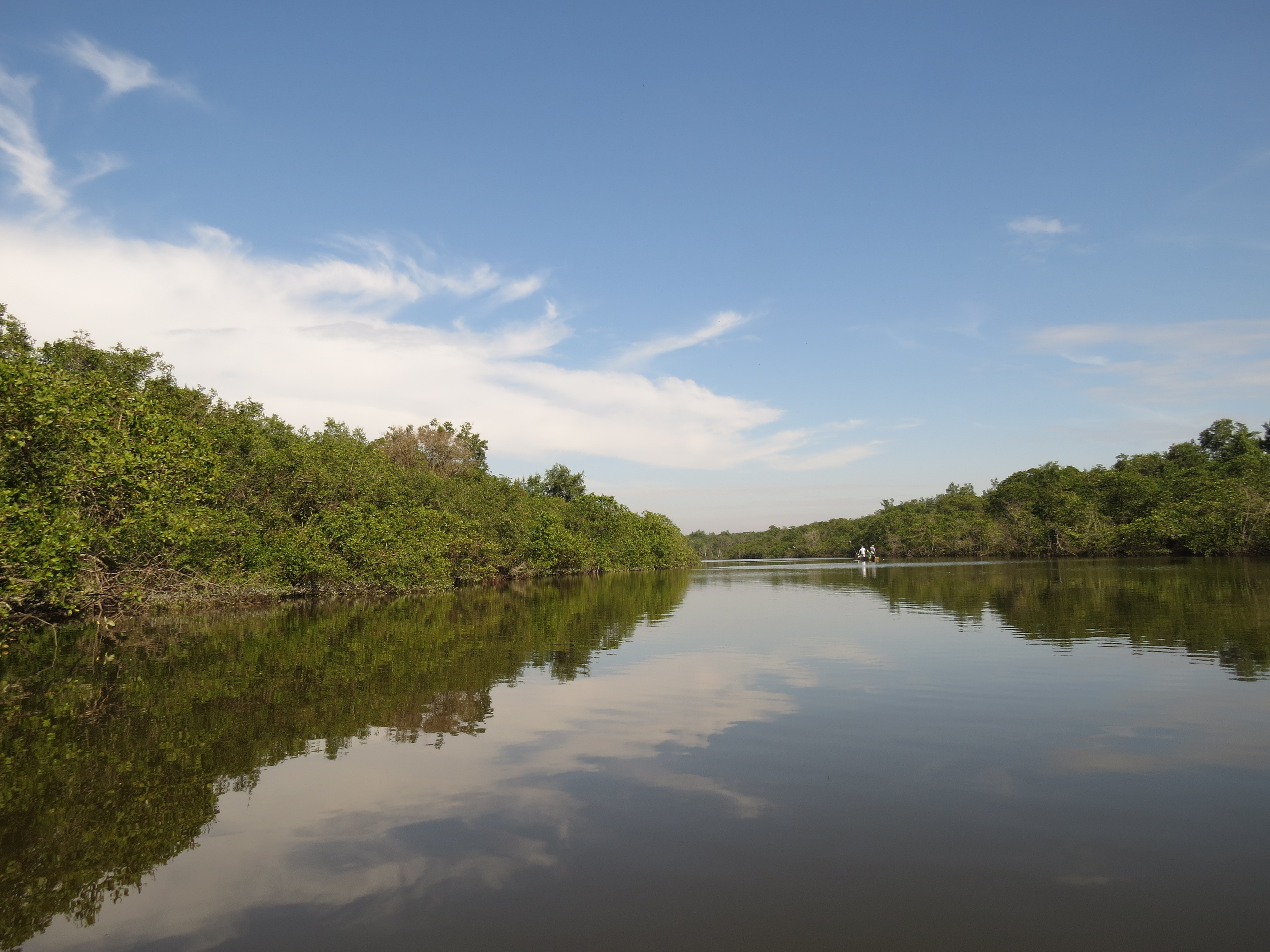
Mangue no Rio Macacu, na Área de Proteção Ambiental de Guapimirim.

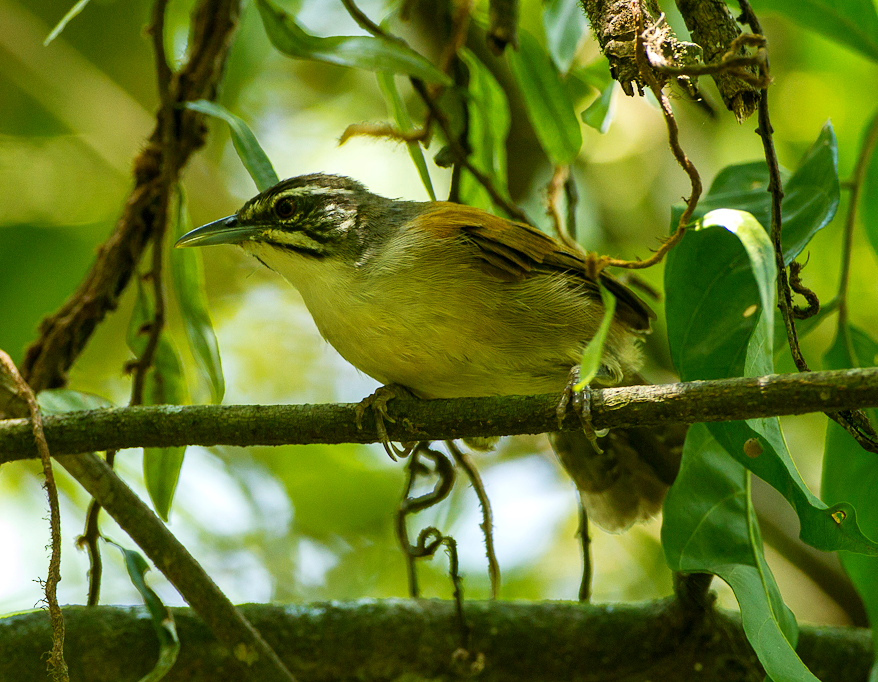
Garrincha-de-bigode fotografada em Guapiaçu (na Reserva Ecológica de Guapiaçu - REGUA), no município de Cachoeiras de Macacu.

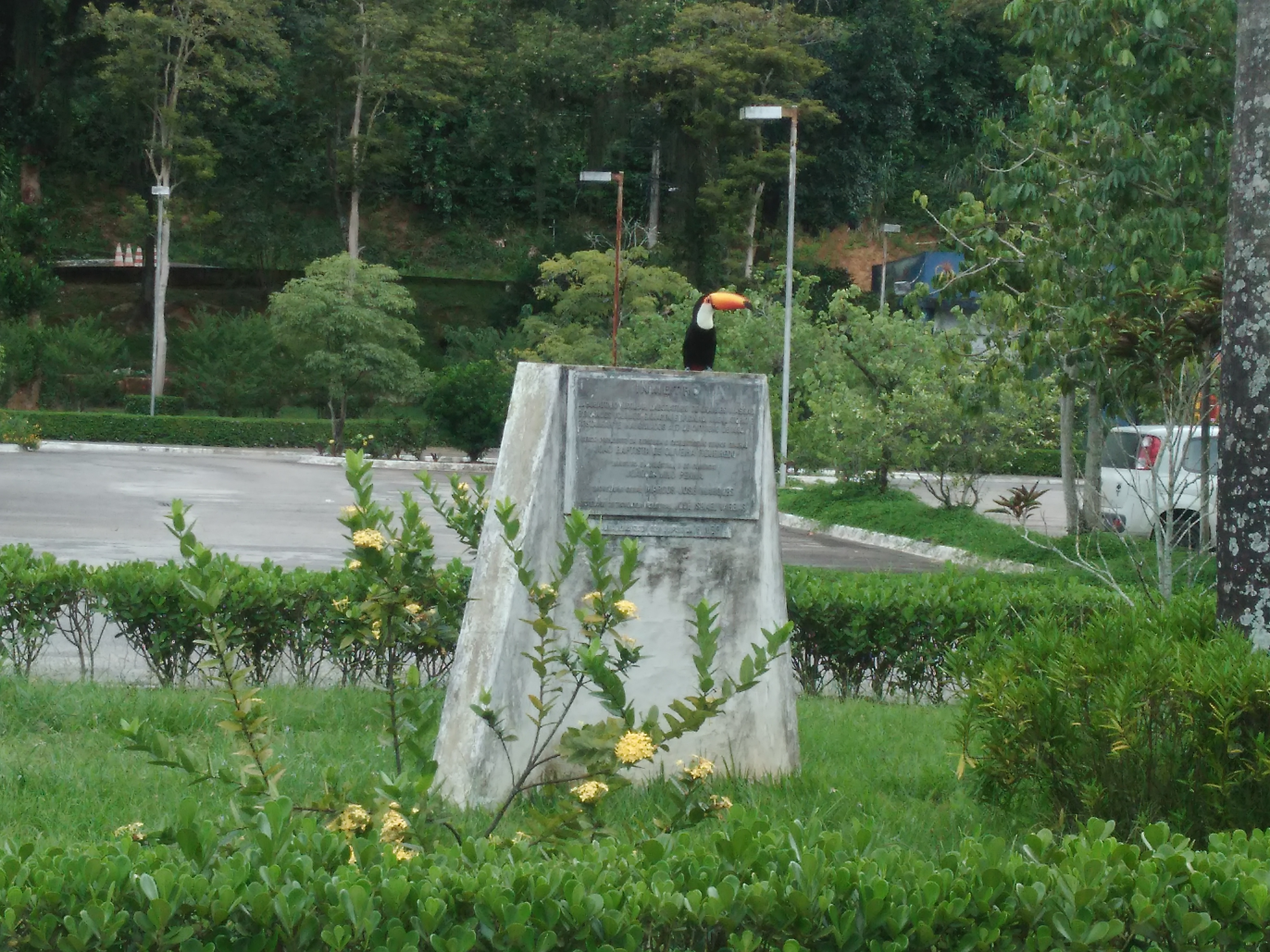
Tucano fotografado em Tinguá (na Reserva Biológica do Tinguá - Rebio Tinguá), no município de Nova Iguaçu.

A área metropolitana do Rio de Janeiro ainda tem 36,27% de seu território verde conservado. Embora grande parte dessa área verde esteja no Rio, Niterói, São Gonçalo, Itaboraí, Tanguá, Maricá, Rio Bonito e Cachoeiras de Macacu, cerca de um terço dela (10,96% do território da Região Metropolitana) está na Baixada Fluminense. O fato de uma parte considerável de toda a área verde conservada do Grande Rio estar distribuída pela maioria dos 13 municípios da Baixada evidencia o potencial turístico da região nos segmentos ecológico e de aventura. Duas das principais áreas verdes protegidas da Baixada Fluminense são a Reserva Biológica do Tinguá, cuja maior parte está no município de Nova Iguaçu, e a Área de Proteção Ambiental de Guapimirim, às margens da Baía de Guanabara.
O total de áreas verdes conservadas na Região Metropolitana corresponde a mais de dois mil quilômetros quadrados, dos quais 16,47% são espaços protegidos, como parques, reservas e estações ecológicas.

### Unidades de conservação por município metropolitano em 2023
| Município            | Sub-região da metrópole | Número de unidades de conservação |
| -------------------- | ----------------------- | --------------------------------- |
| Rio de Janeiro       | Capital                 | 56                                |
| Duque de Caxias      | Baixada Fluminense      | 7                                 |
| São João de Meriti   | Baixada Fluminense      | 1                                 |
| Belford Roxo         | Baixada Fluminense      | 1                                 |
| Nilópolis            | Baixada Fluminense      | 1                                 |
| Mesquita             | Baixada Fluminense      | 2                                 |
| Nova Iguaçu          | Baixada Fluminense      | 15                                |
| Queimados            | Baixada Fluminense      | 1                                 |
| Japeri               | Baixada Fluminense      | 4                                 |
| Paracambi            | Baixada Fluminense      | 4                                 |
| Seropédica           | Baixada Fluminense      | 4                                 |
| Itaguaí              | Baixada Fluminense      | 6                                 |
| Magé                 | Baixada Fluminense      | 9                                 |
| Guapimirim           | Baixada Fluminense      | 7                                 |
| Niterói              | Leste Metropolitano     | 6                                 |
| São Gonçalo          | Leste Metropolitano     | 7                                 |
| Itaboraí             | Leste Metropolitano     | 3                                 |
| Tanguá               | Leste Metropolitano     | 0                                 |
| Maricá               | Leste Metropolitano     | 7                                 |
| Rio Bonito           | Leste Metropolitano     | 6                                 |
| Cachoeiras de Macacu | Leste Metropolitano     | 8                                 |

## Demografia
Entre 1991 e 2005, as taxas de incremento médio anual da população foram de 0,82% (2000-2005) e 0,75% (1991-2000) na capital fluminense, e 1,05% (2000-2005) e 1,18% (1991-2000) nos municípios periféricos da metrópole - o que indica, no geral, uma suave desaceleração na taxa de crescimento dos municípios da periferia metropolitana, e um pequeno aumento na taxa de crescimento da capital.
Desde 2010, há uma migração notável para o Leste Metropolitano, especialmente para Maricá e São Gonçalo.
| Sub-região                            | 2010       | 2021 (Est.) | Mudança |
| ------------------------------------- | ---------- | ----------- | ------- |
| Centro (Rio de Janeiro e Niterói)     | 6 808 008  | 7 292 542   | +7.12%  |
| Baixada Fluminense (excl. Guapimirim) | 3 600 288  | 3 863 199   | +7.30%  |
| Leste Fluminense (excl. Niterói)      | 1 485 753  | 1 665 921   | +12.13% |
| Serrana (Petrópolis e Guapimirim)     | 347 400    | 369 369     | +6.33%  |
| Total                                 | 12 241 449 | 13 189 574  | +7.74%  |

## Economia

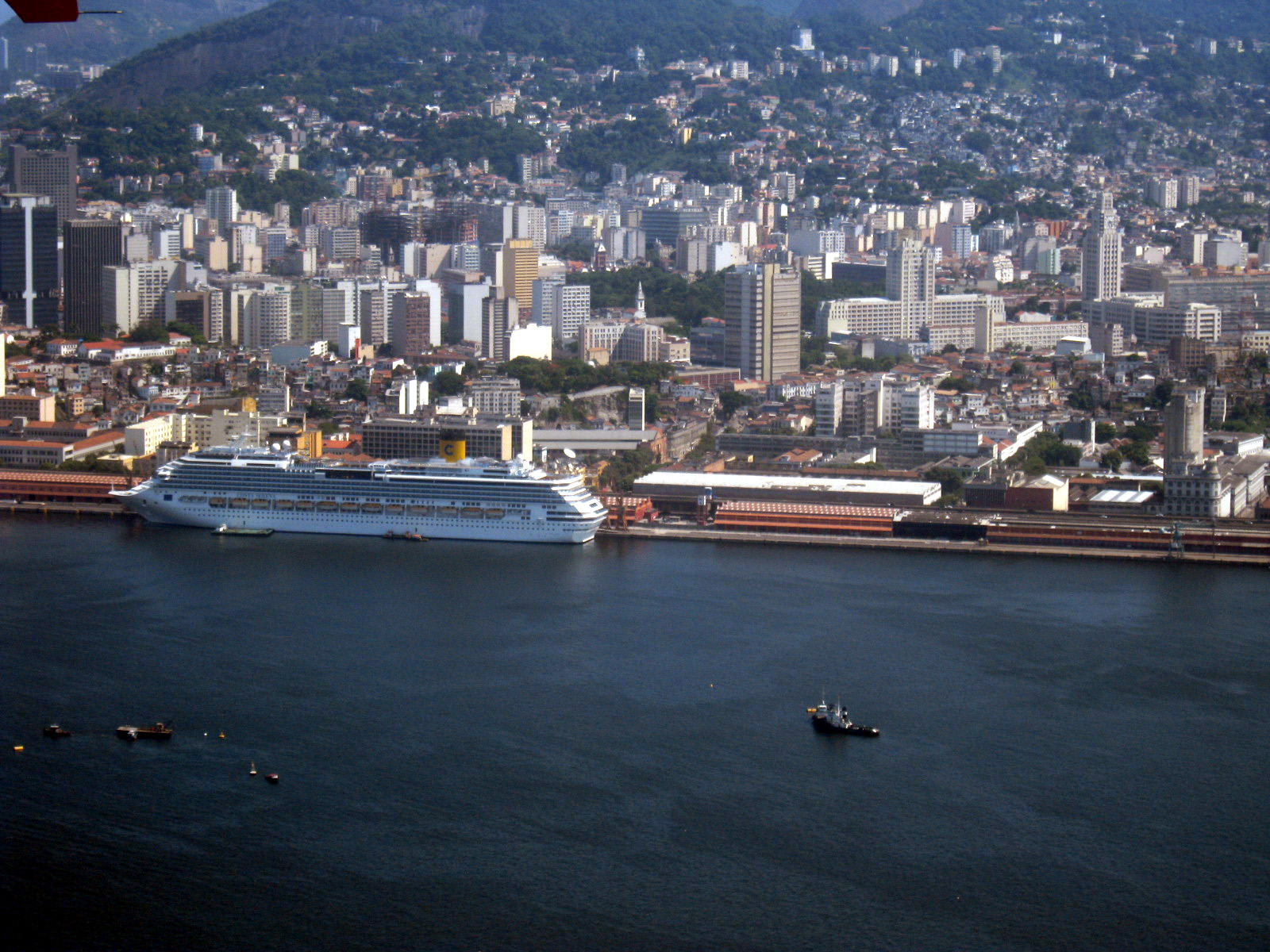
Porto da cidade do Rio de Janeiro, na Região Central da capital.

A Região Metropolitana do Rio de Janeiro ostenta um PIB de R$ 413,93 bilhões, constituindo o segundo maior polo de riqueza nacional. Concentra 70% da força econômica do estado e grande parte de todos os bens e serviços produzidos no país.
Congrega o segundo maior polo industrial do Brasil, contando com refinarias de petróleo, indústrias navais, metalúrgicas, petroquímicas, gás-químicas, siderúrgicas, têxteis, gráficas, editoriais, farmacêuticas, de bebidas, cimenteiras e moveleiras. No entanto, as últimas décadas atestaram uma nítida transformação em seu perfil econômico, que vem adquirindo, cada vez mais, matizes de um grande pólo nacional de serviços e negócios.
Reúne os principais grupos nacionais e internacionais do setor naval e os maiores estaleiros do país e do estado - o qual detém cerca de 90% da produção de navios e de equipamentos offshore no Brasil.
No setor de petróleo, verifica-se um arranjo consentâneo de mais de 700 empresas, dentre as quais as maiores do Brasil (Petrobras, YPF, Shell, Esso, Ipiranga, Chevron Texaco, El Paso). A maioria mantém centros de pesquisa espalhados por todo o estado e, juntas, produzem mais de 4/5 do petróleo e dos combustíveis distribuídos nos postos de serviço do território nacional.

### Características locais

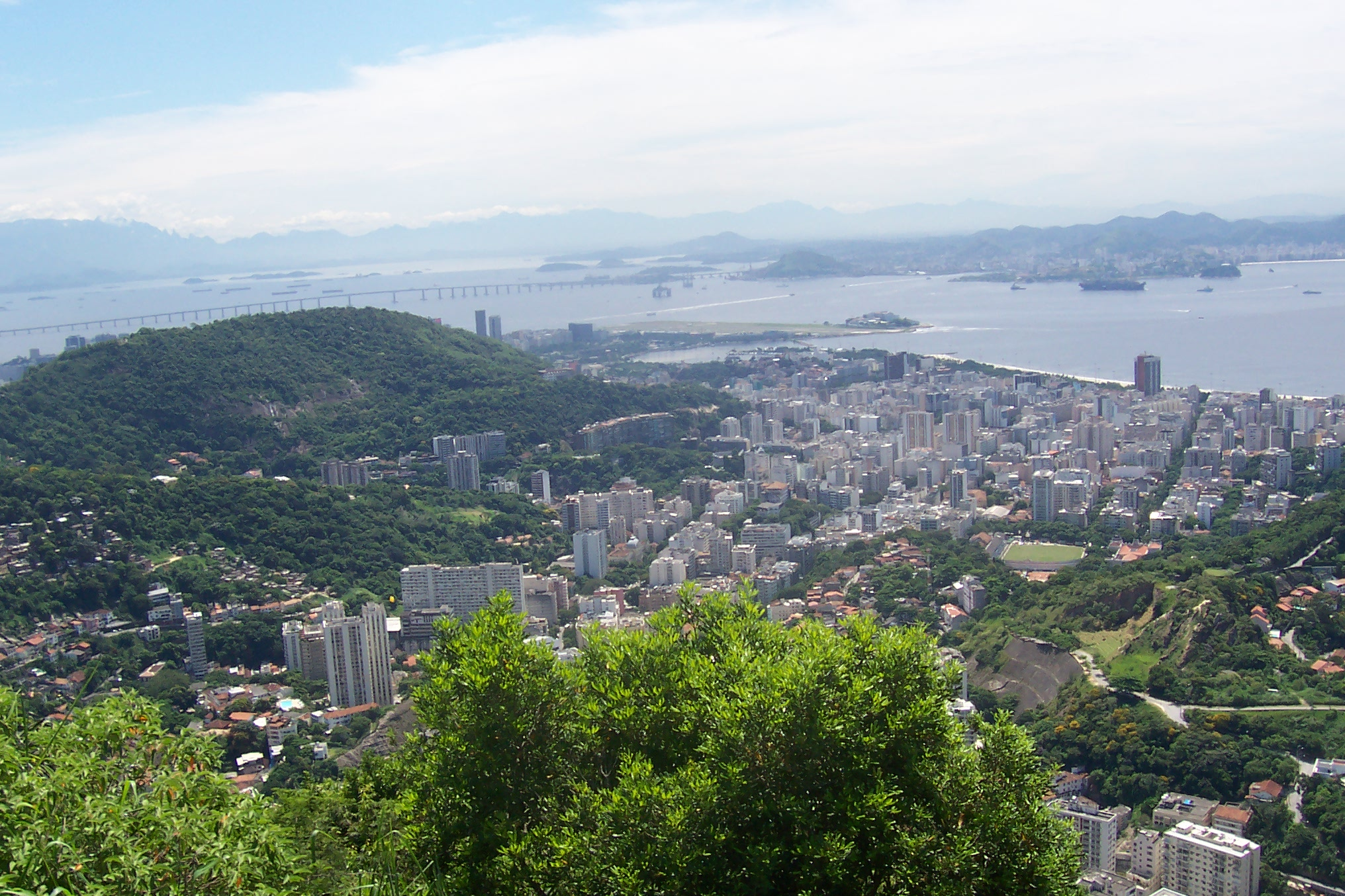
Fotografia panorâmica do núcleo da metrópole do Rio de Janeiro e áreas próximas.

Na metrópole do Rio de Janeiro, há cerca de 5,49 milhões de empregos, dos quais aproximadamente 66% (3,6 milhões) estão no município do Rio de Janeiro. O município-núcleo concentra 59% dos empregos industriais, 60% dos empregos no comércio, 62% dos empregos na educação, 69% dos empregos em outros serviços e 75% dos empregos na administração pública.
Os empregos no Rio de Janeiro estão, em sua maioria, na porção leste da capital; ali se concentram 58% dos empregos da metrópole do Rio, distribuídos em uma área que corresponde a pouco mais do que 8% da área total do Grande Rio.
Diariamente, uma parcela considerável da população da Região do Grande Rio se desloca entre os 20 municípios da periferia metropolitana e o núcleo da metrópole, no município do Rio de Janeiro, onde estão o Aeroporto Internacional Tom Jobim (Galeão), a concentração das atividades econômicas e dos centros administrativos, redes de empresas, e aglomerações de comércio e serviços, o que faz a região central da cidade do Rio de Janeiro polarizar toda a sua área metropolitana. Ou seja, a região que compreende o centro da capital fluminense e seu entorno imediato possui, dentro do espaço metropolitano, grande poder de atração de movimentos pendulares diários e de outros tipos de deslocamento populacional, pela necessidade dos moradores da metrópole de acesso aos serviços públicos e privados que se encontram no núcleo, como hospitais de referência, grandes clínicas particulares, sedes do poder público, instituições de ensino superior, pólos comerciais, entre outros.
Dos municípios periféricos da Baixada Fluminense e do Leste Metropolitano, que têm forte dependência do município do Rio de Janeiro, destacam-se, como municípios de origem das pessoas que se deslocam em direção ao núcleo, Duque de Caxias (origem de 16,8% das viagens), Nova Iguaçu (12,4%), São Gonçalo (11,5%), Niterói (10,2%), São João de Meriti (10,1%) e Belford Roxo (8,9%).

## Rede urbana da metrópole do Rio de Janeiro
De acordo com o estudo Regiões de Influência das Cidades 2007 (REGIC 2007), conduzido pelo IBGE, o Brasil possuía, até aquele ano, 12 Grandes Concentrações Urbanas consideradas Metrópoles, sendo o Rio de Janeiro uma delas. As outras 11 Metrópoles eram São Paulo, Belo Horizonte, Salvador, Recife, Fortaleza, Brasília, Goiânia, Belém, Manaus, Curitiba e Porto Alegre.
A metrópole do Rio de Janeiro, classificada como Metrópole Nacional conforme a hierarquia do REGIC, exercia, à época do referido estudo, influência imediata no Estado do RJ, no Espírito Santo, em parte do sul da Bahia e na Zona da Mata Mineira, região sobre a qual tinha influência dividida com Belo Horizonte.
A área da rede urbana do Rio de Janeiro, relativamente pequena se comparada à de São Paulo, contava com 11,3% da população do Brasil e 14,4% do PIB nacional.
A rede do Rio de Janeiro era composta pelos centros urbanos de Vitória, classificado, de acordo com o REGIC, como Capital Regional A; Juiz de Fora, classificado como Capital Regional B; e Cachoeiro de Itapemirim, Campos dos Goytacazes e Volta Redonda-Barra Mansa, tidos como Capitais Regionais C. Entre os centros urbanos classificados como Centros Sub-regionais A, integravam a rede urbana do Rio de Janeiro os de Barbacena, Muriaé, Ubá, Teixeira de Freitas, Colatina, São Mateus, Cabo Frio, Itaperuna, Macaé (atual arranjo Macaé-Rio das Ostras) e Nova Friburgo; entre os Centros Sub-regionais B, faziam parte da rede Cataguases, Linhares, Resende, Angra dos Reis e Teresópolis.
Recentemente, segundo o estudo Regiões de Influência das Cidades 2018 (REGIC 2018), passou para 15 o número de Metrópoles no território nacional - dado que Florianópolis, Campinas e Vitória foram elevadas à classe das Metrópoles -, o que (pelo crescimento e desenvolvimento do centro urbano de Vitória) fez a metrópole do Rio de Janeiro, mesmo possuindo uma população de quase 13 milhões de habitantes, passar a ter uma área de influência bastante reduzida, com seu
alcance limitado ao próprio Estado e à Zona da Mata de Minas Gerais.

## Megalópole Rio-São Paulo

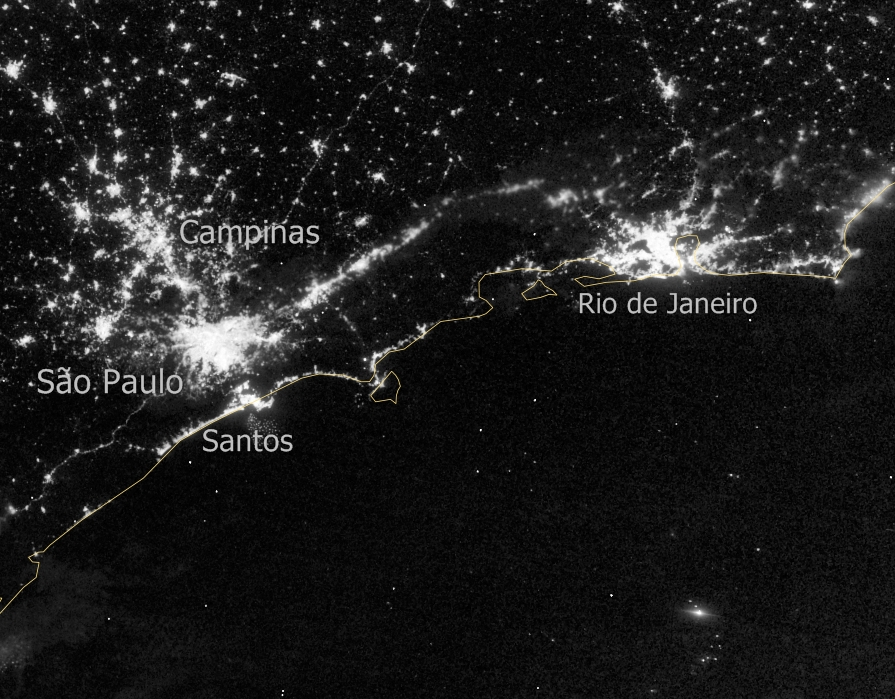
Imagem de satélite da Megalópole Rio-São Paulo à noite, com as localizações dos centros urbanos do Rio de Janeiro, São Paulo, Campinas e Santos.

A Megalópole Rio-São Paulo é a área da Região Sudeste do Brasil onde ocorre um processo de conurbação, basicamente, entre as metrópoles do Rio de Janeiro e São Paulo, as duas maiores do País. Essa megalópole em formação inclui, além do Grande Rio e Grande São Paulo, as RM's de Campinas, do Vale do Paraíba, de Sorocaba, da Baixada Santista, de Jundiaí e de Piracicaba, que, somadas à RMSP, formam o Complexo Metropolitano Expandido.
Sendo uma região em que há uma fusão entre metrópoles, numa fase superior de desenvolvimento metropolitano, uma megalópole não deve ser confundida com uma metrópole. A formação de uma megalópole é mais linear, e ocorre ao longo de dois ou mais núcleos de grande porte, ao passo que uma metrópole se desenvolve de forma mais arredondada, no entorno de um grande núcleo principal. Uma megalópole também tem uma população e uma área muito maiores do que as de uma metrópole; por outro lado, devido à sua grande extensão territorial, a megalópole geralmente tem uma densidade demográfica muito menor do que a de uma metrópole. Além disso, a densidade da ocupação urbana de uma metrópole vai diminuindo gradualmente em direção às suas periferias, o que não ocorre nas megalópoles.
A área da Megalópole Rio-São Paulo se estende da região de Campos dos Goytacazes, no Norte Fluminense, à região de Sorocaba, no Interior Paulista, abrangendo 232 municípios de três estados (Rio de Janeiro, Minas Gerais e São Paulo), onde vivem 42 milhões de pessoas. Algumas das principais cidades da megalópole são: Campos dos Goytacazes, Macaé, Cabo Frio, Rio de Janeiro, Petrópolis, Juiz de Fora, Angra dos Reis, Volta Redonda, Resende, São José dos Campos, São Paulo, Santos, Sorocaba, Jundiaí, Campinas, Piracicaba e Bragança Paulista.
Nessa megalópole incipiente, enquanto a metrópole do Rio de Janeiro possui limites claros e é relativamente isolada das áreas do seu entorno, a metrópole de São Paulo apresenta uma integração significativa com centros urbanos menores que a cercam, especialmente com Jundiaí, Campinas e Baixada Santista. O processo de conurbação no Interior Fluminense também é bem menos avançado que no Interior Paulista.

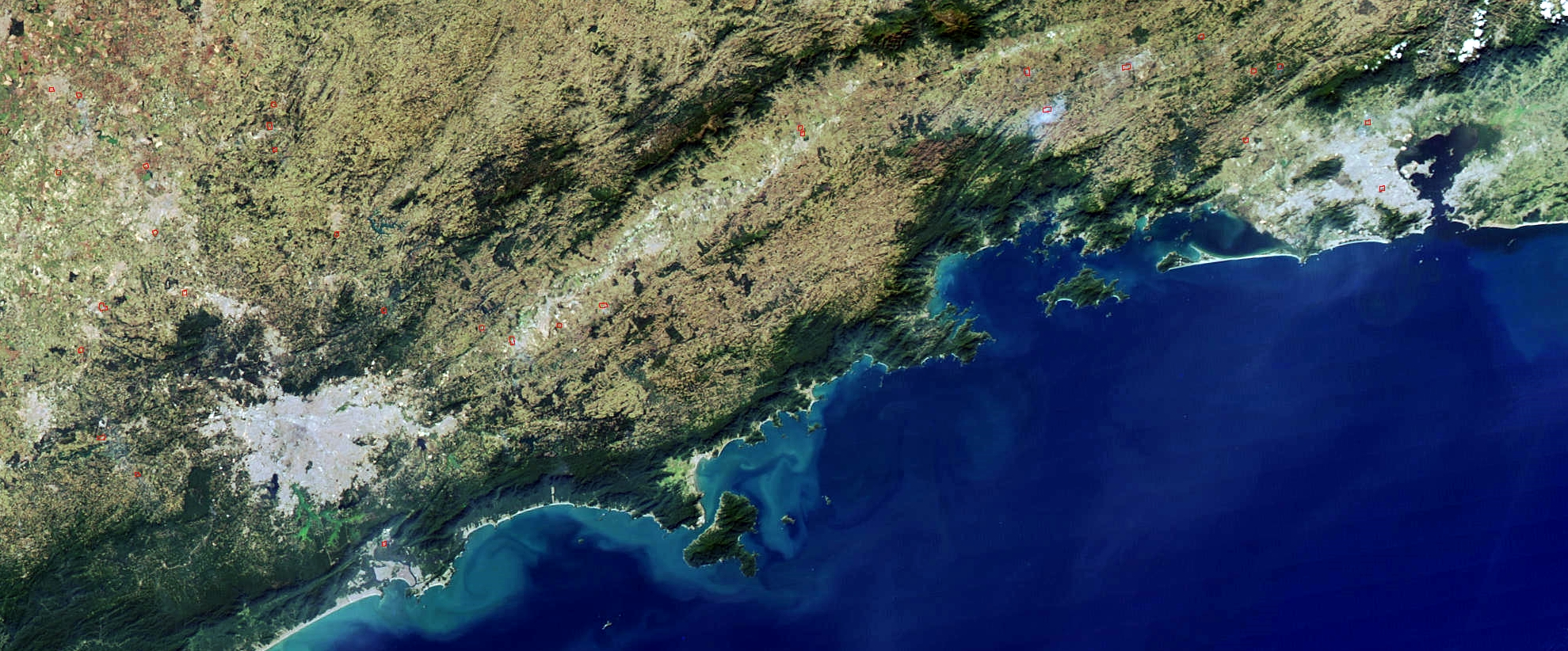
Imagem de satélite de parte da Megalópole Rio-São Paulo, com destaque para as manchas urbanas das áreas metropolitanas do Rio de Janeiro e de São Paulo, as duas mais populosas do Brasil.

## Municípios da RMRJ
| Foto | Município             | População Estimativa 2021 | Área territorial (km²) | Densidade (hab./km²) | PIB (R$) (2013) | IDH-M (2010)     | Instalação            |
| ---- | --------------------- | ------------------------- | ---------------------- | -------------------- | --------------- | ---------------- | --------------------- |
|      | Rio de Janeiro*       | 6 775 561                 | 1 199,828              | 5 647,11             | 282,5 bilhões   | 0,799 alto       | 01.07.1974 (LC N.020) |
|      | São Gonçalo           | 1 098 357                 | 247,709                | 4 434,06             | 17 bilhões      | 0,739 alto       | 01.07.1974 (LC N.020) |
|      | Duque de Caxias       | 929 449                   | 467,620                | 1 987,61             | 25,1 bilhões    | 0,711 alto       | 01.07.1974 (LC N.020) |
|      | Nova Iguaçu           | 825 388                   | 519,159                | 1 589,85             | 13,2 bilhões    | 0,713 alto       | 01.07.1974 (LC N.020) |
|      | Niterói               | 516 981                   | 133,916                | 3 860,48             | 19,9 bilhões    | 0,837 muito alto | 01.07.1974 (LC N.020) |
|      | Belford Roxo          | 515 239                   | 77,815                 | 6 621,33             | 6,3 bilhões     | 0,684 médio      | 01.01.1993            |
|      | São João de Meriti    | 473 385                   | 35,216                 | 13 442,32            | 6,5 bilhões     | 0,719 alto       | 01.07.1974 (LC N.020) |
|      | Petrópolis*           | 305 687                   | 791,144                | 388,23               | 9,5 bilhões     | 0,745 alto       | 2018                  |
|      | Magé                  | 247 741                   | 388,496                | 637,69               | 3 bilhões       | 0,709 alto       | 01.07.1974 (LC N.020) |
|      | Itaboraí              | 244 416                   | 430,374                | 567,91               | 5 bilhões       | 0,700 alto       | 01.07.1974 (LC N.020) |
|      | Mesquita              | 177 016                   | 41,477                 | 4 267,81             | 1,8 bilhões     | 0,737 alto       | 2009 (LC 133/2009)    |
|      | Maricá                | 167 668                   | 362,571                | 462,44               | 7,1 bilhões     | 0,765 alto       | 2009 (LC 133/2009)    |
|      | Nilópolis             | 162 893                   | 19,393                 | 8 399,58             | 2,5 bilhões     | 0,753 alto       | 01.07.1974 (LC N.020) |
|      | Queimados             | 152 311                   | 75,695                 | 2 012,16             | 3,6 bilhões     | 0,680 médio      | 01.01.1993            |
|      | Itaguaí               | 136 547                   | 274,433                | 497,56               | 7 bilhões       | 0,715 alto       | 01.07.1974 (LC N.020) |
|      | Japeri                | 106 296                   | 81,869                 | 1 298,37             | 0,9998 bilhões  | 0,659 médio      | 01.01.1993            |
|      | Seropédica            | 83 841                    | 283,766                | 295,46               | 1,8 bilhões     | 0,713 alto       | 01.01.1997            |
|      | Guapimirim            | 62 225                    | 360,766                | 172,48               | 0,721 bilhões   | 0,700 alto       | 01.01.1993            |
|      | Rio Bonito*           | 60 930                    | 465,455                | 130,90               | 1,3 bilhões     | 0,772 alto       | 27.12.2013            |
|      | Cachoeiras de Macacu* | 59 652                    | 953,801                | 62,54                | 1,05 bilhões    | 0,752 alto       | 27.12.2013            |
|      | Paracambi             | 53 093                    | 179,772                | 295,33               | 0,6 bilhões     | 0,720 alto       | 01.07.1974 (LC N.020) |
|      | Tanguá                | 34 898                    | 145,503                | 239,84               | 0,456 bilhões   | 0,654 médio      | 01.01.1997            |
|      | Total                 | 13 189 574                | 7 535,778              | 1 750,26             | 413,93 bilhões  |                  |                       |

Nota: * Municípios não pertencentes à Região Metropolitana do Rio de Janeiro de acordo com a divisão geoeconômica do estado.